# Liste der Kulturdenkmale in Annaberg (A–K)
Die Liste der Kulturdenkmale in Annaberg enthält die Kulturdenkmale des Stadtteils Annaberg der sächsischen Stadt Annaberg-Buchholz, die in der Denkmalliste vom Landesamt für Denkmalpflege Sachsen mit Stand vom 24. November 2010 erfasst wurden.
Diese Liste ist eine Teilliste der Liste der Kulturdenkmale in Sachsen.
Die Liste ist nach den Anfangsbuchstaben der Adresse aufgeteilt.
Aufgrund der großen Anzahl von Kulturdenkmalen ist die Liste aufgeteilt in die
- Liste der Kulturdenkmale in Annaberg (A–K)
- Liste der Kulturdenkmale in Annaberg (L–Z)

## Legende
- Bild: Bild des Kulturdenkmals, ggf. zusätzlich mit einem Link zu weiteren Fotos des Kulturdenkmals im Medienarchiv Wikimedia Commons. Wenn man auf das Kamerasymbol klickt, können Fotos zu Kulturdenkmalen aus dieser Liste hochgeladen werden:
- Bezeichnung: Denkmalgeschützte Objekte und ggf. Bauwerksname des Kulturdenkmals
- Lage: Straßenname und Hausnummer oder Flurstücknummer des Kulturdenkmals. Die Grundsortierung der Liste erfolgt nach dieser Adresse. Der Link (Karte) führt zu verschiedenen Kartendiensten mit der Position des Kulturdenkmals. Fehlt dieser Link, wurden die Koordinaten noch nicht eingetragen. Sind diese bekannt, können sie über ein Tool mit einer Kartenansicht einfach nachgetragen werden. In dieser Kartenansicht sind Kulturdenkmale ohne Koordinaten mit einem roten bzw. orangen Marker dargestellt und können durch Verschieben auf die richtige Position in der Karte mit Koordinaten versehen werden. Kulturdenkmale ohne Bild sind an einem blauen bzw. roten Marker erkennbar.
- Datierung: Baubeginn, Fertigstellung, Datum der Erstnennung oder grobe zeitliche Einordnung entsprechend des Eintrags in der sächsischen Denkmaldatenbank
- Beschreibung: Kurzcharakteristik des Kulturdenkmals entsprechend des Eintrags in der sächsischen Denkmaldatenbank, ggf. ergänzt durch die dort nur selten veröffentlichten Erfassungstexte oder zusätzliche Informationen
- ID: Vom Landesamt für Denkmalpflege Sachsen vergebene, das Kulturdenkmal eindeutig identifizierende Objekt-Nummer. Der Link führt zum PDF-Denkmaldokument des Landesamtes für Denkmalpflege Sachsen. Bei ehemaligen Kulturdenkmalen können die Objektnummern unbekannt sein und deshalb fehlen bzw. die Links von aus der Datenbank entfernten Objektnummern ins Leere führen. Ein ggf. vorhandenes Icon  führt zu den Angaben des Kulturdenkmals bei Wikidata.

## Liste der Kulturdenkmale in Annaberg (A–K)
| Bild                                    | Bezeichnung | Lage                                                       | Datierung                                                        | Beschreibung | ID                   |
| --------------------------------------- | --- | ---------------------------------------------------------- | ---------------------------------------------------------------- | --- | -------------------- |
| Weitere Bilder                          | Denkmalschutzgebiet Altstadt Annaberg | (Karte)                                                    |                                                                  | Denkmalschutzgebiet Altstadt Annaberg (Vorschlag) | 09229163             |
| Weitere Bilder                          | Triangulationsstein | Nähe Unterkunftshaus Pöhlberg (Karte)                      | 1865 (Triangulationsstein)                                       | Station 2. Ordnung, bedeutendes Zeugnis der Geodäsie des 19. Jahrhunderts, vermessungsgeschichtlich von Bedeutung. Inschrift: „Station Pöhlberg der Königl.-Sächs. Triangulierung 1865, 1989 restauriert“ Die Station 130-Pöhlberg wurde auf der höchsten Stelle des Pöhlberges in der Verantwortung von Weisbach errichtet. Die Stadtgemeinde Annaberg erteilte als Grundstückseigentümerin nachträglich am 15. Januar 1866 hierzu die Zustimmung. Die Säule entspricht in Art und Form den Stationen 129, 131, 132 und 133, die alle aus Greifensteiner Granit gefertigt sind und die zwischen September 1864 und August 1865 errichtet wurden. Es ist davon auszugehen, dass die Säulen vom selben Steinmetzbetrieb gefertigt und eventuell auch aufgestellt wurden. Bauleiter waren der Markscheider Weiß und Gradmessungsassistent Helmert. Im Zeitraum 1862 bis 1890 erfolgte im Königreich Sachsen eine Landesvermessung, bei der zwei Dreiecksnetze gebildet wurden. Zum einen handelt es sich um das Netz für die Gradmessung im Königreich Sachsen (Netz I. Classe/Ordnung) mit 36 Punkten und die Königlich Sächsische Triangulierung (Netz II. Classe/Ordnung) mit 122 Punkten. Geleitet wurde diese Landesvermessung durch Christian August Nagel, wonach die Triangulationssäulen auch als „Nagelsche Säulen“ bezeichnet werden. Dieses Vermessungssystem war eines der modernsten Lagenetze in Deutschland. Die hierfür gesetzten Vermessungssäulen blieben fast vollständig an ihren ursprünglichen Standorten erhalten. Sie sind ein eindrucksvolles Zeugnis der Geschichte der Landesvermessung in Deutschland sowie in Sachsen. Das System der Vermessungssäulen beider Ordnungen ist in seiner Gesamtheit ein Kulturdenkmal von überregionaler Bedeutung. | 09229162             |
| Weitere Bilder                          | Königlich-Sächsische Meilensteine (Sachgesamtheit)                                                                                                | Adam-Ries-Straße 1 (gegenüber) (Karte)                     | 1858–1868 (Meilenstein)                                          | Meilenstein; Stationsstein aus Sandstein auf dreieckigem Grundriss mit Inschriften, als Teil des seit 1858 eingeführten Meilensystems von verkehrsgeschichtlicher Bedeutung, seit 2019 zugehörig zur Pufferzone des UNESCO-Welterbes »Montanregion Erzgebirge/Krušnohoři« Bei dem hier aufgestellten Meilenstein handelt es sich um einen Stationsstein. Der Stationsstein gehört zum zwischen 1858 und 1875 geltenden Verkehrsleitsystems, das auf der Grundlage der seit 1840 gültigen Posttaxordnung mit der neuen Längeneinheit „kleine Meile“ (entspricht 7,5 km) eingeführt wurde und die bis dahin geltenden kursächsischen Postmeilen ablöste. Dazu wurde durch den Straßenbau-Ingenieur Wilke ab 1858 eine Neuvermessung der Straßen im Königreich Sachsen vorgenommen. Dieser entwickelte ein neues Verkehrsleitsystem bestehend aus Stationssteinen am Ausgangs- und Endpunkt einer Poststraße, Meilensteinen bei ganzen Meilen, Halbmeilensteinen bei halben Meilen, Abzweigsteinen als Markierung von Straßenkreuzungen und Grenzübergangssteinen an den Außengrenzen des Königreichs. Die vergleichsweise schmucklosen Steine waren einheitlich mit Entfernungsangaben beschriftet und königlicher Krone gestaltet. Die Fertigung der Steine wurde dem Dresdner Steinmetzmeister Uhlmann übertragen, der wiederum mehrere Unterauftragnehmer beschäftigte. Als Material wurde überwiegend Sandstein verwendet. Durch die Einführung des metrischen Systems in Sachsen, im Jahr 1875, verloren die Meilensteine bereits wieder an Bedeutung und man änderte die Entfernungsangaben auf den Steinen in Kilometer. Das nur wenige Jahre Gültigkeit besitzende Netz der Meilensteine ist ein verkehrsgeschichtliches Denkmal. Der Stationsstein an der Adam-Ries-Straße wurde unweit des ehemaligen Wolkensteiner Tors markiert den Endpunkt des Postkurses 233. Der Stein wurde in Sandstein mit dreieckigem Querschnitt und einer Höhe von 186 cm errichtet. Auf den drei Seiten sind auf tieferliegenden und im Halbrund endenden Flächen die Entfernungsangaben zu den nächsten Poststationen und darüber jeweils eine gusseiserne Krone angebracht. Als Bestandteil des zwischen 1858 und 1875 geltenden Meilensystems ist der Stationsstein von verkehrsgeschichtlicher Bedeutung. | 09304445             |
| Direkt Bild zu diesem Denkmal hochladen | Wohnhaus bzw. Bürgerhaus in offener Bebauung | Adam-Ries-Straße 1 (Karte)                                 | um 1860                                                          | Wenig verändertes spätklassizistisches Wohnhaus mit teilweiser originaler Ausstattung und baugeschichtlicher sowie städtebaulicher Bedeutung. Das zweigeschossige, verputzte Wohnhaus in offener Bebauung hat einen rechteckigen Grundriss sowie ein Satteldach mit Bitumenschindeldeckung und kleinen Dachluken. Die Fassade zur Adam-Ries-Straße ist vierachsig, auf der Giebelseite zweiachsig. Die Fenstergewände im Erd- und Obergeschoss sind profiliert und zeigen jeweils eine konsolenartige Dekoration; im Erdgeschossbereich befinden sich zusätzlich aufgeputzte Spiegel unterhalb der Sohlbänke. Die historische, hölzerne Eingangstür ist erhalten. Unterhalb der Traufe aus Zahnschnitt und Schmuckfries gibt es dekorativen Schmuck mit Blattmotiven. Am Ortgang in Höhe der Traufe auf der südwestlichen Seite des Wohnhauses ist jeweils verzierter, lanzettförmiger Werkstein verbaut worden. Das Treppenhaus ist in der Art eines Lichthofes gestaltet, von der originalen Ausstattung haben sich Türen, Profile, kannelierte Pfeiler, Geländer etc. erhalten. | 09228534             |
|                                         | Ehemaliges Hospital St. Trinitatis; Pfarrhaus | Adam-Ries-Straße 2 (Karte)                                 | 1827–1829 (Pfarrhaus)                                            | Teil des Trinitatis-Ensembles an der Hospitalkirche St. Trinitatis (Adam-Ries-Straße 6), bau- und ortsgeschichtliche sowie städtebauliche Bedeutung in der für die spätklassizistische Entstehungszeit typischen symmetrischen Bauweise. Das zweigeschossige Pfarrhaus bildet mit dem baugleichen Hospitalgebäude auf der Geyersdorfer Straße 1 die Eingangssituation zur St. Trinitatiskirche und dem dazugehörigen Friedhof. Die verputzte Fassade mit fünf Achsen besitzt in der Mittelachse einen Risalit, der von einem „griechischen“ Giebel bekrönt wird. In der Achse liegen zudem der Zugang zum Haus, die Tür und ein darüber angeordnetes Fenster mit flacher Dreieckbekrönung und Zahnfriesdekor. Ähnlich ausgebildet ist auch das Doppelfenster im Giebeldreieck zur Adam-Ries-Straße. Die Giebelseite ist in drei Achsen gegliedert, alle Fenster zeigen einfache, farbig abgesetzte Rahmungen und kleinteilige Sprossung. Auf der Friedhofsseite sind ein kleineres Portal mit Segmentbogenschluss und Scheitelstein, in der linken Achse eine große torähnliche Öffnung mit Segmentbogen eingearbeitet. Das Walmdach ist schiefergedeckt mit fünf bzw. zwei spitzbogigen Gaupen in zwei Reihen. | 09228546             |
| Weitere Bilder                          | Ehemaliges Hospital St. Trinitatis; Hospitalkirche, Trinitatiskirche, Friedhofskirche                                                             | Adam-Ries-Straße 6 (Karte)                                 | 1526–1529 (Hospitalkirche)                                       | Saalkirche mit Außenkanzel, Teil des Ensembles des ehemaligen Hospitals St. Trinitatis, baugeschichtliche und ortsgeschichtliche sowie städtebauliche Bedeutung. Ursprünglich 1526–1529 außerhalb der Stadtmauer errichtet, wurde die kleine Saalkirche durch den Brand von 1604 zerstört. Der Wiederaufbau erfolgte 1683–1685 an gleicher Stelle und unter Verwendung von Resten des Vorgängerbaus. Nach erneutem Brand 1826 erfolgte ein vereinfachter Wiederaufbau mit erhöhten Außenmauern 1828–1830. Es handelt sich um einen verputzten Bruchsteinbau mit dreiseitig geschlossenem Chor. Bemerkenswert die von 1685 stammende Freikanzel an der Nordseite des Gebäudes zum Friedhof. Das hohe Walmdach mit verschiefertem Dachreiter, der wohl das frühere Aussehen des 1813 abgebrannten Turmes der Annenkirche widerspiegelt. Der Innenraum mit flacher Decke und einfachen Emporen an drei Seiten. 1864 Einbau der Gotthilf-Bärmig-Orgel. Von der frühen Innenausstattung war ein Abendmahlsrelief (1685) erhalten sowie ein Altarkreuz um 1510 (vermutlich aus dem Franziskanerkloster, in der Hospitalkirche seit 1966). Mit der Säkularisierung des angrenzenden Friedhofs verlor die Kirche ihre Hauptfunktion, was einen langsamen Verfall verursachte: 2006 Notsicherung, seit 2009 ohne Nutzung. Die Hospitalkirche ist das Herz des Trinitatisensembles, zu dem neben den Resten des Friedhofs auch noch die in spätklassizistischer Zeit entstandenen Pfarr- und Hospitalgebäude gehören. Die Kirche weist nicht nur bau- und ortsgeschichtlichen Wert, sondern als Ensemble-Bestandteil auch besondere städtebauliche Qualität auf. | 09228545             |
| Direkt Bild zu diesem Denkmal hochladen | Goldene Sonne | Adam-Ries-Straße 11 (Karte)                                | 1850–1880                                                        | baugeschichtlicher und kulturhistorischer Wert. Dreigeschossiges verputztes historistisches Gebäude in halboffener Bebauung und Ecklage. Die Fassade zur Adam-Ries-Straße mit acht Achsen, die Ecke abgeschrägt mit jeweils einem Fenster in den Geschossen. Fenstergewände im Erdgeschoss mit leichtem Stichbogen und Zierschlussstein, die der Obergeschosse rechteckig mit schlichter Profilierung, gerader Fensterverdachung und profilierter Sohlbank mit konsolartiger Dekoration. Drei Fenster des 1. Obergeschoss sind durch dreieckige Fensterverdachungen hervorgehoben. Das Vordach über dem Eingang und der vertikale Schriftzug „Hotel“ an der Hausecke verweisen auf die Nutzung des Gebäudes als Hotel „Goldene Sonne“. Das Mansarddach mit Schieferdeckung und ausgebauter Mansarde, darüber eine Reihe stehender Gaupen. An diesem Standort ist seit 1855 der Gasthof nachweisbar, seit 1887 auch eine Ausspanne für Fuhrleute, im Hof wohl histor. Stallungen erhalten. Ab den 1920er Jahren soll der Besitzer Thomas Bsteh aus Wien den Charme der Wiener Gastronomie ins Erzgebirge gebracht haben. Das Gebäude hat sich in seiner typisch historistischen Gestaltung erhalten und ist somit von baugeschichtlichem und kulturhistorischem Wert. | 09228535             |
| Direkt Bild zu diesem Denkmal hochladen | Mietshaus mit Laden in geschlossener Bebauung | Adam-Ries-Straße 15 (Karte)                                | Um 1885                                                          | mit Laden, baugeschichtliche und städtebauliche Bedeutung. Viergeschossiges historistisches Mietshaus mit fünf Achsen in geschlossener Bebauung. Über einem sehr schmalen Natursteinsockel beginnt die verputzte Fassade des Gebäudes. Der Zugang erfolgt in der linken Achse durch eine zweiflügelige historistische Eingangstür, diese mit einem schlicht profilierten Gewände und dreieckiger Verdachung. Anschließend ein Laden mit Zugang und einem Schaufenster. Die der Wohnnutzung vorbehaltenen Obergeschosse beginnen oberhalb eines schmalen Putzbandes. Die Fenster hier mit der für den Historismus typischen Bauzier: gerade, segmentbogenförmige und dreieckige Verdachungen wechseln sich ab, alle Fenster besitzen unterhalb ihrer kräftigen Sohlbänke Stuckdekor. Insgesamt nimmt der Grad der Verzierung von unten nach oben ab. Die Fenster teils mit profilierten, teils mit glatten Gewänden, alle mit T-Stock. Das Satteldach mit fünf kleineren stehenden Gaupen. Das für das letzte Viertel des 19. Jh. typische Mietshaus befindet sich in relativer Nähe – außerhalb – der wenige Jahre zuvor völlig aufgegebenen Stadtmauer Annabergs und ist damit ein Beispiel der erfolgten Stadterweiterung. Es besitzt nicht nur baugeschichtliche, sondern auch städtebauliche Bedeutung. | 09228536             |
| Direkt Bild zu diesem Denkmal hochladen | Mietshaus in halboffener Bebauung | Adam-Ries-Straße 17 (Karte)                                | um 1885                                                          | mit Läden, baugeschichtliche und städtebauliche Bedeutung. Dreigeschossiges historistisches Mietshaus mit sechs Achsen in halboffener Bebauung. Dieses relativ schlichte verputzte Gebäude besitzt im Erdgeschoss zwei Läden auf den Außenseiten: beide haben eine Zugang-Schaufenster-Kombination, wobei die Tür leicht nach innen versetzt ist. In der dritten Achse befindet sich der ebenfalls eingezogene Zugang zum Haus. Die Fenster der Obergeschosse sind jeweils paarweise angeordnet, was v. a. im 1. Obergeschoss durch die geraden Verdachungen noch stärker deutlich wird, hier auch kantige Sohlbänke mit kleinen Zierkonsolen, die Fenster im 2. Obergeschoss mit einfacherer Rahmung. Alle Fenster mit T-Stock. Die Mitte des Hauses wird durch einen zwerchhausartigen Dachaufbau betont, dieser mit Dreieckgiebel, zwei Fenstern und einem Okulus. Seitlich davon jeweils eine stehende Gaupe im schiefergedeckten Satteldach. Das für das letzte Viertel des 19. Jh. typische, wenn auch gestalterisch zurückhaltende Mietshaus befindet sich in relativer Nähe – außerhalb – der wenige Jahre zuvor völlig aufgegebenen Stadtmauer Annabergs und ist damit ein Beispiel der erfolgten Stadterweiterung. Es besitzt nicht nur baugeschichtliche, sondern auch städtebauliche Bedeutung. | 09228537             |
|                                         | Ehemaliges B-Krankenhaus und Heizhaus | Adam-Ries-Straße 18 (Karte)                                | um 1900 (Wäschefabrik)                                           | baugeschichtliche und ortsgeschichtliche Bedeutung. Mächtiger dreigeschossiger Baukörper in offener Bebauung. Besonders markant ist seine historisierende Klinkerfassade mit 14 zu drei Achsen. Oberhalb einer Sockelzone leitet ein kleines, mit grün glasierten Terracotten verdachtes Gesims zu den Obergeschossen über, ein weiterer Sims zwischen 1. und 2. Obergeschoss. Die Fenster zur Straße auf der linken Seite einzeln mit Segmentbögen, auf der rechten Seite paarweise gekoppelt. Besonders hervorgehoben sind die rechten Achsen: hier im Erdgeschoss über zwei Achsen reichende große Fenster mit leicht spitzbogiger Form, im 1. Obergeschoss Doppelfenster mit Segmentbogen. Die Öffnungen beider Geschosse sind durch eine flache Nische miteinander verbunden, die in einer Art Kleeblattbogen enden. Dort sowie zwischen den Geschossen befinden sich Stuckreliefs mit floralen Motiven, Wappen und Gesichtern. Auf der Giebelseite herrscht eine unregelmäßigere Aufteilung der Öffnungen, wobei jeweils die Mittelachse durch größere Öffnungen betont wird. Markant hier der Zugang (einflügelige Holztür mit Oberlicht) mit einem Tudorbogen und Zweischneus bekrönt, flankiert von jeweils dreiteiligen hohen Bogenöffnungen bzw. Blindbögen. Im Giebelfeld ebenfalls Blendbögen als Baudekor, dieses mit helleren Steinen hinterlegt. Das hohe abgewalmte Dach ist schiefergedeckt und auf beiden Längsseiten nachträglich durch den Einbau einer langen Schleppgaupe verändert worden. Der markante Klinkerbau wurde um 1900 als Herrenwäschefabrik Hahn & Fromhold errichtet, spätestens ab Mitte des 20. Jh. diente das Gebäude als Krankenhaus, bevor es um 2000 zur Förderschule umgebaut wurde. Es besitzt nicht nur baugeschichtliche und städtebauliche Bedeutung mit seiner charakteristischen, den Straßenraum prägenden Fassade, sondern hat ebenfalls wirtschafts- und sozialgeschichtlichen Wert. | 09228540             |
| Direkt Bild zu diesem Denkmal hochladen | Doppelmietshaus mit Hintergebäude und Einfriedung                                                                                                 | Adam-Ries-Straße 25, 27 (Karte)                            | 1898                                                             | baugeschichtliche Bedeutung. Dreigeschossiges historistisches Doppelmietshaus mit sechs bzw. fünf Achsen in offener Bebauung. Nur die beiden nebeneinanderliegenden, separaten Zugänge der Häuser zeigen die Zweiteiligkeit des Baukörpers an. Ansonsten ist die Gestaltung beider Hausteile gleich. Fassadenmaterial ist orangegelber Klinker, der von horizontalen Bändern strukturiert wird. Eingänge und Fenster im Erdgeschoss besitzen jeweils einen Rundbogenschluss und weisen wuchtige Gewände mit groben Dekorationen auf. Gleich im Material, aber differierend in der Gestaltung auch die Rahmungen, Verdachungen und Spiegel bei den Fenstern der Obergeschosse. Besondere Betonung erfahren die Eckbereiche mittels dreieckiger Verdachungen. Das Hauptgesims mit einem ebenfalls wuchtigen Zahnschnitt lädt stark aus. Das Satteldach ist schiefergedeckt und wird an der Ecke mit einem kuppelartigen Dachaufbau bekrönt, ansonsten stehende Gaupen für das zum Wohnen ausgebaute Dachgeschoss. Ein Hintergebäude, ebenfalls mit Klinkerfassade, ist erhalten, optischer Blickfang hier die Betonung der Ecke durch aufgeputzte Pfeiler mit Kanneluren. Teile der ursprünglichen Einfriedung vorhanden. Dieses um 1900 entstandene Mietshaus zeigt Gestaltungsmittel zwischen Historismus und beginnender Reformbauphase. Nahezu unverändert ist es zusammen mit Hinterhaus und Einfriedung ein Beispiel der Stadterweiterung um die damalige Jahrhundertwende und besitzt baugeschichtliche Bedeutung. | 09228538             |
| Direkt Bild zu diesem Denkmal hochladen | Sogenannte Feilerhäuser | Adam-Ries-Straße 26, 28, 30 (Karte)                        | 1930–1931                                                        | baugeschichtliche und architekturgeschichtliche (Typenbauweise) sowie städtebauliche Bedeutung Drei massive, versetzt zueinander stehende Würfelhäuser mit je drei Etagen bilden dieses Gebäudeensemble. Entstanden sind sie zwischen 1930 und 1931 als Reaktion auf die Notwendigkeit, mit möglichst geringem Finanzeinsatz viel Wohnraum zu schaffen. Zunächst errichtete die Stadt die Nummer 26 als ein Mietshaus mit 12 Wohnungen. Nach längeren Diskussionen im Stadtrat fiel die Entscheidung für ein Typenhaus des Architekten Curt Feiler aus Reichenbach i. V. Dieses zeichnet sich durch sparsamen Materialverbrauch und nahezu gleich gestaltete Kleinwohnungen aus: Immer zwei Eingänge befinden sich an den Podesten, so dass die Wohnungen gegenüberliegender Seiten je um ein Geschoss versetzt sind. Die ursprünglich komplett verputzte Fassade ist bewusst sachlich gehalten, die Einzelfenster sind optisch durch andersfarbigen Putz streifenförmig verbunden. Typisch für die Zeit ist das flache Dach, um möglichst geringe Raumverluste zu haben. Nahezu gleichzeitig entstand das Gebäude Nummer 28, diesmal von der „Gewoge“ (Gemeinnützige Wohnungsbaugenossenschaft Annaberg), bei der schon länger der Gedanke, ein Feilerhaus zu errichten, herrschte (ursprünglich am Jungfernstieg geplant). Umgesetzt wurde ein 14-Familienhaus mit Wohnungsgrößen zwischen ca. 35 und 45 m², die aus Wohnküche, Schlafstube, Vorraum und einer Kammer im Dachgeschoss bestanden. Die Erschließung erfolgte analog zu Nummer 26. Vom gleichen Träger und in gleicher Ausführung entstand 1931 das letzte der drei Würfelhäuser. Mit diesem Gebäudeensemble hielt – hier durch die Notwendigkeit des Sparens – die Bauidee der Neuen Sachlichkeit in Annaberg Einzug. Obwohl die Gebäude nicht denkmalgerecht saniert wurden (Fenster, Türen, Fassadenverkleidung), ist dieses Ensemble sowohl architekturgeschichtlich (Idee der Typenbauweise) als auch ortsgeschichtlich und städtebaulich von hoher Bedeutung. | 09228914             |
| Direkt Bild zu diesem Denkmal hochladen | Ehemalige Hemdenfabrik Friedrich | Adam-Ries-Straße 47, 49 (Karte)                            | 1899 Ursprungsbau (Fabrik), nach 1900 (Fabrikantenvilla)         | baugeschichtlich und wirtschaftsgeschichtlich von Bedeutung Dreigeschossiges, langgestrecktes Fabrikgebäude von 1899/1902 in offener Bebauung mit verputzter Fassade und Mansarddach. Die Fenster werden durch eine Lisenenarchitektur, die jeweils einen Rundbogen stützen, paarweise gekoppelt. Dadurch erhält die Fassade ihre strenge Rhythmisierung. Die Fenster selbst sind in den unteren beiden Etagen segmentbogenförmig, im 3. Obergeschoss rundbogig, wobei jeweils die Bögen mit einem Scheitelstein betont sind. Im Bereich der Traufe und des Dachs gestalterisch hervorgehoben sind sowohl jeweils die Ecken als auch eine breite Mittelzone auf der Längsseite. Hier finden sich unter anderem Rundbogenfriese sowie zwerchhausartige Aufbauten ebenfalls mit Rundbogenschluss. Anders als die meisten um die Jahrhundertwende in Annaberg entstandenen Fabrikgebäude weist dieses Beispiel eine vor allem dem Jugendstil verpflichtete Fassade auf. 1899 wurde dieses Gebäude ursprünglich als zweigeschossige Schnurenfabrik für Emil Schmiedel errichtet, der jedoch Konkurs anmelden musste. Nachfolger wurde Robert Friedrich, der hier seine Kartonagenfabrik einrichtete und dafür 1902 ein zusätzliches Geschoss ergänzte. Dieser Bau ist ein typisches Beispiel der Industriearchitektur in Annaberg während ihrer Blüte um die Jahrhundertwende. Es wurde von F. J. Götze errichtet und erweitert, einem der renommiertesten Architekten dieser Zeit in Annaberg. Einige Anbauten kleineren Maßstabs wurden 1910 und 1940 angefügt. Das Gebäude besitzt nicht nur baugeschichtlichen, sondern auch wirtschaftsgeschichtlichen sowie wissenschaftlich-dokumentarischen Wert. | 09228539             |
| Direkt Bild zu diesem Denkmal hochladen | Fabrikantenvilla mit Villengarten (ehemalige Villa der Kartonagenfabrik Friedrich)                                                                | Adam-Ries-Straße 49 (Karte)                                | Nach 1900                                                        | Orts-, bau-, wirtschafts- und gartengeschichtliche Bedeutung. Zweigeschossiges massives Wohnhaus in offener Bebauung. Das Gebäude wurde nach 1900 als Fabrikantenvilla für den Besitzer des benachbarten Werkes errichtet. Gestalterische Nähe zu diesem zeigt es durch die Wiederholung des Rundbogenfrieses unterhalb der Traufe. Besonderes Gestaltungsmerkmal sind die verandaartigen Anbauten, die teilweise auf gedrungenen Säulen ruhen. Das Mansarddach ist schiefergedeckt und besitzt auf dem aus der Gebäudeflucht tretenden Bauteil ein kleines Türmchen. Zur Fabrikantenvilla gehören außerdem der architektonisch gestaltete Garten mit seiner Freitreppe sowie die historische Einfriedung mit eckigen Bruchsteinpfeilern. Das ehemals abschüssige Gelände wurde in zwei Ebenen terrassiert, der südliche Bereich um die Villa ist heute höher als der tiefer gelegene nördliche Garten. Der Höhenunterschied zwischen den beiden Ebenen wird durch eine verputzte Stützmauer abgefangen und durch eine Freitreppe überwunden. Zur Adam-Ries-Straße wird die Höhendistanz durch eine Felspartie abgefangen. Der wertvolle Altgehölzbestand aus u. a. Rot-Buche, Blut-Buche, Linde, Rosskastanie, Gemeine Kiefer, Schwarz-Kiefer, Lärche und Rhododendren prägt den Garten. Die Errichtung von Fabrikantenvillen in unmittelbarer Nachbarschaft zum Werksgelände ist typisch für Annaberg, jedoch ist es selten, dass sowohl Fabrik als auch Wohnhaus nahezu ursprünglich erhalten sind. Dieses Objekt, das zwischenzeitlich als Kindergarten genutzt wurde, ist somit ein wichtiges Zeugnis der Architekturgeschichte mit ortsgeschichtlicher Bedeutung. Villa und Garten bilden eine Einheit von Denkmalwert. Als qualitätsvolles Beispiel für eine charakteristische Bauaufgabe der Zeit nach 1900 ist das Anwesen auch baugeschichtlich und gartenhistorisch von Bedeutung. | 09305018             |
| Direkt Bild zu diesem Denkmal hochladen | Mietshaus in Ecklage und offener Bebauung | Adam-Ries-Straße 51 (Karte)                                | Bezeichnet mit 1905                                              | baugeschichtlich und städtebauliche Bedeutung Dreigeschossiges historistisches Mietshaus in Ecklage (mit fünf zu vier Achsen) in offener Bebauung. Die Fassade dieses Gebäudes besitzt in allen Geschossen eine hellbeige Klinkerverkleidung. Der Hauszugang befindet sich in der rechten Achse der Adam-Ries-Straße und ist weit in den Baukörper eingezogen. In den Obergeschossen sind an dieser Stelle schmale Balkone mit Ziergittern auf wuchtigen Konsolen angeordnet. Die Fenster sind alle rechteckig mit T-Teilung. Baudekor findet sich vor allem bei den Fenstern im 1. Obergeschoss mit gerader Verdachung und Stuckspiegel unterhalb der Sohlbänke. Besonders hervorgehoben ist die abgerundete Ecke, die sich bis ins Dach fortsetzt und mit einem Türmchen bekrönt wird. Im Eckbereich ebenfalls Stuckflächen, hier bezeichnet mit „1905“ und „LB“. Ein horizontales Band sowie Stuckfelder und Konsolen zieren den Traufbereich. Das schiefergedeckte Mansarddach hat ebenfalls Wohnnutzung. Beidseitig weist das Gebäude Brandwände auf, was auf eine geplante Fortsetzung der Bebauung hindeutet. Trotz des Baujahrs 1905 zeigt dieses Beispiel noch eine erstaunlich enge Verbindung zur Gestaltung des Historismus, kaum verändert ist es für die Geschichte der Stadterweiterung von baugeschichtlicher und städtebaulicher Bedeutung. | 09228996             |
| Direkt Bild zu diesem Denkmal hochladen | Mietshaus in offener Bebauung | Adam-Ries-Straße 55 (Karte)                                | um 1905                                                          | baugeschichtliche Bedeutung Dreigeschossiges Mietshaus in offener Bebauung, das in seiner Gestaltung auch als freistehender Baukörper konzipiert wurde. Das ist ungewöhnlich in Annaberg, da die meisten Ende des 19. und Anfang des 20. Jh. entstandenen Mietshäuser als Blockrandbebauung errichtet worden sind. Der Zugang zu Gebäude und Treppenhaus befindet sich seitlich und weist einen kleinen Vorbau auf. Die Fenster im Erdgeschoss rechteckig in segmentbogenförmigen Nischen, als Gestaltungsmittel außerdem bogenförmige Putznutungen im Bogenbereich. Die Fassade in den Obergeschoss verputzt und schlicht. Bauzier hier in Form von reich gegliederten Fensterverdachungen zur Straße. Charakteristisches Gestaltungsmerkmal dieses Gebäudes ist der mittige Erker zwischen dem 1. und 2. Obergeschoss, der zusätzlich mit Stuckdekor verziert ist. Im mittleren Feld die Bezeichnung „LB“. Auch im schiefergedeckten Mansarddach wird die Betonung der Mitte durch die Anordnung eines Zwerchhauses mit geschweiftem Giebel fortgesetzt, hier finden sich zwei Fenster im Bereich des bewohnten Daches sowie ein hochovaler Okulus. Das Gebäude besitzt als Beispiel der Annaberger Stadtentwicklung Richtung Nordosten baugeschichtliche und städtebauliche Bedeutung. | 09228995             |
| Direkt Bild zu diesem Denkmal hochladen | Ehemalige Fabrikantenvilla | Annenstraße 7 (Karte)                                      | 1912                                                             | baugeschichtliche und wirtschaftsgeschichtliche Bedeutung Zweigeschossige ehemalige Fabrikantenvilla in offener Bebauung, die sich 1912 der Besitzer der nordöstlich gelegenen Fabrik errichten ließ. Größe, Zuschnitt und Anlage waren auf eine wohlhabende Familie mit Angestellten, Kindern und Gästen ausgelegt. Im Erdgeschoss mit den segmentbogigen Fenstern und der verglasten Veranda zum Garten befanden sich die repräsentativsten Räume. Der Eingang war links in einem kleinen Anbau untergebracht. Einfriedung, Aufgang zum Haus und vermutlich Teile der ursprünglichen Gartengestaltung sind gleichfalls erhalten. Es handelt sich um eine für Annaberg typische Bauaufgabe um 1900, da zahlreiche Fabrikbesitzer sich den Wirtschaftsaufschwung zu Nutze machten und sich in unmittelbarer Nähe ihrer Fabrik ein Wohnhaus errichten ließen. Dieses Objekt besitzt vor allem bau- und wirtschaftsgeschichtliche Bedeutung. | 09228984             |
| Direkt Bild zu diesem Denkmal hochladen | Wohnhaus in geschlossener Bebauung; Kreuzgewölbe                                                                                                  | Bachgasse 1 (Karte)                                        | 18. Jahrhundert (nach 1731)                                      | | 09228675             |
| Direkt Bild zu diesem Denkmal hochladen | Wohnhaus mit Gaststätte im Erdgeschoss in halboffener Bebauung; Kreuzgewölbe                                                                      | Bachgasse 6 (Karte)                                        | 18. Jahrhundert (nach 1731)                                      | | 09228676             |
| Weitere Bilder                          | Unterer Bahnhof; ehemaliger Staatsbahnhof (DABU 06575 II); Eisenbahnstrecke Annaberg-Buchholz unterer Bahnhof – Flöha; Zschopautalbahn (AF 6644)  | Bahnhofsplatz (Karte)                                      | vor 1866, Eröffnung 1. Februar 1866                              | verkehrstechnisch und ortsgeschichtlich von Bedeutung. Große, aus mehreren Teilen bestehende, um/ab 1866 (Eröffnung 1. Februar 1866) entstandene Bahnhofsanlage. Das Empfangsgebäude ist dreiteilig, da zwei giebelständige Bauteile mit einem traufständigen verbunden sind. Das komplette Empfangsgebäude sowie das seitliche Wohnhaus dreigeschossig mit verputzter Fassade und gleichmäßiger Fenstergliederung. Zum Bahnhofsvorplatz besitzt das Empfangsgebäude einen flachen Mittelrisalit, der von einem Dreieckgiebel bekrönt wird. Dieser sowie die drei Giebelflächen der Häuser in Richtung Bahnlinie geben der Anlage ihre besondere Prägung. Die Fenster im Erdgeschoss sowie im Mittelrisalit sind leicht spitzbogig und stellen einen stilistischen Bezug zur Tudorgotik her. Empfangsgebäude und Wohnhaus sind im Erdgeschoss mit einem eingeschossigen Bauteil verbunden. Über die gesamte Gebäudelänge erstreckt sich die erhaltene Bahnsteigüberdachung, wenn auch heute ohne Nutzung, da hier keine Gleise mehr anliegen. Die Züge verkehren ausschließlich auf den mittleren Schienen. Die Satteldächer sind schiefergedeckt. Als 1866 Annaberg an das Eisenbahnnetz angeschlossen wurde (Annaberg-Chemnitz), bedeutete dies für die Stadt einen enormen Wirtschaftsaufschwung. Als bauliches Zeugnis für diese Entwicklung besitzt der untere Bahnhof von Annaberg nicht nur baugeschichtliche, sondern vor allem verkehrstechnische und ortsgeschichtliche Bedeutung. | 09229141             |
| Direkt Bild zu diesem Denkmal hochladen | Villa mit Resten der Einfriedung | Bahnhofstraße 21 (Karte)                                   | um 1880                                                          | erbaut für die Fabrikantenfamilie Metzner, baugeschichtliche Bedeutung Zweigeschossige historistische Fabrikantenvilla in offener Bebauung, massiv mit verputzter Fassade. Der Zugang zum Gebäude erfolgt seitlich über einen kleinen Vorbau. Die Straßenansicht wird durch die Ausbildung eines Mittelrisalits geprägt, der sich bis ins Dachgeschoss erstreckt und mit einem Dreieckgiebel abschließt, hier floraler Stuck als Fries und in der Dreiecksfläche. Über einem Sockel aus Bruchsteinmauerwerk beginnt das Erdgeschoss mit dekorativer Putznutung. Ein Sims in Höhe der Sohlbänke der Fenster des 1. Obergeschosses trennt optisch das Obergeschoss, die Fassade ist hier glatt verputzt. Alle Fenster sind rechteckig mit für die Entstehungszeit im letzten Viertel des 19. Jh. typischen Bauzier (Verdachungen, Konsolen etc.). Ebenfalls dekorativ ist die Betonung der Gebäudeecken, einerseits durch farbige Abhebung, aber auch durch kapitellartige Abschlüsse im Traufbereich. Das Dach ist als schiefergedecktes Satteldach ausgebildet, im Giebeldreieck finden sich ein Fensterpaar und kleine Rundfenster. Wahrscheinlich als Fabrikantenvilla errichtet, weist dieses Bauwerk sowohl baugeschichtliche als auch städtebauliche Bedeutung auf. | 09228844             |
| Direkt Bild zu diesem Denkmal hochladen | Drehscheibe | Bahnhofstraße 25 (Karte)                                   | 1. Hälfte 19. Jahrhundert                                        | | 09228845             |
| Direkt Bild zu diesem Denkmal hochladen | Wohnhaus in offener Bebauung | Bahnhofstraße 27 (Karte)                                   | bez. 1909                                                        | Heimatstil, baugeschichtliche Bedeutung Kleines eingeschossiges Wohnhaus in offener Bebauung; Über einem Sockel aus Bruchstein beginnt die verputzte Fassade, hier findet sich eine bezeichnete Tafel „1909 CR“. Unterhalb der Traufe sowie im Bereich eines Zwerchhauses besitzt das Gebäude Zierfachwerk. Besonderes Kennzeichen ist jedoch vor allem das Rundbogenportal mit Schmuckfries, das den Hauseingang bildet. Das Treppenhaus ist auf der rechten Seite, was hier nicht nur der Verlauf des Sockels und das um ein halbes Geschoss versetzte breite Rundbogenfenster anzeigen, sondern auch das angesetzte Dach. Der gesamte Dachbereich ist ausgebaut mit drei großen Fenstern im Zwerchhaus. Das schiefergedeckte eigentliche Satteldach erscheint durch Treppenhausanbau und Zwerchhaus mehrfach gebrochen, wie es im Heimatschutzstil häufig Anwendung fand. Als ein in Annaberg seltener Vertreter der Ideen des Heimatschutzstils besitzt dieses kleine Wohnhaus vor allem baugeschichtliche Bedeutung. | 09228846             |
| Direkt Bild zu diesem Denkmal hochladen | Fabrikgebäude | Bambergstraße 9 (Karte)                                    | bezeichnet 1900                                                  | baugeschichtliche und wirtschaftsgeschichtliche Bedeutung Dreigeschossiges, langgestrecktes Fabrikgebäude in offener Bebauung mit gelber Klinkerfassade und Mansarddach. Räumlich nur gering hervorgehoben und mittels roten Klinkern optisch getrennt sind die mittleren beiden Achsen sowie jeweils die Außenachse. Die Fassade wird durch einen Wechsel aus breiteren Einzelfenstern und Fensterpaaren rhythmisiert, die in flachen Nischen liegen und im Obergeschoss von flachen Rundbögen überspannt werden. Die Fenster selbst sind im Erdgeschoss segmentbogenförmig, in den Obergeschoss rechteckig. Zurückhaltende Dekorierung erhält der Bau auch durch den Einsatz grün glasierter Klinker, die teilweise die Felder unterhalb der Sohlbänke rahmen. Rote Klinker – wie ein Zahnschnitt verwendet – bilden das Traufgesims. Das Mansarddach hat wenige stehende Gaupen. Nachträgliche Veränderungen finden sich vor allem im Sockelgeschoss, wo verschiedene größere Öffnungen eingebracht wurden. In der Mittelachse zwischen Erdgeschoss und 1. Obergeschoss eine Inschrift „erbaut PD 1900“. Diese verweist auf den Bauherrn des Objekts, Paul Diersch, der hier eine Posamentenfabrik errichten ließ. Nach verschiedenen anderen Nutzungen wie Süßmosterei oder Lager wurde das Gebäude 1991/1992 saniert und als Theaterwerkstatt und Fundus weitergenutzt. Es besitzt nicht nur baugeschichtlichen, sondern auch wirtschaftsgeschichtlichen Wert. Durch seine Lage am Hang ist es weithin sichtbar und damit auch städtebaulich von Relevanz. | 09228776             |
| Direkt Bild zu diesem Denkmal hochladen | Mietvilla | Bambergstraße 11 (Karte)                                   | Bezeichnet mit 1912                                              | baugeschichtliche und städtebauliche Bedeutung. Mächtige massive Jugendstil-Mietvilla in offener Bebauung im begrünten Hangbereich zwischen der Stadtmauer und dem Bahnhof. Der Zugang zum verputzten Gebäude sowie das Treppenhaus befinden sich in einem seitlichen Anbau. Zur Talseite weist das Haus drei Vollgeschosse und das ausgebaute Dachgeschoss auf. Vorwiegend rechteckige Fenster mit zeittypischem, kleinteiligen Oberlicht und unterschiedlichen Bekrönungen. Als Akzente Stuckdekor auf den Wandflächen der Erker, zwischen den Geschossen sowie in den Giebelfeldern. Das steile Dach besitzt eine Schiefereindeckung. Diese qualitätvolle und detailreiche Jugendstilvilla wurde 1912 durch den Architekten Max Beer errichtet und besitzt baugeschichtliche, durch ihre Lage am Hang auch städtebauliche Bedeutung. | 09228778             |
|                                         | Ehemaliges AEG-Schalterwerk | Barbara-Uthmann-Platz 5 (Karte)                            | 1907–1908                                                        | moderne Skelettbauweise der Jahrhundertwende mit Bauornament des Jugendstils, baugeschichtliche und industrie-entwicklungsgeschichtliche Bedeutung Dreigeschossiges Fabrikgebäude in für die Zeit nach der Jahrhundertwende moderner Skelettbauweise mit Klinkerfassade. Über einem Bruchsteinsockel schließt sich das gelbe Klinkermauerwerk an, das zur Gliederung flache Lisenen zwischen den großen Fenstern aufweist. Die Fenster im Erdgeschoss und 2. Obergeschoss haben leichte Stichbögen, im 1. Obergeschoss sind sie nahezu quadratisch. Heute leider vereinfacht und nicht denkmalgerecht ist die Fenstersprossung. Obergeschoss und Erdgeschoss werden durch ein Gesims aus Werkstein optisch getrennt, wenig Fassadenschmuck in Form von Terracottaplatten findet sich im oberen Bereich der Lisenen und friesartig im Erdgeschoss. Deutliche Betonung erfährt die Eingangsachse durch vom Jugendstil beeinflusste Bauornamentik, insbesondere durch das Fenster im 2. Obergeschoss mit dreieckiger dekorativer Verdachung. Das blechgedeckte Mansarddach hat große flache Gaupen. Im Inneren ist teilweise die originale Ausstattung erhalten, z. B. die Treppengeländer. Die Planung dieses Gebäudes war mit einigem Aufwand verbunden: Der Bauherr Arthur Hänel reichte zum Beginn des Jahres 1907 erste Zeichnungen (von Baumeister Otto Siegel in historistischer Formensprache) für das große Fabrikgebäude in der von kleinen Wohnbauten geprägten Umgebung ein. Unter anderem verhinderten der Protest von Nachbarn, aber auch andere Parameter wie eine zu starke Ausnutzung des Grundstücks oder zu große Höhe die Ausführung. Neue Entwürfe folgten, von denen im August 1907 der von A. Mairich aus Chemnitz schließlich trotz weiterer Einsprüche genehmigt wurde. 1908 konnte die „Fabrik von Papp-Sargbeschlägen und Sargfransen, Prägeanstalt mit Dampfbetrieb“ in Betrieb genommen werden. Spätestens seit 1942 war die AEG Besitzer des Gebäudes, für deren Zwecke F. J. Götze die Fabrik umbaute, um weitere Arbeitsplätze zu gewinnen. In den 1950er Jahren war hier ein Großhandelskontor für Lebensmittel untergebracht. Das Gebäude ist als Zeugnis der Entwicklung der Industriekultur in Annaberg von baugeschichtlichem und wirtschaftswissenschaftlichem Wert. | 09228818             |
| Direkt Bild zu diesem Denkmal hochladen | Stützmauern | Benediktplatz (Karte)                                      | 18./19. Jh.                                                      | Bruchsteinmauer, ortsgeschichtliche und ortsbildprägende Bedeutung Stützmauer aus unverputztem Bruchstein mit einer Höhe von drei bis vier Metern unterhalb von Bergkirche und Münzgasse, im oberen Bereich mit Steinplatten abgedeckt und mit Metallzaun versehen. Auf Platzniveau späterer Einbau einer Garage. Stützmauern sind aufgrund des hangigen Geländes im Stadtbild Annabergs prägend, teilweise sind sie aber auch Ergebnis von Abraumlagerung des frühen Bergbaus im Stadtgebiet. Sie besitzen ortsbildprägende und geschichtliche Bedeutung. | 09228665             |
| Direkt Bild zu diesem Denkmal hochladen | Wohnhaus in offener Bebauung | Benediktplatz 1 (Karte)                                    | 18. Jahrhundert                                                  | | 09228666             |
| Direkt Bild zu diesem Denkmal hochladen | Wohnhaus in halboffener Bebauung | Benediktplatz 2 (Karte)                                    | 1791                                                             | von baugeschichtlicher und städtebaulicher Bedeutung Zweigeschossiger verputzter Massivbau zur Wohnnutzung in unmittelbarer Nachbarschaft zur Bergkirche. Die Gliederung der siebenachsigen Fassade ist sehr schlicht mit farbig abgesetztem Sockel, aufgeputzten Fenstergewänden und profiliertem Traufgesims. Blickfang ist das Türgewände aus Sandstein mit dezent geschmücktem Sturz und vorgelagerten massiven Trittstufen. Der rechteckige Baukörper besitzt ein mit Schiefer gedecktes Satteldach, darin zwei Reihen Gaupen. Bei einer Kellererfassung wurde 1996/97 festgestellt, dass im tonnengewölbten Keller dieses Hauses eine historische Steinschleuse vorhanden ist. Das in seiner historischen Gestaltung erhaltene Wohnhaus ist typisch für das ausgehende 18. Jh. und deshalb von baugeschichtlicher und aufgrund seiner Nähe zur Bergkirche zudem städtebaulicher Bedeutung. | 09228635             |
| Weitere Bilder                          | Stadtbad | Benediktplatz 3 (Karte)                                    | bezeichnet 1905, 1906 eingeweiht                                 | kulturhistorische und baugeschichtliche Bedeutung Das 1906 eingeweihte, mit Jugendstilformen versehene Annaberger Stadtbad mit Schwimmhalle, Sauna, Dampfbädern, Duschen und Wannenbädern gehörte seinerzeit zu den modernsten Bädern Sachsens. Es handelt sich um einen etwa 70 m langen Bau, der aus mehreren Teilen bestehend dem bogenförmigen Straßenverlauf folgt. Der massive Putzbau wird durch seine rundbogigen Öffnungen geprägt, die im Bereich des Hallenbads an Thermenarchitektur erinnern. Halbkreisförmige Fenster mit zwei senkrechten Pfosten – auch diokletianische Fenster genannt – waren das typische Fenster zur Belichtung römischer Thermenanlagen. Das Eingangsgebäude ist dreigeschossig, beide seitlichen Gebäudeteile sind zweigeschossig, jeweils mit Satteldächern. Der Eingang mit vorgelagerter Treppe in einer breiten Nische mit Rundbogen zurückgesetzt. Darüber ist an der Fassade der Schriftzug „Stadt-Bad“ in typischen Jugendstil-Lettern angebracht. Darüber sitzt im 2. Obergeschoss ein weiteres halbkreisförmiges Fenster als Bezug zur Bäderarchitektur sowie die Datierung MDCCCCV. Aufgrund des Geländeverlaufs besitzt das Gebäude zwei Untergeschosse, in denen Brausebäder, Technik etc. untergebracht waren. Zur Entstehungszeit besaß das Stadtbad eine besonders fortschrittliche technische Ausstattung (Belüftungs- und Befeuchtungsanlage, Wärmetauschersystem, beheizte Gänge im Barfußbereich). Heute haben sich im Inneren Teile der ursprünglichen Ausstattung, vor allem im Foyer erhalten (Kassenhäuschen, Farbglasfenster, Türen, Bodenbeläge). Die Schwimmhalle (8 m × 17 m) hat eine für Bäder dieser Zeit typische umlaufende Empore. Hier gab es ursprünglich figürliche Wasserspeier und ein in der Antike verwurzeltes Deckengemälde. Dieses ist wohl nicht erhalten, da 1975 die vorhandene Rabitzdecke durch eine neue abgehängte Deckenkonstruktion ersetzt wurde. Veränderungen zeigt auch die Fassade: Ursprünglich gab es einen Austritt im Obergeschoss von der Schwimmhalle auf die Terrasse, die hier mit einer Balustrade versehen war, im Mittelteil gab es nach den Planunterlagen einen geschwungenen Giebel mit einem Wappen sowie das heute noch vorhandene Halbrundfenster, im rechten Teil saßen im Dach abgeschleppte Gaupen und ein Abluftaufsatz, der als Dachreiter ausgebildet war. 1999 erfolgte die Nutzungsaufgabe, seitdem steht der Bau leer. Aufgrund seiner ehemaligen Bedeutung sowie seines weitgehend authentischen Erhaltungszustands ist dieses Bauwerk von großer kulturhistorischer und baugeschichtlicher Bedeutung. | 09228664             |
| Direkt Bild zu diesem Denkmal hochladen | Mietshaus in offener Bebauung | Benkertberg 2 (Karte)                                      | 1911                                                             | Zeugnis des Reformstils, baugeschichtliche Bedeutung Dreigeschossiges Mietshaus von 1911 mit ausgebautem Mansardgeschoss in offener Bebauung. Die Schauseite des Gebäudes weist zum Tal und wird durch einen großen, vierachsigen Dachaufbau mit mächtigem geschweiften Giebel bekrönt (hier zwei Okuli mit Stuckgirlanden). Auf dieser Seite befindet sich auch der Hauseingang, der in die Fassade eingezogen ist. Das Erdgeschoss hat Putznutung und rechteckige Fenster. Ein Putzgesims trennt optisch die Obergeschosse, deren Fassade durch unterschiedliche Farbgebung rhythmisiert wird: Dunklere „Lisenen“ leiten in die Gestaltung des Dachaufbaus über. Ansonsten findet sich sparsames Baudekor in den Feldern zwischen den Fenstern des 1. und des 2. Obergeschosses. In allen Geschossen sind die Fenster der äußeren Achsen sowie die auf der Stirnseite des Hauses breiter. Auf der Hangseite ist das Treppenhaus aus der Gebäudeflucht vorgezogen, seitlich davon gibt es hölzerne Veranden. Dieses Wohnhaus war der Auftakt zur Bebauung der Benkertbergstraße, die sich bis zur Pestalozzistraße fortsetzen sollte, aber in dieser Form nicht ausgeführt wurde. In seiner architektonischen Gestaltung ist es ein typisches Wohnhaus des Architekten Max Beer und besitzt baugeschichtliche Bedeutung. | 09228877             |
| Weitere Bilder                          | Stadtbefestigung | Bruno-Matthes-Straße (Karte)                               | um 1510 (Stadtmauer Wolkensteiner Straße)                        | Stadtmauer aus massivem unverputztem Bruchsteinmauerwerk, ortsgeschichtliche, städtebauliche und ortsbildprägende Bedeutung. Eine 2,5 km lange Stadtmauer (mit tlw. vorgelagertem Graben) umgab die im 16. Jh. auf nahezu kreisförmigem Areal gegründete Stadt Annaberg komplett. Begonnen wurde mit deren Bau 1502, Fertigstellung um 1540. Die Stadtbefestigung besaß fünf Tore (Böhmisches Tor, Wolkensteiner Tor, Buchholzer Tor, Mühltor und Frohnauer Tor),zwei Pforten und 19 Türme. Teilweise waren einige Mauerbereiche schon im 17. Jh. eingestürzt, alle Tore sowie manche Teile der Mauer wurden Mitte des 19. Jh. im Zuge der Stadterweiterung aufgegeben. Von der ursprünglichen Anlage ist heute etwa ein Viertel erhalten, wovon sich die meisten Mauerreste im nord- und südwestlichen Teil der Stadt befinden und restauriert wurden. Dieses Teilstück der Stadtmauer begleitet die Bruno-Matthes-Straße im Nordwesten von Annaberg. Die Mauer ist hier in großer Höhe und beträchtlicher Länge erhalten. Auf der inneren Seite sind Gebäude, häufig mit untergeordneter Funktion sowie die sogenannte Theaterscheune angebaut. Die Stadtbefestigung ist eine städtebauliche Anlage von charakteristischer Wirkung und hohem Denkmalwert. Sie ist zudem bauliches Zeugnis zur Geschichte des Bergbaus und zur Besiedlung im Erzgebirge. | 09228626             |
|                                         | Mietvilla mit Einfriedung | Bruno-Matthes-Straße 2 (Karte)                             | um 1900                                                          | baugeschichtliche Bedeutung Dreigeschossiges massives, wohl nach 1900 entstandenes Mietshaus in offener Bebauung an einer der Hauptverkehrsstraßen entlang der ehemaligen Stadtmauer Annabergs. Die Hauptansicht wird durch den mächtigen Dreieckgiebel im Dach geprägt, dem ein zweiter kleinerer vorgelagert ist. Dieser Bereich weist ein Zierfachwerk auf, das sich von der ansonsten schlicht verputzten Fassade dekorativ abhebt. Der Zugang zum Gebäude befindet sich etwa mittig und besitzt eine zweiflügelige Holztür, die glatte Putzrahmung ist mit einer dreipassartigen Bekrönung aus Stuck und rotem Klinker versehen. Ebenfalls aus roten Klinkern sind die optisch angedeuteten Entlastungsbögen oberhalb der Fenster. Beide äußeren Achsen der Hauptansicht sind unterschiedlich gestaltet: Die linke Seite besteht in Erdgeschoss und Obergeschoss je aus zwei schmalen Fenstern, im 2. Obergeschoss aus einem breiten Segmentbogenfenster, sie sind alle in einer Achse mit Stuckreliefs verbunden. Die Achse rechts, unterhalb des im 2. Obergeschoss beginnenden Zierfachwerks, weist ein Doppelfenster, ein Segmentbogenfenster und ebenfalls ein Stuckrelief auf. Trotz des wenig gelungenen Einbaus neuer Fenster ist dies ein Beispiel für ein den Historismus bereits überwindendes, gestalterisch qualitätvolles Mietshaus mit baugeschichtlicher Bedeutung. | 09228588             |
| Direkt Bild zu diesem Denkmal hochladen | Villa mit Terrasse und Garten | Bruno-Matthes-Straße 18 (Karte)                            | Um 1890                                                          | baugeschichtliche Bedeutung. Repräsentative Villa (Ende 19. Jh.) mit großer Terrasse und Garten in offener Bebauung an einer der Hauptverkehrsstraßen entlang der ehem. Stadtmauer Annabergs. Das Gebäude wurde am bewaldeten Hang oberhalb des Bahnhofes errichtet und besitzt durch das starke Gefälle zur Straße eine, auf der Gartenseite jedoch drei Etagen. Es handelt sich um ein mit orangegelbem Klinkermauerwerk versehenes massives Gebäude, dessen Ecken mit Sandsteinrustika betont werden. Ebenfalls aus Sandstein bestehen das Portal zur kleinen Eingangsvorhalle auf der Straßenseite sowie alle Fenstergewände. Die Südseite des Gebäudes besitzt einen Mittelrisalit, der sich bis in das Dach fortsetzt und ein an das schiefergedeckte Mansarddach des Haupthauses angeschlossenes Satteldach. Außerdem wurde auf dieser Seite eine große begrünte Terrasse an das Gebäude angefügt. Die Talseite des Hauses orientiert sich zum Garten und ist repräsentativ mit einem Erker ausgebildet. Kaum verändert, ist diese Villa ein qualitätvolles Beispiel für die Wohnbebauung der Oberschicht Ende des 19. Jh. Dass eine so bahnhofsnahe Lage gewählt wurde, zeigt das damalige Fortschrittsbewusstsein der Erbauer. Es ist ein Gebäude von baugeschichtlichem und ortsentwicklungsgeschichtlichem Interesse. | 09228628             |
| Direkt Bild zu diesem Denkmal hochladen | Wohn- und Geschäftshaus in Ecklage | Buchholzer Straße 1 (Karte)                                | Bezeichnet mit 1907                                              | Ecklage zum Markt, städtebauliche, baugeschichtliche und wirtschaftsgeschichtliche Bedeutung. Viergeschossiges dominantes Gebäude an der Südecke des Marktes als Auftakt zur Hauptgeschäftsstraße Annabergs (Buchholzer Straße). Geprägt wird das Bauwerk durch die offene Gestaltung der beiden unteren Geschosse, hier verglaster Skelettbau mit natursteinverkleideten und im „Kapitellbereich“ dezent dekorierten Rahmen (sieben zu drei breiten Achsen). Zur Buchholzer Straße hin Fassadengliederung mit Mezzaningeschoss zwischen Erdgeschoss und 1. Obergeschoss. In den oberen beiden Geschossen sowie im Dach Wohnnutzung, Fassade hier in einem Spiel aus Putzflächen und dekorativen Werksteinbereichen. Betonung der Ecke (Inschrift: „Erbaut 1907 v. Baumstr. F. J. Götze“) durch Ausbildung eines Türmchens mit geschweifter Haube. Nach beiden Straßenseiten im Dach Ziergiebel, die sowohl den Einfluss des Reformstils als auch des Jugendstils verdeutlichen. Dazu zählt auch die Ausbildung der hölzernen Loggia im Dachbereich zur Großen Kirchgasse. Dieses Geschäftshaus ist von besonderem Denkmalwert für die Stadt Annaberg, zeigt es doch anschaulich die große Wirtschafts- und Handelsstellung in den ersten Jahren des 20. Jh. In Aufbau und Gestaltung gleicht das Gebäude Handelshäusern sächsischer Großstädte und ist deshalb sowohl von baugeschichtlicher und städtebaulicher als auch von wirtschaftsgeschichtlicher Bedeutung. | 09228672             |
| Weitere Bilder                          | Erzhammerhaus; ehemaliges Hotel, jetzt Museum | Buchholzer Straße 2 (Karte)                                | Im Kern 16. – 18. Jahrhundert                                    | Ehemaliges Hotelgebäude in Ecklage und in geschlossener Bebauung, mit rückwärtigem Saalanbau; Ecklage am Marktplatz, ortsbildprägend, baugeschichtliche und kulturhistorische Bedeutung. Denkmaltext: Das Gebäude an dominanter Stelle der Stadt weist heute 4 Geschosse sowie ein schiefergedecktes Satteldach mit langen Hechtgaupen auf. Seine schlicht dekorierte Fassade (mit sechs zu vier Achsen) wirkt durch die quaderförmige Putznutung sowie die Ausbildung eines Frieses im Traufbereich klassizistisch. Fenstergewände aufgeputzt; Fenster mit historischer Sprossengliederung. Erdgeschosszone zugunsten der Geschäftsnutzung verändert. Zu Buchholzer Straße und Münzgasse Anbau mit Saal aus dem 19. Jh. Saalnutzung an der Fassade durch hohe, rundbogig geschlossene Fenster ablesbar; dieser Bauteil mit flachem Dach und hochgezogener Attika. Direkt am Marktplatz gelegen, handelt es sich um einen der herausragenden Bauplätze der Stadt. Nach 1500 existierte an dieser Stelle eine erste Bebauung, die 1519 vom Vater Barbara Uthmanns erworben wurde. Vom ursprünglichen Gebäude ggf. Reste erhalten; 1819 von der Annaberger Museumsgesellschaft übernommen und durch Saalanbau ergänzt; Aufstockung um eineinhalb Geschosse 1851, seit 1863 Nutzung als Hotel (Museum); Umbauten 1908 sowie 1920er Jahre. Ab 1948 Nutzung als Klubhaus durch die Wismut; daher der Name „Erzhammerhaus“; später Kulturhaus. Nach umfassender Sanierung heute Bestandteil der „Manufaktur der Träume“ (Erlebnismuseum). Nicht nur baugeschichtlich und städtebaulich, sondern auch kulturhistorisch handelt es sich bei diesem Gebäude um eines der wichtigsten Zeugnisse der Stadtentwicklung. | 09228648             |
| Direkt Bild zu diesem Denkmal hochladen | Mietshaus mit Ladenzone, in geschlossener Bebauung                                                                                                | Buchholzer Straße 3 (Karte)                                | um 1885                                                          | mit Ladenzone, städtebauliche und baugeschichtliche Bedeutung. Das viergeschossige Gebäude mit verputzter Fassade ist Teil der geschlossenen Bebauung der Annaberger Geschäftsstraße. Entstanden im letzten Viertel des 19. Jh., zeigt das Bauwerk die typische Gestaltung der Mietshäuser mit Ladennutzung im Erdgeschoss. Bauzeitlicher Ladeneinbau im Erdgeschoss weitgehend erhalten mit Resten einer früheren Werkstein-Rustikagestaltung. sechs Fensterachsen in den Wohngeschossen mit schlichten Gewänden, aber dekorativ gestalteten Fensterverdachungen auf Konsolen, zwei der Fenster mit dreieckiger Verdachung hervorgehoben. Schiefergedecktes Mansarddach mit späterem Ausbau für Wohnzwecke. Das Mietshaus verdeutlicht in seiner Gestaltung eine typische Bauaufgabe des ausgehenden 19. Jh. Aufgrund seiner Lage und seiner authentischen Erhaltung besitzt es sowohl baugeschichtliche als auch als Bestandteil der zu dieser Zeit gestalteten Geschäftsstraße städtebauliche Bedeutung. | 09228671             |
| Direkt Bild zu diesem Denkmal hochladen | Mietshaus mit Ladenzone, in Ecklage und halboffener Bebauung                                                                                      | Buchholzer Straße 4 (Karte)                                | 1892                                                             | mit Ladenzone, baugeschichtliche und städtebauliche Bedeutung. Das viergeschossige historistische Gebäude mit dekorativer Klinkerfassade ist Teil der geschlossenen Bebauung der Annaberger Geschäftsstraße. Entstanden 1892, zeigt das Bauwerk die typische Gliederung der Mietshäuser mit Ladennutzung im Erdgeschoss. Im Erdgeschoss zwischen den Schaufenster Pfeiler mit Putznutung und kapitellartigem Abschluss, darüber als Übergang zu den Wohngeschossen Putzband mit Zierkonsolen. Die drei Wohngeschosse mit roter Klinkerverkleidung, unterbrochen von horizontalen Putzbändern. Betonung der abgeschrägten Ecke bis in den Dachbereich. Ausformung der Fenstergewände vielfältig: gerade Verdachungen sowie gesprengte Rundbogen- und Dreieckgiebel zur Eckbetonung. Als Pendant zu unterhalb der Fenster des 1. Obergeschoss angelegten dekorierten Spiegelflächen stark verzierte Traufe (Zahnschnitt, Konsolen, floraler Schmuck) unterhalb des großen Dachüberstandes. Wohnnutzung auch im ausgebauten Mansarddach mit stehenden Gaupen. Das Mietshaus verdeutlicht in seiner Gestaltung eine typische Bauaufgabe des ausgehenden 19. Jh. Aufgrund seiner Lage und seiner authentischen Erhaltung besitzt es sowohl baugeschichtliche als auch als Bestandteil der zu dieser Zeit gestalteten Geschäftsstraße städtebauliche Bedeutung. | 09228657             |
| Direkt Bild zu diesem Denkmal hochladen | Mietshaus mit Läden, in geschlossener Bebauung | Buchholzer Straße 5 (Karte)                                | um 1885                                                          | mit Ladenzone, städtebauliche und baugeschichtliche Bedeutung. Das dreigeschossige historistische Gebäude mit verputzter Fassade ist Teil der geschlossenen Bebauung der Annaberger Geschäftsstraße. Entstanden im letzten Viertel des 19. Jh., zeigt das Bauwerk die typische Gestaltung der Mietshäuser mit Ladennutzung im Erdgeschoss. Von der ursprünglichen Gestaltung des Erdgeschosses sind nur noch die vertikalen Elemente der Schaufenstergliederung vorhanden. Der passagenartige Eingang im Jugendstil mit der Anlage von Schaufenstern auch im ehemaligen Flurbereich des Gebäudes lassen auf einen Umbau Anfang des 20. Jh. schließen, hier noch Gitter oberhalb des Zugangs, Vitrinen und Treppenhaustür erhalten. Die beiden Obergeschosse mit Wohnnutzung und sieben Achsen sind schlicht gestaltet: rhythmischer Wechsel von flacher und dreieckiger Fensterverdachung auf Konsolen im 1. Obergeschoss, Fenster des 2. Obergeschoss stehen auf farbig abgesetztem Putzband auf, mit geraden Verdachungen. Mit Zahnschnitt verzierte Traufe unterstützt die im Wesentlichen horizontal dominierte Gestaltung der Fassade. Bei einer Untersuchung der Keller wurde hier 1996/97 das Vorhandensein einer historischen Anzucht zur Wasserableitung festgestellt, was auf eine frühe Bebauung des Grundstückes verweist. Das Mietshaus verdeutlicht in seiner Gestaltung eine typische Bauaufgabe des ausgehenden 19. Jh., eine Besonderheit ist die Umgestaltung des Erdgeschosses nach der Jahrhundertwende im Sinne der aufkommenden Passagengeschäfte in den Großstädten. Aufgrund seiner Lage und seines weitgehend authentischen Erhaltungszustandes besitzt es sowohl baugeschichtliche als auch als Bestandteil der zu dieser Zeit gestalteten Geschäftsstraße städtebauliche Bedeutung. | 09228670             |
| Direkt Bild zu diesem Denkmal hochladen | Wohn- und Geschäftshaus | Buchholzer Straße 6 (Karte)                                | 1. Viertel 19. Jahrhundert                                       | baugeschichtliche und städtebauliche Bedeutung. Als Teil der im letzten Viertel des 19. Jh. begonnenen baulichen Entwicklung von Annabergs Hauptgeschäftsstraße zeigt dieses dreigeschossige Gebäude mit seiner Putzfassade (Putz und heller Naturstein) eindeutig Gestaltungsformen des beginnenden 20. Jahrhunderts. Als Wohn- und Geschäftshaus errichtet, lassen sich beide Nutzungen eindeutig an der Fassade ablesen. Erdgeschoss und 1. Obergeschoss werden durch große Öffnungen und eine vertikale Gliederung betont, diese Zonierung nimmt die Gestaltung der später (in den 1910er und 20er Jahren) errichteten Handelshäuser vorweg. Durch ein horizontales Simsband wird das 2. Obergeschoss optisch getrennt – hier beginnt die Wohnnutzung, die sich im Dachgeschoss fortsetzt. Die Fenstergliederung der 6achsigen Fassade entstammt dem Historismus, während neben der Gestaltung der Geschäftszone auch die beiden zwerchhausartigen Dachaufbauten mit den geschweiften Dächern eindeutig die Formensprache des zeitgenössischen Jugendstils zeigen, das Metallgeländer dazwischen entstammt einem jüngeren Umbau. Auch im Baudekor sowohl historistische Formen (Konsolen unter den Sohlbänken der Fenster des 2. Obergeschoss) als auch des beginnenden Jugendstils (Verzierung der kapitellartigen Abschlüsse der Lisenen im 1. Obergeschoss). Das Wohn- und Geschäftshaus stellt in seiner Gestaltung ein Bindeglied zwischen der typischen Bauaufgabe Mietshaus des ausgehenden 19. Jh. als auch der Geschäftshäuser des frühen 20. Jh. dar. Aus diesem Grund und der weitgehend authentischen Erhaltung besitzt es sowohl baugeschichtliche als auch städtebauliche Bedeutung. | 09228755             |
| Direkt Bild zu diesem Denkmal hochladen | Mietshaus mit Läden, in geschlossener Bebauung | Buchholzer Straße 7 (Karte)                                | um 1895                                                          | mit Ladenzone, baugeschichtliche und städtebauliche Bedeutung. Das dreigeschossige Gebäude mit dekorativer Klinkerfassade ist Teil der geschlossenen Bebauung der Annaberger Geschäftsstraße. Entstanden im letzten Viertel des 19. Jh., zeigt das Bauwerk die typische Gliederung der Mietshäuser mit Ladennutzung im Erdgeschoss. Die großen Öffnungen der Ladenzone durch verputzte Pfeiler voneinander getrennt, diese mit kapitellartigem Abschluss. Das sich anschließende Putzband an den beiden äußeren Seiten durch Schmuckfelder begrenzt. Die Obergeschosse mit Wohnnutzung besitzen eine gelbe Klinkerfassade, von der sich die 6 reichlich verzierten Fensterachsen abheben, als Dekorationen hier gerade und dreieckige Fensterverdachungen, im Klinkermauerwerk ablesbare Entlastungsbögen mit Scheitelsteinen über den Fenstern, florales Stuckdekor sowie diamantartige Formen. Ausgebautes, mit Schieferdeckung versehenes Mansarddach. Das Mietshaus stellt ein typisches Beispiel dieser Bauaufgabe des ausgehenden 19. Jh. dar und besitzt Denkmalwert in baugeschichtlicher und städtebaulicher Hinsicht. | 09228669             |
| Direkt Bild zu diesem Denkmal hochladen | Wohnhaus mit Laden, in geschlossener Bebauung | Buchholzer Straße 9 (Karte)                                | Mitte 19. Jahrhundert, wohl älter                                | | 09228754             |
|                                         | Gloria-Palast | Buchholzer Straße 10 (Karte)                               | 1928                                                             | typischer Kinobau der 1920er Jahre, Saalkubatur mit Rang erhalten, teilweise Ausstattung, von besonderer baugeschichtlicher und kinogeschichtlicher Bedeutung. Dieser 1928 errichtete dreigeschossige verputzte Massivbau vereint die Funktionen Wohnen, Ladengeschäft und Kino, die jeweils an der Fassade ablesbar sind, jedoch eine gestalterische Einheit bilden. Die Erdgeschosszone besitzt sechs Öffnungen mit schlichten Konsolbögen abgeschlossen (2 links zum Laden, danach Hauseingang, die rechten zum Foyer des Kinos), einfache Schaukästen zur Filmwerbung. Die Fassade im Obergeschoss ist ausgesprochen schlicht: Gliederung durch vier flache Lisenen und drei horizontale Putzbänder, die die vier mittleren Fenster optisch verbinden. Dominiert wird die Fassade durch den Schriftzug „Gloria-Palast“ zwischen 1. und 2. Obergeschoss (dieser mindestens seit den 1960er Jahren). Der eigentliche Kinosaal befindet sich in einem rückwärtigen Anbau, der sich deutlich im Straßenraum (Aufweitung der Johannisgasse) ablesen lässt. Im Foyer und Treppenaufgang Teile der originalen Ausstattung erhalten, so der spitzbogige Durchgang und die Farbglasfenster. Von Seltenheit ist die weitgehende Erhaltung der Kubatur des Kinosaals mit seinem für die 1920er Jahre zeittypisch geschwungenen Rang und der im mittleren Bereich gewölbten Decke. Beeinträchtigt wird die Wahrnehmung des Saales jedoch durch die nachträgliche Einfügung von zwei kleinen Sälen im hinteren Rangbereich, was jedoch ein typisches Phänomen der Kinoentwicklung der 1990er Jahre in den neuen Bundesländern darstellt. Im rückwärtigen Bereich zur Johannisgasse hat sich die Ansicht des Saalanbaus nahezu unverfälscht erhalten, über einem Natursteinsockel verputztes Geschoss mit vier Fensteröffnungen (hier Ausstellung Wirkungsstätte Carlfriedrich Claus). Der Bühnenraum des Kinosaals kragt aus der Fassadenflucht aus, Gestaltungsmerkmal der 1920er Jahre ist die Ausprägung des Traufgesimses. Insgesamt handelt es sich hierbei um ein Denkmal mit bau- und kinogeschichtlicher Bedeutung, das aufgrund seines Erhaltungszustandes einen Seltenheitswert für den Bautypus Filmtheater aufweist. | 09228757             |
| Direkt Bild zu diesem Denkmal hochladen | Mietshaus mit Laden, in halboffener Bebauung | Buchholzer Straße 11 (Karte)                               | um 1895                                                          | mit Ladenzone, baugeschichtliche und städtebauliche Bedeutung. Dreigeschossiges, massives Gebäude mit verputzter Fassade in Ecklage und halboffener Bebauung. Seine Fassade mit sieben zu vier Achsen ist auffallend schlicht, im Erdgeschoss eine Ladenzone, im 1. und 2. Obergeschoss Wohnnutzung. Der Zugang zum Haus außermittig, eingezogen, mit historistischer Haustür und Oberlicht. Der Laden auf der linken Gebäudeseite in seiner Schaufenstergliederung des 19. Jh. mit den typischen, schmalen, dekorierten Stegen zwischen Schaufenstern und Ladenzugang. Ein Gesims trennt das Obergeschoss optisch ab. Fenster hier mit einfacher Rahmung, profilierter Sohlbank und T-Sprossung. Das Dach schiefergedeckt mit Dachhäuschen und stehenden Gaupen. Das Mietshaus ist Teil der wichtigsten Geschäftsstraße in Annaberg und besitzt trotz seiner Schlichtheit baugeschichtliche und städtebauliche Bedeutung. | 09228790             |
| Weitere Bilder                          | Wohn- und Geschäftshaus | Buchholzer Straße 12 (Karte)                               | im Kern 1505, später verändert                                   | mit Laden, im Kern altes Bürgerhaus, baugeschichtliche und ortsgeschichtliche Bedeutung. Dieses zweigeschossige verputzte Gebäude stellt in der geschlossenen Bebauung der Buchholzer Straße, die im Wesentlichen um 1900 entstanden ist, eine Seltenheit dar. Bewahrt hat sich hier ein Bürgerhaus des 18. Jh., mit teilweise älterer Ausstattung aus dem 16. Jh. (Keller und Gewölbe). In seiner Kubatur ist das Haus typisch für seine Entstehungszeit Mitte des 18. Jh. Das Obergeschoss mit sieben Fensterachsen, die Mitte wird betont. Das Mansarddach mit Zwerchhäusern, darüber eine Reihe stehender Gaupen, Schieferdeckung. Im Zuge der baulichen Entwicklung der Umgebung wurde Ende des 19. Jh./ Anfang 20. Jh. das Erdgeschoss überformt und eine Ladenzone eingerichtet, diese ist authentisch erhalten, einschließlich der historischen Tür mit Gewände (bezeichnet 1905). Rückwärtiger Bereich zur Johannisgasse anders als bei den benachbarten Gebäuden nicht überbaut. Das vergleichsweise zur Umgebung niedrige Gebäude besitzt einen Seltenheitswert, da sich hier ein Haus aus älterer Zeit in veränderter Umgebung erhalten hat. Anpassungen an neue Nutzungen (Ladeneinbau) lassen sich gut ablesen. Es besitzt sowohl baugeschichtliche und städtebauliche Bedeutung als auch Zeugniswert über die Wandlung des Straßenbildes um die Wende zum 20. Jahrhundert. | 09228758             |
| Direkt Bild zu diesem Denkmal hochladen | Stadtpalais (in Anlehnung an das Palais Oppenheim in Dresden) mit Hintergebäude                                                                   | Buchholzer Straße 14 (Karte)                               | Bezeichnet mit 1884                                              | repräsentative Sandsteinfassade, im Stil der Neorenaissance (in Anlehnung an das Palais Oppenheim, Dresden), erbaut für den Kaufmann und späteren nationalliberalen Politiker Karl Crüwell, ortshistorische, baugeschichtliche und städtebauliche Bedeutung. Dreigeschossiger Bau auf nahezu quadratischem Grund in den Formen der italienischen Palastarchitektur der Renaissance. Die Fassade mit fünf Achsen gleichmäßig und symmetrisch gegliedert. Das Erdgeschoss rustiziert mit tiefliegenden rundbogigen Fensteröffnungen. Seitlich jeweils eingezogene Eingänge, von Halbsäulen gerahmt. Den oberen Abschluss des Erdgeschosses bildet ein Triglyphengesims. Die Fenster des Obergeschosses sind von einer Ädikula eingefasst, die aus einer niedrigen Säulenbalustrade, beidseitigen Halbsäulen mit ionischen Kapitellen und Gebälk mit Dreiecksgiebel besteht. Bis zu diesem Bereich folgt das Bauwerk seinem Vorbild (Palais Oppenheim), anders als in Dresden ist hier das 2. Obergeschoss als Vollgeschoss mit einfacheren Fenstergewänden ausgebildet. Darüber befindet sich ein breiter Fries mit floralen Gehängen und Medaillons. Den Übergang zur Traufe bildet ein Zahnschnittfries. Dach in italienischer Manier flach, tritt wegen des Dachüberstandes kaum in Erscheinung, mit drei Gaupen. An der Fassade Inschrift: „Carl Crüwell, erbaut 1884“. Der schlichte Merkurkopf oberhalb des rechten Eingangs verweist auf die Bestimmung des Gebäudes als Geschäfts- und Handelssitz. Im Treppenhaus einige originale Ausstattungselemente erhalten. Das Hintergebäude mit einer eher dem Jugendstil verpflichteten Fassadengestaltung zur Johannisgasse ebenfalls interessant gegliedert. Hier besonders die großen sechsteiligen Rundbogenfenster im 2. Obergeschoss sowie die hohe Toreinfahrt im Erdgeschoss bemerkenswert. Erbaut für den Kaufmann Karl Gottlob Crüwell, Mitinhaber der Firma C. G. Flor, Posamentenmaterialienhandlung. Aufgrund seiner baulichen Ausprägung sowie seinem eindeutigen Bezug auf das verlorene Dresdner Vorbild besitzt dieses Gebäude einen hohen Zeugniswert v. a. in baugeschichtlicher Hinsicht. | 09228759             |
|                                         | Wohn- und Geschäftshaus in Ecklage | Buchholzer Straße 15a (Karte)                              | Um 1895                                                          | baugeschichtliche und städtebauliche Bedeutung. Das viergeschossige Gebäude mit dekorativer Klinkerfassade ist Teil der geschlossenen Bebauung der Annaberger Geschäftsstraße in Ecklage zur Siebenhäusergasse. Die Ecke, wie zu dieser Zeit üblich, polygonal gebrochen. Entstanden nach 1900, zeigt das Gebäude sowohl dem Historismus als auch dem Jugendstil entlehnte Formen. Das Erdgeschoss großflächig geöffnet mit schlanken vertikalen Profilen zur Trennung der großen Schaufenster, Tragkonstruktion innenliegend. Oberhalb eines breiten horizontalen Putzbandes Beginn der orangeroten Klinkerfassade. Die Fenster des 1. Obergeschoss großflächig und breit mit flachen Korbbögen, leicht profilierten Gewänden und Scheitelsteinen, hier ebenfalls gewerbliche Nutzung. Die beiden oberen Geschosse sowie das ausgebaute Mansardgeschoss mit Wohnräumen, die Fenster hier einzeln oder paarweise gekoppelt mit Korb- bzw. Segmentbögen. Ungewöhnlich ist hier das Fassadendekor, das jeweils die Fensterachsen des 2. und 3. Obergeschoss optisch zusammenzieht: hier wird Übergang vom Historismus (Dreieckgiebel als Verdachung, Konsolen) zum Jugendstil (Dekor der Putzspiegel) deutlich. Das Traufgesims ebenfalls üppig verziert. Dieses Mietshaus besitzt Denkmalwert nicht nur wegen seiner städtebaulichen Bedeutung und seines authentischen Erhaltungszustandes, sondern es verdeutlicht in besonderem Maße die Weiterentwicklung der Fassadengestaltung an diesem Gebäudetypus vom Historismus zum Jugendstil. | 09228761             |
|                                         | Mietshaus mit Ladenzone, in geschlossener Bebauung; Rückseite bezeichnet                                                                          | Buchholzer Straße 16 (Karte)                               | Bezeichnet mit 1900                                              | mit Ladenzone, baugeschichtliche und städtebauliche Bedeutung. Das viergeschossige Gebäude mit dekorativer Klinkerfassade ist Teil der geschlossenen Bebauung der Annaberger Geschäftsstraße. Entstanden um 1900, zeigt das Bauwerk die für den Historismus typische Gliederung der Mietshäuser mit Ladennutzung im Erdgeschoss. Das sich über eine breite Parzelle erstreckende 7achsiges Gebäude symmetrisch gegliedert. Im Erdgeschoss mittig der Eingang, beidseitig Ladengeschäfte, die rustizierten Pfeiler mit kapitellartigem oberem Abschluss werden von wappenähnlichen, farbig gefassten Dekorationen im darüberliegenden Putzband bekrönt, im Anschluss an das Putzband ein kräftiges Gesims mit Zahnschnitt. Alle anderen Geschosse dienen der Wohnnutzung: die Üppigkeit der Dekoration innerhalb der Lochfassade von unten nach oben abnehmend: im Erdgeschoss u. a. Dreieck- und Segmentbogenverdachungen, unterhalb der Sohlbänke Spiegelflächen mit reichem Stuck. Auf die gewerbliche Nutzung verweist ein Merkurkopf im Spiegel der Mittelachse oberhalb der Eingangstür. Aufgrund des reichen Stuckes sowie horizontaler schmaler Putzbänder in allen Geschossen tritt die ansonsten typische flächige Wirkung der Klinkerfassade zugunsten einer starken Belebtheit zurück. Dazu tragen die andersfarbigen schmuckhaft eingesetzten Klinker ebenso bei. Stark dekoriert auch das Traufgesims mit Zahnschnitt und Konsolen. Mansarddach mit Schieferdeckung und Gaupen, diese je mit paarweisen Fenstern. Das Mietshaus stellt ein typisches Beispiel dieser Bauaufgabe um 1900 dar und besitzt Denkmalwert in baugeschichtlicher und städtebaulicher Hinsicht. | 09228760             |
| Direkt Bild zu diesem Denkmal hochladen | Hinterhaus, Anbau von Buchholzer Straße 18 | Buchholzer Straße 18 (Karte)                               | Ende 19. Jh.                                                     | Vorderhaus mit Ladenzone, baugeschichtliche und städtebauliche Bedeutung. Das viergeschossige und nur 4achsige Mietshaus wurde auf einer relativ schmalen Parzelle, neben der eine kleine Gasse verläuft, errichtet. Es zeigt die für diesen Bautypus Ende des 19. Jh. typische Gliederung in Erdgeschosszone mit Ladennutzung und Wohnnutzung in den Obergeschossen. Auffällig ist die Gestaltung des Eingangsportals mit einem wuchtig wirkenden Portal (schlichte Pfeiler tragen einen bossierten Bogen mit diamantartig verziertem Scheitelstein). Die Gestaltung der Obergeschosse mutet neobarock an, hier u. a. Wiederholung des Motivs Bossen-Diamantscheitelstein oberhalb der Fenster des 1. Obergeschoss, Fenster des 3. Obergeschoss rundbogig. Traufgesims kräftig mit Zahnschnitt und darunterliegendem Fries, dieser mit floralen Stuckgehängen. Im schiefergedecktem Dach zwei Gaupen mit paarigen Fenstern. Das Hinterhaus ebenfalls 4-geschossig, an der Fassade Wechselspiel von Klinker- und Putzflächen. Dominierend hier die zwei großen, über zwei Etagen reichenden Bögen, Bogensegmente verglast. Das Gebäude ist ein typischer Vertreter dieser Bauaufgabe und besitzt aufgrund seiner ausgewogenen Gestaltung und authentischen Erhaltung baugeschichtliche und städtebauliche Bedeutung. | 09228784             |
| Direkt Bild zu diesem Denkmal hochladen | Mietshaus mit Ladenzone, in geschlossener Bebauung                                                                                                | Buchholzer Straße 19 (Karte)                               | Um 1895                                                          | mit Ladenzone, baugeschichtliche und städtebauliche Bedeutung. Das viergeschossige Gebäude mit dekorativer Klinkerfassade ist Teil der geschlossenen Bebauung der Annaberger Geschäftsstraße. Entstanden im letzten Jahrzehnt des 19. Jh., weist das Bauwerk die für den Historismus typische Gliederung der Mietshäuser mit Ladennutzung im Erdgeschoss und Wohnen in den folgenden Etagen auf. Das sich über eine breite Parzelle erstreckende siebenachsige Gebäude ist symmetrisch gegliedert. Der Eingang mittig in einer hohen, von Halbsäulen mit schlichten Kapitellen gerahmten Nische, aufwändig gestaltete, historistische Haustür mit hohem Oberlicht, beidseitig Ladengeschäfte. Wie bei den meisten dieser Gebäude zeigt ein breites horizontales Band den Übergang zu der verklinkerten Wohngeschosszone an. Das reichhaltige Dekor in den Geschossen unterschiedlich: unterhalb der Fenster des Erdgeschoss Balustraden, Dreiecksverdachungen sowie bei den äußeren paarweisen Fenstern gesprengte Dreiecksgiebel, im 1. Obergeschoss sind die Entlastungsbögen dekorativ in Klinkermauerwerk mit Scheitelsteinen gebildet, die Fenster des 2. Obergeschoss mit Rundbogenverdachungen. Da die hellfarbigen Stuckdekorationen der einzelnen Achsen geschossübergreifend ineinander übergehen, wirkt das verbleibende rote Klinkermauerwerk lisenenartig. Dieses Mietshaus besitzt die typische Gliederung dieses Gebäudetypus, aber eine eher ungewöhnliche Fassadengestaltung. Es ist von baugeschichtlicher und städtebaulicher Bedeutung. | 09228762             |
|                                         | Mietshaus mit Laden, in geschlossener Bebauung | Buchholzer Straße 22                                       | Um 1895                                                          | mit Laden, baugeschichtliche und städtebauliche Bedeutung. Dieses schmale Mietshaus mit nur vier Achsen ist Teil der in diesem Bereich niedrigeren, 3geschossigen Bebauung der Buchholzer Straße. Diese wurde im letzten Viertel des 19. Jh. zur Geschäftsstraße mit den für den Historismus typischen Mietshäusern mit Einkaufsläden im Erdgeschoss ausgebaut. Eine solche Struktur zeigt auch dieses verputzte massive Gebäude. Die Fassade der Obergeschosse weist ein relativ zurückhaltendes, jedoch ausgewogenes Dekor auf: im 1. Obergeschoss Putznutung und dreieckige Verdachungen oberhalb der Fenster, im 2. Obergeschoss Rundbogenfenster mit Scheitelsteinen im schlicht profiliertem Gewände, leicht in rechteckiger Putznische zurückliegend. Profiliertes Traufgesims zum Dach, dieses zur Wohnnutzung ausgebaut mit Mansarde. Dieses Mietshaus ist ein gelungenes, im Dekor zurückhaltendes Beispiel für die Umsetzung der Bauaufgabe auch auf kleiner Parzelle und mit geringerer Höhe. Es besitzt baugeschichtlichen und städtebaulichen Wert. | 09228763             |
|                                         | Mietshaus mit Laden, in geschlossener Bebauung | Buchholzer Straße 24                                       | Um 1880 (laut alter Liste Anfang 19. Jahrhundert)                | mit Laden, baugeschichtlich von Bedeutung. Das um 1880 entstandene Mietshaus mit Laden in geschlossener Bebauung ist Strukturbestandteil der gegen Ende des 19. Jh. mit städtischer Prägung versehenen Buchholzer Straße. Über dem Erdgeschoss mit wohl zeitgenössischer Ladenfront erheben sich mit sehr schlichter Fassade zwei durch ein schmales Band getrennte Obergeschoss, die dann allerdings in einem sehr reichen Traufgesims mit floraler Ornamentik und Köpfen enden. Das flache Satteldach weist zwei etwas überdimensionierte Gaupen auf. Das Haus hat baugeschichtliche und städtebauliche Bedeutung. | 09228764             |
| Direkt Bild zu diesem Denkmal hochladen | Wohnhaus mit Ladenzone, in geschlossener Bebauung                                                                                                 | Buchholzer Straße 25                                       | Um 1885, im Kern vermutlich älter                                | mit Ladenzone, baugeschichtlich und städtebaulich von Bedeutung. Innerhalb der geschlossenen Bebauung der Buchholzer Straße gehört dieses nur zweigeschossige Gebäude zu den wenigen Objekten, die der Bebauung vor Mitte des 19. Jh. entstammen. Dieser Bau wurde jedoch zur Zeit des Historismus überformt, 1887 erfolgte der Umbau durch die Baumeister Horn & Uhlig: das vierachsige Gebäude weist im Erdgeschoss die für diese Zeit typische Gestaltung der Ladenzone auf, der Hauseingang ist von säulenartigen Wandvorlagen gerahmt, leicht eingezogen mit vorgelagerten Stufen. Putzflächen im Erdgeschoss genutet, aufgeputzte Spiegel in der Zone zum Obergeschoss. Die Fenster des Obergeschosses wurden im 19. Jh. ebenfalls mit einem Dekor der Zeit versehen (Putzbänder und schlichte Fensterverdachungen). Das Satteldach weist zwei nachträglich hinzugefügte stehende Gaupen auf. Bei einer Untersuchung des tonnengewölbten Kellers wurde hier 1996/97 das Vorhandensein einer historischen Anzucht zur Wasserableitung festgestellt, was auf eine frühe Bebauung des Grundstückes verweist. Dieses Gebäude besitzt Seltenheitswert, dokumentiert es doch den Umgang mit älterer Bausubstanz beim Ausbau der Geschäftsstraße im Kontext der Stadtentwicklung, es ist von baugeschichtlicher und ortsgeschichtlicher Bedeutung. | 09228766             |
| Direkt Bild zu diesem Denkmal hochladen | Mietshaus mit Laden, in geschlossener Bebauung | Buchholzer Straße 28                                       | 19. Jahrhundert                                                  | mit Laden, baugeschichtliche und ortsgeschichtliche Bedeutung. Dieses schmale Mietshaus mit nur vier Achsen ist Teil der in diesem Bereich niedrigeren, dreigeschossigen Bebauung der Buchholzer Straße. Diese wurde im letzten Viertel des 19. Jh. zur Geschäftsstraße ausgebaut. Während in Marktnähe fast ausschließlich Neubauten errichtet worden sind, wurde in diesem Abschnitt teilweise ältere Bausubstanz überformt. Dieses Objekt zeigt im Erdgeschoss die typische Ladenzone des 19. Jh. (erster Einbau 1885), die in ihrer Schlichtheit jedoch Ergebnis jüngerer Umbauten ist. Die Fassade der beiden Obergeschosse mit Wohnnutzung zeigt eine neobarocke Gliederung, in den Details der flachen, farblich abgesetzten Putzornamentik aber schon der Formensprache des Jugendstils verpflichtet. Einfach profiliertes Traufgesims zum Dach, dieses zur Wohnnutzung ausgebaut mit Mansarde, darüber eine Reihe stehender Gaupen. Erst 1912 hatte das Gebäude sein drittes Geschoss und das Mansarddach (anstelle des vorherigen Satteldaches) erhalten, eine Änderung des Erdgeschoss erfolgte 1924. Als Bauherr fungierte zwischen 1908 und 1939 der Bandagist Julius Dittert, für den unterschiedliche Baumeister tätig wurden. Dieses Gebäude besitzt Zeugniswert über den baulichen und gestalterischen Umgang mit älterer Bausubstanz beim Ausbau der Buchholzer Straße zur Geschäftsstraße. Trotz der heutigen Erscheinung des Erdgeschosses besitzt es einen besonderen baugeschichtlichen und ortsgeschichtlichen Wert. | 09228765             |
| Direkt Bild zu diesem Denkmal hochladen | Wohnhaus mit Ladenzone, in geschlossener Bebauung                                                                                                 | Buchholzer Straße 29                                       | Um 1885, im Kern wohl älter                                      | | 09228767             |
| Direkt Bild zu diesem Denkmal hochladen | Wohn- und Geschäftshaus | Buchholzer Straße 31                                       | Um 1895                                                          | mit Ladenzone, baugeschichtliche und städtebauliche Bedeutung. Das viergeschossige Gebäude ist Teil der geschlossenen Bebauung der Annaberger Geschäftsstraße und überragt die umgebende Bebauung um eine Etage. Der Hauszugang links mit zweiflügeliger historistischer Haustür und hohem Oberlicht, der Bereich daneben als Laden mit der für das 19. Jh. typischen Ausbildung von schmalen, die großen Öffnungen trennenden Stegen. Vermutlich besaß auch das 1. Obergeschoss eine gewerbliche Nutzung, da die Fassade hier anders als in den Wohnetagen gestaltet ist: dekorative Putznutung anstelle der Klinkerverkleidung im 2. und 3. Obergeschoss. Die Fenster des 5achsigen Gebäudes außen jeweils paarweise zusammengefasst, im 1. Obergeschoss rundbogig mit dekorierten Kämpfern, Scheitelsteinen und Halbsäulchen (zwischen den gekoppelten Fenstern), im 2. Obergeschoss korb- und im 3. Obergeschoss segmentbogig. Die Fensterachsen der beiden Wohnetagen durch ihre dekorative Gestaltung mit Spiegeln, Bekrönungen und profilierten Gewänden optisch zusammengezogen. Das Traufgesims mit Zierkonsolen, das Dach schiefergedeckt und mit einem breiten Aufbau für Wohnzwecke ausgebaut. Bei einer Untersuchung der Keller wurde hier 1996/97 das Vorhandensein eines bergmännisch hergestellten Kellers (eine Seltenheit für Annaberg) festgestellt, was auf eine frühe Bebauung des Grundstückes verweist. Dieses Wohn- und Geschäftshaus besitzt somit bau-, orts- und bergbaugeschichtliche sowie städtebauliche Bedeutung. | 09228768             |
|                                         | Geschäftshaus | Buchholzer Straße 32                                       | 1900                                                             | baugeschichtliche und städtebauliche Bedeutung. Viergeschossiges Wohn- und Geschäftshaus als Teil der geschlossenen Bebauung der Hauptgeschäftsstraße Annabergs an der Einmündung der Johannisgasse. Anders als bei den umliegenden Bauten mit mehreren Wohnetagen dominierte hier die gewerbliche Nutzung (3 Etagen), was sich deutlich an der Fassade ablesen lässt. Im Erdgeschoss links der eingezogene Hauseingang, daneben eine Ladenzone mit großen Schaufenstern. Darüber zwei Geschäftsetagen mit je vier schmalen Fenstern, die zu vier Gruppen zusammengefasst sind. Schmale Stege zwischen den Fenstern sowie Lisenen mit löwenköpfigen Kapitellen zwischen den Vierergruppen verleihen der Fassade eine stark vertikale Betonung. Diese endet an einem mit einem Zahnfries versehenen, kräftigen Gesims. Anschließend das 4. Obergeschoss und Dachgeschoss mit Wohnnutzung. Hier weißer Klinker als Fassadenmaterial und eine komplett andere Gestaltung: 6 rechteckige Fenster mit Vorhangbögen und Halbsäulen, unterhalb der Traufe Stuckreliefs. Die mittleren beiden Achsen durch einen Dachaufbau mit Dreieckgiebel betont, dieser flankiert von je einem kleinen Türmchen. Die Mischung der Baustile (Jugendstil im gewerblichen Teil und Historismus in den Wohnetagen) spiegelt die baugeschichtliche Entwicklung des Gebäudes wider: 1900 realisierte der Architekt Wenzel Bürger aus Chemnitz ein Wohn- und Geschäftshaus (ähnlich wie Wolkensteiner Straße 2a) in üppigem Dekor, das sogen. „Warenhaus Arnold Frank“. Nach einem Brand mussten 1911 Reparaturen vorgenommen werden, wobei das 2. Obergeschoss ebenfalls der gewerblichen Nutzung zugeführt und die Fassade in den unteren Geschossen entsprechend neu gestaltet wurde. Ebenfalls zu diesem Zeitpunkt begann die enge bauliche Verknüpfung mit dem Gebäude Johannisgasse 1, indem aus beiden Erdgeschoss ein großer, gewerblich genutzter Raum erzeugt wurde. Bei einer umfassenden Nutzungsänderung 1936 als das Kaufhaus (zunächst Arnold Frank, dann Krell & Co und zuletzt Kaufhaus Schmitt) zu einem Wohnhaus umgebaut wurde, wurde die Fassadengestaltung kaum verändert. Mit seiner bewegten Baugeschichte und hervorragender gestalterischer Qualität besitzt das Objekt bau- und wirtschaftsgeschichtliche sowie städtebauliche Bedeutung. Seit 2015 ist nur noch die städtebaulich und baugeschichtlich wichtige Fassade (sowie das Treppenhaus) des Gebäudes Kulturdenkmal, da im Zuge von Umnutzungsmaßnahmen die übrige Bausubstanz aufgegeben werden musste. | 09228773             |
| Direkt Bild zu diesem Denkmal hochladen | heute Café Exzellent | Buchholzer Straße 33                                       | Um 1885                                                          | ehemals mit Café im Erdgeschoss, baugeschichtliche Bedeutung. Das dreigeschossige Gebäude schließt sich zur Marktseite an die geschlossene Bebauung von Annabergs Hauptgeschäftsstraße des 19. und frühen 20. Jh. an. Stadtauswärts zwischen den benachbarten Gebäuden jedoch eine schmale Lücke, hier Ausbildung einer öffnungslosen Brandwand. Der fünfachsige verputzte Massivbau unterscheidet sich von der umgebenden Bebauung darin, dass sein Erdgeschoss nicht großflächig als Ladengeschäft geöffnet ist, sondern über rundbogige Fensteröffnungen aufgrund der früheren Nutzung als Café verfügt, der Eingang ebenfalls rundbogig, Putzflächen genutet. Die sich nach oben anschließenden beiden Wohnetagen in einfacher, aber typisch historistischer Gestaltung: Fenster des 1. Obergeschoss mit schlichten Putzspiegeln unterhalb der Sohlbänke und der geraden Verdachungen, Mittelachse durch Dreieckverdachung hervorgehoben. Fenster 2. Obergeschoss schmucklos bis auf profilierte Sohlbänke mit Konsolen. Schlichtes Traufgesims, Mansarddach schiefergedeckt mit Gaupen. Aufgrund seiner städtebaulichen Lage und seiner baulichen Durchbildung handelt es sich um ein Einzeldenkmal von baugeschichtlichem und städtebaulichem Wert. | 09228769             |
|                                         | Mietshaus mit Ladenzone, in geschlossener Bebauung                                                                                                | Buchholzer Straße 34                                       | Um 1890                                                          | mit Ladenzone, baugeschichtliche und städtebauliche Bedeutung. Im letzten Jahrzehnt des 19. Jh. wurde dieses viergeschossige Mietshaus innerhalb der geschlossenen Bebauung an der Hauptgeschäftsstraße Annabergs errichtet. Der 7achsige Putzbau ist symmetrisch aufgebaut und weist im Erdgeschoss die für diesen Bautypus gängige Ladenzone auf, die mittlere Achse am gesamten Bau risalitartig flach vorspringend. Hier auch der leicht eingezogene Eingang, der ebenso wie die äußeren pfeilerartigen Wandstücke des Erdgeschoss durch Putznutung optisch hervorgehoben ist, das Erdgeschoss von den Obergeschossen farbig abgesetzt. In den Obergeschossen vielfältiger Schmuck an den Fenstern: u. a. gerade und dreieckige Fensterverdachungen, rundbogige Flächen mit floralem Stuckdekor über den Öffnungen, horizontale farbig abgesetzte Putzbänder, die Mittelachse besonders betont: hier zusätzlich dekorative Putznutungen. Traufgesims mit Konsolen und Girlandenschmuck, schiefergedecktes Mansarddach mit 5 Gaupen. Das Mietshaus verdeutlicht in seiner Gestaltung die Umsetzung dieser typischen Bauaufgabe des ausgehenden 19. Jh. mit der Forderung nach mehr Wohnraum. Aufgrund seiner Lage und seiner weitgehend authentischen Erhaltung besitzt es sowohl baugeschichtliche als auch als Bestandteil der zu dieser Zeit gestalteten Geschäftsstraße städtebauliche Bedeutung. | 09228772             |
| Direkt Bild zu diesem Denkmal hochladen | Stadtbefestigung, Buchholzer Tor | Buchholzer Straße 36 (Karte)                               | Vermutlich 1508 (Stadtbefestigungsteil und Sachgesamtheit)       | später zu Wohnzwecken umgebaut, baugeschichtliche und ortsentwicklungsgeschichtliche Bedeutung. Der große runde Turm als Teil der früheren Stadtbefestigung am Buchholzer Tor besteht aus massivem Bruchsteinmauerwerk. Er wurde 1508/09 als Eckturm erbaut, soll aber bereits im 18. Jh. ruinös gewesen sein. 1846 erfolgte der Verkauf der Turmruine, die 1853 zu Wohnzwecken ausgebaut und mit einem an der Buchholzer Straße neu errichteten Wohnhaus verschmolzen wurde. Seitdem wird das Äußere des Turmes durch die vielen kleinen segmentbogenförmigen Fensteröffnungen geprägt, die paarweise angeordnet sind. Insgesamt weist der Turm so zur Talseite 5 Etagen sowie ein Kegeldach auf. Bei einer Untersuchung der Keller wurde hier 1996/97 das Vorhandensein eines Klostergewölbes sowie von drei Tonnengewölben festgestellt, was auf eine frühe Bebauung des Grundstückes verweist. Als Teil der früheren Befestigungsanlage Annabergs ist dieser Turm mit seiner neuen Nutzung von hohem bau- und ortsgeschichtlichem Interesse. | 09228774             |
|                                         | Wohn- und Geschäftshaus | Buchholzer Straße 37                                       | Bezeichnet mit 1904                                              | baugeschichtliche und städtebauliche Bedeutung. Das viergeschossige massive Gebäude ist Teil der Hauptgeschäftsstraße von Annaberg. Anders als die umgebenden Gebäude mit vorwiegend Putz- oder Klinkerfassaden besitzt dieses Bauwerk eine Werksteinfassade. Auch in seiner Fassadengliederung stellt es eine Besonderheit dar: Die beiden unteren Geschosse sind durch die Ausbildung von drei großen leicht spitzbogigen, verglasten Öffnungen optisch miteinander verbunden. Die Pfeiler der Bögen setzen sich lisenenartig in den Obergeschossen fort, im Bereich der Kämpfer aufgesetzte, obeliskartige Dekoration. Die optische Kopplung von Erdgeschoss und 1. Obergeschoss verdeutlicht die gewerbliche Nutzung der beiden Ebenen, während die anschließenden Etagen und das Dachgeschoss der Wohnnutzung vorbehalten sind. Im 2. Obergeschoss drei Fensterpaare mit Halbsäulen, im 3. Obergeschoss rundbogige Fenster, in der Mitte als Paar, außen als Dreiergruppe. Über einem kräftigen Traufgesims das Satteldach mit zwei äußeren rundbogigen Gaupen. Dominant ist die Mittelzone, wo sich die Fassade in der Dachebene fortsetzt und in einem spitzbogigen Kleeblattgiebel endet. Dieses Gebäude wurde 1904 von einem der renommiertesten Architekten Annabergs (Goetze) errichtet und ist einer der wenigen Bauten mit kompletter Werksteinfassade. Als frühes Beispiel eines Wohn- und Geschäftshauses mit deutlicher Hervorhebung des gewerblichen Bereiches besitzt es großen baugeschichtlichen und städtebaulichen Wert. | 09228770             |
|                                         | Mietshaus mit Laden, in halboffener Bebauung | Buchholzer Straße 39                                       | Um 1880                                                          | mit Laden, baugeschichtliche und städtebauliche Bedeutung. Das viergeschossige Gebäude bildet von außen kommend den Auftakt zur Hauptgeschäftsstraße Annabergs (innerhalb der ehemaligen Stadtmauer). Das massive, verputzte Bauwerk mit sechs zu vier Achsen und dem steilen Mansarddach wirkt nahezu palaisartig, da das Erdgeschoss nicht wie bei vielen Nachbargebäuden für die Ladennutzung großflächig geöffnet ist, sondern eine Lochfassade aufweist. Erdgeschoss über einem Sockel (Kellerfenster) rustiziert mit rechteckigen Fenstern, der Eingang zum Laden eingezogen mit vorgelagerter Stufenanlage und Pfeilern mit dekoriertem, kapitellartigen Abschluss. Der Hauseingang auf der linken Seite ebenfalls eingezogen, aber schlichter gestaltet mit historistischer, zweiflügeliger Tür. Die Mittelachse der Wohngeschosse betont und durch kannelierte, flache, pfeilerartige Wandvorlagen mit Kapitellen seitlich begrenzt. Die mittleren Fenster mit segmentbogenförmiger Verdachung und Dekor mit Äskulapstab (Verbindung zu ärztlicher oder pharmazeutischer Nutzung). Alle Fenster mit profilierten Sohlbänke auf Zierkonsolen, T-Sprossung und wechselnden Bekrönungen. Die Betonung der Mitte setzt sich mit einer breiten Gaupe (3er-Fenstergruppe) mit Dreieckgiebel im Dach fort: dort, seitlich und zur Schmalseite des Hauses stehende Gaupen. Mit seiner palaisartigen Architektur weist dieses Mietshaus einen besonderen baugeschichtlich und städtebaulichen Denkmalwert auf. | 09228771             |
| Direkt Bild zu diesem Denkmal hochladen | Mietshaus in geschlossener Bebauung | Buchholzer Straße 49                                       | um 1885                                                          | baugeschichtliche und städtebauliche Bedeutung. Das dreigeschossige, um 1885 entstandene Mietshaus ist Teil der geschlossenen Bebauung des ehemals vor der Stadtmauer gelegenen Teils der Buchholzer Straße. Die sechsachsige Fassade weist eine gleichmäßige, eher flächige Gestaltung auf. Der Eingang befindet sich in der linken Achse und ist in die Gebäudeflucht hineinversetzt. Die Fassade des Erdgeschoss mit Putzrustika und rechteckigen Fenstern in schlichter Rahmung. Das sich oberhalb eines Gesimses anschließende 1. Obergeschoss weist die meiste Bauzier auf: die Fenster hier mit geraden Verdachungen, Konsolen und Stuckflächen sowie kantigen Sohlbänken mit Stuckspiegeln. Die Fensterrahmungen des 2. Obergeschoss ähnlich, aber im Detail etwas einfacher ausgebildet. Das schiefergedeckte Satteldach mit drei Dachhäuschen (Doppelfenster). Das vermutlich in den 80er Jahren des 19. Jh. entstandene Mietshaus zeigt eine kaum veränderte, zurückhaltende Fassadengestaltung und ist aufgrund seines authentischen Erhaltungszustandes von baugeschichtlicher und städtebaulicher Bedeutung. | 09228829             |
| Direkt Bild zu diesem Denkmal hochladen | Mietshaus in geschlossener Bebauung | Buchholzer Straße 51                                       | Um 1885                                                          | baugeschichtliche und städtebauliche Bedeutung. Das dreigeschossige, um 1885 entstandene Mietshaus ist Teil der geschlossenen Bebauung des ehemals vor der Stadtmauer gelegenen Teils der Buchholzer Straße. Die siebenachsige Fassade wird durch einen flachen Mittelrisalit über drei Achsen betont. Dieser im Erdgeschoss mit Bänderstruktur auf den Pfeilern zwischen den rechteckigen Fenstern und zahnschnittartigem Fries am Übergang zum Obergeschoss. Die jeweils drei Mittelfenster der Obergeschosse rundbogig mit Scheitelstein und in eine Lisenenarchitektur eingebunden. Diese außen mit ionischen Kapitellen und als gestalterische Steigerung karyatidenähnliche Gestalten an den mittleren beiden Lisenen. Unterhalb der Fenster ist jeweils eine Blendbalustrade. Etwas schmaler setzt sich diese Mittenbetonung im Dachgeschoss fort, dort in einer Art Zwerchhaus drei gekoppelte Rundbogenfenster. Das schiefergedeckte Mansarddach besitzt zwei weitere Gaupen mit Doppelfenstern. Die beiden jeweils äußeren Achsen des verputzten Massivbaus sind weniger aufwändig gestaltet: die Fenster hier rechteckig mit in den Etagen unterschiedlichem Baudekor (Dreieckverdachung, Sohlbank mit Konsolen etc.) Der Zugang zum Wohnhaus ist eingezogen, in der linken Achse mit historistischer Haustür. Mit seiner repräsentativen Fassadengestaltung hebt sich dieses Wohnhaus vom durchschnittlichen Mietshaus dieser Zeit deutlich ab. Es besitzt damit neben seiner städtebaulichen Bedeutung als Bestandteil der geschlossenen Bebauung im Zuge der Annaberger Stadterweiterung im 19. Jh. auch eine besondere architekturhistorische Bedeutung. | 09228830             |
| Direkt Bild zu diesem Denkmal hochladen | Mietshaus in geschlossener Bebauung | Buchholzer Straße 53                                       | Um 1885                                                          | | 09228831             |
| Direkt Bild zu diesem Denkmal hochladen | Mietshaus in geschlossener Bebauung | Buchholzer Straße 55                                       | Um 1885                                                          | | 09228832             |
|                                         | Mietshaus mit modernem Ladeneinbau, in geschlossener Bebauung                                                                                     | Buchholzer Straße 63 (Karte)                               | Um 1890                                                          | mit modernem Ladeneinbau, städtebauliche Bedeutung. Das viergeschossige massive Mietshaus ist Teil der geschlossenen Bebauung des ehemals vor der Stadtmauer gelegenen Teils der Buchholzer Straße. Bis auf Veränderungen im Erdgeschoss im Zuge der Modernisierung der Geschäfte präsentiert sich das Gebäude als typischer Bau des ausgehenden 19. Jh. Das Erdgeschoss mit tiefen Putznutungen und eingezogenem Eingang. Die Obergeschoss glatt verputzt mit rechteckigen Öffnungen im 1. und 2. Obergeschoss und rundbogigen Fenstern im 3. Obergeschoss. Die jeweils zwei äußeren Achsen der siebenachsigen Fassade sind minimal nach vorn gezogen. Alle Fenster mit zeittypischem Baudekor wie dreieckigen oder geraden Verdachungen, Zierkonsolen an den Sohlbänken und Scheitelsteinen. Die Betonung der äußeren Achsen zeigt sich auch im Dachbereich, wo sich dekorative Dachaufbauten mit drei Fenstern und Segmentbogengiebel befinden. Als typisches Beispiel eines Mietshauses dieser Zeit weist das Objekt baugeschichtlichen Wert auf. Außerdem besitzt es als Bestandteil der geschlossenen Bebauung im Zuge der Annaberger Stadterweiterung im 19. Jh. städtebauliche Bedeutung. | 09228833             |
|                                         | Mietshaus mit modernem Ladeneinbau, in geschlossener Bebauung                                                                                     | Buchholzer Straße 65 (Karte)                               | Um 1890                                                          | mit modernem Ladeneinbau, baugeschichtliche und städtebauliche Bedeutung. Das viergeschossige massive, um 1890 entstandene Mietshaus bildet den stadtauswärtigen Abschluss der geschlossenen Bebauung der Buchholzer Straße und befindet sich in unmittelbarer Nachbarschaft zum Annaberger Theater. Das Gebäude mit sechs Achsen ist verputzt und wird in seiner Gestaltung maßgeblich durch die Ausbildung horizontaler Bänder geprägt. Diese trennen sowohl das Erdgeschoss mit den modernen Ladeneinbauten und dem tief eingezogenen Eingang vom Obergeschoss, als auch die Obergeschosse untereinander, da die Fensterverdachungen miteinander gekoppelt sind. Betont sind jeweils die beiden äußeren Achsen: diese minimal aus der Gebäudeflucht vorgezogen und mit einem segmentbogigen Giebel im 1. Obergeschoss versehen. Alle Fenster rechteckig mit T-Sprossung. Ein kräftiger Fries mit Zierkonsolen betont das Traufgesims. Das Dachgeschoss wird von einem markanten Dachaufbau über vier Achsen mit breitem Dreieckgiebel beherrscht. Damit hebt es sich gestalterisch von seinen Nachbargebäuden ab, ist aber grundsätzlich ein typisches Beispiel eines Mietshauses dieser Zeit mit baugeschichtlichem Wert. Außerdem besitzt es als Bestandteil der geschlossenen Bebauung im Zuge der Annaberger Stadterweiterung im 19. Jh. städtebauliche Bedeutung. | 09228834             |
| Weitere Bilder                          | Eduard-von-Winterstein-Theater | Buchholzer Straße 67 (Karte)                               | 1891–1893                                                        | baugeschichtliche und kulturgeschichtliche Bedeutung. Der zweigeschossige Theaterbau über rechteckigem Grundriss entstand 1891–1893 durch Mittel des Theater-Bauvereins. Den Entwurf lieferte Architekt Bernhard Schreiber (u. a. Alberttheater Dresden), der das Gebäude mit einer aufwändigen Fassade in der Formensprache der Neorenaissance zur Buchholzer Straße versah: das Erdgeschoss mit drei rundbogigen Eingängen ist rustiziert, der Mittelrisalit wird durch einen Portikus betont. Eine Kolossalgliederung mit ionischen Kapitellen fasst das Obergeschoss mit den drei großen rundbogigen Fenstern mit Scheitelsteinen und Balustraden sowie ein Mezzaningeschoss mit kleinen Doppelfenstern ein. Im Giebeldreieck finden sich u. a. Lyra, Löwen und Masken, die auf die Nutzung des Bauwerkes als Theater hinweisen. Der Zuschauersaal besteht aus Parkett und einem Rang und umfasste zur Eröffnung 685 Sitz- und 200 Stehplätze. Bekannte Modernisierungsarbeiten waren 1911 der Einbau einer elektrischen Beleuchtung, 1951/52 Renovierungsarbeiten und 1976–1981 umfassende Sanierung mit neuer Bühnentechnik (u. a. fahrbare Orchesterversenkung, Beleuchterbrücke, Personenversenkung), Anbau mit Heizhaus, Gaststätte und Studiobühne sowie Modernisierung des Zuschauersaals. 1993 erfolgten letzte umfassende Baumaßnahmen, so dass das Theater seitdem 295 Sitzplätze und 57 Plätze in der Studiobühne aufweist. Seitlich am Hauptgebäude ein Anbau mit vier kleinen Fenstern im Obergeschoss sowie weitere Funktionsbauten im rückwärtigen Grundstück. Es handelt sich beim Eduard-von-Winterstein-Theater um einen für das 19. Jh. typischen Theaterbau. Er gehört in Sachsen zu den kleineren Beispielen, besitzt aber trotzdem bau- und kulturgeschichtliche sowie städtebauliche Bedeutung. | 09228835             |
| Direkt Bild zu diesem Denkmal hochladen | Repräsentative Villa (wohl Fabrikantenvilla) | Buchholzer Straße 75 (Karte)                               | Um 1910, im Kern 1863                                            | Villa des Seidenschnurenfabrikanten Carl Schmidt, baugeschichtliche und städtebauliche Bedeutung. Dreigeschossige massive Jugendstil-Mietvilla mit ausgebautem Mansarddach in offener Bebauung am Ende der Buchholzer Straße oberhalb des Theaterplatzes. Über rechteckigem Grundriss erhebt sich das Gebäude, wobei jedoch sowohl der Eingangsbauteil als auch ein Mittelrisalit aus der Bauflucht vorspringen. Zur Stadtseite ein Anbau mit Veranden und Balkon. Über einem Natursteinsockel die verputzte Fassade, im Erdgeschoss mit Putznutungen. Der Eingang rundbogig mit vorgelagerter Treppe und bauzeitlicher Tür. Die Fenster in unterschiedlichen Formaten und Verzierungen, Blickfang ist die Gestaltung des Mittelrisalits mit hohem Giebel. Hier Baudekor des Jugendstils: seitliche Lisenen mit Feldern mit geometrischen Mustern, farbig abgesetzte wappenartige Verzierungen zwischen den Fenstern des 2. Obergeschoss. Das Dach schiefergedeckt und zur Wohnnutzung ausgebaut. Im Giebelbereich der stadtauswärtigen Seite Zierfachwerk, in einer Giebelspitze eine Kartusche bezeichnet „S“. Diese verweist auf den Bauherren Carl August Schmidt. Dieser hatte sowohl die benachbarte Fabrik (Heisen & Co) als auch das Wohnhaus, damals im Schweizer Stil, übernommen. Nach mehreren kleineren baulichen Änderungen wurde das Wohnhaus 1907/08 umfassend verändert und erweitert, Erdgeschoss und Obergeschoss des früheren Baus wurden in die Neugestaltung integriert. Verantwortlich zeichnete der renommierte Annaberger Baumeister Götze. In dieser Gestaltung ist das Gebäude weitgehend erhalten, so dass es sich im Wesentlichen um eine qualitätvolle Jugendstilvilla mit baugeschichtlichem und städtebaulichem Wert handelt. | 09228861             |
| Direkt Bild zu diesem Denkmal hochladen | Gusseisernes Geländer und Laternen | Buchholzer Straße und Theaterplatz                         | Um 1900, bez. 1905                                               | mehrteilige Treppenanlage mit gusseisernem Geländer, städtebauliche Bedeutung. Mehrteilige Treppenanlage, die unmittelbar neben dem Theater die Buchholzer mit der Rathenaustraße verbindet. Errichtet wurde diese Anlage 1905 als sogenannte Theatertreppe anstelle des früheren Benkertbergfußweges. Die Freitreppe ist 3,50 m breit und besteht aus 214 Stufen. Sie besitzt seitlich gusseiserne Geländer und dekorative Laternen. Am oberen Ende befindet sich an der Stützmauer des obersten Treppenabschnittes eine kleine Brunnenanlage mit einem Löwenkopf als Wasserspeier. An dieser Stelle teilt sich die Treppe und führt mit zwei Treppenarmen zur Rathenaustraße hinauf. Diese Freitreppe stellt eine wichtige fußläufige Verbindung zwischen den beiden Parallelstraßen dar und besitzt vorrangig städtebauliche, aber auch ortsentwicklungsgeschichtliche Bedeutung. | 09228843             |
| Direkt Bild zu diesem Denkmal hochladen | Rondell mit den restlichen Grabsteinen des zerstörten jüdischen Friedhofes                                                                        | Chemnitzer Straße                                          | vor 1945                                                         | historische Bedeutung. 1938 wurde an der Chemnitzer Straße gelegene Jüdische Friedhof geschändet und 1940 eingeebnet. Die Friedhofshalle wurde gesprengt. 17 erhaltene Grabsteine des Friedhofes wurden 1956 auf den Neuen Friedhof der Stadt gebracht. In einem Rondell wurden sie um einen hohen Gedenkstein für die in der NS-Zeit ermordeten Juden aufgestellt. | 09229030             |
| Direkt Bild zu diesem Denkmal hochladen | Tür | Emil-Finck-Straße 3 (Karte)                                | Um 1885                                                          | | 09228531             |
| Direkt Bild zu diesem Denkmal hochladen | Tür | Emil-Finck-Straße 5 (Karte)                                | Um 1885                                                          | | 09228532             |
| Direkt Bild zu diesem Denkmal hochladen | Mietshaus in geschlossener Bebauung | Emil-Finck-Straße 9 (Karte)                                | Um 1885                                                          | rustizierende Fassade, baugeschichtliche und städtebauliche Bedeutung. Dreigeschossiges Mietshaus wenig außerhalb des historischen Kerns von Annaberg, im Gebiet einer Stadterweiterung des 19. Jh. Massives verputztes Gebäude mit Lochfassade, Erd- und 1. Obergeschoss mit dekorativer Putznutung. Der Eingang leicht eingezogen mit vorgelagerter Stufenanlage, Gewände schlicht profiliert. Fenstergewände mit zurückhaltender Profilierung, im 1. Obergeschoss mit gerader Verdachung, Sohlbänke der Obergeschosse profiliert mit Zierkonsolen. Jeweils die mittleren beiden Fenster der 6achsigen Fassade durch Spiegel mit flachen Stuckdekorationen unterhalb der Sohlbank sowie oberhalb des Gewändes im 2. Obergeschoss hervorgehoben. Schiefergedecktes Satteldach mit stehenden Gaupen. Dieses Mietshaus besitzt Denkmalwert aus baugeschichtlicher und städtebaulicher Sicht, zeigt es doch durch seine authentische Erhaltung den gestalterischen Anspruch, der an die Wohnhäuser in der zweiten Hälfte des 19. Jh. auch außerhalb der bedeutenden Straßen der Stadt gestellt wurde. | 09228530             |
| Direkt Bild zu diesem Denkmal hochladen | Mietshaus mit Laden, in Ecklage und geschlossener Bebauung                                                                                        | Emil-Finck-Straße 13 (Karte)                               |                                                                  | | 09228528             |
| Direkt Bild zu diesem Denkmal hochladen | Mietshaus in halboffener Bebauung | Emil-Finck-Straße 25 (Karte)                               | Bezeichnet mit 1904                                              | baugeschichtliche und städtebauliche Bedeutung. Viergeschossiges massives Mietshaus in halboffener Bebauung als stadtseitiger Auftakt einer aus fünf ähnlichen Gebäuden bestehenden Blockrandbebauung. Der Eingang zum Wohngebäude befindet sich links in der sechsachsigen Fassade. Er ist tief in das Haus eingezogen und besitzt eine Treppenanlage aus vier Stufen und eine zweiflügelige Tür. Betont wird er durch ein Portal mit Segmentbogengiebel in Jugendstildekor, hier die Bezeichnung „1904“. Die Fenster der verputzten Straßenansicht rechteckig, mit T-Sprossung und einheitlicher dekorativer Sandsteinrahmung mit geschwungener Verdachung, nur die Fenster des 3. Obergeschoss leicht differenziert ausgeführt. Durch die gleichmäßige Gestaltung und das Fehlen von markanten Vor- und Rücksprüngen wirkt die Fassade recht flächig. Lt. der Bauzeichnung hatte das Gebäude ursprünglich ein anderes Aussehen: ausgebautes Mansarddach anstelle des 3. Obergeschoss sowie ein gestaffelter Rundbogengiebel als Mittelgiebel über zwei Achsen. Wann eine Veränderung der Fassade vorgenommen wurde, ist aus den Unterlagen nicht zu entnehmen. Dieses Wohnhaus besitzt baugeschichtliche Bedeutung und vor allem im Ensemble mit den Nachbargebäuden hohen städtebaulichen Wert. Alle Objekte dieser Zeile wurden vom Baumeister Friedrich Nestler geschaffen, dem die Grundstücke gehörten. Teilweise blieben die Objekte in seinem Besitz, teilweise wurden sie nach Fertigstellung verkauft. Sie bilden gemeinsam ein interessantes Beispiel der Annaberger Stadterweiterung nach 1900 in nordöstlicher Richtung. | 09228526             |
| Direkt Bild zu diesem Denkmal hochladen | Mietshaus in geschlossener Bebauung | Emil-Finck-Straße 27 (Karte)                               | Bezeichnet mit 1905                                              | baugeschichtliche und städtebauliche Bedeutung. Viergeschossiges massives Mietshaus in geschlossener Bebauung als Bestandteil einer aus fünf ähnlichen Gebäuden bestehenden Blockrandbebauung. Der Eingang zum Wohngebäude befindet sich in der Mitte der siebenachsigen Fassade. Er ist tief in das Haus eingezogen und besitzt eine Treppenanlage aus vier Stufen und eine zweiflügelige zeitgemäße Tür. Betont wird er durch ein Jugendstilportal, hier die Bezeichnung „1905“. Die Fenster der verputzten Straßenansicht meist rechteckig, mit T-Sprossung und dekorativer Sandsteinrahmung. Diese variiert stark, es finden sich u. a. geschwungene Verdachungen, Vorhangbögen und dreipassartige Gestaltungen, alle im Ausdruck des Jugendstils. Die jeweils beiden äußeren Achsen sind betont und enden im Dachgeschoss als Dreieckgiebel. Über der Mitte des schiefergedeckten Daches eine breite Gaupe über vier Achsen. Im Vergleich mit den Bauakten finden sich einige Veränderungen: die Giebel über den Seitenachsen waren geschweift mit Segmentbogenabschluss, das Erdgeschoss wies Putznutungen auf und zwischen den Fenstern der Obergeschoss befanden sich horizontale Bänder, wodurch die Ansicht nicht so flach wirkte. Wann eine Veränderung der Fassade vorgenommen worden ist, ist aus den Unterlagen nicht zu entnehmen. Dieses Wohnhaus mit Jugendstilelementen besitzt baugeschichtliche Bedeutung und vor allem im Ensemble mit den Nachbargebäuden hohen städtebaulichen Wert. Alle Objekte dieser Zeile wurden vom Baumeister Friedrich Nestler geschaffen, dem die Grundstücke gehörten. Teilweise blieben die Objekte in seinem Besitz, teilweise wurden sie nach Fertigstellung verkauft. Sie bilden gemeinsam ein interessantes Beispiel der Annaberger Stadterweiterung nach 1900 in nordöstlicher Richtung. | 09228525             |
| Direkt Bild zu diesem Denkmal hochladen | Mietshaus in geschlossener Bebauung | Emil-Finck-Straße 29 (Karte)                               | Bezeichnet 1909                                                  | baugeschichtliche und städtebauliche Bedeutung. Viergeschossiges massives Mietshaus in geschlossener Bebauung als Bestandteil einer aus fünf ähnlichen Gebäuden bestehenden Blockrandbebauung. Der Eingang zum Wohngebäude befindet sich links in der sechsachsigen Fassade. Er ist tief in das Haus eingezogen und besitzt eine Treppenanlage aus fünf Stufen und eine zweiflügelige Tür. Betont wird er durch ein flächig wirkendes Jugendstilportal mit geschwungenem Giebel. Unterhalb dessen eine ungewöhnliche Dekoration, die sich mit textiler Spitzengestaltung assoziieren lässt. Die Fenster der verputzten Straßenansicht rechteckig, mit T-Sprossung und dekorativer Rahmung. Diese variiert stark, es finden sich u. a. Vorhangbögen, rundbogenfriesartige und schulterbogenförmige Gestaltungen, alle im Ausdruck des Jugendstils. Zudem ist die Fassade reich mit Stuckflächen, Friesen und verschiedenen Verdachungen versehen. Betont ist bei diesem Gebäude die Mitte durch die Ausbildung eines Zwerchhauses über den mittleren beiden Achsen, dieses mit geschwungenem Giebelabschluss, hier die Bezeichnung „1909“. Seitlich zwei Dachhäuschen mit Doppelfenster im schiefergedeckten Satteldach. Im Vergleich zur Bauzeichnung finden sich einige Unterschiede, vor allem was Dekor und Dachaufbau anbelangt. Wann eine Veränderung der Fassade vorgenommen wurde, ist aus den Unterlagen nicht zu entnehmen. Dieses Wohnhaus mit Einflüssen des Jugendstils besitzt baugeschichtliche Bedeutung und vor allem im Ensemble mit den Nachbargebäuden hohen städtebaulichen Wert. Alle Objekte dieser Zeile wurden vom Baumeister Friedrich Nestler geschaffen, dem die Grundstücke gehörten. Teilweise blieben die Objekte in seinem Besitz, teilweise wurden sie nach Fertigstellung verkauft. Sie bilden gemeinsam ein interessantes Beispiel der Annaberger Stadterweiterung nach 1900 in nordöstlicher Richtung. | 09228524             |
| Direkt Bild zu diesem Denkmal hochladen | Mietshaus in geschlossener Bebauung | Emil-Finck-Straße 31 (Karte)                               | Um 1907                                                          | | 09228523             |
| Direkt Bild zu diesem Denkmal hochladen | Mietshaus in halboffener Bebauung | Emil-Finck-Straße 33 (Karte)                               | 1910                                                             | baugeschichtliche und städtebauliche Bedeutung. Dreigeschossiges massives Mietshaus mit ausgebautem Mansardgeschoss in Ecklage und halboffener Bebauung als Bestandteil einer aus fünf ähnlichen Gebäuden bestehenden Blockrandbebauung. Dieses Objekt an der Ecke zur Felix-Weiße-Straße bildet den stadtauswärtigen Auftakt zu diesem Gebäudeensemble. Das Eckhaus besitzt fünf zu fünf Achsen und eine abgeschrägte Ecke mit einer weiteren Fensterachse. Der rundbogige Eingang mit einem recht schlichten Portal und der originalen Tür mit Oberlicht ist wesentlich zurückhaltender gestaltet als bei den Nachbargebäuden. Die Fenster der verputzten Fassade im Erdgeschoss rundbogig, ansonsten rechteckig mit T-Sprossung. Dominiert wird die Ansicht durch die zwei mächtigen geschwungenen Giebel auf beiden Straßenseiten. Zur Emil-Finck-Straße ist hier mittig außerdem ab dem 1. Obergeschoss ein flacher rundbogiger Erker ausgebildet. Dieses Motiv wiederholt sich an der Ecke zwischen dem 1. und 2. Obergeschoss. Die Fenster der Obergeschosse besitzen eine friesartige Rahmung, die sich bandartig zwischen den jeweils übereinanderliegenden Fenstern erstreckt und somit Bahnen ausbildet. Auf der eingeschlossenen Fläche ein kleines Dekorelement, der ganze Bereich farbig abgesetzt. Das Mansarddach ist mit einer Schiefereindeckung versehen. Im Vergleich mit den Bauzeichnungen fällt auf, dass das Gebäude mit mehr Baudekor (u. a. Lisenen mit Schmuckkapitellen, Friese in den Rundbögen der Erdgeschoss-Öffnungen) geplant war. Wann eine Veränderung der Fassade vorgenommen wurden, ist aus den Unterlagen nicht zu entnehmen. Dieses Wohnhaus mit Einflüssen des Jugendstils und seinen markanten Giebeln besitzt baugeschichtliche Bedeutung und vor allem im Ensemble mit den Nachbargebäuden hohen städtebaulichen Wert. Alle Objekte dieser Zeile wurden vom Baumeister Friedrich Nestler geschaffen, dem die Grundstücke gehörten. Teilweise blieben die Objekte in seinem Besitz, teilweise wurden sie nach Fertigstellung verkauft. Sie bilden gemeinsam ein interessantes Beispiel der Annaberger Stadterweiterung nach 1900 in nordöstlicher Richtung. | 09228522             |
| Weitere Bilder                          | Evangelisch-Methodistische Kirche | Emilienberg 10 (Karte)                                     | 1926 (Kirche)                                                    | als Ensemble errichtet, expressionistische Gestaltung, baugeschichtliche und sozialgeschichtliche Bedeutung. Kirchengebäude in offener Bebauung als Ensemble mit zugehörigem Pfarrhaus 1926 in expressionistischer Formensprache errichtet. Die Kirche als kubischer verputzter Baukörper mit einem Natursteinsockel auf rechteckigem Grundriss. Der Saal reicht über zwei Geschosse, was sich durch langgestreckte hochrechteckige Fenster an der Fassade abzeichnet. Als Schauseite wurde die Nordostseite ausgebildet und durch den mittigen Turm betont, dieser mit quadratischem Grundriss, kleinen Fenstern im Schaft und je einem größeren spitzbogigen Fenster im obersten Geschoss. Der Abschluss wird durch ein flaches Zeltdach mit schlichtem Kreuz gebildet. Der Übergang von der Fassadenfläche zur Turmwand als stufengiebelähnliche Form ausgebildet. Unterhalb des Turmes befindet sich der Haupteingang zur Kirche, dieser besteht aus einer zweiflügeligen Holztür mit expressionist. Dekor, seitlich von zwei sich verbreiternden Natursteinpfeilern eingefasst, die die gebälkartige Verdachung tragen. Seitlich des Zugangs je zwei kleine vergitterte quadratische Fenster, die Fassade ansonsten ohne Öffnungen. Das Gebäude besitzt ein schiefergedecktes Walmdach mit großem Dachüberstand. Im Inneren wurde als Herzstück ein Betsaal mit Empore eingerichtet, mehrere Funktionsräume sowie im Sockelgeschoss zum Garten eine kleine Hausmeisterwohnung. Zum Ensemble gehört außerdem das zeitgleich entstandene Pfarrhaus, dieses zweigeschossig auf annähernd quadratischem Grundriss, Sockel- und Putzgestaltung analog Kirchgebäude, kleiner Vorbau als Eingang, Zeltdach mit Schieferdeckung. Beide Häuser wurden vom Annaberger Baumeister Götze errichtet, der vorrangig vom Jugendstil geprägte Objekte realisierte. Dieses Gebäudeensemble zeigt jedoch eine qualitätvolle Umsetzung expressionistischen Formengutes von baugeschichtlicher Bedeutung. Die seit 1888 in Annaberg bestehende Gemeinde dieses Glaubens konnte sich 1926 endlich ein eigenes Haus errichten, so dass dieses ebenfalls sozial- und kirchengeschichtlich von Wert ist. 1951 erhielt der Saal eine Jehmlich-Orgel. | 09228847             |
|                                         | Pöhlbergturm | Ernst-Roch-Straße (Karte)                                  | Bezeichnet mit 1896                                              | Wahrzeichen von geschichtlicher und landschaftsgestaltender Bedeutung. Der 35 m hohe Turm wurde in Verbindung mit einem Hotel und Ausflugsgaststätte anlässlich des 400-jährigen Gründungsjubiläums der Stadt Annaberg erbaut und am 12. Juli 1897 eröffnet. Der Aussichtsturm über quadratischem Grundriss war ursprünglich in Klinkermauerwerk mit farbig abgesetzten Bändern ausgeführt, der Aussichtbereich offen und mit einer Brüstung versehen. Heute präsentiert sich der Turm weiß mit einem holzverkleideten Aufbau für den Aussichtsbereich. Der eigentliche Eingang erfolgt über einen dem Turm vorgelagerten eingeschossigen Zugang. Insgesamt hat der Turm einen vierzonigen Aufbau, dessen oberster Bereich das holzverkleidete Aussichtsgeschoss mit jeweils einem fünfteiligen horizontalen Fensterband auf jeder Seite ist. Das gleichzeitig entstandene Berghotel besitzt einen schlichten kubischen Baukörper auf rechteckigem Grundriss mit Walmdach. Auch dieses war ursprünglich in Sichtmauerwerk ausgeführt, weist heute aber eine Holzverschalung auf. Durch verschiedene Vereine initiiert und mittels eines Baufonds schließlich von der Stadt in Auftrag gegeben, ist der Pöhlbergturm nicht nur ein optisches Wahrzeichen der Stadt. Er besitzt sowohl baugeschichtliche als auch ortsbildprägende Bedeutung. | 09229033             |
| Direkt Bild zu diesem Denkmal hochladen | Mietshaus in geschlossener Bebauung | Ernst-Roch-Straße 1 (Karte)                                | 1912, 1914–1916                                                  | in Flur und Treppenhaus Teile der ursprünglichen Ausstattung erhalten, baugeschichtliche und städtebauliche Bedeutung. Das dreigeschossige Gebäude innerhalb einer geschlossenen Bebauung ausschließlich mit Mietshäusern ist ein Beispiel der Reformbaukunst in Annaberg Anfang des 20. Jh. Auf einem unregelmäßigen, flachwinkligen Eckgrundstück gelegen, wirkt seine hohe Fassade mit fünf zu sechs Achsen monumental. Diese Wirkung wird durch die auf beiden Ansichten befindlichen hohen zwerchhausartigen Dachaufbauten noch unterstützt (einer mit Dreieckgiebel, der andere mit zeittypischer geschweifter Form). Über einem farbig abgesetzten Sockel die verputzten drei Wohngeschosse mit schlichten Fenstern (T-Stock) ohne Gewände. Die schlichte Fassade mit wenigen horizontalen Bändern wird durch drei erkerartige Anbauten jeweils im 2. und 3. Obergeschoss dominiert, hier sowie an den Dachgiebeln dezente dekorative Putzreliefs. Das schiefergedeckte Mansarddach zur Wohnnutzung ausgebaut. Von der Ausstattung haben sich wesentliche Elemente erhalten: Windfangtür mit Farbglas und geschliffenem Glas, Deckenstuck, Fliesen, Türen, Treppengeländer mit Kandelaber im Hochparterre, Farbglasfenster, Fußboden, Klinken und Türknäufe. Es wurde 1914 vom Architekten Max Beer innerhalb des neu erschlossenen Wohnquartiers errichtet (urspr. hatten sich hier Steigerhaus, Seilbahn sowie der städt. Bauhof befunden). Trotz des Beginns des Ersten Weltkrieges wurden 1916 die ersten Bezugsgenehmigungen erteilt. Bewohner waren gut situierte Bürger wie bspw. der Fabrikbesitzer Martin Berthold (Schubert & Berthold, mechan. Hanfspinnerei). Dieses Gebäude stellt sowohl hinsichtlich seiner äußeren Gestaltung als auch der Erhaltung bauzeitlicher Ausstattung ein wichtiges Zeugnis für die Umsetzung neuer Architekturideen Anfang des 20. Jh. dar. Mit der Abkehr vom Historismus hin zur Reformarchitektur zeigt dieses Beispiel die Besinnung auf das Sachliche und Zweckmäßige in Verbindung mit reduzierten Formen und schlichtem Dekor. Es besitzt somit dokumentarischen Wert und im Sinne des Denkmalschutzes baugeschichtliche und städtebauliche Bedeutung. | 09228981             |
| Direkt Bild zu diesem Denkmal hochladen | Mietshaus in geschlossener Bebauung | Ernst-Roch-Straße 3 (Karte)                                | Um 1914                                                          | vollständig erhaltene Ausstattung in Flur und Treppenhaus, baugeschichtliche und städtebauliche Bedeutung. Das dreigeschossige Mietshaus ist Bestandteil des nahezu bauzeitgleich errichteten Wohnquartiers (Lindenstraße, Ernst-Roch-Straße, Schillerstraße) Anfang des 20. Jh. mit geschlossener Bebauung. Die relativ schlicht gestaltete Fassade mit acht Achsen (Fensteröffnungen direkt aus der Fläche) mit zwei horizontalen Bändern wird durch die beiden unterschiedlich ausgebildeten Erker belebt. Das für Wohnzwecke genutzte Mansarddach betont durch ein Zwerchhaus mit hohem Dreieckgiebel. Von der Ausstattung haben sich wohl wesentliche Elemente erhalten: Türen, Türgriffe, Wand- und Deckenstuck, Fußböden, Fliesen, Farbglasfenster mit geschliffenem Glas, Geländer mit kandelaberartigem Aufbau. Unvorteilhaft im Sinne des ursprünglichen Erscheinungsbildes ist die letzte Sanierung v. a. durch die unhistorische Fenstergliederung und die großflächige Verglasung des Giebels. Trotzdem besitzt dieses Gebäude aufgrund seiner Ausstattung und als Bestandteil des Gebäudeensembles eine wichtige baugeschichtliche und städtebauliche Bedeutung. | 09228951             |
| Direkt Bild zu diesem Denkmal hochladen | Fabrikgebäude, später Verwaltungsgebäude, mit Garage (ehemalige Annaberger Präge- und Stanzwerke Emil Kaaden, später Allgemeine Ortskrankenkasse) | Ernst-Roch-Straße 6 (Karte)                                | 1920; 1928 (Umbau zur Ortskrankenkasse)                          | Wirtschafts- und baugeschichtliche Bedeutung. Langgestrecktes Gebäude mit zwölf Achsen in offener Bebauung an einer der äußeren Umgehungsstraßen Annabergs. 1920 wurde das Fabrikgebäude mit Pförtnerhaus und großen Arbeitssälen errichtet. In seiner äußeren Gestaltung ist es weitgehend erhalten: zwei Vollgeschosse und ein ausgebautes Dachgeschoss mit Schiefereindeckung. Die mittleren vier Achsen des Erdgeschosses zur Stadtseite sind durch eine farbig abgesetzte Lisenenarchitektur mit geradem Gebälk hervorgehoben. Diese Mittenbetonung auch im Dachgeschoss durch einen vierachsigen Aufbau sowie den bekrönenden Dachreiter mit Uhr. Die Fenster in der Fassade heute mit T-Sprossung, urspr. mit kleinteiliger Gliederung. Ein Eingang auf der nordöstlichen Giebelseite mit Vorbau, Treppe und kleinem Steildach. Das Treppenhaus auf der Hofseite aus der Fassadenflucht hervortretend. Ursprünglich wurde das Gebäude als Präge- und Stanzwerk genutzt, bis es 1928 für die Annaberger Ortskrankenkasse zum „Verwaltungs- und Krankenbehandlungsgebäude“ umgebaut wurde. Dabei wurde die Binnenstruktur geändert, die Fassade blieb gleich. In diesem Zusammenhang Einrichtung von drei Wohnungen im Dachgeschoss. Noch heute dient es als Bürogebäude. Das Bauwerk besitzt wirtschafts- und baugeschichtliche Bedeutung. | 09305022             |
| Direkt Bild zu diesem Denkmal hochladen | Wohnhaus in halboffener Bebauung | Farbegasse 1 (Karte)                                       | Nach 1731                                                        | in Flur und Treppenhaus Kreuzgewölbe, ortsgeschichtliche und baugeschichtliche Bedeutung. Zweigeschossiges massives Wohnhaus auf rechteckigem Grundriss, in halboffener Bebauung in der Annaberger Innenstadt nach dem Stadtbrand von 1731 entstanden. Die Traufseite mit sechs Fensterachsen, Gewände nur farbig angedeutet, historisch angepasste Sprossenfenster, der Eingang mit leichtem Segmentbogen, zwischen Erdgeschoss und Obergeschoss ein schmales Gesims. Giebelseite mit zwei Fenstern pro Geschoss (davon je ein für die Bauzeit untypisches Fenster mit quadratischer Form). Traufgesims geputzt und mit einem Halbstab schlicht profiliert. Das Walmdach schiefergedeckt mit zwei Reihen stehender Gaupen zur Farbegasse, rückwärtig 2 Gaupen sowie kleine liegende Dachfenster. In Flur und Treppenhaus Kreuzgewölbe. Eine Sanierung erfolgte 2003–2005. Bei einer Untersuchung der Keller wurde hier 1996/97 das Vorhandensein einer historischen Schleuse zur Wasserableitung sowie die Ausbildung des anstehenden Felsens als Podest (Lagerung von Fässern) festgestellt. Bei diesem Gebäude handelt es sich um einen typischen Vertreter der Wohnbebauung des 18. Jh. in Annaberg. Aufgrund der Erhaltung von Baukörper einschließlich Gewölbe besitzt es denkmalpflegerische Relevanz durch seine bau- und ortsgeschichtliche Bedeutung. | 09228921             |
| Direkt Bild zu diesem Denkmal hochladen | Windfangtür im Innern | Farbegasse 2 (Karte)                                       | Um 1900, nach 1731 ?                                             | baugeschichtliche und städtebauliche Bedeutung. Zweigeschossiges massives Wohnhaus auf rechteckigem Grundriss in halboffener Bebauung, das nach dem Stadtbrand von 1731 entstanden ist. Über einem Sockel aus Bruchstein die 7achsige Fassade (zwei Achsen im Giebel), mittig der Eingang mit vorgelagerter Stufenanlage. Die Fenster schlicht ohne Gewände, mit Kreuzsprossung und tlw. Winterfenstern. Traufgesims profiliert, das Walmdach mit Schindeldeckung und zwei Reihen stehender Gaupen. Bei einer Untersuchung der Keller wurde hier 1996/97 ein vermauerter Gang festgestellt und eine historische Anzucht zur Wasserableitung vermutet, was auf eine frühe Bebauung des Grundstückes verweist. Aus den Bauakten ist das Vorhandensein einer Färberei in diesem Gebäude bekannt. Der Anbau zur Mandelgasse wurde 1910 um ein Geschoss erhöht. Im Inneren soll eine besondere Windfangtür erhalten sein, die auf einen Umbau um 1900 verweist. Das Gebäude gehört zur typischen Bebauung des 18. Jh. in der Annaberger Innenstadt und besitzt baugeschichtlichen und städtebaulichen Wert. | 09228922             |
| Direkt Bild zu diesem Denkmal hochladen | Wohnhaus mit gotischem Kielbogen, in geschlossener Bebauung                                                                                       | Farbegasse 4 (Karte)                                       | 16. Jahrhundert und später                                       | | 09228920             |
| Direkt Bild zu diesem Denkmal hochladen | Wohnanlage mit Erweiterung | Feldgasse 9, 11, 13 (Karte)                                | Um 1908                                                          | | 09228516             |
| Direkt Bild zu diesem Denkmal hochladen | Ehemaliges Justizbeamten-Wohngebäude | Felix-Weise-Straße 9 (Karte)                               | 1906                                                             | | 09229155             |
| Direkt Bild zu diesem Denkmal hochladen | Mietshaus in Ecklage und geschlossener Bebauung                                                                                                   | Fichtestraße 1 (Karte)                                     | Um 1900                                                          | städtebauliche Bedeutung. Langgestrecktes viergeschossiges Mietshaus (Historismus) in Ecklage und geschlossener Bebauung. Während das Erdgeschoss des Massivbaus verputzt ist, beginnt oberhalb eines Gurtgesimses die orangegelbe Klinkerfassade der Obergeschosse. Dekorativ erfolgte der Einsatz roter Klinkersteine als horizontale Bänder sowie als Betonung der Segmentbögen über den Fenstern des 1. Obergeschoss und der Entlastungsbögen der Fenster des 2. Obergeschoss. Die Fenster selbst in Erdgeschoss und 1. Obergeschoss segmentbogenförmig, in den beiden oberen Geschossen rechteckig. Blickfang der recht flächigen Fassadengestaltung sind die Fenster des 2. Obergeschoss mit ihren Stuckflächen und profilierten Sohlbänken. Zur Fichtestraße im Dachbereich ein großes Dachhäuschen mit Doppelfenster. Einzeln genommen relativ unscheinbar, wirkt das um 1900 entstandene Gebäude jedoch in Kombination mit der benachbarten Bebauung, die ähnlich gestaltete Klinkerfassaden aufweist. Es besitzt damit vor allem einen städtebaulichen Wert. | 09228985             |
| Direkt Bild zu diesem Denkmal hochladen | Mietshaus in Ecklage | Fichtestraße 9 (Karte)                                     | Bezeichnet mit 1904                                              | Mietshaus in Ecklage und halboffener Bebauung; baugeschichtliche und städtebauliche Bedeutung. Ungewöhnliches viergeschossiges Mietshaus mit ausgebautem Mansardgeschoss in Ecklage und halboffener Bebauung. Das abgewinkelte Gebäude wurde an der Einmündung der Fichtestraße in die Lindenstraße errichtet und besitzt damit drei Schauseiten, deren Gestaltung Jugendstileinflüsse aufweist. Die Ansicht zur Fichtestraße gleicht mit ihren 7 gleichmäßigen Achsen denen anderer Mietshäuser: der Eingang ist eingezogen und leicht außermittig mit einem wuchtigen Portal. Seitliche Pfeiler mit einer bossenartigen Dekoration tragen einen scheinbar nach oben „gesprengten“ Segmentbogengiebel, in dessen nun vergrößertem Binnenfeld sich ein ovales Fenster sowie die Bezeichnung „1904“ befinden. Über einer Sockelzone aus Porphyrgestein schließt sich die Fassade der Obergeschosse an, bei der Putzflächen mit weißen Klinkern wechseln. Die durch den Eingang vorgegebene Achse erstreckt sich bis ins Dachgeschoss, wo sie als kleines Zwerchhaus mit einem geschweiften Giebel endet. Wesentlich interessanter ist jedoch die Ecklösung zur Lindenstraße: hier ist ab dem 2. OG ein ganz leicht vorkragender Bauteil ausgebildet, der sich einem Schiffsbug oder einer Pfeilspitze gleich in den Himmel reckt. Zur Lindenstraße ist ein großer Teil der Fassade geschlossen und besitzt einen dekorativen Flechtschmuck aus Klinkersteinen. Im Vergleich zu den zahlreichen zeitgleich entstandenen Wohnbauten der Stadterweiterung Annabergs nach 1900 weist dieses Gebäude hier ein besonders individuelles Fassadendetail auf. Das Gebäude besitzt damit vor allem baugeschichtliche und städtebauliche Bedeutung. | 09228989             |
| Direkt Bild zu diesem Denkmal hochladen | Wohnhaus in geschlossener Bebauung | Fleischergasse 1 (Karte)                                   | Nach 1731, 1932 (Ladeneinbau)                                    | Reste einer Barockmalerei an Fassade sichtbar, baugeschichtliche Bedeutung. Zweigeschossiges massives Wohnhaus auf rechteckiger Parzelle in geschlossener Bebauung der Annaberger Altstadt, nach dem Stadtbrand von 1731 entstanden. Im Erdgeschoss Eingang mit einem Korbbogenportal und nicht bezeichnetem Scheitelstein, die Tür nicht original, seitlich davon ein Ladeneinbau (1932) mit Tür und schmalem Schaufenster. Im Obergeschoss vier Fenster mit T-Teilung und aufgeputzten Gewänden. Unterhalb des profilierten Traufgesims sind Reste der früheren barock anmutenden Bemalung sichtbar: diese besteht aus plastisch wirkenden Spiegeln oberhalb der Fenster sowie einer aufgemalten Lisene am äußersten Rand der Fassade mit kapitellartigem Abschluss. Das schlichte Satteldach mit drei stehenden Gaupen. Das kleine Wohnhaus gehört zur Annaberger Wohnbebauung des 18. Jh. Eine Besonderheit ist die Erhaltung der Fassadenbemalung mit illusionistischer Architekturgliederung. Das Gebäude besitzt dokumentarischen Wert sowie bau- und ortsgeschichtliche Bedeutung. | 09228582             |
| Direkt Bild zu diesem Denkmal hochladen | Wohnhaus in geschlossener Bebauung | Fleischergasse 2 (Karte)                                   | 2. Hälfte 18. Jahrhundert/1. Hälfte 19. Jahrhundert              | | 09228568             |
| Direkt Bild zu diesem Denkmal hochladen | Eingeschossiges Wohnhaus in Ecklage und geschlossener Bebauung                                                                                    | Fleischergasse 4 (Karte)                                   | 2. Hälfte 18. Jahrhundert bis 1. Hälfte 19. Jahrhundert          | eingeschossiges Gebäude, ortsgeschichtliche und baugeschichtliche Bedeutung. Eingeschossiges massives Wohnhaus in Ecklage und halboffener Bebauung. Die verputzte Fassade zur Fleischergasse mit fünf Fenstern (Kreuzstock) und aufgeputzten schmalen Gewänden über einem farbig abgesetzten Sockel. Einfach profiliertes Traufgesims zum schiefergedeckten Mansardwalmdach, hier drei stehende Gaupen, die beiden äußeren jeweils mit einem doppelten Fenster. Auf der Giebelseite zur Schmiedegasse Eingang, hier lässt sich die recht große Tiefe des Gebäudes ablesen, ein späterer Anbau schließt sich an. Bei dem einfachen Wohnhaus des 18. Jh. handelt es sich um einen Strukturbestandteil der Kernbebauung Annabergs von baugeschichtlichem Wert. | 09228569             |
| Direkt Bild zu diesem Denkmal hochladen | Ackerbürgerhaus mit Toreinfahrt | Fleischergasse 6 (Karte)                                   | 2. Hälfte 18. Jahrhundert bis 1. Hälfte 19. Jahrhundert          | ortsgeschichtliche und baugeschichtliche Bedeutung. Zweigeschossiges Wohnhaus aus der 2. Hälfte des 18. Jh. in Ecklage auf nahezu quadratischem Grundriss (fünf zu vier Achsen). Das Erdgeschoss mit einem farbig abgesetzten Sockel, der Eingang in einem schlicht profilierten Portal, die beiden Fenster links in ursprünglicher Größe und Teilung, die beiden rechts später erweitert. Das Obergeschoss in verputztem Fachwerk mit vier typischen Kastenfenstern, auf der Giebelseite ebenfalls vier Fenster. Das steile Satteldach mit drei stehenden Gaupen, die mittlere breiter mit Doppelfenster. Eine Besonderheit dieses Wohnhauses ist die seitlich angeordnete rundbogige Tordurchfahrt in einem verdachten Mauerstück, was auf eine landwirtschaftliche Nutzung schließen lässt. Damit weist das Gebäude nicht nur einen baugeschichtlichen, sondern auch einen sozial- und ortsgeschichtlichen Wert auf. | 09228581             |
| Direkt Bild zu diesem Denkmal hochladen | Wohnhaus in halboffener Bebauung | Fleischergasse 8 (Karte)                                   | 2. Hälfte 18. Jahrhundert/1. Hälfte 19. Jahrhundert              | Wohnhaus in halboffener Bebauung; klassizistischer Türstock, baugeschichtliche Bedeutung. Zweigeschossiges verputztes Wohnhaus aus der 2. Hälfte des 18. Jh. in halboffener Bebauung der Annaberger Innenstadt. Die Fassade 5achsig; im Erdgeschoss klassizistisch wirkendes Portal mit historischer Tür; Fenster mit hölzernen Jalousiekästen. Fenster im OG mit Kreuzstock und aufgeputzten Gewänden. Das steile Satteldach mit seitlich je einer kleinen Gaupe, mittig breiter gaupenartiger Dachausbau über drei Achsen. Dach und Gaupen komplett mit Bitumenpappe verkleidet. Es handelt sich hierbei um ein typisches Wohnhaus des 18. Jh., dessen Fassade vermutlich in der 2. Hälfte des 19. Jh. überformt wurde. Es besitzt baugeschichtlichen Wert. | 09228580             |
| Direkt Bild zu diesem Denkmal hochladen | Wohnhaus in geschlossener Bebauung | Fleischergasse 10 (Karte)                                  | 18. Jahrhundert                                                  | Kreuzgewölbe im Innern, klassizistischer Türstock, baugeschichtliche Bedeutung Siebenachsiges, zweigeschossiges Wohnhaus des 18. Jh. auf breiter Parzelle in geschlossener Bebauung. Im Erdgeschoss mittig angeordnet der Eingang mit drei Siebenachsvorgelagerten Stufen und einem nachträglichen Portal in klassizistischer Formensprache. Die verputzte Fassade ansonsten frei von Dekor, die Fenster mit histor. Sprossenteilung, die Gewände aufgemalt und farbig abgesetzt. Einfach profiliertes Traufgesims, das steile schiefergedeckte Satteldach mit schlichten Dachluken, ohne Aufbauten. Bei diesem Gebäude handelt es sich um ein stattliches, weitgehend ursprünglich erhaltenes Wohnhaus mit baugeschichtlichem und städtebaulichem Wert. | 09228578             |
| Direkt Bild zu diesem Denkmal hochladen | Wohnhaus (Handwerkerhaus) mit Sitznischenportal                                                                                                   | Fleischergasse 12 (Karte)                                  | Um 1600                                                          | mit Sitznischenportal der Renaissance-Zeit (Seltenheitswert), Kreuzgewölbe im Innern, baugeschichtliche und ortsgeschichtliche Bedeutung. Zweigeschossiges stattliches Wohnhaus in Ecklage und halboffener Bebauung. Charakteristischstes Merkmal dieses Gebäude ist das mittig angeordnete rundbogige Sitznischenportal aus dem 16. Jh. Dieses wurde von einem späteren Besitzer in barocker Gestaltung überarbeitet (Wappen bezeichnet 1708, A H). Dem Eingang zur Straße vorgelagert vier Blockstufen. Die Fassade ansonsten schmucklos, die Fenster mit schmalen Gewänden und histor. Sprossenteilung. Profiliertes Traufgesims zum steilen Satteldach ohne Dachaufbauten. Im Innern wohl Kreuzgewölbe erhalten. Dieses Gebäude besitzt Seltenheitswert durch sein Sitznischenportal, das lt. Dehio das letzte in situ verbliebene Renaissanceportal der Stadt darstellt. Die Bedeutung des Portals wurde schon 1937 erkannt, als es auf die Teilliste der Landesdenkmalliste Sachsens aufgenommen wurde. In den 1930er Jahren wurde diskutiert, ob es an ein zentrales Gebäude versetzt werden könne. Bei einer Untersuchung der Keller wurde hier 1996/97 das Vorhandensein einer historischen Steinschleuse zur Wasserableitung festgestellt, was auf die frühe Bebauung des Grundstückes verweist. Dieses Gebäude besitzt bau- und ortsgeschichtliche Bedeutung. | 09228577             |
| Direkt Bild zu diesem Denkmal hochladen | Wohnhaus in geschlossener Bebauung | Fleischergasse 15 (Karte)                                  | 18. Jahrhundert                                                  | Wohnhaus in geschlossener Bebauung; Mansarddach, Kreuzgewölbe im Innern, baugeschichtliche Bedeutung. Massives zweigeschossiges Wohnhaus in geschlossener Bebauung auf rechteckigem Grundriss. Das schmale 4achsige Gebäude mit Eingang in schlicht profiliertem Gewände, rechts davon große Fensteröffnung mit hölzernen Fensterläden. Die Fassade schmucklos; Fenster mit untypischer Teilung und aufgemaltem Gewände. Das Mansarddach schiefergedeckt und ausgebaut mit drei großen Gaupen, jeweils mit Doppelfenster; darüber liegende Dachfenster. Es handelt sich um ein typisches Wohnhaus des 18. Jh., dessen Dach vermutlich durch einen späteren Ausbau verändert wurde. Es besitzt baugeschichtliche und städtebauliche Bedeutung. | 09228576             |
| Direkt Bild zu diesem Denkmal hochladen | Wohnhaus in geschlossener Bebauung | Fleischergasse 16 (Karte)                                  | 18. Jahrhundert                                                  | Wohnhaus in geschlossener Bebauung; baugeschichtliche und städtebauliche Bedeutung. Zweigeschossiges Wohnhaus des 18. Jh. in geschlossener Bebauung auf rechteckigem Grundriss. Die breite Fassade mit sieben Achsen verputzt und ohne Dekor. Einzig der Eingang wird optisch hervorgehoben: eckiges Gewände schlicht profiliert mit abgesetzter gerader Verdachung. Der eigentliche Eingang eingezogen; aufgrund des Niveauunterschiedes Anordnung von drei Stufen im Bereich der Wandebene. Die Fenster mit Kreuzstock und aufgemalter schmaler Umrahmung. Das Satteldach mit Schieferdeckung und fünf stehenden Gaupen mit dreieckigem Abschluss. Dieses Gebäude ist ein typisches Beispiel des Wohnhausbaus des 18. Jhs, dessen Fassade/Dachaufbauten zu einem späteren Zeitpunkt verändert wurde. Es besitzt baugeschichtliche und städtebauliche Bedeutung. | 09228574             |
| Direkt Bild zu diesem Denkmal hochladen | Wohnhaus in halboffener Bebauung | Fleischergasse 17 (Karte)                                  | 18. Jahrhundert                                                  | baugeschichtliche und städtebauliche Bedeutung. Zweigeschossiges, für das 18. Jh. typisches Wohnhaus in halboffener Bebauung der Annaberger Innenstadt. Die verputzte Fassade fünfachsig, die Fenster mit Kreuzstock und aufgeputzten glatten Gewänden. Der Eingang mit Natursteingewände und schlichtem, unbezeichnetem Scheitelstein, die historische Tür erhalten. Über profiliertem Traufgesims das steile schiefergedeckte Satteldach mit zwei Reihen stehender Gaupen (dreieckiger Abschluss), davon die unten in der Mitte breiter mit Doppelfenster. Das denkmalgerecht sanierte Wohnhaus besitzt baugeschichtlichen und städtebaulichen Wert. | 09228575             |
| Direkt Bild zu diesem Denkmal hochladen | Ehemaliges Hußstift | Fleischergasse 18 (Karte)                                  | 18. Jahrhundert                                                  | Wohnhaus in halboffener Bebauung; Vermächtnisstiftung der Geschwister Huß vom 17. Februar 1847, Kreuzgewölbe im Innern, ortsgeschichtliche und baugeschichtliche sowie sozialgeschichtliche Bedeutung. Zweigeschossiges breitgelagertes Wohnhaus des 18. Jh. in halboffener Bebauung der Innenstadt von Annaberg. Die verputzte Fassade auf der Traufseite mit 9 Fensterachsen, auf der Giebelseite öffnungslos. Der Eingang mit schlichtem Gewände und segmentbogenförmigen Schluss, auf dem Scheitelstein „530“ (alte Hausnummerierung Annabergs), eingezogen, zum Ausgleich des Niveauunterschiedes zur Straße Treppe mit 5 Stg. innerhalb des Gebäudes, histor. Tür nicht erhalten. Die Fenster mit T-Sprossung und aufgeputzten Gewänden; kein weiteres Fassadendekor. Das Traufgesims profiliert. Auf der Rückseite ursprüngliches Satteldach, zur Straße als Mansarde mit fünf stehenden Gaupen (davon drei mit Doppelfenster) ausgebaut. Im Inneren Kreuzgewölbe. Das stattliche Wohngebäude beherbergte die Vermächtnisstiftung der Geschwister Huß vom 17. Februar 1847 und weist somit nicht nur baugeschichtliche Relevanz, sondern auch eine sozial- und kulturgeschichtliche Bedeutung auf. | 09228573             |
| Direkt Bild zu diesem Denkmal hochladen | Wohnhaus mit Laden, in Ecklage und geschlossener Bebauung                                                                                         | Frohnauer Gasse 1a (Karte)                                 | Um 1890                                                          | Wohnhaus in Ecklage und geschlossener Bebauung; mit Laden, baugeschichtliche und städtebauliche Bedeutung. Zweigeschossiges massives Wohnhaus vom Ende 18. bzw. Anfang des 19. Jh. auf unregelmäßigem Grundriss in Ecklage und geschlossener Bebauung. Im Erdgeschoss der Hauseingang sowie ein nachträglich eingebauter Laden mit einer großen Öffnung als Schaufenster-Eingang-Kombination sowie einem zweiten Schaufenster über Eck. Das Obergeschoss mit drei zu sieben Achsen; die Fenster mit aufgemalten Gewänden und einfacher senkrechter Teilung. Über einem glatt geputzten andersfarbigen Sockel die sich über beide Etagen erstreckte etwas eigenwillige Fassadengestaltung mit klassizistisch anmutender Putznutung. Das schiefergedeckte Satteldach mit stehenden Gaupen, diese tlw. ziemlich groß mit einem dreiteiligen Fenster. Dieses Gebäude weist einen baugeschichtlichen und städtebaulichen sowie durch seine Nähe zum Markt ortsgeschichtlichen Wert auf. | 09228618             |
|                                         | Mietshaus in Ecklage und geschlossener Bebauung                                                                                                   | Frohnauer Gasse 2 (Karte)                                  | Um 1895                                                          | baugeschichtliche und städtebauliche Bedeutung. Den Auftakt zur ansonsten wesentlich niedrigeren Bebauung der Frohnauer Gasse bildet dieses dreigeschossige historistische Wohn- und Geschäftshaus. Ende des 19. Jh. errichtet, spiegelt es in Gliederung und Fassadengestaltung diesen Bautyp in historistischer Formensprache wider. Die Gebäudeecke abgewinkelt und mit einem erkerartigen Bauteil betont, dieses turmartig mit geschweifter Haube abgeschlossen. Direkt unterhalb der Haube ein Relief mit Merkurdarstellung, um auf den Bezug zu Wirtschaft und Handel zu verweisen. Im Erdgeschoss an der Ecke Dreiviertelsäulen mit dekorativen korinthischen Kapitellen, ansonsten Erdgeschoss mit Lochfassade und Putznutung. Die Fenster der Obergeschosse mit T-Teilung, Gewände profiliert, gerade und dreieckige Verdachungen. Im 2. Obergeschoss Gestaltung der Verdachungen als Schulterbögen, dies eher ungewöhnlich für die Annaberger Beispiele. Das profilierte Traufgesims mit Zahnschnitt und Konsolen, Das Mansardgeschoss schiefergedeckt und zur Wohnnutzung ausgebaut, dafür sowohl kleinere segmentbogenförmig abgeschlossene stehende Gaupen als auch auf beiden Seiten große Gaupen für je ein Doppelfenster von Dreiviertelpfeilern gerahmt, die einen Segmentbogengiebel mit Stuckdekoration tragen. Dieses Gebäude besitzt aus baugeschichtlichen und städtebaulichen Gründen Denkmalwert. | 09228606             |
| Direkt Bild zu diesem Denkmal hochladen | Wohnhaus in geschlossener Bebauung | Frohnauer Gasse 3 (Karte)                                  | 2. Hälfte 18. Jahrhundert bis 1. Hälfte 19. Jahrhundert          | Wohnhaus in geschlossener Bebauung; eingeschossiges Bergarbeiterhaus mit Mittenbetonung, baugeschichtliche und ortsgeschichtliche Bedeutung. Dieses kleine eingeschossige Bergmannshaus ist ein typisches Wohngebäude für Annaberg um 1800. Das sechsachsige Erdgeschoss mit schlichtem Eingang, dem zwei Stufen vorgelagert sind. Die Fassade trotz der asymmetrischen Anordnung der Tür stark mittenbetont durch den ins Dachgeschoss hinaufgezogenen, mit einem Dreieckgiebel bekrönten Fassadenbereich. Die beiden Fenster hier sowie die im Erdgeschoss mit schlichten aufgeputzten Gewänden und Kreuzstocksprossung. Das schiefergedeckte Satteldach mit zusätzlich je einer stehenden Gaupe neben dem Dreieckgiebel. Das Objekt besitzt baugeschichtlichen Wert sowie eine ortsentwicklungsgeschichtliche Bedeutung, ist es doch ein Teil der bergmännischen Geschichte Annabergs. | 09228636             |
| Direkt Bild zu diesem Denkmal hochladen | Wohnhaus in geschlossener Bebauung | Frohnauer Gasse 5 (Karte)                                  | 2. Hälfte 18. Jahrhundert/1. Hälfte 19. Jahrhundert              | Wohnhaus in geschlossener Bebauung; baugeschichtliche Bedeutung. Zweigeschossiges, schmales Wohnhaus des späten 18. bzw. frühen 19. Jh. in geschlossener Bebauung. Das Gebäude verputzt; der seitliche Eingang in profiliertem Gewände mit Scheitelstein ohne Bezeichnung, die historische Tür ist nicht erhalten. 3 Fensterachsen; alle Fenster mit geradem aufgeputzten Gewände und historischer Sprossung. Profiliertes Traufgesims und steiles schiefergedecktes Satteldach; dieses mit zwei Dachhäuschen und einer stehenden Gaupe. Das für seine Bauzeit Ende 18./ Anfang 19. Jh. typische Wohnhaus besitzt baugeschichtliche Bedeutung. | 09228637             |
| Direkt Bild zu diesem Denkmal hochladen | Wohnhaus in geschlossener Bebauung | Frohnauer Gasse 7 (Karte)                                  | 1791 und 1. Hälfte 19. Jahrhundert um 1800                       | baugeschichtliche Bedeutung. Bei diesem um 1800 entstandenen Wohnhaus handelt es sich um ein zweigeschossiges Gebäude in geschlossener Bebauung auf schmaler Parzelle. Der Eingang eingezogen und durch ein schlichtes Natursteingewände hervorgehoben, der Türstock mit Scheitelstein ohne Bezeichnung. Innerhalb der Gebäudeflucht im Eingang eine Treppe mit 3 Steigungen. Ungewöhnlich ist die Anordnung des Eingangs unmittelbar an der Gebäudegrenze. Die verputzte Fassade dreiachsig ohne Dekor, die Fenster mit geraden Gewänden und T-Sprossung. Im steilen schiefergedeckten Dach drei stehende Gaupen mit dreieckigem Abschluss. Als typisches Wohnhaus seiner Bauzeit besitzt dieses Gebäude baugeschichtliche Bedeutung. | 09228638             |
| Direkt Bild zu diesem Denkmal hochladen | Wohnhaus in ehemals geschlossener Bebauung | Frohnauer Gasse 12 (Karte)                                 | 1. Hälfte 19. Jahrhundert                                        | | 09228647             |
| Direkt Bild zu diesem Denkmal hochladen | Wohnhaus in geschlossener Bebauung | Frohnauer Gasse 14 (Karte)                                 | 1. Hälfte 19. Jahrhundert                                        | historische Tür, baugeschichtliche Bedeutung. Bei diesem Wohnhaus handelt es sich um ein in der 1. H. des 19. Jh. entstandenes unsaniertes zweigeschossiges Gebäude in geschlossener Bebauung auf schmaler Parzelle. Die dreiachsige Fassade asymmetrisch, einzeln der Eingang mit Natursteingewände und schlichter gerader Verdachung, die historische Haustür vorhanden. Die beiden Fenster im Erdgeschoss mit histor. Sprossung und im Putz hervorgehobener schmaler Rahmung. Im Unterschied dazu besitzen die Öffnungen des Obergeschosses Natursteingewände und eine profilierte gerade Verdachung, die Fenster mit T-Sprossung. Das Satteldach unverfälscht ohne spätere Aufbauten. Ein umfassender baulicher Eingriff erfolgte 1872, als das Obergeschoss aufgesetzt und die Fassade mit einem horizont. Band zwischen den Geschossen neu gestaltet wurde. Trotz dieser Maßnahme ist das Haus ein typischer Vertreter eines innerstädtischen Wohngebäudes nach 1800 mit baugeschichtlicher Bedeutung. | 09228646             |
|                                         | Ehemaliges Fabrikgebäude und Tor | Frohnauer Gasse 15 (Karte)                                 | Um 1900, im Kern 1. Hälfte 19. Jh.                               | baugeschichtliche und wirtschaftsgeschichtliche Bedeutung. Imposantes viergeschossiges ehemaliges Fabrikgebäude von 1899 in halboffener Bebauung. Durch das Straßengefälle besitzt das langgestreckte Bauwerk im Anschluss an die Nachbarbebauung 3, auf der Talseite jedoch 4 Etagen sowie ein Untergeschoss. Dieses Untergeschoss als Sockel mit Bossen ausgebildet, daran anschließend das rustizierte Erdgeschoss mit rundbogigen Fensteröffnungen. Oberhalb eines Putzsimses Beginn der das Gebäude charakterisierenden gelben Klinkerfassade. Lisenen bündeln je zwei Fensterachsen zu Paaren, die im 3. Obergeschoss von flachen Segmentbögen überspannt werden. Baudekor aus Werkstein und grünen Klinkern in Form von Bekrönungen, Kapitellen und Friesen. Das Traufgesims durch einen solchen Fries aus grünen Klinker betont. Die beiden äußeren Felder durch einen kleinen Dreieckgiebel aus Werkstein mit Wappen besonders hervorgehoben. Das schiefergedeckte Mansarddach ausgebaut mit dachhäuschenartigen Aufbauten. Von baugeschichtlichem Interesse ist ebenfalls die bauzeitliche Toranlage. Dieses Gebäude wurde 1899 als Posamentenfabrik mit großen Arbeitssälen hergerichtet und nacheinander von zwei Firmen (erst Krahl, dann Schreiber) genutzt, bevor es vorwiegend als Verwaltungsgebäude diente. Obwohl die Fassade einen einheitlichen Bau vermuten lässt, sind Teile des früheren Hauses Nummer 15 in den Neubau integriert worden. Bis auf den Rückbau der dekorativen Dachaufbauten der äußeren Achsen ist die Fassaden nahezu unverändert erhalten. Als ein typischer Industriebau der um 1900 florierenden Posamentenindustrie ist dieses Gebäude von bau- und wirtschaftsgeschichtlicher Relevanz. | 09228640             |
| Direkt Bild zu diesem Denkmal hochladen | Wohnhaus mit Laden, in geschlossener Bebauung | Frohnauer Gasse 16 (Karte)                                 | 1. Hälfte 19. Jahrhundert, um 1800 (Laden)                       | mit Laden, baugeschichtliche und sozialgeschichtliche Bedeutung. Zweigeschossiges massives Wohnhaus (um 1800) in geschlossener Bebauung auf schmaler Parzelle. Die dreiachsige verputzte Fassade war ursprünglich asymmetrisch, bis 1885 im Erdgeschoss der Einbau eines symmetrisch aufgebauten Ladens mit mittiger Tür erfolgte. Von diesem ist die grundsätzliche, für jene Zeit typische Gestaltung noch ablesbar, auch wenn eine neue Baumaßnahme die früheren Schaufenster zu kleineren Fenstern verändert hat. Interessant ist die Verwendung von Naturstein, da ähnliche Ladeneinbauten sonst oft in Holz erfolgten. Der Eingang leicht eingezogen mit vorgelagerten Stufen. Ein Putzsims trennt Erdgeschoss und Obergeschoss optisch. Im Obergeschoss 3 Fenster mit Kreuzstock und aufgemalter Rahmung. Im schiefergedeckten Satteldach zwei stehende Gaupen, die 1886 errichtet wurden. Das typische Wohnhaus ursprünglich aus der Zeit um 1800 besitzt baugeschichtliche Bedeutung, von Besonderheit ist der für dieses Quartier ungewöhnliche, aber architektonisch gelungene Ladeneinbau des 19. Jh. | 09228645             |
| Direkt Bild zu diesem Denkmal hochladen | Wohnhaus in geschlossener Bebauung | Frohnauer Gasse 18 (Karte)                                 | 1867                                                             | Wohnhaus in geschlossener Bebauung; baugeschichtliche Bedeutung. Zweigeschossiges symmetrisch gegliedertes Wohnhaus in geschlossener Bebauung; das verputzte massivem Bauwerk mit sieben Achsen auf einer breiten Parzelle mit rechteckigem Grundriss. Der Eingang eingezogen mit einer Treppe innerhalb der Gebäudeflucht; Gewände des Eingangs sowie Rahmungen der Fenster farbig und im Putz abgesetzt. Die Fassade ohne Dekor. Das schiefergedeckte Dach mit drei großen Dachhäuschen, von denen das mittlere seit 1890 existiert. Im Keller Tonnengewölbe erhalten. Eine Sanierung des Gebäudes erfolgte 1993. Es handelt sich um ein typisches Wohnhaus des 19. Jh. mit baugeschichtlichem Wert. | 09228644             |
| Direkt Bild zu diesem Denkmal hochladen | Wohnhaus in geschlossener Bebauung | Frohnauer Gasse 22 (Karte)                                 | 1882                                                             | | 09228642             |
| Direkt Bild zu diesem Denkmal hochladen | Frohnauer Stüb'l | Frohnauer Gasse 24 (Karte)                                 | 1881                                                             | | 09228641             |
| Direkt Bild zu diesem Denkmal hochladen | Mietshaus in offener Bebauung | Gabelsberger Straße 4 (Karte)                              | 1912                                                             | Baugeschichtliche Bedeutung. Dreigeschossiges massives Mietshaus von 1912 mit neun Achsen in offener Bebauung. Das verputzte Gebäude besitzt einen streng symmetrischen Aufbau: der Eingang in der Mitte ist eingezogen mit vorgelagerter Treppe. Die Wände des Erdgeschosses mit dekorativer Putznutung. Die jeweils drei äußeren Fenster sind schmal und als Dreiergruppen zusammengefasst. Diese Gestaltung setzt sich auch in den Obergeschossen fort. Deutlich betont ist der mittlere Fassadenbereich in den Obergeschossen: hier Lisenengliederung zwischen den Fenstern, die oberhalb eines Gesimses im Dachgeschoss fortgeführt wird. Dort ist ein dreiachsiger, verputzter Dachaufbau ausgebildet, der mit einem hohen geschweiften Giebel abgeschlossen wird. Im Giebelfeld Jugendstildekor und der Buchstabe „B“ (Bauherr Burkhardt). Ansonsten nur sparsames Dekor. Eine für den Architekten Beer bei zeitgleich errichteten Gebäuden wiederkehrende, charakteristische Gestaltung ist die Ausbildung von balustradenähnlichen Flächen unterhalb der Fenster des ersten Obergeschosses. Die Fenster heute mit T-Sprossung, ursprünglich in der zeittypischen Kleinteilung der Oberlichter. Dieses für seine Entstehungszeit typische Mietshaus mit der eindeutigen Handschrift seines Architekten besitzt baugeschichtliche Bedeutung (Vergleichsbauten u. a. in der Lindenstraße). | 09305023             |
| Direkt Bild zu diesem Denkmal hochladen | Wohnanlage | Gartenstraße 2, 4, 6, 8 (Karte)                            | 1931, Nr. 4 bezeichnet mit 1930                                  | Wohnanlage bestehend aus vier Häusern; Wohnanlage des Bauvereins »Wettin«, baugeschichtliche und ortsentwicklungsgeschichtliche Bedeutung. Zweigeschossige, aus vier Häusern bestehende Wohnanlage außerhalb der Innenstadt im von Einfamilien- und Doppelhäusern geprägten Siedlungsgebiet Annabergs. In der äußeren Erscheinung mit den verputzten Fassaden, Klinkerrahmungen der Öffnungen, den mittigen Eingängen und ausgebauten schiefergedeckten Mansardgeschossen wirken die Häuser wie gleichzeitig entstanden, obwohl zwischen dem ersten Kopfbau und dem letzten sechs Jahre liegen. Zunächst wurde 1930 vom Bauverein „Wettin“ das Haus Nr. 8 an der Ecke zur Damaschkestraße als massives, unterkellertes 6-Familienwohnhaus erbaut. Je zwei Wohnungen mit innenliegenden Sanitäranlagen befanden sich pro Etage und besaßen je einen Gartenteil zur Bewirtschaftung. Bei der Fortsetzung der Bebauung 1931 mit den beiden leicht aus der Gebäudeflucht zurückversetzten Mittelhäusern musste der Wohnungsnotlage (Notverordnung) Rechnung getragen werden, so dass in beiden Gebäuden 9 Klein- und Kleinstwohnungen als sogenannte Schlichtwohnungen mit einfachster Ausstattung errichtet wurden. Hier befanden sich die Aborte auf dem Treppenabsatz, was sich auch an der Fassadengestaltung mit den kleinen Fenstern ablesen lässt. Der andere Kopfbau wurde erst 1936 analog des ersten mit sechs Wohnungen ergänzt. Diese Wohnanlage, bei deren Errichtung man mit minimalem Finanzaufwand auskommen musste, um der in den 1930er Jahren herrschenden Wohnungsnot zu begegnen, besitzt in ihrer dem Heimatschutzstil verhafteten Umsetzung sowohl baugeschichtliche und städtebauliche Bedeutung als auch ortsentwicklungsgeschichtliche Relevanz. | 09228994             |
|                                         | Alter Friedhof (Einzeldenkmale) | Geyersdorfer Straße (Karte)                                |                                                                  | Einzeldenkmal der Sachgesamtheit Alter Friedhof: zwei Ehrenmale der antifaschistischen Widerstandskämpfer und Opfer des Faschismus, Adam-Ries-Denkmal, Barbara-Uthmann-Grabmal, Grufthäusern und Einfriedungsmauer (siehe Sachgesamtheit 09304782, Geyersdorfer Straße 1); ortsentwicklungsgeschichtliche und sozialgeschichtliche Bedeutung. Die Anlage des ehemaligen städtischen Friedhofes vor den Stadttoren ist seit 1517 belegt und wurde mehrfach erweitert. Von der Innenstadt kommend, führt eine Lindenallee zwischen dem Hospital- und dem Pfarrhaus hindurch, direkt auf die Trinitatiskirche zu. Dahinter erstreckte sich das Friedhofsgelände. In den 1950er Jahren wurde dieser geschlossen und Teile davon mit dem neuen Busbahnhof überbaut. Der Rest der Anlage wurde zu einem Park umgestaltet. Von den ehemaligen kunstvollen Grabmälern des 16. und 17. Jh. sowie von den früheren rundbogigen Nischen (den sog. Schwibbögen) sind nur wenige Reste erhalten. Beachtenswert sind einige gusseiserne Platten, die Denkmäler für Barbara Uthmann (von Franz Pettrich) und Adam Ries (von R. Henze). Bekannt ist außerdem die fast 500-jährige Auferstehungslinde sowie das Ehrenmal der antifaschistischen Widerstandskämpfer. Obwohl die ursprüngliche Friedhofnutzung aufgegeben und wertvolle Ausstattung verloren gegangen ist, besitzt der Alte Friedhof weiterhin ortsentwicklungs- und sozialgeschichtliche Bedeutung. | 09228544             |
|                                         | Sowjetischer Ehrenfriedhof | Geyersdorfer Straße (Karte)                                | 1947/1948                                                        | Einzeldenkmale der Sachgesamtheit Alter Friedhof: Sowjetischer Ehrenfriedhof mit Ehrenmal, Grabsteinen und Einfriedungsmauer auf dem Friedhofsgelände (siehe Sachgesamtheit 09304782, Geyersdorfer Straße 1); ortsgeschichtliche und sozialgeschichtliche Bedeutung. Bei dem Sowjetischen Ehrenfriedhof handelt es sich um einen gesonderten Bereich des Alten Annaberger Friedhofs (Obj.-Nr. 09228544). Hier ruhen eine unbekannte Anzahl Kriegsgefangener und Zwangsarbeiter verschiedener Länder sowie Soldaten der Sowjetarmee, die nach 1945 verstorben sind. Die Gemeinschaftsgräber besitzen einheitlich gestaltete Grabsteine mit ehrendem Text. Im Zentrum dieser Gräber befindet sich ein 1947/48 errichtetes Denkmal. Dieses besteht aus einer zweistufige Plattform und einer Stele auf quadratischem Grundriss mit vorgesetzter Inschrifttafel. Bekrönt wird die etwa 5,50 m hohe Anlage von einem Sowjetstern. Dieser Ehrenfriedhof verweist auf die Geschichte Annabergs während des Zweiten Weltkrieges und ist damit orts- und sozialgeschichtlich von Bedeutung. | 09228543             |
| Weitere Bilder                          | Ehemaliges Hospital St. Trinitatis | Geyersdorfer Straße 1 (Karte)                              | 1827–1829 (Hospital)                                             | Teil des Ensembles an der Hospitalkirche St. Trinitatis (Adam-Ries-Straße 6), baugeschichtliche und ortsgeschichtliche Bedeutung. Das zweigeschossige klassizistische Hospitalgebäude bildet mit dem nahezu baugleichen Pfarrhaus auf der Adam-Ries-Straße 2 (s. 09228546) die Eingangssituation zur St. Trinitatiskirche und dem dazugehörigen Friedhof. Die verputzte Fassade mit fünf Achsen besitzt in der Mittelachse einen Risalit, der von einem „griechischen“ Giebel bekrönt wird. In der Achse auch der Zugang zum Haus, Tür und darüberliegendes Fenster mit flacher Dreieckbekrönung und Zahnfriesdekor. Die Giebelseite mit drei Achsen, alle Fenster mit einfacher farbig abgesetzter Rahmung und kleinteiliger Sprossung. Auf der Friedhofsseite kleineres Portal mit Segmentbogenschluss und Scheitelstein, in der rechten Achse eine große torähnliche Öffnung mit Segmentbogen. Das Walmdach schiefergedeckt mit fünf spitzbogigen Gaupen. Als Teil des ab 1827 errichteten St. Trinitatisensembles weist das Objekt nicht nur baugeschichtliche und ortsgeschichtliche, sondern in der für die Entstehungszeit typischen symmetrischen Anlage vor allem auch städtebauliche Bedeutung auf. | 09229154             |
| Direkt Bild zu diesem Denkmal hochladen | Mietshaus in geschlossener Bebauung | Geyersdorfer Straße 2 (Karte)                              | Um 1900                                                          | baugeschichtliche und städtebauliche Bedeutung. Viergeschossiges historistisches Mietshaus auf breiter Parzelle mit neun Achsen in geschlossener Bebauung. Während das Erdgeschoss des Massivbaus verputzt ist, beginnt oberhalb eines Gurtgesimses die orangegelbe Klinkerfassade der Obergeschosse. Das Gebäude ist symmetrisch aufgebaut und besitzt eine leicht aus der Bauflucht tretende Mittelachse. Hier der für Annaberg typische, tief in einer Rundbogennische eingezogene Eingang mit vorgelagerten Stufen. Die Gestaltung der Fenster variiert geschossweise: segmentbogenförmige Fenster im Erdgeschoss und rechteckige im 1. Obergeschoss, jeweils mit dekorativen Scheitelsteinen. Die Fenster des 2. Obergeschoss mit Stuck und Verdachungen am üppigsten dekoriert, die Fenster des obersten Stockwerkes wieder schlichter mit kleineren Stuckflächen und markanten Sohlbänken. Diese sich hell von dem orangen Klinker absetzende Fenstergestaltung ist typisch für späthistoristische Bauten. Durch die große Breite der Fassade sowie die ähnliche Gestaltung der Nachbargebäude wirkt diese Gebäudefront fast monumental. Es besitzt somit baugeschichtliche, aber vor allem städtebauliche Bedeutung. | 09228986             |
| Direkt Bild zu diesem Denkmal hochladen | Mietshaus in Ecklage und geschlossener Bebauung                                                                                                   | Geyersdorfer Straße 4 (Karte)                              | Um 1900                                                          | baugeschichtliche und städtebauliche Bedeutung. Viergeschossiges historistisches Mietshaus mit fünf Achsen in Ecklage und geschlossener Bebauung. Während das Erdgeschoss des Massivbaus verputzt ist, beginnt oberhalb eines Gurtgesimses die orangegelbe Klinkerfassade der Obergeschosse. Der Eingang befindet sich in der rechten Achse und ist, wie für Annaberg typisch, tief in einer Segmentbogennische eingezogen mit vorgelagerten Stufen. Die Fenster des in seiner Gestaltung vereinfachten Erdgeschoss segmentbogenförmig. Die hellen Gewände und das Baudekor der rechteckigen Obergeschossöffnungen setzen sich vom dunkleren Klinker kontrastreich ab – ein für späthistoristische Bauten typisches Gestaltungsmittel. Es finden sich Stuckflächen, Segmentbogengiebel und Scheitelsteine, ungewöhnlich ist jedoch die Art des flächigen Dekors, das hier im Wechsel einige Fenster des 1. Obergeschoss aufweisen. Die Bedeutung dieses Gebäudes ergibt sich vor allem aus der Wirkung mit den ähnlich gestalteten Nachbargebäuden, so dass es vorrangig einen städtebaulichen Wert besitzt. | 09228987             |
| Direkt Bild zu diesem Denkmal hochladen | Mietvilla | Geyersdorfer Straße 8 (Karte)                              | bez. 1903                                                        | baugeschichtliche und städtebauliche Bedeutung. Dreigeschossige Mietvilla in offener Bebauung gegenüber dem Eingangsbereich zum ehemaligen St. Trinitatisfriedhof, unmittelbar vor der alten Stadtumgrenzung. Es ist eines der wenigen im Zusammenhang mit der Stadterweiterung um 1900 errichteten Mietshäuser, das freistehend konzipiert ist, da sonst zur besseren Platzausnutzung in der Regel als Blockrand gebaut worden ist. Die Mietvilla mit fünf Achsen und verputzter Fassade (außer einem Natursteinsockel) besitzt eine repräsentative, von einem erkerartigen Bauteil geprägte Mitte. Fensterform und Baudekor differieren von Geschoss zu Geschoss, wobei das 1. Obergeschoss am üppigsten mit Stuckflächen ausgestattet ist. Die betonte Mitte setzt sich bis ins Dachgeschoss fort, hier mit doppeltem Rundbogenfenster und abgewalmtem Satteldach. Der Eingang zum Gebäude erfolgt seitlich, geschützt durch einen säulengestützten Vorbau. Die repräsentative, zum Teil mit jugendstiligem Dekor versehene Fassade des Gebäudes trägt dem besonderen Standort in Stadtnähe und Platz Rechnung. Es besitzt als ein in Annaberg seltenes Mietshaus in offener Bebauung vor allem städtebauliche, aber auch baugeschichtliche Bedeutung. | 09229000             |
|                                         | Fabrik | Geyersdorfer Straße 9 (Karte)                              | Um 1910                                                          | Seilerwarenhersteller, im Treppenhaus bemerkenswerte Farbglasfenster, baugeschichtliche und wirtschaftsentwicklungsgeschichtliche Bedeutung. Langgestrecktes, zweigeschossiges Fabrikgebäude (Seilerwarenhersteller) mit hohem ausgebautem Mansarddach von 1924 in offener Bebauung. Über einem Sockelgeschoss mit Natursteinverkleidung beginnt die verputzte Fassade mit zehn zu zwei Achsen. Die Fenster darin rechteckig und mittels Putz- und Farbgestaltung in Bahnen zusammengefasst. Die mittleren vier Achsen zudem von kannelierten Lisenen begrenzt, eine Gestaltung, die sich bis in den großen Dachaufbau fortsetzt. Auch hier vier Fenster und ein polygonal gebrochener Giebelabschluss. Dieser zwerchhausartige Aufbau im mächtigen schiefergedecktem Dach ist das charakteristischste Gestaltungsmittel dieses klar gegliederten Fabrikgebäudes. Im Treppenhaus wohl bemerkenswerte Farbglasfenster. 1924 entstanden und 1927 noch einmal geringfügig verändert, ist es eine der späten Industrieanlagen, die aufgrund des wirtschaftlichen Aufschwungs ab Ende des 19. Jh. in Annaberg entstanden waren. Der Vergleich mit den Bauunterlagen zeigt, dass sich die äußere Erscheinung bis auf den Wegfall eines Dachreiters mit Uhr kaum verändert hat. Es besitzt sowohl bau- als auch wirtschaftsgeschichtliche Bedeutung. | 09228542             |
| Direkt Bild zu diesem Denkmal hochladen | Mietshaus in Ecklage und geschlossener Bebauung                                                                                                   | Geyersdorfer Straße 10 (Karte)                             | um 1900                                                          | baugeschichtliche und städtebauliche Bedeutung. Dreigeschossiges historistisches Mietshaus mit fünf zu drei Achsen in Ecklage und geschlossener Bebauung. Das Erdgeschoss des Massivbaus ist verputzt und mit horizontaler Nutung versehen, der Eingang zur Geyerstraße ist, wie für Annaberg typisch, tief in die Gebäudeflucht eingezogen. Fenster und Türen des Erdgeschoss mit profiliertem Gewände und dekorativem Scheitelstein. Oberhalb eines Gesimses sowie eines breiteren Bandes mit Stuckspiegeln unter den Fenstern des 1. Obergeschoss beginnt die mit rotem Klinker verkleidete Fassade der Obergeschosse, nur der Bereich der abgeschrägten Ecke ist als Kontrast in orangem Klinker ausgeführt. Diese Eckbetonung zeigt sich auch durch den verstärkten Einsatz von Baudekor mit Stuckflächen, Dreiecksverdachungen und Konsolen und setzt sich durch einen zwerchhausartigen Dachaufbau bis ins Dachgeschoss fort. Seitlich grenzen zwei mit orangem und rotem Klinker ausgeführte Lisenen den Eckbereich von der restlichen Fassade ab. Die Öffnungen dort etwas weniger verziert u. a. mit geraden Verdachungen und in orangem Klinker hervorgehobene Entlastungsbögen. Alle Fenster mit T-Sprossung. Ein dekorativer Fries betont das profilierte Traufgesims, das schiefergedeckte Mansarddach zur Wohnnutzung ausgebaut. Dieses um 1900 entstandene Mietshaus bildet in seiner für die Zeit typischen Fassadengestaltung als Ecke den Auftakt zur gleichartigen Blockrandbebauung entlang der Lindenstraße und ist Zeugnis der Stadterweiterung Annabergs in dieser Richtung. Es besitzt sowohl baugeschichtliche als auch städtebauliche Bedeutung. | 09228999             |
|                                         | Mietshaus in Ecklage und halboffener Bebauung | Geyersdorfer Straße 11 (Karte)                             | Um 1905                                                          | | 09228993             |
| Direkt Bild zu diesem Denkmal hochladen | Mietshaus in halboffener Bebauung | Geyersdorfer Straße 12 (Karte)                             | Um 1900                                                          | baugeschichtliche und städtebauliche Bedeutung. Dreigeschossiges historistisches Mietshaus mit sechs Achsen in halboffener Bebauung, der Brandgiebel zeigt jedoch, dass eine Fortsetzung der Bebauung geplant war. In seiner Gestaltung lehnt sich das Gebäude an das benachbarte Eckhaus (Nummer 10) an: Das Erdgeschoss des Massivbaus ist verputzt und mit horizontaler Nutung versehen, der Eingang ist, wie für Annaberg typisch, tief in die Gebäudeflucht eingezogen. Fenster und Türen des Erdgeschoss mit profiliertem Gewände und dekorativem Scheitelstein. Oberhalb eines Gesimses sowie eines breiteren Bandes mit Stuckspiegeln unter den beiden mittleren Fenstern des 1. Obergeschoss beginnt die mit rotem Klinker verkleidete Fassade der Obergeschosse, nur der Bereich der mittleren beiden Achsen ist als Kontrast in orangem Klinker ausgeführt. Diese Mittenbetonung zeigt sich auch durch den verstärkten Einsatz von Baudekor mit Stuckflächen, Dreiecksverdachungen und Konsolen und setzt sich durch einen zwerchhausartigen Dachaufbau bis ins Dachgeschoss fort. Dieser wird von einem Dreieckgiebel mit drei kleinen Türmchen bekrönt. Seitlich grenzen zwei helle, verputzte Lisenen den Mittelbereich von der restlichen Fassade ab. Die Öffnungen dort etwas weniger dekoriert. Alle Fenster mit T-Sprossung. Ein dekorativer Fries betont das profilierte Traufgesims, das schiefergedeckte Satteldach mit stehenden Gaupen zur Wohnnutzung ausgebaut. Dieses um 1900 entstandene Mietshaus bildet in seiner für die Zeit typischen Fassadengestaltung mit dem benachbarten Eckhaus den Auftakt zur gleichartigen Blockrandbebauung entlang der Lindenstraße und ist Zeugnis der Stadterweiterung Annabergs in dieser Richtung. Es besitzt sowohl baugeschichtliche als auch städtebauliche Bedeutung. | 09228998             |
|                                         | Mietshaus in halboffener Bebauung | Geyersdorfer Straße 13 (Karte)                             | Bezeichnet mit 1906                                              | mit Laden, zeittypische Klinkerfassade, baugeschichtliche und städtebauliche Bedeutung. Dreigeschossiges historistisches Mietshaus mit sechs Achsen in halboffener Bebauung. Das Erdgeschoss des Massivbaus ist verputzt und mit horizontaler Nutung versehen, hier drei große Öffnungen als Schaufenster und Zugang für die Ladennutzung. Oberhalb eines schmalen Gesimses beginnt die mit orangem Klinker verkleidete Fassade der Obergeschosse. Die mittleren beiden Achsen des Gebäudes sind als flacher Risalit ausgebildet, der sich als Zwerchhaus bis ins Dachgeschoss fortsetzt und mit einem geschweiften Giebel endet. Dort in einem Stuckmedaillon die Datierung 1906. Die Fenster im 1. Obergeschoss korbbogenförmig und im 2. Obergeschoss rundbogig, jeweils mit Sandsteingewänden. Baudekor in Form von verschiedenen Verdachungen und Stuckelementen. Ein breiter Stuckfries je seitlich des Mittelrisalits unterhalb der Traufe. Der komplette Stuck ist in einem Ockerbeige gefasst, so dass der Kontrast zum umgebenden Klinker wesentlich abgemildert wird. Das schiefergedeckte Satteldach mit zwei Dachhäuschen und Doppelfenstern zur Wohnnutzung ausgebaut. Dieses 1906 entstandene Mietshaus sollte mit dem benachbarten Eckhaus vermutlich den Auftakt zu einer Blockrandbebauung bilden, die jedoch nicht umgesetzt worden ist. Ziemlich weit entfernt von der Stadtmitte zeigt es aber die ambitionierten Pläne der Stadterweiterung Annabergs in dieser Richtung. Es besitzt sowohl baugeschichtliche als auch städtebauliche Bedeutung. | 09228992             |
| Direkt Bild zu diesem Denkmal hochladen | Verwaltungsgebäude einer Fabrik | Geyersdorfer Straße 30 (Karte)                             | Bezeichnet mit 1927–1928                                         | bemerkenswerte Farbglasfenster im Treppenhaus, baugeschichtliche und wirtschaftsgeschichtliche Bedeutung. Dreigeschossiges massives, 1927 entstandenes Gebäude auf rechteckigem Grundriss in offener Bebauung (Architekt: Alfred Keilhau). Markant ist das natursteinverkleidete Sockelgeschoss mit seinen rundbogigen Fenstern. Mittig zur Geyersdorfer Straße der ebenfalls rundbogige Eingang, mit Doppeltür und einem im Halbrund befindlichen Stuckfeld, hier die Bezeichnung (VZ 1927–1928). Die Eingangs- und Treppenzone ist aus der Bauflucht vorgezogen und endet in einem Zeltdach, im Treppenhaus bemerkenswerte Farbglasfenster. Die verputzte Fassade des Gebäudes ansonsten relativ schlicht, die Fensteröffnungen sind nur mit einer schmalen Rahmung und im 1. Obergeschoss mit einer kantigen Sohlbank abgesetzt. Zwischen 1. und 2. Obergeschoss ein schmaler Sims. Das schiefergedeckte Walmdach mit kleinen stehenden Gaupen. Im gleichen Steinmaterial wie das Sockelgeschoss sind auch Pfeiler und Mauern der Einfriedung gestaltet, diese mit Toreinfahrt und Zugang zum Gebäude. Teile des Sockelgeschosses sowie das Erdgeschoss dienten als Fabrikations- und Geschäftsräume, während im Obergeschoss zwei Wohnungen eingerichtet waren. Vor allem durch das Spiel von Putz- und groben Natursteinflächen spiegelt das Objekt die typische Bauweise der späten 1920er Jahre wider. In Kombination mit seiner Einfriedung besitzt es sowohl baugeschichtliche und städtebauliche Bedeutung als auch wirtschaftsgeschichtlichen Wert. | 09228997             |
| Direkt Bild zu diesem Denkmal hochladen | Wohnhaus in offener Bebauung | Geyersdorfer Straße 40 (Karte)                             | 1912                                                             | Baugeschichtliche und städtebauliche Bedeutung. Dreigeschossiges massives Wohnhaus mit verputzter Fassade in offener Bebauung. Das 1912 errichtete Gebäude befindet sich an der verkehrsreichen Kreuzung Geyersdorfer und Robert-Blum-Straße. Prägnant ist die Ausbildung von zweiachsigen Dachaufbauten mit hohen Dreieckgiebeln nach allen Seiten. Das Erdgeschoss mit dekorativer Putznutung; ungewöhnlich die Ausbildung von Eingang und Fenstern mit Korbbögen. Der Eingang in der für Annaberg typischen Weise tief in die Fassade eingezogen mit vorgelagerter Treppe. Die vierachsigen Fassaden der Obergeschosse durch Lisenenarchitektur gegliedert, die sowohl den Übergang zu den Dachaufbauten bilden als auch die Gebäudeecken betonen. Die Lisenen mit einem Stuckdekor im oberen Teil anstelle eines Kapitells. Aufgrund seiner Substanz (u. a. Erhaltung der Fassadengestaltung) sowie seiner bildprägenden Lage besitzt dieses Wohnhaus baugeschichtliche und städtebauliche Bedeutung. | 09305024             |
| Direkt Bild zu diesem Denkmal hochladen | Schreiber-Villa | Geyersdorfer Straße 50 (Karte)                             | Um 1910                                                          | aufwändige, wenn auch überwachsene Gestaltung mit seltenen Spezies, einer der letzten Villengärten Annabergs, Gartendenkmal | 09228991 Denkmaltext |
| Direkt Bild zu diesem Denkmal hochladen | Wohnhaus in geschlossener Bebauung | Große Kartengasse 1 (Karte)                                | 18. Jahrhundert (nach 1731), nach alter Liste um 1570 erbaut     | im Innern Kreuzgewölbe, baugeschichtliche und städtebauliche Bedeutung. Zweigeschossiges massives Wohnhaus, das nach dem Stadtbrand von 1731 in geschlossener Bebauung und Ecklage auf unregelmäßigem Grundriss errichtet wurde. Die verputzte Fassade ohne Dekor mit sechs zu vier Achsen und dem für Annaberger Häuser typischen eingezogenen Eingang mit größtenteils innerhalb der Hausflucht liegender vorgelagerter Treppe. Die drei Fenster des Erdgeschoss links neben dem Eingang später vergrößert. Alle anderen Fenster mit schmaler Rahmung im Putz und T-Stock. Das Dach schiefergedeckt mit einer Reihe stehender Gaupen als Mansardwalmdach. Im Inneren Kreuzgewölbe. Dieses im 18. Jh. entstandene Gebäude kann im Kern noch ältere Substanz enthalten und besitzt baugeschichtliche und ortshistorische Bedeutung. | 09228690             |
| Direkt Bild zu diesem Denkmal hochladen | Wohnhaus in geschlossener Bebauung | Große Kartengasse 3 (Karte)                                | Um 1750                                                          | baugeschichtliche und städtebauliche Bedeutung. Zweigeschossiges massives Wohnhaus in geschlossener Bebauung. Die Fassade mit fünf Achsen und außermittigem Eingang, dieser mit einem schlicht profiliertem Gewände, segmentbogenförmigem Abschluss und unbezeichnetem Scheitelstein. Glatte Fenstergewände im Erdgeschoss aufgeputzt, im Obergeschoss nur farbig abgesetzt. Putzband im Bereich der Sohlbänke des 1. Obergeschoss. Schlicht profiliertes Traufgesims, darüber schiefergedecktes Walmdach mit zwei Reihen stehender Gaupen. Bei einer Untersuchung der Keller wurde hier 1996/97 das Vorhandensein einer historischen (nun aber vermauerten) Anzucht zur Wasserableitung festgestellt, was auf eine frühe Bebauung des Grundstückes verweist. Dieses Gebäude ist ein typisches Wohnhaus des 18. Jh. mit baugeschichtlicher und städtebaulicher Bedeutung. | 09228691             |
| Direkt Bild zu diesem Denkmal hochladen | Tür | Große Kartengasse 5 (Karte)                                | 2. Hälfte 19. Jahrhundert                                        | | 09228692             |
| Direkt Bild zu diesem Denkmal hochladen | Mietshaus in geschlossener Bebauung | Große Kartengasse 7 (Karte)                                | Um 1905                                                          | baugeschichtliche und städtebauliche Bedeutung. Dreigeschossiges, um 1905 entstandenes, massives Mietshaus in geschlossener Bebauung, das Dachgeschoss so ausgebaut und in die Fassade integriert, dass es als 4. Geschoss wirkt, dominante Wirkung, da die sich stadteinwärts anschließende Bebauung nur zweigeschossig ist. Die Fassade mit sieben Achsen symmetrisch aufgebaut, eingezogener Eingang mit Treppe nicht nur farbig betont, sondern auch durch zwei flankierende Fenster mit Segmentbogen. Alle anderen Fenster gerade ohne Gewände oder Rahmung, T-Sprossung. Im 2. Obergeschoss die äußeren Fenster zur Dreiergruppe, im 3. Obergeschoss die mittleren zur Vierergruppe zusammengefasst. Ein profiliertes Gesims trennt optisch das 2. vom 3. Obergeschoss. Die Mitte der Fassade deutlich betont durch einen großen Dreieckgiebel mit einem Halbkreisfenster im Dach. Schlichtes Baudekor unterhalb der Fenster mit Ovalen oder stilisierten eckigen Balustern in den Putzspiegeln sowie Verzierungen der Stege zwischen den Fenstergruppen verweisen auf die Bauzeit des Gebäudes Anfang des 20. Jh. Von baugeschichtlicher und städtebaulicher Bedeutung und von Interesse im Sinne der Weiterentwicklung und Gestaltung der Bauaufgabe Mietshaus nach dem Ende des Historismus. | 09228695             |
| Direkt Bild zu diesem Denkmal hochladen | Mietshaus in geschlossener Bebauung | Große Kartengasse 8 (Karte)                                | Um 1880                                                          | Klinkerfassade, baugeschichtliche und städtebauliche Bedeutung. Dreigeschossiges historistisches Mietshaus mit sechs Achsen in geschlossener Bebauung. Über einer Kellerzone das verputzte Erdgeschoss rustiziert. Der Eingang eingezogen, zur Überwindung des Niveauunterschiedes zur Straße vorgelagerte Treppenanlage innerhalb der Gebäudeflucht, die bauzeitliche Tür erhalten. Kellerfenster, Eingang und Fenster des Erdgeschoss mit Segmentbogenabschluss. Nach einem breiten Putzsims Beginn der gelben Klinkerverkleidung der Obergeschosse. Fenster hier gerade, im 1. Obergeschoss mit Verdachungen (die mittleren beiden dreieckig), im 2. Obergeschoss dekorativ in Klinkern ausgebildeter Entlastungsbogen mit Schlussstein. Alle Fenster mit T-Stock-Gliederung. Über einem einfach profilierten Traufgesims das schiefergedeckte Dach mit 3 stehenden Gaupen, jeweils Doppelfenster. Es handelt sich um ein typisches Mietshaus aus dem letzten Viertel des 19. Jh. Es ist von bau- und ortsgeschichtlicher Bedeutung, zeigt es doch an dieser Stelle den Wandel des Wohnens in Annaberg in der stadteinwärts noch von niedrigeren Gebäuden geprägten Umgebung. | 09228689             |
| Direkt Bild zu diesem Denkmal hochladen | Mietshaus in geschlossener Bebauung | Große Kartengasse 9 (Karte)                                | um 1910                                                          | baugeschichtliche und städtebauliche Bedeutung. Dreigeschossiges, um 1910 entstandenes Mietshaus mit breiter Fassade von neun zu vier Achsen in halboffener Bebauung und Ecklage. Über dem als Sockel erscheinenden Kellergeschoss mit Fenstern das Erdgeschoss als Hochparterre. Die komplette Fassade besitzt einen symmetrischen Aufbau: mittig der eingezogene Eingang mit Treppe und bauzeitlicher Tür. Im Erdgeschoss Putznutung, darüber Glattputz. Die Fassade auf der Längsseite durch zwei ganz leicht erkerartig ausgebauchte Bereiche mit je einer Dreierfenstergruppe pro Geschoss rhythmisiert. Die Stege zwischen diesen Fenstern sind im Zwischenraum als Lisenen weitergeführt, so dass zwischen 1. und 2. Obergeschoss Felder entstehen, die dekorativen Schmuck aufweisen: u. a. jeweils in der Mitte eine Vase mit Früchten. Diese beiden in der Fassade ausgebildeten Achsen setzen sich bis ins Dach fort, hier große Dachaufbauten mit geschweiftem, fast halbkreisförmigem Giebelabschluss. Diese komplette Gestaltungsachse findet sich auch einmal an der Schmalseite. Alle Fenster mit T-Sprossung sowie der für die Entstehungszeit nach 1900 typischen kleinteiligen Sprossung des Oberlichtes. Zwischen den restlichen Fenstern sowie den beschriebenen erkerartigen Achsen finden sich Lisenen und schlichte Putzspiegel unter den Fenstern zur Gliederung der Fassade. Das Mansarddach mit eingeschnittenen Fensteröffnungen anstelle von Gaupen, um die Wirkung der großen Dachaufbauten nicht zu stören. Das gesamte Objekt wirkt durch Größe und einfache Formensprache fast monumental und kann dem Reformstil zugeordnet werden, baugeschichtliche und städtebauliche Bedeutung. | 09228696             |
| Direkt Bild zu diesem Denkmal hochladen | Wohnhaus in geschlossener Bebauung | Große Kartengasse 10 (Karte)                               | 18. Jahrhundert oder älter                                       | baugeschichtliche und ortsgeschichtliche Bedeutung, Seltenheitswert in bergbaugeschichtlicher Hinsicht. Zweigeschossiges massives Wohnhaus mit verputzter Fassade in geschlossener Bebauung. Die schlichte Fassade ohne Baudekor mit fünf Achsen, die Fenster mit farblich abgesetzter Rahmung. Eingang seitlich. Das schiefergedeckte Satteldach mit drei stehenden Gaupen, Traufgesims ohne Profilierung. Dieses unscheinbare Gebäude besitzt einen Seltenheitswert in bergbaugeschichtlicher Hinsicht: hier befindet sich im Keller die bereits seit 1504 bekannte Grube „St. Dorothea uffn Keller“. Bei einer Untersuchung der Keller wurde hier 1996/97 der verwahrte, alte Tagesschacht dokumentiert. Dies verweist auf die frühe Nutzung des Grundstücks. Das heutige Gebäude, das wohl aus dem 18. Jh. stammt, ist vorwiegend von großen Mietshäusern des 19. Jh. umgeben. Als Zeugnis einer davor liegenden Zeit besitzt es baugeschichtliche, ortsentwicklungsgeschichtliche und bergbaugeschichtliche Bedeutung. | 09228693             |
| Direkt Bild zu diesem Denkmal hochladen | Mietshaus in Ecklage | Große Kartengasse 11 (Karte)                               | nach 1900                                                        | schlichte Reformstilarchitektur, baugeschichtliche und städtebauliche Bedeutung. Dreigeschossiges, nach 1900 entstandenes massives Mietshaus in halboffener Bebauung und Ecklage. Durch die Ausbildung eines Erkers mit 5/8-Querschnitt und einem abschließenden Türmchen mit geschweifter Haube wird die Ecksituation betont. Die Fassade mit sieben zu fünf Achsen wird mittels farbig abgesetzter aufgeputzter Lisenen rhythmisiert. Umlaufend ein Gurtgesims zwischen Erdgeschoss und 1. Obergeschoss. Die Fassade zur Kleinen Kartengasse ist geringfügig in ihrer Gestaltung hervorgehoben: hier farbig abgesetzte Dreieckverdachung der Fenster im 1. Obergeschoss und Putzspiegel zwischen den Fenstern des 1. und 2. Obergeschoss. Fenster zum Teil original mit ihrer typischen kleinteiligen Sprossung im Oberlicht. Original ebenso die zweiflügelige Haustür, diese mit einer lisenenförmigen Rahmung, die einen gebrochenen dreieckigen Giebel trägt, in diesem breite vertikale Streifen als Dekor. Das Mansarddach mit Gaupen zur Wohnnutzung ausgebaut. Das Gebäude besitzt baugeschichtlichen und städtebaulichen Wert, da es – wenn auch in zurückhaltender Weise – mit seiner Gestaltung die Ideen der Reformarchitektur an einer im Straßenbild wirksamen Stelle wiedergibt. | 09228753             |
| Direkt Bild zu diesem Denkmal hochladen | Mietshaus in geschlossener Bebauung | Große Kartengasse 12 (Karte)                               | Um 1880                                                          | | 09228694             |
| Direkt Bild zu diesem Denkmal hochladen | Mietshaus mit modernem Ladeneinbau in geschlossener Bebauung                                                                                      | Große Kartengasse 38 (Karte)                               | Um 1885                                                          | baugeschichtliche und städtebauliche Bedeutung. Dreigeschossiges, massives Mietshaus mit fünf Achsen in geschlossener Bebauung. Das Gebäude wird geprägt durch seine für die Entstehung im Historismus typische Gestaltung. Der mittige Eingang ist tief in die Fassade eingezogen, rechts davon befindet sich ein Laden, dieser mit Zugang und einem Schaufenster. Alle Öffnungen des Erdgeschoss mit der gleichen Gestaltung ihrer Sandsteingewände, das Erdgeschoss mit dekorativer Putznutung und einigen Sandsteinverzierungen. Oberhalb eines Gesimses schließen sich die verputzten Obergeschosse an. Die Fenster mit Sandsteingewänden und geraden Bekrönungen, die zwischen dem 1. und 2. Obergeschoss leicht variieren. Zwischen den Fenster Putznutungen in Form von Spiegeln und Bändern, die der Fassade eine geometrische Gliederung geben. Das schiefergedeckte Dach mit drei Dachhäuschen, das mittlere davon breit mit einem Dreierfenster. Dieses gut proportionierte Wohnhaus des späten 19. Jh. besitzt baugeschichtliche und städtebauliche Bedeutung. | 09229026             |
| Direkt Bild zu diesem Denkmal hochladen | Bergamt | Große Kirchgasse 2 (Karte)                                 | wohl 1731 (Bergamt)                                              | dreigeschossiger Bau, barocke Fassadenmalerei, heute Wohnhaus und Gaststätte, von städtebaulicher und wirtschaftsgeschichtlicher Bedeutung. Das ehem. Bergamt Annabergs ist ein vermutlich nach dem Stadtbrand von 1731 entstandenes, dreigeschossiges Gebäude in geschlossener Bebauung. Die Fassade mit fünf Achsen, das Erdgeschoss mit Putznutung gestalterisch von den Obergeschossen abgesetzt. Diese Rustikaverzierung ist seit einem Umbau von 1870 belegbar. Die zwei Eingänge mit segmentbogenförmigem Schluss, ebenso die beiden rechten Fenster, das linke Fenster gerade, alle Öffnungen mit schlichter Rahmung. Die beiden Obergeschosse weisen eine barocke Fassadenmalerei mit illusionistischen Lisenen, Simsen, Spiegeln sowie Fensterrahmen auf. Ein profiliertes Traufgesims als Übergang zum schiefergedeckten Satteldach mit einer Reihe stehender Gaupen. Spätestens seit 1927 hat es hier das Restaurant „Bergamt“ gegeben, das zu dieser Zeit im Gastraum ein Gewölbe aufwies. Ab 1974 war hier die Annaberger Schülergaststätte untergebracht (unter Hinzuziehung des ehem. Lichtspieltheaters „Zentrum“ als Speiseraum). Sowohl durch seine für Annaberg eher seltene barocke Fassadenmalerei als auch aufgrund seiner historischen Nutzung stellt dieses Gebäude eine Seltenheit aus bau- und wirtschaftsgeschichtlichen Gründen dar, außerdem ist es ortsgeschichtlich relevant. | 09228726             |
| Direkt Bild zu diesem Denkmal hochladen | Mietshaus in geschlossener Bebauung | Große Kirchgasse 4 (Karte)                                 | um 1880                                                          | mit Laden, baugeschichtliche und städtebauliche Bedeutung. Viergeschossiges massives historistisches Mietshaus mit Ladenausbau im Erdgeschoss in geschlossener Bebauung. Die Fassade mit vier Achsen, die jeweils durch ein Fensterpaar gebildet werden. Das Erdgeschoss mit Putzrustika, die den rundbogigen Eingang zwischen den Schaufenstern besonders hervorhebt. In dessen Oberlicht eine rosettenartige Glasteilung. Oberhalb eine Gurtgesimses stuckierte Spiegel unterhalb der Fensterpaare. Alle Fenster mit auffallend kräftigen Sohlbänken und seitlichen Knaggen, T-Sprossung. Besonders hervorgehoben die beiden mittleren Fensterpaare des 1. Obergeschoss durch Fensterverdachungen mit gesprengten Dreiecksgiebeln. Seitlich davon Spiegel mit Stuckreliefs zwischen den äußeren Fensterpaaren des 1. und 2. Obergeschoss. Das Traufgesims mit einem starken Zahnschnittfries, darüber das schiefergedeckte Dach mit einer Reihe stehender Gaupen. Die Gestaltung der Fassade verweist auf eine Bauzeit Ende des 19. Jh., ggf. wurden auch Reste eines Vorgängerbaus integriert. An diesem Standort besitzt das Gebäude nicht nur baugeschichtliche, sondern auch städtebauliche Bedeutung. | 09228727             |
| Direkt Bild zu diesem Denkmal hochladen | Wohnhaus bzw. Bürgerhaus in geschlossener Bebauung                                                                                                | Große Kirchgasse 4a (Karte)                                | Anfang 19. Jahrhundert                                           | mit Läden, im Innern Kreuzgewölbe, baugeschichtliche und städtebauliche Bedeutung. Zweigeschossiges massives Gebäude in Ecklage und halboffener Bebauung. Das Gebäude mit einem für den Beginn des 19. Jh. typischen Aussehen besitzt zur Kirchgasse eine siebenachsige Fassade mit dominanter Mittenbetonung, da die mittleren drei Achsen im Dachgeschoss als Zwerchhaus mit Dreieckgiebel ausgebildet sind. Im Erdgeschoss zwei Läden jeweils mit einem Schaufenster und Zugang, der Eingang zum Haus sowie drei weitere Fenster. Alle Öffnungen, auch die vom 1. Obergeschoss und Zwerchhaus, mit glatter, farbig abgesetzter Rahmung. Die verputzte Fassade schmucklos. Profiliertes Traufgesims zum schiefergedeckten Walmdach mit stehenden Gaupen. Im Inneren wohl Kreuzgewölbe, was auf einen älteren Kern hindeuten kann, baugeschichtliche und städtebauliche Bedeutung. | 09228728             |
| Direkt Bild zu diesem Denkmal hochladen | Ehemaliges Handlungshaus | Große Kirchgasse 5 (Karte)                                 | Um 1800, später überformt                                        | mit Ladeneinbau, ehemaliges Handlungshaus der Firma Bamberg und Co. (nach 1833), baugeschichtliche und wirtschaftsgeschichtliche Bedeutung. Dreigeschossiges massives Gebäude in geschlossener Bebauung. Das vermutlich um 1800 errichtete Gebäude wurde im 19. Jh. aufgestockt und überformt, heute Ansicht jedoch vereinfacht zu schlichter sechsachsiger Fassade. Der Hauseingang befindet sich rechts mit profiliertem Gewände, daneben ein nachträglicher Ladeneinbau. Dieser seit 1901, damals jedoch noch andere Fassadengestaltung, die heutige Gliederung seit 1913. Die Fenster der Obergeschosse mit schmalen Gewänden und Kreuzstockteilung. Das schiefergedeckte Satteldach wird dominiert von einem straßenseitigen breiten Dachaufbau mit hoher Mittenbetonung. So einfach das Gebäude heute wirkt, besitzt es doch als ehemaliges Handlungshaus der in Annaberg ansässigen bekannten Firma Bamberg & Co wirtschaftsgeschichtliche und baugeschichtliche Bedeutung. | 09228729             |
|                                         | Wohnhaus in geschlossener Bebauung | Große Kirchgasse 6 (Karte)                                 | Nach 1731, nach 1900 Fassade überformtbez. 1698 Türstock         | mit Laden, Kreuzgewölbe und Türstock datiert 1698, baugeschichtliche und städtebauliche Bedeutung. Dreigeschossiges, vermutlich aus dem 17. Jh. stammendes Gebäude auf breiter Parzelle in geschlossener Bebauung. Die verputzte, später gestaltete Fassade mit sieben Achsen den Geschossen entsprechend in drei Zonen gegliedert. Das Erdgeschoss mit Laden und Gaststätte, der eingezogene Eingang mittig mit profiliertem Natursteingewände, dieses mit 1698 bezeichnet. Oberhalb es Gurtsimses die Fensterachsen des 1. Obergeschoss durch flache aufgeputzten Lisenen mit einfachen Kapitellen voneinander getrennt. Die Fenster in ebenfalls flachen Rundbogennischen, jeweils farbig abgesetztes schlichtes Gewände und einem ovalen Putzspiegel unterhalb der Fenster. Im 2. Obergeschoss wird das Motiv vereinfacht wiederholt, hier ebenfalls ovale Form und Fensterrahmung, allerdings nur malermäßig gestaltet. Alle Fenster mit Kreuzstock und historischer Sprossung. Im Dachbereich zwei betonende Dreieckgiebel, auf die jedoch in den Geschossen kein Bezug genommen wird. Im Inneren Kreuzgewölbe. Das Gebäude stellt schon durch seine Breite eine Besonderheit in der ansonsten weitgehend auf schmalen Parzellen gebauten Nachbarschaft dar, zudem ist es ein seltener Vertreter der Bebauung aus der Zeit um 1700. Es besitzt somit nicht nur baugeschichtliche und städtebauliche Bedeutung, sondern ebenfalls einen besonderen Alterswert. | 09228739             |
|                                         | Wohnhaus mit Laden, in geschlossener Bebauung | Große Kirchgasse 7 (Karte)                                 | Mitte 19. Jahrhundert aufgestockt und überformt, um 1800 im Kern | mit Laden, Kreuzgewölbe, baugeschichtliche und städtebauliche Bedeutung. Dreigeschossiges massives Gebäude mit fünf Achsen in geschlossener Bebauung. Um 1800 oder noch davor errichtet, wurde das Gebäude im 19. Jh. überformt. Aus dieser Zeit der Ladeneinbau im Erdgeschoss: hier Putznutung sowie Hervorhebung der Läden und des Einganges mit flachen im oberen Teil kannelierten Lisenen. Diese mit kleinen Kapitellen abgeschlossen, dazwischen ein Fries als laufender Hund. Oberhalb einer breiten Putzfläche das Gurtgesims mit feinem Zahnschnitt. Die ursprüngliche Gliederung der Öffnungen im Erdgeschoss jedoch in jüngerer Zeit negativ beeinträchtigt. Die Fassade der Obergeschosse ohne Dekor, die Fenster mit farbig abgesetzter Rahmung und T-Stock. Das schiefergedeckte Dach mit stehenden Gaupen. Im Inneren Kreuzgewölbe. Das Gebäude besitzt hinsichtlich Lage, Aufbau und Gestaltung baugeschichtliche und städtebauliche Bedeutung. | 09228730             |
| Direkt Bild zu diesem Denkmal hochladen | Wohnhaus mit Läden, in geschlossener Bebauung | Große Kirchgasse 8 (Karte)                                 | Um 1880 Fassade überformt                                        | mit Läden, im Innern Kreuzgewölbe, baugeschichtliche und städtebauliche Bedeutung. Zweigeschossiges, massives Wohnhaus mit sieben Achsen in geschlossener Bebauung. Das Erdgeschoss geprägt vom Wechsel Fenster-Tür-Fenster (vier Fenster und drei Türen), alle mit einfach profilierten Natursteingewänden, die Eingänge eingezogen. Über einem Gurtsims das Obergeschoss mit sieben Öffnungen, diese mit glatten Gewänden und Kreuzstockfenstern mit historischer Sprossung. Das schiefergedeckte Satteldach mit vier stehenden Gaupen, davon drei mit Doppelfenstern. Im Inneren Kreuzgewölbe. Dieses Gebäude wurde vermutlich im 18. Jh. errichtet und im späteren 19. Jh. durch die Ladeneinbauten geringfügig überformt. Anders als viele andere Gebäude dieser Zeit wurde es in diesem Zusammenhang jedoch nicht aufgestockt, sondern hat seine Kubatur erhalten. Es ist somit ein seltenes Objekt der Bebauung vor 1800 und besitzt baugeschichtliche und städtebauliche Bedeutung. | 09228740             |
| Direkt Bild zu diesem Denkmal hochladen | Barocker Kern des Hauses | Große Kirchgasse 9 (Karte)                                 | im Kern 18. Jh.                                                  | mit Laden, Fassadengestaltung von 1926, baugeschichtliche und städtebauliche Bedeutung. Dreigeschossiges massives Wohnhaus mit sechs Achsen in geschlossener Bebauung. Entstanden im 18. Jh., weist das Gebäude heute vermutlich nur im Kern noch Substanz aus dieser Zeit auf. Spätestens seit dem letzten Viertel des 19. Jh. wurde dieses Gebäude von der „Sächsischen Bank zu Annaberg“ genutzt, wofür 1884 ein Geschoss aufgestockt worden ist. Das Haus erhielt damit das heute noch vorhandene 2. Obergeschoss sowie ein Satteldach mit geringerer Neigung als das vorige. Die Fassade wird bestimmt durch das 1926 umgestaltete Erdgeschoss (Architekt Philipp Wunderlich, Dresden): Hierbei wurde der Hausflur an den Rand des Gebäudes verlegt, um die Bankgeschäftsräume zu erweitern. Die Fassade erhielt in diesem Bereich eine neue Öffnungsgliederung aus zu drei Dreiergruppen zusammengefassten hochrechteckigen Fenstern sowie die Natursteinverkleidung aus grob bearbeitetem Elbsandstein. Der Eingang wird durch ein gerades Gebälk mit einem schneckenförmig gerollten Aufsatz betont, darüber ein rechteckiges Oberlicht. Oberhalb des Erdgeschoss der Schriftzug „Das Lichterhaus“. Die beiden Obergeschosse mit schlichten Öffnungen, farbig abgesetzten Rahmungen und T-Stockfenstern. Aufgrund seiner Entstehungszeit, aber vor allem auch der seltenen Erhaltung der Fassadengestaltung von 1926 besitzt dieses Gebäude baugeschichtliche und städtebauliche Bedeutung. | 09228756             |
| Weitere Bilder                          | Wohnhaus mit kleinem Ladeneinbau, in geschlossener Bebauung                                                                                       | Große Kirchgasse 10 (Karte)                                | Bezeichnet mit 1733 (Wohnhaus), um 1805 (Laden)                  | ehemals mit Ladeneinbau, baugeschichtliche und städtebauliche Bedeutung. Dreigeschossiges massives Wohnhaus in geschlossener Bebauung mit verputzter Fassade. Im Erdgeschoss nachträglicher Ladeneinbau, wobei hier auf großflächige Öffnungen verzichtet wurde. Original die Natursteingewände der drei Fenster sowie des einen Portals, dieses bezeichnet mit 1733. Ein weiteres Portal bezeichnet 2009. Beide Obergeschosse ohne Dekor mit sechs Fensterachsen, farbig abgesetzte Rahmungen und T-Sprossung. Das zweite Obergeschoss vermutlich Ergebnis einer Aufstockung im 19. Jh. Im Inneren Kreuzgratgewölbe in verschiedenen Erdgeschossräumen sowie einfache Renaissancegewände an den Türen. Lt. historischer Überlieferung erwarb Barbara Uthmann das Anwesen 1565 und wohnte hier vermutlich bis zu ihrem Tod 1575, somit ist anzunehmen, dass der Kern des Gebäudes älter als 1733 ist. Damit besitzt dieses Objekt neben seiner augenscheinlichen baugeschichtlichen und städtebaulichen Bedeutung auch einen wirtschafts- und sozialgeschichtlichen Wert. | 09228741             |
|                                         | Wohnhaus bzw. Bürgerhaus mit Laden, in geschlossener Bebauung                                                                                     | Große Kirchgasse 11 (Karte)                                | Bezeichnet mit 1734                                              | mit Laden, Zellsterngewölbe, baugeschichtliche und städtebauliche Bedeutung. Schmales zweigeschossiges, nach dem Stadtbrand von 1731 entstandenes Wohngebäude in geschlossener Bebauung. Die Fassade mit fünf Achsen verputzt, im Erdgeschoss alle Öffnungen mit Segmentbogenabschluss, hier nachträglicher Ladeneinbau, jedoch ohne große Fenster, das schlichte Portalgewände mit einem Scheitelstein (bezeichnet 1734). Oberhalb der Tür Paneel mit dem Schriftzug des Geschäftes. Im Obergeschoss die Fenster mit schlichter Rahmung und T-Sprossung. Über einem profilierten Traufgesims ein Satteldach mit stehenden Gaupen. Im Inneren Zellsterngewölbe. Dieses schlichte Gebäude weist einen baugeschichtlichen und städtebaulichen Wert auf und ist aufgrund des Gewölbes auch kunsthistorisch von Bedeutung. | 09228733             |
|                                         | Mietshaus in geschlossener Bebauung | Große Kirchgasse 12 (Karte)                                | um 1885                                                          | mit Laden, historistisches Mietshaus, baugeschichtliche und städtebauliche Bedeutung. Massives dreigeschossiges historistisches Mietshaus in geschlossener Bebauung. Über einem Sockel aus Bruchsteinmauerwerk ist das Erdgeschoss rustiziert. Ein Laden nimmt nahezu das gesamte Erdgeschoss zur Straße hin ein: dafür eine Kombination aus eingezogener Tür und Schaufenster sowie vier schlichte weitere Fenster. Der Eingang zum Wohnhaus ganz links mit profiliertem Gewände und schöner historischer Tür, eine Stufe vorgelagert. Über einem Gurtsims die glatt verputzten Obergeschosse mit sieben Achsen und symmetrischem Aufbau, das mittlere Fenster jeweils mit größerem Abstand zu den benachbarten und mittels seiner Verdachung hervorgehoben (1. Obergeschoss Dreieck, 2. Obergeschoss gerade). Die restlichen Fenster des 1. Obergeschoss mit markanten Sohlbänken und gerader Verdachung, die Fenster des 2. Obergeschoss mit schlicht profilierter Rahmung. Das schiefergedeckte Satteldach mit drei Dachhäuschen, diese je mit Doppelfenster. Aufgrund seiner Lage nahe der St. Annenkirche und als Bestandteil der geschlossenen Bebauung der Kirchgasse besitzt dieses Objekt städtebauliche Bedeutung, die baugeschichtliche Bedeutung ist evident. | 09228742             |
|                                         | Wohnhaus mit modernem Ladeneinbau, in geschlossener Bebauung                                                                                      | Große Kirchgasse 13 (Karte)                                | Nach 1731, im Kern spätmittelalterlich (16. Jahrhundert)         | mit modernem Ladeneinbau, Kreuzgewölbe, baugeschichtliche und städtebauliche Bedeutung. Zweigeschossiges massives, im Wesentlichen nach dem Stadtbrand von 1731 entstandenes Wohnhaus in geschlossener Bebauung. Die Fassade mit fünf Achsen verputzt, im Erdgeschoss nachträglicher Ladeneinbau mit Schaufenstern, diese jedoch nicht raumhoch, dazwischen der Ladeneingang eingezogen mit zwei Stufen. Der Zugang zum Haus ebenfalls eingezogen mit vorgelagerter Treppe und historischer Haustür. An allen Öffnungen Rahmungen aufgemalt, die Fenster im Obergeschoss mit kleinteiliger Sprossung. Über dem profilierten Traufgesims das nachträglich zu Wohnzwecken ausgebaute Dachgeschoss, mansarddachähnlicher Aufbau mit 3 Doppelfenstern. Im Inneren wohl Kreuzgewölbe. Bei einer Untersuchung der Keller wurde hier 1996/97 eine verfüllte Strecke (Altbergbau) sowie eine Steinschleuse dokumentiert, was auf eine frühe Bebauung des Grundstückes verweist. Trotz des massiven Dachumbaus besitzt das Gebäude baugeschichtliche und städtebauliche Bedeutung, da sich im Kern vermutlich spätmittelalterliche Teile bewahrt haben. | 09228734             |
|                                         | Wohnhaus mit moderner Ladenzone, in offener Bebauung                                                                                              | Große Kirchgasse 14 (Karte)                                | nach 1731                                                        | mit moderner Ladenzone, baugeschichtliche und städtebauliche Bedeutung. Zweigeschossiges massives, nach dem Stadtbrand von 1731 entstandenes Wohnhaus in geschlossener Bebauung. Die verputzte Fassade mit fünf Achsen wird optisch von einem nach 2000 erfolgten Ladeneinbau im Erdgeschoss dominiert. Oberhalb eines schmalen Sockels aus Bruchstein hier drei große segmentbogenförmige Öffnungen als Schaufenster und Zugang. Die Fenster im Obergeschoss schlicht mit Kreuzstock. Das Traufgesims profiliert, das schiefergedeckte Dach als Mansarddach mit Mittenbetonung ausgebaut: hier breite Gaupe mit Dreiecksverdachung. Bei einer Untersuchung der Keller wurde hier 1996/97 eine teilverfüllte Strecke (Altbergbau) sowie eine Steinschleuse dokumentiert, was auf eine frühe Bebauung des Grundstückes verweist. Trotz des umfassenden Eingriffs in die Bausubstanz des Erdgeschosses weist dieses Haus baugeschichtliche und städtebauliche Bedeutung auf. | 09228743             |
|                                         | Wohnhaus mit Laden, in geschlossener Bebauung | Große Kirchgasse 15 (Karte)                                | Nach 1731, im Kern spätmittelalterlich (16. Jahrhundert)         | mit Laden, baugeschichtliche und städtebauliche Bedeutung. Schmales zweigeschossiges Wohngebäude in geschlossener Bebauung. Die Fassade mit vier Achsen verputzt, im Erdgeschoss ein kleiner Laden. Hier der Eingang, ein größeres und zwei kleinere Fenster in ihren ursprünglichen Abmessungen – auf den Einbau von großflächigen Schaufenstern wurde zugunsten der Gebäudeansicht verzichtet. Alle Fenster mit einfacher malermäßiger Rahmung und T-Sprossung. Das schiefergedeckte Satteldach ausgebaut, hier drei größere Gaupen, die beiden äußeren je mit Doppelfenstern. Dieses schlichte Gebäude weist aufgrund seiner Lage und Entstehungszeit einen baugeschichtlichen und städtebaulichen Wert auf. | 09228735             |
|                                         | Erzgebirgsmuseum | Große Kirchgasse 16 (Karte)                                | 1732                                                             | seit 1891 Museum, von baugeschichtlicher und kulturgeschichtlicher sowie städtebaulicher Bedeutung. Ursprünglich für den Fundgrübner Michael Schönleben errichtetes Wohnhaus in Ecklage und halboffener Bebauung. Belege für eine Bebauung an dieser Stelle reichen bis zum Jahr 1521 zurück. Die heutige Baugestalt ist im Wesentlichen barock (datiert 1732): ein stattliches zweigeschossiges Gebäude. Dieses besteht aus dem Hauptgebäude und einem kurzen Anbau. Der verputzte Massivbau hat seinen Eingang zur Kirchgasse mit einem korbbogenförmig abgeschlossenem Portal und gestaltetem Natursteingewände. Die Fensteröffnungen im Erdgeschoss sind unregelmäßig angeordnet. Die Fassade im Obergeschoss mit elf Fensterachsen zur Großen Kirchgasse sowie sechs Fensterachsen in Richtung des früheren Eisenstuckplatzes (drei davon im Hauptgebäude, drei im Anbau). Ein Großteil der Fenster ist in Dreiergruppen angeordnet, alle mit glattem Gewände und rautenförmiger Vergitterung. Das mächtige schiefergedeckte Walmdach des Hauptgebäudes mit zwei Reihen stehender Gaupen, das etwas niedrigere Satteldach des Anbaus mit Dachluken. Seit 1891 hier Museumnutzung. Bei Bauarbeiten in den 1990er Jahren Entdeckung eines Bergbaustollen aus der Frühzeit des Annaberger Silberbergbaus von 1497–1510, seit 1995 sind Teile dieses Tunnelsystems als Besucherbergwerk „Im Gößner“ vom Hof aus zu besichtigen. Dieses Gebäude ist aufgrund seiner Substanz, aber auch seiner Nutzungsgeschichte von baugeschichtlicher und städtebaulicher Bedeutung sowie von kultur- und ortsgeschichtlichem Wert. | 09228744             |
| Direkt Bild zu diesem Denkmal hochladen | Zwei Grenzsteine der kurfürstlich-herzöglichen Grenze                                                                                             | Große Kirchgasse 16 (Karte)                                | um 1537 Erstaufstellung                                          | historische Zeugnisse der Entwicklung im Erzgebirge, von regionalgeschichtlicher Bedeutung. Zwei Grenzsteine (1537) der kurfürstlich-herzöglichen Grenze, historische Zeugnisse der Entwicklung im Erzgebirge, von regionalgeschichtlicher Bedeutung. Sie befinden sich auf dem Gelände des Erzgebirgsmuseums. Die Grenze bestand seit der Leipziger Teilung Sachsens von 1485. Die Festlegung durch Steine wurde hier notwendig, um alle beim Erzabbau auftretenden Streitigkeiten von vornherein zu vermeiden. | 08985178             |
| Direkt Bild zu diesem Denkmal hochladen | Wohnhaus in geschlossener Bebauung | Große Kirchgasse 17 (Karte)                                | 16. Jahrhundert und später                                       | mit Laden, im Innern spätmittelalterliche Gewölbe und Holzbalkendecke, baugeschichtliche und städtebauliche Bedeutung. Zweigeschossiges massives Wohngebäude in geschlossener Bebauung. Die verputzte Fassade mit sechs Achsen, alle Öffnungen des Erdgeschoss mit profilierten Gewänden, segmentbogenförmigem Schluss und kleinen Verdachungen. Ein kleiner Ladeneinbau mit kombiniertem Schaufenster und Zugang, der eingezogene Eingang zum Wohnhaus mit vorgelagerter Treppe innerhalb der Gebäudeflucht, anschließend drei Fenster. Ungewöhnlich ist das Vorhandensein von Fensterläden vor den Öffnungen des Erdgeschoss Die sechs Fenster des Obergeschosses mit schlichtem Putzgewände und Kreuzstock. Das schiefergedeckte Dach ausgebaut mit drei Dachhäuschen, diese jeweils mit einem Doppelfenster mit kleinteiliger Sprossung. Im Inneren Kreuzgrat- und Zellsterngewölbe sowie eine Holzbalkendecke mit Schiffskehlen. Bei einer Untersuchung der Keller wurde hier 1996/97 das Vorhandensein einer historischen Anzucht (verwahrt) zur Wasserableitung festgestellt, was auf eine frühe Bebauung des Grundstückes verweist. Aufgrund der erhaltenen Innenausstattung gehört dieses Gebäude zu den wenigen Objekten Annabergs, die trotz der vielen Stadtbrände Substanz aus dem 16. Jh. bewahren konnten. Es besitzt somit neben seiner bau- und ortsentwicklungsgeschichtlichen sowie städtebaulichen Bedeutung auch Seltenheitswert. | 09228736             |
|                                         | Wohnhaus in Ecklage und geschlossener Bebauung | Große Kirchgasse 19 (Karte)                                | nach 1731                                                        | baugeschichtliche und städtebauliche Bedeutung. Stattliches massives Wohnhaus in Ecklage und geschlossener Bebauung an städtebaulich dominanter Stelle. Das zweigeschossige Gebäude direkt gegenüber der Annenkirche mit glatt verputzter Fassade (sechs zu vier Achsen) ohne Baudekor. Der Eingang auf der Kirchgasse tief eingezogen, alle Fenster des Erdgeschoss und Obergeschoss mit schlichter Rahmung und historischer Sprossung. Das schiefergedeckte hohe Walmdach mit vergrößerten Gaupen (4, 3 und Doppelfenster). Zum Unteren Kirchplatz ein dreigeschossiger Anbau mit fünf Achsen und Satteldach des 19. Jh. Aufgrund seiner Lage und barocken Baugestalt hat dieses Gebäude städtebauliche sowie bau- und ortsentwicklungsgeschichtliche Relevanz. | 09228737             |
| Weitere Bilder                          | Annenkirche | Große Kirchgasse 21 (Karte)                                | 1499–1525 (Kirche)                                               | spätgotische Hallenkirche, Turm an der Südwestecke, hervorragender kunsthistorischer Wert, besondere baugeschichtliche und städtebauliche Bedeutung, prägt entscheidend das Ortsbild. Spätgotische dreischiffige Hallenkirche von stadtbildprägender Wirkung. Der Grundstein zu diesem mit 66 m Länge und 40 m Breite gewaltigen Bauwerk wurde 1499, unmittelbar nach der Stadtgründung, gelegt. Die komplette Fertigstellung wird auf 1525 datiert. Als Baumeister sind u. a. Peter Ulrich aus Pirna, Erasmus und Jacob Halmann von Schweinfurt genannt. Dominant und von überall gut sichtbar ist der asymmetrisch an der Südwestecke platzierte, 78 m hohe Turm auf quadratischem Grundriss (1513), darauf massiver achteckiger Turmaufbau (1532), die Haube nach dem Stadtbrand 1813 in veränderter Form aufgesetzt. Das Äußere der Kirche wird bestimmt durch das schlichte Bruchsteinmauerwerk – Gneis – (urspr. verputzt und bemalt), bis auf das Maßwerk der Fenster nahezu dekorlos. Zweibahnige Fenster der Langseiten doppelgeschossig angeordnet, der Chorabschluss kapellenartig und das spitzbogige Westportal (anstelle eines im 19. Jh. entstandenen Vorbaus, vorher einer von 1548) mit vorgelagerter Treppenanlage von 1929. Weitere Portale beim 2. und 5. Joch jeweils mit kleinen Vorbauten. Das Dach ursprünglich in Kielbogenform mit Kupferdeckung, jedoch nach Brandzerstörung schon 1607/08 als steiles Satteldach erneuert. Heute in Naturschieferdeckung mit Abwalmung und Laterne. Das Innere mit einer Scheitelhöhe von 28 m geprägt durch das leicht kuppelige Schleifensterngewölbe auf achtseitigen Pfeilern (andere Gewölbeansätze verweisen auf eine Planänderung zur Wölbung) und die Ausmalung in der Fassung von 1525. Das Mittelschiff dabei deutlich breiter als die Seitenschiffe. Die steinernen Emporen sind zwischen die nach innen gezogenen Strebebögen der Seitenschiffswände gespannt, im 6. Joch querhausartige Verbreiterung, diese unten als kapellenartig vom Kirchenraum getrennt, oben als offene Emporen. Besonders reich und von seltener Vollständigkeit die Ausstattung mit diversen Altären, Kanzel und Emporenreliefs (Franz Maidburg), die Schöne Tür (Hans Witten, aus dem Franziskanerkloster übernommen), Epitaphien sowie der Walcker-Orgel von 1884. Kirchenerneuerung im Sinne des 19. Jh. (1833/34), dabei Verlust des Außenputzes, Farbfenster, Ausstattungsstücke etc. Zwischen 1974 und 2003 umfassende Bau- und Restaurierungsmaßnahmen zur Wiederherstellung des Erscheinungsbildes des 16. Jh. Diese Kirche besitzt sowohl große baugeschichtliche, künstlerische als auch städtebauliche Bedeutung, da das Gebäude Hauptvertreter des Typus der „obersächsischen Hallenkirche“ ist, ist auch die wissenschaftliche Bedeutung evident. | 09228738             |
|                                         | Ehemalige Lateinschule | Große Kirchgasse 23 (Karte)                                | 1795                                                             | ehemalige Lateinschule, heute Teil des Adam-Ries-Bildungszentrums, mächtige Kubatur, baugeschichtliche und ortsgeschichtliche sowie städtebauliche Bedeutung. Die ehemalige Lateinschule besteht aus einem mächtigen zweigeschossigen massiven Bau von 16 zu neun Achsen mit ausgebautem Mansarddach in unmittelbarer Nähe der Annenkirche. Eine Lateinschule ist in Annaberg seit 1498 belegt. Ein Steingebäude an diesem Standort existiert nachweislich seit 1549, welches jedoch beim Brand 1604 zerstört worden ist. Die im Keller gefundene Jahreszahl 1795 verweist auf das Baudatum des heutigen Gebäudes, Kubatur und Dach auf der der Kirche zugewandten Seite sind eindeutig barock, das Portal bezeichnet 1938 belegt die umfangreichen Baumaßnahmen im 20. Jahrhundert, zu denen der ein zusätzliches Geschoss bedeutende flächendeckende Dachausbau gehörte und vermutlich auch eine Ausweitung der Fensterzahl, gesprosste Holzfenster, baugeschichtliche und städtebauliche Bedeutung sowie als höhere Schule besondere ortsgeschichtliche Relevanz. (Ab 1835 befanden sich in diesem Gebäude zunächst Gymnasium, dann Realschule und Bürgerschule. Um 1900 wurde das Haus Kinderheim sowie Koch- und Haushaltsschule, mit der neuesten Sanierung entstand in Verbindung mit den benachbarten Schulbauten an der Kleinen Kirchgasse das Adam-Ries-Bildungszentrum). Bei einer Untersuchung der Keller wurde hier 1996/97 das Vorhandensein einer historischen Anzucht zur Wasserableitung festgestellt, was ebenfalls auf eine frühe Bebauung des Grundstückes verweist. | 08986190             |
|                                         | Sogenanntes Meisterhaus | Große Kirchgasse 24 (Karte)                                | Ende 18. Jahrhundert; 1887 Fassade, im Kern älter                | ehemaliges Meisterhaus der Posamentier-Innung, später Gasthaus, im Innern Kreuzgewölbe, baugeschichtliche und wirtschaftsgeschichtliche Bedeutung. Zweigeschossiger Massivbau in geschlossener Bebauung mit glatter Putzfassade. Das Hauptgebäude mit fünf Achsen zur Kirchgasse, mittig das Portal mit Gewände und klassizist. wirkendem Giebel (lt. Zeichnung 1887 dieser rundbogig), sowie einer kleinen vorgelagerten Treppe. Die Fenster des Erdgeschoss seit 1997 mit segmentbogenförmigem Schluss, eines davon als Schaufenster erweitert. Die Fenster im Obergeschoss, auf der Schmalseite des Hauses sowie im Anbau mit schlichter Rahmung und T-Stock. Das Dach mit Schieferdeckung und kleinen stehenden Gaupen. Im Inneren Kreuzgewölbe. Dieses schlichte Haus wird als Meisterhaus bezeichnet, weil sich hier mindestens seit 1825 die Posamentier-Innung befand. Spätestens ab 1928 galt es als Gasthaus „Meisterhaus“ mit Vereinszimmern im Obergeschoss. Zudem wurde ab 1940 ein Teil des Hauses zur Produktion kosmetischer Chemieprodukte verwendet. Das Gebäude mit seiner vielfältigen Nutzungsgeschichte besitzt damit nicht nur baugeschichtliche und städtebauliche Bedeutung, sondern ebenfalls eine wirtschafts- und kulturgeschichtliche Relevanz. | 09228898             |
| Direkt Bild zu diesem Denkmal hochladen | Ehemaliges Stiftungsgebäude Noethig und Nützlich                                                                                                  | Große Kirchgasse 25 (Karte)                                | Bezeichnet mit 1796                                              | baugeschichtliche und städtebauliche Bedeutung, als ehemaliges Stiftungsgebäude von sozialgeschichtlichem Wert. Zweigeschossiges massives Bürgerhaus auf ungewöhnlich breiter Parzelle in geschlossener Bebauung, unmittelbar neben der ehem. Lateinschule. Die Ansicht zur Straße mit sechs Achsen, verputzte Fassade oberhalb eines Bruchsteinsockels. Zwischen Erdgeschoss und Obergeschoss aufgesetzter Schriftzug „Noethig und Nützlich“. Das Portal in der 3. Achse mit einfach profiliertem Natursteingewände, korbbogenförmigem Schluss und Scheitelstein bezeichnet 1796. Der Eingang eingezogen mit vorgelagerter Treppe, diese teils innerhalb der Gebäudeflucht, teils im Gehwegbereich, histor. Tür erhalten. Eine weitere breite bogenförmige Öffnung mit Natursteingewände und einfachem Schlussstein, heute mit verglastem Türelement auf der rechten Hausseite, urspr. vermutlich Durchfahrt. Alle Fenster in Erdgeschoss und Obergeschoss mit schlichten Natursteingewänden und Holzfenstern mit histor. Sprossung. Über einem profilierten Traufgesims das mächtige schiefergedeckte Satteldach mit drei Reihen kleiner stehender Gaupen, nur die beiden mittleren der unteren Reihe größer ausgeführt mit Doppelfenster. Der Einbau einer Wohnung im Dachgeschoss erfolgte 1950. Es handelt sich bei diesem Gebäude um ein besonders stattliches Bürgerhaus des ausgehenden 18. Jh. mit baugeschichtlicher und städtebaulicher Bedeutung. Als ehem. Stiftungsgebäude besitzt es zudem orts- und sozialgeschichtlichen Wert. | 09228745             |
|                                         | Eisenstuck-Haus; Pfarrhaus Kirchgemeinde St. Annen                                                                                                | Große Kirchgasse 26 (Karte)                                | Ende 18. Jh./Anfang 19. Jh.                                      | Geburtshaus des Kaufmanns und Politikers Jacob Bernhard Eisenstuck (1805–1871, Zweiter Vizepräsident der Frankfurter Nationalversammlung), baugeschichtliche und städtebauliche sowie sozialgeschichtliche Bedeutung. Zweigeschossiges massives Gebäude mit fünf Achsen in geschlossener Bebauung. Über einem Sockel (heute farblich angepasst) das Erdgeschoss mit mittigem Eingang. Dieser mit einer schlichten Rahmung aus Naturstein (Porphyr), dessen Verdachung in das Gurtgesims aus gleichem Material integriert ist. Der Eingang eingezogen mit historischer zweiflügeliger Tür und Oberlicht, Treppe vorgelagert. Neben dem Eingang Platte mit der Inschrift: „Geburtshaus des Kaufmanns und Volkswirts/ Jacob Bernhard Eisenstuck/ 2. Vizepräsidenten der Frankfurter Nationalversammlung/ geb. 20. September 1805 Annaberg – gest. 5. April 1871 Dresden/ 8. April 1871 Annaberg“. Alle Fenster in Erdgeschoss und Obergeschoss mit geglättetem Natursteingewände (Porphyr) und Holzfenster mit histor. Sprossung. Das schiefergedeckte Satteldach mit kleinen stehenden Gaupen. Bei diesem Wohnhaus mit seiner ausgewogenen Fassadengestaltung handelt es sich um ein Gebäude des späten 18. Jh., bei dem kaum wesentliche Umbauten anzunehmen sind. Bei einer Untersuchung der Keller wurde hier 1996/97 das Vorhandensein einer historischen Anzucht zur Wasserableitung festgestellt, was auf eine frühe Bebauung des Grundstückes verweist. An diesem Standort ist von 1747 bis 1894 die berühmte Eisenstucksche Handlung für Spitzen und Posamenten belegt. Außerdem handelt es sich – wie auch die Inschrift vermittelt – um das Geburtshaus von Jacob Bernhard Eisenstuck. Es ist somit nicht nur ein Objekt mit baugeschichtlichem und städtebaulichen Wert, sondern besitzt zudem sozial- und wirtschaftsgeschichtliche Bedeutung. | 09228899             |
| Direkt Bild zu diesem Denkmal hochladen | Wohnhaus in geschlossener Bebauung | Große Kirchgasse 28 (Karte)                                | Ende 18. Jahrhundert / Anfang 19. Jahrhundert                    | Mit Laden, baugeschichtliche und städtebauliche Bedeutung, seit 2019 zugehörig zur Kernzone des UNESCO-Welterbes Montanregion Erzgebirge/Krušnohoří. Zweigeschossiges massives Gebäude mit 6 Fensterachsen in geschlossener Bebauung. Der Hauseingang an der linken Gebäudeseite mit schlichter Rahmung; daneben ein nachträglicher Ladeneinbau mit zwei größeren Schaufenstern und Zugang, dem zwei Stufen vorgelagert sind. Über einem Gurtsims das Obergeschoss mit bandartiger horizontaler Putznutung zwischen den Fensteröffnungen. Diese mit schlichter Rahmung, profilierten Sohlbänken mit Zierkonsolen und farblich abgesetzten Putzspiegeln (die Fenster selbst nicht denkmalgerecht ausgeführt). Das Traufgesims setzt in geringem Abstand zu den Fensterstürzen an. Das Satteldach mit Schieferdeckung und stehenden Gaupen; die beiden mittleren breiter mit Doppelfenster. Bei diesem Gebäude handelt es sich vermutlich um ein Wohnhaus des frühen 19. Jahrhunderts. Dieses wurde 1886 umgebaut, wobei die Fassade vor allem im Erdgeschoss mit dem Ladeneinbau grundlegend, aber auch die Gestaltung der Obergeschoss-Fenster verändert wurde. Das Gebäude einschließlich seiner Ende des 19. Jahrhunderts erfolgten Anpassung an die geänderten Bedürfnisse der Nutzer besitzt baugeschichtliche und städtebauliche Bedeutung. | 09305026             |
| Direkt Bild zu diesem Denkmal hochladen | Wohnhaus in geschlossener Bebauung | Große Kirchgasse 30 (Karte)                                | Um 1880; 18. Jh., später verändert                               | mit Laden, baugeschichtliche und städtebauliche Bedeutung. Dreigeschossiges massives Wohnhaus in geschlossener Bebauung. Die Fassade mit sieben Achsen glatt verputzt ohne Baudekor. Im Erdgeschoss links ein 1881 nachträglich eingebauter Laden. Dieser bildet mit Hauseingang, Ladenzugang und Schaufenster eine gestalterische Einheit durch die gemeinsame profilierte Verdachung und die vorgelagerten Stufen, der Hauseingang mit histor. Tür. Die Fenster aller Geschosse mit schlichten Gewänden und etwas verbreiterten Sohlbänken, die Fenster selbst nicht denkmalgerecht ausgeführt. Im Unterschied zur umgebenden Bebauung sind nicht nur ein 2. Obergeschoss, sondern auch ein ausgebautes Mansarddach vorhanden. Dieses besitzt straßenseitig einen hohen, mit einem Dreieckgiebel bekrönten Dachaufbau mit Schieferverkleidung und drei Fenstern. Sowohl Geschosserweiterung als auch Dachaufbau und im Inneren Veränderung des Treppenhauses sind Ergebnis von Modernisierungsmaßnahmen 1915 (Architekt: Goetze). Das ursprünglich in der zweiten Hälfte des 18. Jh. entstandene, damals zweigeschossige Gebäude zeigt heute das Ergebnis mehrerer Umbau- und Erweiterungsmaßnahmen. Es ist somit nicht nur von baugeschichtlicher Bedeutung, sondern zeigt zudem die städtebauliche Entwicklung um 1900, die von Geschosserweiterungen und Dachausbauten geprägt war. | 09228907             |
|                                         | Wohnhaus in geschlossener Bebauung | Große Kirchgasse 32 (Karte)                                | Nach 1731                                                        | mit Laden, Gewölbeansatz im Flur, baugeschichtliche und städtebauliche Bedeutung. Zweigeschossiges massives Wohnhaus in geschlossener Bebauung. Das oberhalb eines Bruchsteinsockels glatt verputzte Gebäude mit sieben Achsen wurde im Erdgeschoss mehrfach verändert. Der Hauseingang mit schlichtem Gewände und (späterem) segmentbogenförmigem Schluss besitzt eine vorgelagerte Treppe, links davon ein breiteres Schaufenster, ebenfalls mit Segmentbogen. Auf der rechten Gebäudeseite ein weiterer Laden mit zwei vergrößerten Fensteröffnungen und einem eingezogenen Eingang mit vorgelagerter Treppe. Die Fenster im Obergeschoss alle mit farbig abgesetzter Rahmung, keines der Fenster im Gebäude in denkmalgerechter Herstellung. Das ehemalige Satteldach über der gesamten Hausbreite mansardähnlich ausgebaut und schiefergedeckt. Im Inneren noch histor. Gewölbeansätze im Flur. Trotz der umfangreichen Veränderungen dieses vermutlich aus dem 18. Jh. stammenden Gebäudes besitzt dieses baugeschichtlichen und städtebaulichen Wert. | 09228900             |
|                                         | Wohnhaus mit Laden, in geschlossener Bebauung | Große Kirchgasse 34 (Karte)                                | 1. Hälfte 19. Jahrhundert, Laden um 1890                         | mit Laden, baugeschichtliche und städtebauliche Bedeutung. Zweigeschossiges massives Wohnhaus in geschlossener Bebauung. Die Fassade mit sechs Achsen glatt verputzt ohne Baudekor. Im Erdgeschoss ein Ende des 19. Jh. eingebauter Laden: gestalterische Einheit aus Schaufenster und Zugang, daneben der Hauseingang mit histor. Tür, beide Öffnungen mit profilierter Rahmung und vorgelagerter Treppe. Oberhalb der Haustür und der Ladenzone ein Putzsims als Verdachung. Alle anderen Fenster des Gebäudes mit farbig abgesetzter Rahmung und T-Teilung der Fenster. Über einem profilierten Traufgesims das steile Satteldach mit Schieferdeckung und stehenden Gaupen in drei Reihen, die unteren drei sind als spätere Dachhäuschen mit Doppelfenstern ausgebildet. Während die Fassade vor allem durch den nachträglichen Einbau des Ladens verändert wurde, bezeugt das steile Dach eine Entstehungszeit des Hauses im 18. Jh. Das Haus ist ein Denkmal aus baugeschichtlichen und städtebaulichen Gründen. | 09228901             |
|                                         | Wohnhaus in geschlossener Bebauung | Große Kirchgasse 36 (Karte)                                | nach 1837                                                        | baugeschichtliche und städtebauliche Bedeutung. Zweigeschossiges massives Wohnhaus mit sieben Achsen in geschlossener Bebauung. Der Eingang in der Mittelachse, eingezogen mit vorgelagerter Treppe. Betonung des Zugangs durch ein profiliertes Gewände (Porphyr) einschl. einer dekorierten Bekrönung. Über einem farbig abgesetzten Sockel das Erdgeschoss mit Putznutungen. Die Fenster mit analog des Eingangs profilierten Gewänden und T-Sprossung, das Oberlicht mit einer Sprosse geteilt. Zwischen Erdgeschoss und Obergeschoss ein Gurtgesims. Die Fenster im Obergeschoss gleich denen des Erdgeschoss, jedoch unterhalb der Sohlbänke Knaggen sowie Stuckgirlanden als Fassadendekor. Zwischen den Öffnungen Putznutungen. Oberhalb eines kräftig profilierten Traufgesimses ein schiefergedecktes Satteldach mit vier stehenden Gaupen, davon die beiden mittleren als Dachhäuschen mit Doppelfenstern. Das nach dem Stadtbrand von 1837 errichtete Gebäude mit seiner für die Mitte des 19. Jh. typischen Fassadengestaltung besitzt baugeschichtliche und städtebauliche Bedeutung. | 09228902             |
|                                         | Wohnhaus in geschlossener Bebauung | Große Kirchgasse 38, 40 (Karte)                            | Bezeichnet mit 1925–1927                                         | originale Ausstattung in Flur und Treppenhaus, baugeschichtliche und städtebauliche Bedeutung. Wohn- und Fabrikgebäude in Ecklage und geschlossener Bebauung. Die Fassade des Gebäudes erscheint relativ schmucklos, da die Fenster (T-Sprossung) nur mit einem schmalen Rahmen von der Putzfläche abgesetzt sind, zwischen 2. und 3. Obergeschoss ein schmales Putzban. Die durch den Eingang vorgegebene Achse wird betont: Der Eingang leicht trichterförmig ausgebildet mit einer wuchtigen kubischen Rahmung, die Tür in historistischer Form. Oberhalb dieser Öffnung im 1. Obergeschoss Putznutung zwischen zwei Fenstern, im 2. Obergeschoss zwischen fünf Fenstern, die zudem mit einem Gesims miteinander verbunden sind. Oberhalb eines profilierten Traufgesimses das schiefergedeckte Mansarddach mit stehenden Gaupen. In der Eingangsachse Ausbildung einer breiten Gaupe mit Dreieckgiebel, hier drei Fenster sowie im Giebelfeld die Bezeichnung: „Erbaut C. S. 1925–27“. Im Inneren noch originale Ausstattung vor allem im Treppenhaus erhalten (Treppengeländer, Türen, Deckenlampe, Lampe auf Führung des Treppenlaufes). Die Initialen verweisen auf den Bauherren Carl E. Schreyer, der dieses Gebäude ab 1925 als Wohn- und Fabrikgebäude (Posamenten- und Schnurfabrik) errichten ließ. Die Arbeitssäle waren im Seitengebäude zur Pfortengasse, während sich im Hauptgebäude im Erdgeschoss Kontor und Musterzimmer und im 2. Obergeschoss und Dachgeschoss Geschäftsräume befanden. Das 1. Obergeschoss war der Wohnnutzung vorbehalten. Nach verschiedenen Nutzungen als Verwaltungsgebäude dient das Objekt nun komplett als Wohnhaus. Als einer der wenigen Neubauten der 1920er Jahre in Annaberg besitzt dieses Gebäude baugeschichtliche und städtebauliche Bedeutung. | 09228903             |
|                                         | Wohnhaus in geschlossener Bebauung | Große Kirchgasse 42 (Karte)                                | um 1840–1880                                                     | mit Ladeneinbau, baugeschichtliche und städtebauliche Bedeutung. Zweigeschossiges, wohl mehrfach umgebautes massives Wohnhaus mit Kern 1. H. 19. Jh., in Ecklage und geschlossener Bebauung mit dreigeschossigem Anbau in der Pfortengasse (dieser nicht denkmalwürdig). Hauptgebäude und das 1887 entstandene Nebengebäude wurden von verschiedenen Wirtschaftsbranchen (Mehner Cartonagenfabrik, Holzperlenfabrik Weißflug & Leitert u. a.) genutzt, wobei die Arbeitssäle über beide Gebäudeteile reichten. Die Traufseite zur Kirchgasse mit fünf gleichmäßigen Achsen. Im Erdgeschoss der Hauseingang sowie ein Ladeneinbau, dessen Zugang besitzt eine vorgelagerte Treppe, die zugehörigen Fenster in ursprünglicher Proportion erhalten. Die Fenster im Obergeschoss mit glattem aufgeputztem Gewände. Das steile Satteldach mit Schieferdeckung und stehenden Gaupen. Die einfachen Fensteröffnungen auf der Giebelseite nehmen Bezug auf die Gliederung des Anbaus. Trotz des späteren Ladeneinbaus sowie des unscheinbaren Erscheinungsbildes besitzt dieses Objekt bau- und wirtschaftsgeschichtliche Bedeutung. Als Teil der vermutlich nahezu baueinheitlich entstandenen Bebauung der Kirchgasse zwischen Pforten- und Mariengasse hat es zudem städtebaulichen Wert. | 09228904             |
|                                         | Wohnhaus in geschlossener Bebauung | Große Kirchgasse 44 (Karte)                                | um 1850                                                          | baugeschichtliche und städtebauliche Bedeutung. Zweigeschossiges massives Wohnhaus mit fünf Fensterachsen in geschlossener Bebauung. Oberhalb eines farbig abgesetzten Sockels mit zwei Kellerfenstern das verputzte Erdgeschoss. Hier am äußeren rechten Rand der Hauseingang, leicht eingezogen mit einem einfach profilierten Gewände und vorgelagerter Treppe, die historistische Tür mit Oberlicht. Eine kleine Verdachung oberhalb der Tür ist in ein das Erdgeschoss und Obergeschoss trennendes Putzband integriert. Alle Fenster in beiden Geschossen mit Gewänden analog des Eingangs und T-Sprossung. Zwischen den Sohlbänken sowie den Fensterstürzen jeweils horizontale Putzbänder zur Fassadengliederung. Das schiefergedeckte Satteldach ist ausgebaut, heute in diesem ein mansarddachähnlicher Aufbau sechs Fenster. Wie das benachbarte Gebäude (Nummer 42) besaß auch dieses Objekt ab 1898 ein großes Hintergebäude, das durch die Fabrik Mehner Cartonagen genutzt worden ist. Es ist somit ebenfalls ein Beispiel für die intensive industrielle Nutzung der Gebäude auch innerhalb der Annaberger Innenstadt. Als Teil der vermutlich nahezu baueinheitlich entstandenen Bebauung der Kirchgasse zwischen Pforten- und Mariengasse besitzt das Gebäude baugeschichtlichen und städtebaulichen Wert. | 09228897             |
|                                         | Wohnhaus in geschlossener Bebauung | Große Kirchgasse 46 (Karte)                                | Bezeichnet mit 1847                                              | mit Laden, baugeschichtliche und städtebauliche Bedeutung. Zweigeschossiges massives Wohnhaus mit sechs Fensterachsen in geschlossener Bebauung. Die Erdgeschosszone wird durch den Einbau von zwei Läden (1916 und 1925) beidseitig des Hauseingangs bestimmt. Der Hauszugang in der 3. Achse mit zwei vorgelagerten Stufen besitzt eine schlichte Putzrahmung mit seitlicher Aufkantung und einem darüberliegenden Feld, in diesem die Beschriftung „1847 FachwerkB“. Die Läden jeweils mit separatem Eingang und einem Schaufenster. Alle diese Öffnungen sowie die Fenster des Obergeschosses besitzen die gleiche Rahmung wie die Haustür. Die Fenster mit Kreuzstock, die Fassade mit Glattputz ohne Baudekor. Das schiefergedeckte Satteldach weist drei Dachhäuschen auf. Als Teil der vermutlich nahezu baueinheitlich entstandenen Bebauung der Kirchgasse zwischen Pforten- und Mariengasse besitzt das Gebäude baugeschichtlichen und städtebaulichen Wert. | 09228905             |
|                                         | Wohnhaus in geschlossener Bebauung | Große Kirchgasse 48 (Karte)                                | Um 1880                                                          | baugeschichtliche und städtebauliche Bedeutung. Zweigeschossiges massives Wohnhaus auf relativ breiter Parzelle mit acht Fensterachsen in geschlossener Bebauung. Oberhalb eines farbig abgesetzten Sockels schließt sich die verputzte schmucklose Fassade an. Der Hauseingang befindet sich in der 4. Achse und weist einen Türstock in klassizistischer Form mit kleinem Zahnschnittfries am Gebälk auf. Die Tür selbst einflügelig und aus historistischer Zeit. Zwei Stufen sind zum Fußweg vorgelagert. Die Fenster schlicht mit aufgeputzten glatten Gewänden, die Fenster nicht denkmalgerecht ohne Teilung. Das schiefergedeckte Satteldach mit sechs stehenden Gaupen jeweils im Wechsel mit einem oder zwei Fenstern. 1886 fand ein umfassender Umbau des Gebäudes statt, wo u. a. das Treppenhaus verlegt wurde, so dass die noch heute erhaltene Struktur entstand. Die dabei dekorreich geschmückte Fassade präsentiert sich nun jedoch sehr vereinfacht. Als Teil der vermutlich nahezu baueinheitlich entstandenen Bebauung der Kirchgasse zwischen Pforten- und Mariengasse besitzt das Gebäude baugeschichtlichen und städtebaulichen Wert. | 09228906             |
| Weitere Bilder                          | Heilig-Kreuz-Kirche; St. Joseph v. Calasanza | Große Kirchgasse 51 (Karte)                                | 1843–1844                                                        | Saalkirche mit Apsis und großem Dachreiter, im Rundbogenstil des 19. Jahrhunderts, baugeschichtliche, kulturgeschichtliche sowie städtebauliche Bedeutung. Die kleine Saalkirche im Rundbogenstil wurde 1843/44 unmittelbar vor der damals gerade aufgegebenen Stadtmauer auf der Altstadtseite, vermutlich infolge einer Stiftung des 1841 verstorbenen apostolischen Vikars und Bischofs Ignatius Bernhard errichtet. Es handelt sich um einen schlichten Putzbau mit Eckrustika und seitlich je drei großen Rundbogenfenstern, diese seit 1943 nach dem Austausch der ursprünglich schmucklosen als Farbglasfenster. Der Zugang erfolgt auf der Südwestseite, neben dem Haupteingang befinden sich hier zwei Nischen, die eigentlich zur Aufnahme von Heiligenfiguren gedacht waren. Da die Altarweihe 1844 jedoch den sogenannten Annaberger Kirchenstreit verursachte, blieben diese von Anfang an leer. Das Portal mit Überdachung und einer Erweiterung der Trittfläche wurde 1981 umgestaltet. Das runde Farbglasfenster stammt von 1986. Auf der Nordostseite die angefügte Apsis mit 5/8-Schluss sowie seitlich ein sechseckiger Sakristeianbau von 1978/79, der den ursprünglichen von 1911/12 ersetzte. Das Satteldach ist schiefergedeckt, der anfangs nur kleine Dachreiter wurde 1920 umgestaltet und erhielt eine Glocke, seine heutige Form entstammt den 1950er Jahren. Im Inneren ist die Ausstattung weitgehend erhalten: Das Altarbild mit der Darstellung des Heiligen Joseph von Calasanza stammt vom Dresdner Hofmaler Karl Christian Vogel von Vogelstein (1788–1868). Es wurde vom LfD Sachsen restauriert und erhielt 1981 einen neuen Rahmen. Einige Änderungen im Innenraum fanden im Zuge von Modernisierung und nach Weisungen des II. Vatikanischen Konzils vor allem 1981 statt (z. B. Altarraum gestalterisch und bautechnisch verändert, Fußboden erneuert mit Sandetzky-Marmorplatten sowie die Holzsäulen unter der Empore gegen holzverkleidete Stahlkonstruktion ersetzt). Seit 1992 besitzt die Kirche eine Jehmlich-Orgel. Dieses Kirchengebäude besitzt kultur- und baugeschichtlichen Wert, seine städtebauliche Bedeutung resultiert vor allem aus seiner Lage in Bezug zur historischen Stadtmauer, da diese Mitte des 19. Jh. (also zur Bauzeit des Objektes) im Zuge der Stadterweiterung aufgegeben wurde. | 09228746             |
|                                         | Wohnhaus in Ecklage und geschlossener Bebauung | Große Kirchgasse 52 (Karte)                                | Mitte 19. Jahrhundert                                            | mit Laden, baugeschichtliche und städtebauliche Bedeutung. Zweigeschossiges massives Wohnhaus in Ecklage und geschlossener Bebauung mit sechs zu sechs Achsen. Die Fassade auf beiden Seiten verputzt und schmucklos. Der Hauseingang weist einen Türstock in klassizistischer Form mit kleinem Zahnschnittfries und Scheitelstein am Gebälk auf. Die Tür einflügelig und aus späterer Zeit. Rechts davon ein nachträglicher Ladeneinbau (1910) mit einem Zugang und dem Schaufenster unmittelbar daneben. Die Fenster im Erdgeschoss nicht in den Achsen des Obergeschosses. Alle Fenster schlicht mit aufgeputzten glatten Gewänden, die Fenster nicht denkmalgerecht ohne Teilung. Das schiefergedeckte Walmdach mit breiten Hechtgaupen (1932). An der Ecke Mariengasse gelegen bildet dieses Gebäude den Beginn der vermutlich nahezu baueinheitlich entstandenen Bebauung der Kirchgasse zwischen Pforten- und Mariengasse und besitzt baugeschichtlichen und städtebaulichen Wert. | 09228896             |
|                                         | Mietshaus in geschlossener Bebauung | Große Kirchgasse 54 (Karte)                                | 1903                                                             | Klinkerfassade, Reformarchitektur, baugeschichtliche und städtebauliche Bedeutung. Viergeschossiges massives Mietshaus in geschlossener Bebauung, errichtet 1903 nach Plänen Goetzes für den Posamentenfabrikanten Ottomar Claus. Oberhalb einer Sockelzone aus Bruchsteinmauerwerk schließt sich das Erdgeschoss an, das von seinen vier großen rundbogigen Öffnungen dominiert wird, von denen drei als Fenster (dahinter vermutlich ein Einheitsraum für Fabrikation) und eine als Hauseingang ausgebildet sind. Die Haustür original, zweiflügelig mit Oberlicht. Oberhalb der Rundbögen dekorative vertikale Streifen aus Putz im Wechsel mit dem roten Klinker der Fassade. Aus diesem Material das gesamte Erdgeschoss und 2/3 des 1. Obergeschoss. Dort schließt sich bis zum Traufgesims weißer Klinker an, wodurch ein deutlicher Farbkonstrast an der Fassade bei gleichem Material entsteht. Die Fenster im 1. und 2. Obergeschoss rechteckig, im 3. Obergeschoss mit segmentbogenförmigem Schluss. Die Fenster achsenweise mit Rahmungen, teilweise Putzspiegel und anderen kubischen Dekorationen im Kämpferbereich. Nur jeweils zwei Fenster im 1. und 2. Obergeschoss nahezu schmucklos, da sich hier ursprünglich hölzerne Balkone befanden, die später abgebrochen wurden. Oberhalb der beiden rechten Rundbögen besondere Betonung der Gestaltung: hier beginnt im 3. Obergeschoss ein fachwerkverkleideter Bereich, der sich als giebelartiger Ausbau bis ins Dachgeschoss erstreckt. Dieser ist verputzt mit dunkel abgesetztem Zierfachwerk. Das anschließende Satteldach ist schiefergedeckt mit Schleppgaupen. In seiner Gestaltung hebt sich das 1903 entstandene Gebäude (Architekt: Goetze) von den umgebenden historistischen Bauten ab. Es zeigt sowohl Elemente des Jugendstils als auch der Reformarchitektur. In Annaberg ähnlich ist das Haus Mariengasse 23. Es besitzt somit baugeschichtlichen und städtebaulichen Wert. | 09228908             |
| Direkt Bild zu diesem Denkmal hochladen | Repräsentatives Mietshaus in geschlossener Bebauung                                                                                               | Große Kirchgasse 56 (Karte)                                | Bezeichnet mit 1906                                              | Klinkerfassade, baugeschichtliche und städtebauliche Bedeutung. Repräsentatives viergeschossiges massives Mietshaus mit acht Fensterachsen in geschlossener Bebauung. Dieses Mietshaus, errichtet für den Posamentenfabrikanten Ottomar Claus nach Plänen von Paul Frisch, besitzt einen Sockel aus Bossenmauerwerk mit Kellerfensteröffnungen, über dem sich nach einem Gesims die Klinkerfassade des Gebäudes anschließt. Die Fassade wird vom Mix aus roten und gelben Klinkern sowie hellen Putz- und Stuckflächen geprägt. Der Hauszugang befindet sich in der 4. Achse und besitzt eine Putzrahmung, die ebenso das nierenförmige Oberlicht umgibt, dort ein Medaillon mit der Bezeichnung „1906“. Die Tür selbst ist schlicht und zweiflügelig. Die Fenster im Erdgeschoss mit Rahmung und einem Medaillon wie die Tür, zwischen den Fenstern je drei horizontale Bänder. Zwischen Erdgeschoss und 1. Obergeschoss befindet sich ein Schmuckband aus gelbem Klinker und weiß-grünen Klinker„blüten“. Die Fenstergestaltung des 1. und 2. Obergeschoss ist gleich: schmuckvolle Verzierungen in Jugendstilformen, dekorative Hervorhebung der Entlastungsbogen in gelbem Klinker. Etwas schlichter ist die Rahmung der Fenster im obersten Geschoss. Alle Fenster sind rechteckig und mit T-Sprossung versehen, in den beiden äußeren Achsen sind zwei Fenster immer paarweise gekoppelt. Diese äußeren Achsen werden von der Mitte der Fassade optisch getrennt. Dafür sind hier und an den Außenseiten des Gebäudes Lisenen aus gelbem Klinker ausgebildet, die mit einer Art Kapitell versehen zu den beiden rundbogigen Dachaufbauten überleiten. Hier je ein Fensterpaar mit Rundbogenabschluss und einer dekorativen geschwungenen und gestalteten Spiegelfläche unterhalb der Sohlbänke. Die Fassade dieses Gebäudes wirkt vor allem durch den Materialwechsel sehr belebt, die Jugendstildekorationen machen es zu einem gelungenen Beispiel des Bauens Anfang des 20. Jh., so dass es baugeschichtlich und städtebaulich von Bedeutung ist. | 09228948             |
| Direkt Bild zu diesem Denkmal hochladen | Mietshaus in geschlossener Bebauung | Große Kirchgasse 62 (Karte)                                | Um 1914                                                          | Teile der ursprünglichen Ausstattung in Flur und Treppenhaus, baugeschichtliche und städtebauliche Bedeutung. Dreigeschossiges massives Mietshaus in geschlossener Bebauung, errichtet 1914 für den Baugeschäftsinhaber Georg Häsler nach Plänen Ernst Siegels. Oberhalb eines Natursteinsockels schließt sich die verputzte, symmetrisch aufgebaute Fassade des Gebäudes an. Der Hauseingang ist besonders betont: zwei kräftige Dreiviertelsäulen mit glattem Schaft und schlichter Kapitellplatte tragen ein Gebälk mit Zahnschnitt, darin die zweiflügelige Holztür, darüber das halbkreisförmige Oberlicht. Seitlich befinden sich je drei rechteckige Fenster in einer leicht zurückliegenden Putzfläche, die von einem lisenenartigen Putzdekor gerahmt wird. Der die Fassade dominierende breite Erker mit vier Fenstern und einer steilen verzinkten Verdachung bildet die Mitte des 1. Obergeschoss. Die jeweils anschließenden beiden Fenster pro Seite bilden mit den Fenstern des darüberliegenden Geschosses Bahnen, im farbig abgesetzten Feld zwischen den Geschossen eine kreisförmige Dekoration. Das Mansarddach besitzt auf den äußeren Achsen je einen Dachaufbau mit Dreieckgiebel und zwei Fenstern, in der Mitte des Gebäudes sind zwei Fenster in die Dachfläche eingeschnitten. Im Inneren sind noch ursprüngliche Ausstattungselemente wie Geländer, Türen und Deckenmalerei erhalten. Mit seiner Gestaltung (v. a. Eingang, Erker und Dachaufbauten) zeigt das Bauwerk Ideen von Reformarchitektur und Neoklassizismus und spiegelt so seine Entstehungszeit wider. Es besitzt aus diesem Grund sowohl baugeschichtliche als auch städtebauliche Bedeutung. | 09228949             |
| Direkt Bild zu diesem Denkmal hochladen | Mietshaus in halboffener Bebauung | Große Kirchgasse 64 (Karte)                                | Um 1910                                                          | baugeschichtliche und städtebauliche Bedeutung. Dreigeschossiges massives Mietshaus, 1921 errichtet nach Plänen Ernst Siegels, in geschlossener Bebauung mit sechs regelmäßigen Fensterachsen. Ein Natursteinsockel gleicht das Geländeniveau optisch aus, so dass das darüberliegende Erdgeschoss mit seiner lisenenartigen Dekoration auf gleicher Höhe ansetzen kann. Diese Lisenen tragen optisch das Gesims zu den Obergeschossen. Der Zugang zum Gebäude ist leicht eingezogen und wird von zwei pfeilerartigen Gewänden gerahmt, darüber ein sich verbreiterndes abgestuftes Gebälk, die zweiflügelige Tür sehr schlicht aus Holz mit Oberlicht. Die Fenster der Obergeschosse rechteckig mit T-Stock und kleinteiliger Sprossung im Oberlicht, zwischen den Fensterachsen hell abgesetzte Putzflächen, so dass ein bahnenartiger Charakter der Öffnungen entsteht. Die Fassade ansonsten ohne Schmuck (ursprünglich befand sich jeweils ein kleines Dekor auf den Putzflächen und der Eingang besaß einen auffälligeren Aufsatz). Das Mansarddach seitlich mit stehenden Gaupen, in der Mitte ein breiterer Dachaufbau über zwei Achsen mit einem geschweiften Giebel. Die Fassade dieses Gebäudes wirkt, als sei sie nachträglich vereinfacht worden. Trotzdem ist es ein Zeugnis des Bauens Anfang des 20. Jh. und besitzt baugeschichtliche und städtebauliche Bedeutung. | 09228950             |
| Direkt Bild zu diesem Denkmal hochladen | Eingeschossiges Wohnhaus mit hohem Satteldach in geschlossener Bebauung                                                                           | Große Sommerleite 21 (Karte)                               | 1. Hälfte 19. Jahrhundert                                        | | 09229257             |
| Direkt Bild zu diesem Denkmal hochladen | Kleines eingeschossiges Wohnhaus | Große Sommerleite 27 (Karte)                               | 1. Hälfte 19. Jahrhundert                                        | | 09228926             |
| Direkt Bild zu diesem Denkmal hochladen | Kleines eingeschossiges Wohnhaus | Große Sommerleite 43 (Karte)                               | 1. Hälfte 19. Jahrhundert                                        | | 09228929             |
| Direkt Bild zu diesem Denkmal hochladen | Kleines eingeschossiges Wohnhaus mit Zwerchgiebel und zwei Reihen Dachgauben, in geschlossener Bebauung                                           | Große Sommerleite 53 (Karte)                               | Bezeichnet mit 1803                                              | Handwerker- oder Bergarbeiterhaus, mit Segmentbogenportal, baugeschichtliche und ortsentwicklungsgeschichtliche Bedeutung. Kleines eingeschossiges massives Wohnhaus in geschlossener Bebauung. Das siebenachsige Gebäude ist symmetrisch aufgebaut: mittig der Hauseingang mit Natursteingewände und einem Schlussstein (bezeichnet 1803). Die Tür mit einem verglasten, korbbogenförmigen Oberlicht. Über einem Sockel die glatt verputzte Fassade mit sechs rechteckigen Fenstern. Diese besitzen wie die Haustür ein einfaches Gewände aus Naturstein und Kreuzstocksprossung. Über dem profilierten Traufgesims schließt sich das steile schiefergedeckte Satteldach mit Zwerchgiebel und zwei stehenden Gaupen an. Bei einer Untersuchung der Keller wurde hier 1996/97 das Vorhandensein einer historischen Anzucht zur Wasserableitung festgestellt, was auf eine frühe Bebauung des Grundstückes verweist. Diese Art von Gebäude ist typisch für die Handwerker- oder Bergarbeiterhäuser des Erzgebirges zu Beginn des 19. Jh., aus diesem Grund ist es nicht nur baugeschichtlich, sondern auch ortsentwicklungs- und wirtschaftsgeschichtlich von Bedeutung. | 09229020             |
| Direkt Bild zu diesem Denkmal hochladen | Reste des ursprünglichen Basaltpflasters | Große Sommerleite und Kleine Sommerleite (Karte)           | 16. Jahrhundert                                                  | | 09228923             |
|                                         | Villa mit Garage | Hermannstraße 7 (Karte)                                    | 1913                                                             | Reformstil-Architektur, baugeschichtliche und städtebauliche Bedeutung. Zweigeschossige Villa mit ausgebautem Dachgeschoss in offener Bebauung unmittelbar an der früheren Stadtgrenze. Durch das starke Geländegefälle wird das Haus im 1. Obergeschoss über eine kleine Brücke von der Straße her erschlossen. Die Haustür liegt geschützt in einer rundbogigen Vorhalle, deren Dachfläche im Geschoss darüber als Balkon genutzt wird. Die Fassaden mit regelmäßig angeordneten Fensteröffnungen, diese mit histor. kleinteiliger Sprossung. Das Dachgeschoss mansarddachähnlich ausgebaut, jeweils mit einem flachen Segmentbogengiebel überspannt. Das eigentliche Dach als Walmdach ausgebildet. Die Hauptorientierung des Gebäudes erfolgt vermutlich talwärts, von der Straße abgewandt. Es handelt sich um ein typisches Villengebäude des frühen 20. Jh. für die bürgerliche Oberschicht, die zu dieser Zeit Villen in Stadtnähe am Hang entlang der Paulus-Jenisius-Straße, der Hermannstraße und der Bruno-Matthes-Straße errichtete. Es weist baugeschichtliche und städtebauliche Bedeutung auf. | 09228587             |
| Weitere Bilder                          | Villa | Hermannstraße 9 (Karte)                                    | 1913                                                             | baugeschichtliche und städtebauliche Bedeutung. Vieretagige Villa in offener Bebauung an der früheren Stadtgrenze. Durch das starke Geländegefälle wird das Haus im Obergeschoss über eine breite Freitreppe mit Terrasse von der Straße her erschlossen. Ansonsten führt ein Zugangsweg zum talseitigen Eingang im Sockelgeschoss. Die Schauseite zeigt zur Straße, wo die rundbogige Tür und zwei Fenster von kannelierten Halbsäulen flankiert werden. Diese Gestaltung setzt sich in einem Dachaufbau fort, der von einem flachen Segmentbogengiebel überspannt ist. Die Fassade im Sockelgeschoss mit Natursteinverkleidung, anschließend verputzt mit gleichmäßigen Öffnungen, diese in den unteren Geschossen recht groß, im obersten Geschoss rundbogig analog der hier befindlichen Eingangstür. Das schiefergedeckte Dach mit kleinen stehenden Dachgaupen. Es handelt sich um ein typisches Villengebäude des frühen 20. Jh. für die bürgerliche Oberschicht, die zu dieser Zeit Villen in Stadtnähe am Hang entlang der Paulus-Jenisius-Straße, der Hermannstraße und der Bruno-Matthes-Straße errichtete. Es weist baugeschichtliche und städtebauliche Bedeutung auf. | 09228586             |
| Direkt Bild zu diesem Denkmal hochladen | Stadtbefestigung | Hermannstraße und Paulus-Jenisius-Straße (Karte)           | Vor 1540                                                         | | 09228585             |
| Direkt Bild zu diesem Denkmal hochladen | Drei Schwibbögen, Basaltpflasterung und Prellsteine                                                                                               | Hopfengasse (Karte)                                        | wohl 17. Jh.                                                     | städtebauliche und ortsentwicklungsgeschichtliche Bedeutung. Zwischen der Bebauung Wolkensteiner Straße 33 und 35 befindet sich die schmale, zur Unteren Schmiedegasse führende Hopfengasse. Zwischen den Gebäuden entlang der engen Gasse wurden drei Schwibbögen zur Kraftableitung errichtet. Diese Bögen sind korbbogenförmig, oben gerade abgeschlossen und aus Gründen des Witterungsschutzes heute mit einer steilen Blechabdeckung versehen. In dieser nahezu verkehrsfreien Gasse hat sich außerdem das historische Basaltpflaster erhalten, mit dem ursprünglich große Teile der städtischen Verkehrsflächen belegt waren. Die Kombination aus Pflaster und Schwibbögen stellt somit für Annaberg eine Seltenheit von städtebaulichem und ortsentwicklungsgeschichtlichem Wert dar, den es zu bewahren gilt. | 09228554             |
| Direkt Bild zu diesem Denkmal hochladen | Vorstadtscheune (Teil des Ackerbürgerhauses Pfarrgasse 15)                                                                                        | Hüttengrundstraße                                          | 2. Hälfte 18. Jahrhundert/1. Hälfte 19. Jahrhundert              | baugeschichtliche, ortsgeschichtliche und wirtschaftsgeschichtliche Bedeutung Scheune auf rechteckigem Grundriss in offener Bebauung, weit außerhalb Annabergs, nahe an der Bahnstrecke sowie des Flusses Sehma. Das Gebäude zeichnet sich durch jeweils eine große Toreinfahrt auf beiden Längsseiten aus. Im Obergeschoss nur sehr kleine rechteckige Öffnungen. Das steile Satteldach mit Bitumenschindeldeckung ohne Gaupen oder Fenster. Es handelt sich um eine Vorstadtscheune, früher wohl für das Ackerbürgerhaus Pfarrgasse 15. Durch seine typische, authentisch überkommene Gestaltung besitzt das Objekt sowohl bau- und ortsgeschichtliche Bedeutung als auch wirtschaftsgeschichtliche Relevanz. | 09229031             |
|                                         | Mietshaus mit moderner Ladenzone, in geschlossener Bebauung                                                                                       | Johannisgasse 1 (Karte)                                    | um 1890                                                          | Fassade des Mietshauses in geschlossener Bebauung; mit moderner Ladenzone, baugeschichtlich und städtebaulich von Bedeutung. | 09228779             |
|                                         | Mietshaus mit Läden, in geschlossener Bebauung | Johannisgasse 3 (Karte)                                    | um 1890                                                          | mit Laden, baugeschichtliche und städtebauliche Bedeutung. Viergeschossiges massives Mietshaus mit fünf Achsen in geschlossener Bebauung. Die Fassade ist gestalterisch in zwei Bereiche geteilt: Erdgeschoss und 1. Obergeschoss weisen eine rustizierte Putznutung auf, während 2. und 3. Obergeschoss aus gelbem Klinker bestehen. Der Hauseingang ganz rechts ist eingezogen mit einer Holztür und halbkreisförmigem Oberlicht, die Öffnung besitzt ein profiliertes Rundbogengewände mit Zierscheitelstein. Das Erdgeschoss zur Straße dient komplett der Ladennutzung mit zwei großflächigen Schaufenstern und dem Ladenzugang. Die Fenster des 1. Obergeschoss mit segmentbogenförmigem Schluss, der gleichen profilierten Rahmung und Scheitelstein wie der Hauseingang. Oberhalb eines Gesimses beginnt der zweite Fassadenabschnitt: die Fenster sind hier rechteckig und weisen im 2. Obergeschoss abwechselnd gerade und dreieckige Verdachungen auf. Unterhalb der Sohlbänke befinden sich Putzspiegel mit einem Stuckelement. Die Fenster des 3. Obergeschoss etwas schlichter dekoriert mit gerader Verdachung und diamantförmigem Element jeweils seitlich unterhalb der Sohlbänke. Ein Schmuckfries aus roten und gelben Klinkern schließt die Fassade nach oben hin ab. Über dem profilierten Traufgesims das schiefergedeckte Dach mit stehenden Gaupen. Die unterschiedliche Ausbildung von Erdgeschoss und 1. Obergeschoss zu den anderen Obergeschossen legt die Vermutung nahe, dass ursprünglich die beiden unteren Etagen eine gewerbliche Nutzung besaßen. In unmittelbarer Nähe zur Buchholzer Straße und damit zur Hauptgeschäftsstraße Annabergs gelegen, zeigt dieses Gebäude ebenfalls die typische Bebauung Ende des 19. Jh. und weist somit einen baugeschichtlichen und städtebaulichen Wert auf. | 09228780             |
|                                         | Mietshaus mit Laden, in geschlossener Bebauung | Johannisgasse 5 (Karte)                                    | um 1890                                                          | mit Laden, baugeschichtliche und städtebauliche Bedeutung. Dreigeschossiges massives Mietshaus mit fünf Achsen in geschlossener Bebauung. Die Fassade ist gestalterisch in zwei Bereiche geteilt: Erdgeschoss und 1. Obergeschoss weisen eine Putznutung auf, während das 3. Obergeschoss aus gelbem Klinker besteht. Der Hauseingang ganz links ist leicht eingezogen und besitzt seine originale Holztür, die rechteckige Öffnung mit einem schlicht profilierten Gewände. Das Erdgeschoss zur Straße dient komplett der Ladennutzung mit zwei großflächigen Schaufenstern und dem Ladenzugang. Oberhalb der Schaufenster ist eine glatte Putzfläche mit dem Namensschriftzuges des Geschäftes angeordnet. Die Fenster des 1. Obergeschoss rechteckig mit farbig abgesetzter Rahmung, ohne Dekor in der Fassadenfläche mit der klassizistisch anmutenden Putznutung. Oberhalb eines Gesimses beginnt der zweite Fassadenabschnitt: die Fenster sind hier ebenfalls rechteckig und weisen im Wechsel gerade und dreieckige Verdachungen auf, die kräftigen Sohlbänke besitzen gestaltete Knaggen sowie dazwischenliegende Putzspiegel. Am Fassadenrand ist im 2. Obergeschoss eine Eckrustizierung ausgebildet. Oberhalb des Traufgesimses mit Zahnschnittfries befindet sich das zu Wohnzwecken genutzte schiefergedeckte Mansarddach. Die unterschiedliche Ausbildung der Fassade legt die Vermutung nahe, dass ursprünglich die beiden unteren Etagen eine gewerbliche Nutzung besaßen. In unmittelbarer Nähe zur Buchholzer Straße und damit zur Hauptgeschäftsstraße Annabergs gelegen, zeigt dieses Gebäude ebenfalls die typische Bebauung Ende des 19. Jh. und weist somit einen baugeschichtlichen und städtebaulichen Wert auf. | 09228781             |
| Direkt Bild zu diesem Denkmal hochladen | Wohn- und Geschäftshaus | Johannisgasse 5a (Karte)                                   | bez. 1912 (Wohn- u. Fabrikgebäude)                               | Reformstilgebäude, baugeschichtliche und städtebauliche Bedeutung. Dreigeschossiges massives Wohn- und Fabrikgebäude (Architekt: Goetze) auf breiter Parzelle in offener Bebauung, dessen Fassade dem leicht abgeknickten Straßenverlauf folgt. Das Erdgeschoss besitzt eine rote Natursteinverkleidung (Porphyr). Im mittleren Bereich sind drei große korbbogenförmige Fenster mit je zwei Natursteinstegen zur Fensterteilung ausgebildet. Am linken und rechten Rand des Gebäudes befindet sich je ein Eingang: der rechte mit einem rundbogigen Portal mit eierstabartigem Fries und einem säulengetragenen kleinen Vorbau, im Schlussstein die Datierung 1912, die originale Holztür mit Oberlicht ist vorhanden. Auf der linken Seite ein zweiter, untergeordneterer Zugang, ebenfalls rundbogig und eingezogen, jedoch ohne Säulenvorbau. Die Fassade der Obergeschosse wirkt bewegt aufgrund flacher, wellenartiger Erker mit jeweils drei hochrechteckigen Fenstern zwischen den lisenenartigen vertikalen Elementen. Im Knickbereich der Fassade sind offene Austritte mit einer asymmetrischen Gestaltung als Vermittler und Blickfang ausgebildet. Originale zeittypische Fenster und Putzdekorationen sind erhalten. Das hohe Mansarddach ist blechverkleidet mit zwerchhausartigen Aufbauten entsprechend der Fassadenachsen. Durch die hangige Lage wurden zwei Untergeschosse angelegt, die von der rückwärtigen Seite belichtet wurden und teilweise auch als Arbeitsräume dienten. Im 1. Untergeschoss und im Erdgeschoss erstreckten sich diese Arbeitssäle komplett über Haupthaus und Anbau hinweg. Große Etagenwohnungen befanden sich im 2. Obergeschoss und Dachgeschoss. 1919 beispielsweise wurde das Objekt als Präg- und Stanzwerk mit bis zu 70 Arbeitern genutzt. Bei diesem Gebäude handelt es sich um ein hochgradig authentisches, hochwertiges Beispiel eines Wohn- und Fabrikgebäudes im Reformstil, noch mit Jugendstilelementen, mit baugeschichtlichem und städtebaulichem Wert. | 09228782             |
| Direkt Bild zu diesem Denkmal hochladen | Barockes Wohnhaus, Garageneinbau | Johannisgasse 13 (Karte)                                   | 18. Jahrhundert                                                  | | 09228785             |
| Direkt Bild zu diesem Denkmal hochladen | Wohnhaus und Anbau, in halboffener Bebauung; heute Textilgroßhandel Müller                                                                        | Johannisgasse 17 (Karte)                                   | Um 1875, vor 1860 ?                                              | baugeschichtliche und städtebauliche Bedeutung. Dreigeschossiges massives Wohnhaus mit fünf Fensterachsen und einem 1886 errichteten zweigeschossigen Anbau mit vier Achsen in offener Bebauung. Wohnhaus und Anbau bilden in ihrer Fassadengestaltung eine Einheit. Über einer Sockelzone mit Kellerfenstern schließt sich das Erdgeschoss an, die Fenster hier mit einfach profilierten Gewänden, links und rechts jeweils ein Eingang. Der rechte davon repräsentativ ausgebildet: Rahmung aus kannelierten Pilastern, die ein Gebälk tragen, dieses geht in das zahnschnittgeschmückte Gesims zwischen Erdgeschoss und 1. Obergeschoss über. Der Eingang selbst eingezogen mit vorgelagerter Treppe innerhalb der Gebäudeflucht, originale historistische Tür vorhanden. Der linke Eingang etwas schlichter ausgeführt. Das Element Pilaster-Gebälk im 1. Obergeschoss wiederholt: hier sowohl über dem rechten als auch über dem linken Eingang (jeweils außerdem ein Putzspiegel mit Stuckdekor), mit doppelter Pilasterstellung wird an der Giebelseite des Anbaues ein Feld zur Aufnahme von Werbung eingerahmt. Die Kapitelle der Obergeschosse sind nicht stilisiert wie im Erdgeschoss, sondern in korinthischer Form ausgebildet. Die Fenster des 1. und 2. Obergeschoss jeweils mit Verdachungen, am Anbau diese zusätzlich noch mit Knaggen versehen. Das Wohnhaus besitzt ein Satteldach mit stehenden Gaupen, während der Anbau mit abgeschrägter Ecke ein flaches Dach hat. Ende des 19. Jh. wurde dieses Gebäude durch die Fabrik von Posamenten und Spitzen Gebrüder Richter & Co genutzt, wofür das komplette Erdgeschoss beider Gebäudeteile sowie das Obergeschoss des Anbaus zur Verfügung standen. Das Wohnhaus ist ein typischer Bau des 19. Jh., dem ein gewerblicher Anbau zugefügt wurde. Mit der Fassadengestaltung wurde versucht, die rein praktische Erweiterung optisch aufzuwerten. Die Giebelseite des Anbauobergeschosses wurde zu Werbezwecken hergerichtet und damit die Ausrichtung zur hier befindlichen Straßenaufweitung ausgenutzt. Das Objekt besitzt baugeschichtliche und städtebauliche Bedeutung. | 09228786             |
|                                         | Villa Clara | Johannisgasse 19 (Karte)                                   | Bezeichnet mit 1879                                              | baugeschichtliche und städtebauliche Bedeutung. Zweigeschossige massive Villa in offener Bebauung im Bereich der platzartigen Aufweitung der Johannisgasse. Die Fassade mit Einflüssen des Spätklassizismus gestaltet mit einem leicht vorspringenden Mittelrisalit. Dieser in beiden Etagen mit je drei durch ihre Rahmung gekoppelten Fenstern. Im Erdgeschoss das mittlere durch eine Dreieckverdachung hervorgehoben. Im als breiten Streifen ausgebildeten umlaufenden Traufgesims die Schrift „Villa Clara“. Beidseitig des Risalits je zwei Fensterachsen. Der Zugang zum Gebäude erfolgt über einen seitlichen zweigeschossigen Anbau, der rundbogige Eingang eingezogen mit vorgelagerter Treppe, da das Erdgeschoss als Hochparterre ausgebildet ist. Oberhalb der von einem klassizistischen Gewände geschmückten Tür die Bezeichnung „MDCCLXXIX“. Das schiefergedeckte Dach ist als Walmdach ausgebildet und wird von einem Ziergitter bekrönt. In diesem Gebäude hat sich wohl ursprünglich das „Edelatelier mit Malschule“ von Arthur Wirth, einem Kunstmaler befunden. Außerdem war es in den 1920er Jahren an die Allg. Elektrizitätsgesellschaft Annabergs verpachtet gewesen. Als freistehende Villa mit zurückhaltendem spätklassizistischen Dekor ist dieses Objekt von baugeschichtlicher und städtebaulicher Bedeutung. | 09228787             |
|                                         | Wohnhaus in halboffener Bebauung, klassizistischer Türstock                                                                                       | Johannisgasse 21 (Karte)                                   | Mitte 19. Jahrhundert, vermutlich im Kern älter                  | klassizistischer Türstock (nachträglich bezeichnet 1864), baugeschichtliche und städtebauliche Bedeutung. Zweigeschossiges breitgelagertes Gebäude in halboffener Bebauung mit 9 Fensterachsen. Da das umgebende Gelände geneigt ist, wirkt das Kellergeschoss an der Schmalseite als ein weiteres Geschoss. Hauptzugang zur platzartigen Aufweitung der Johannisgasse mit einem Türstock in klassizistischer Formensprache, dieses bezeichnet mit „1864 R.M. 1995“, die unteren Gewändeteile nicht denkmalgerecht in anderem Natursteinmaterial ergänzt. Der Eingang wird mittels einer vorgelagerten Treppe erreicht. Alle Öffnungen mit schlichtem Natursteingewände (analog der Tür) und kleinteiliger Fenstersprossung. Die Fassade ansonsten schmucklos. Das steile Walmdach mit Schieferdeckung und zwei Reihen stehender Gaupen. Bis auf einige Veränderungen der Giebelansicht präsentiert sich das Wohngebäude so wie auf den Bauplänen des 19. Jh. Als authentisches Beispiel bürgerlichen Bauens besitzt das Objekt baugeschichtliche und städtebauliche Bedeutung. | 09228788             |
|                                         | Adam-Ries-Haus | Johannisgasse 23 (Karte)                                   | 1496–1497, später verändert                                      | baugeschichtliche, kulturgeschichtliche und wissenschaftsgeschichtliche Bedeutung. Kleines zweigeschossiges Wohnhaus mit 4 Fensterachsen in geschlossener Bebauung am Beginn der platzartigen Aufweitung der Johannisgasse. Über einem farbig abgesetzten Sockel die glatt verputzte, schmucklose Fassade. Im Erdgeschoss ein gedrungenes Portal mit segmentbogenförmigem Schluss und einer zweiflügeligen Holztür. Die Fenstergewände schlicht und farbig abgesetzt, die Fenster mit kleinteiliger Sprossung. Das Walmdach besitzt eine Schieferdeckung und drei stehende Gaupen, von denen die mittlere ein Doppelfenster aufweist. Zwischen den Erdgeschoss und 1. Obergeschoss befindet sich die Aufschrift „Adam-Ries-Haus“. Von 1523/25 bis 1559 war dies das Wohnhaus / die Rechenschule von Adam Ries, dem kurfürstlich sächsischen Hofarithmetikus und bedeutendstem Rechenmeister des 16. Jh. Das noch erhaltene Kellergewölbe weist auf eine Bauzeit des Gebäudes kurz nach der Stadtgründung hin, so dass es zu den ersten Häusern des sogenannten Münzviertels gehört. 1542 entstand wohl unter Adam Ries der Anbau, das sogenannte Schreiberstüblein. Der Stadtbrand von 1604 zerstörte wohl große Teile des Gebäudes (lt. Baubefunden soll das Obergeschoss wohl aus Fachwerk bestanden haben und von einem Zeltdach abgeschlossen gewesen sein). Die heute sichtbare Gestalt des Massivbaus mit Walmdach wohl um 1733. Die bauliche Vergrößerung der Nachbarbebauung erfolgte in der zweiten Hälfte des 19. Jh., so dass das Rieshaus als Relikt einer anderen Zeit wirkt. Nach verschiedenen Nutzungen als Weinlager, Umsiedlerhaus und Lager begannen aufgrund des schlechten Bauzustandes 1958 erste Umbaumaßnahmen (Ersatz der Fenster- und Türgewände in Hilbersdorfer Porphyr). Von 1981–1983 wurde das Gebäude umfassend restauriert und birgt seitdem ein Museum zu Adam Ries. Es besitzt neben seiner baugeschichtlichen und städtebaulichen Bedeutung auch einen kultur- und wissenschaftsgeschichtlichen Wert. | 09228667             |
| Direkt Bild zu diesem Denkmal hochladen | Mietshaus in geschlossener Bebauung | Karlsplatz 2 (Karte)                                       | um 1900                                                          | baugeschichtliche und städtebauliche Bedeutung. Zweigeschossiges massives Mietshaus mit fünf Achsen in geschlossener Bebauung der Annaberger Innenstadt. Oberhalb eines mit Sandsteinbossenmauerwerk versehenen Kellergeschosses schließt sich die verputzte Fassade an. Ganz rechts der Zugang zum Gebäude mit einem rundbogigen, von einer Kordel mit floralem Muster gezierten Portal, im geschmückten Scheitelstein ein Wappen mit „RF“. Die eigentliche Tür tief eingezogen, so dass eine kleine Halle mit der vorgelagerten Treppe gebildet wird. Die Fenster rechteckig mit profilierter Sandsteinrahmung, die beiden linken Fenster jeweils gekoppelt. Blickfang des Gebäudes ist die Mittelachse mit dem Erker im Obergeschoss, der im Dachgeschoss von einem Türmchen bekrönt wird. Das Mansarddach schiefergedeckt. Dieses wohl um 1900 entstandene Gebäude besitzt sowohl baugeschichtliche als auch als Teil der Platzfassade städtebauliche Bedeutung. | 09228662             |
| Direkt Bild zu diesem Denkmal hochladen | Zwei zusammengefasste Wohnhäuser (zwei Eingänge) in halboffener Bebauung                                                                          | Karlsplatz 3, 4 (Karte)                                    | 1785–1790                                                        | baugeschichtliche und städtebauliche Bedeutung. Zweigeschossiges massives Wohnhaus mit fünf Achsen in geschlossener Bebauung der Annaberger Innenstadt. Der Eingang zum Gebäude mittig mit schlichtem segmentbogenförmigen Türstock und unbeschriftetem Scheitelstein. Die verputzte Fassade im Erdgeschoss mit leichter Putznutung. Alle Fenster mit farbig abgesetzten schmalen Gewänden und Holzfenstern mit histor. Sprossung. Das schiefergedeckte Mansarddach mit kleinen stehenden Gaupen in zwei Reihen. Dieses für seine Entstehungszeit Ende des 18. Jh. typische schmucklose Wohnhaus besitzt baugeschichtliche Bedeutung und vor allem in Kombination mit seinem Nachbarhaus und als Teil der Platzfassade auch städtebauliche Relevanz. | 09228661             |
| Direkt Bild zu diesem Denkmal hochladen | Wohnhaus in halboffener Bebauung | Karlsplatz 4 (Karte)                                       | Bezeichnet mit 1787                                              | Baugeschichtliche und städtebauliche Bedeutung, seit 2019 zugehörig zur Kernzone des UNESCO-Welterbes Montanregion Erzgebirge/Krušnohoří. Zweigeschossiges massives Wohnhaus mit sieben Achsen in halboffener Bebauung der Annaberger Innenstadt. Der Eingang zum Gebäude befindet sich in der dritten Achse mit einem schlichten segmentbogenförmigen Türstock; der Scheitelstein bezeichnet mit „1787“. Im Erdgeschoss rechts ein Garageneinbau von 1929 über zwei Achsen. Die verputzte Fassade schmucklos. Alle Fenster mit einer farbig abgesetzten schmalen Rahmung und historischer Sprossung. Das schiefergedeckte Mansarddach mit kleinen stehenden Gaupen in zwei Reihen. Ende des 19. Jahrhunderts wurde das Gebäude für die in Annaberg bekannte Kaufmannsfamilie Bamberg im Inneren umgebaut. Trotz dieser späteren baulichen Eingriffe (wie auch der Garageneinbau) besitzt dieses für seine Entstehungszeit Ende des 18. Jahrhunderts typische schmucklose Wohnhaus baugeschichtliche Bedeutung und vor allem in Kombination mit seinem Nachbarhaus und als Teil der Platzfassade auch städtebauliche Relevanz. | 09305055             |
| Direkt Bild zu diesem Denkmal hochladen | Mietshaus in halboffener Bebauung | Kleine Kartengasse 1 (Karte)                               | Um 1900                                                          | baugeschichtliche und städtebauliche Bedeutung. Dreigeschossiges massives Mietshaus mit sechs Achsen in halboffener Bebauung. Die Fassade des Gebäudes wird durch den rot-weiß-Kontrast von Klinkermauerwerk und hellen Fenstergewände geprägt. Als Baudekor zudem gelber Klinker und wenige Natursteinelemente. Der Hauseingang befindet sich leicht außermittig und ist in der für Annaberg typischen Weise eingezogen mit vorgelagerter Treppe. Ein recht hohes Kellergeschoss bildet den Sockel des Hauses. Das Mansarddach ist schiefergedeckt und besitzt eine weitere Wohnetage. Dieses Objekt ist ein für Ende des 19. Jh. typisches Mietshaus mit seiner historistischen Fassadengestaltung und Gliederung. In seiner von kleineren Bauten geprägten Umgebung besitzt es sowohl baugeschichtliche als auch städtebauliche Bedeutung. | 09228932             |
| Direkt Bild zu diesem Denkmal hochladen | Mietshaus in Ecklage und geschlossener Bebauung                                                                                                   | Kleine Kartengasse 8 (Karte)                               | Um 1890                                                          | baugeschichtliche Bebauung Das dreigeschossige verputzte Mietshaus in halboffener Bebauung mit fünf Achsen entstand gegen Ende des 19. Jahrhunderts, von seinem historistischen Dekor sind gerade Fensterverdachungen im 1. Obergeschoss, ein Gurtgesims zwischen Erdgeschoss und 1. Obergeschoss sowie ein profiliertes Traufgesims erhalten, das recht flache Satteldach zeigt vier stehende Gaupen, neben der baugeschichtlichen Relevanz ist die Zeugenschaft des Gebäudes für die zeitgenössische Transformation des Stadtbildes zu erwähnen. | 09228936             |
| Direkt Bild zu diesem Denkmal hochladen | Mietshaus in ehemals halboffener Bebauung | Kleine Kartengasse 12 (Karte)                              | Um 1890                                                          | | 09228938             |
| Direkt Bild zu diesem Denkmal hochladen | Mietshaus in geschlossener Bebauung | Kleine Kartengasse 15 (Karte)                              | Um 1890                                                          | baugeschichtliche Bedeutung. Das dreigeschossige Mietshaus in geschlossener Bebauung ist baugeschichtliches Zeugnis seiner Zeit (um 1890) und formt mit seinen Nachbargebäuden eine Häuserzeile von städtebaulicher Relevanz, die für den Transformationsprozess der Stadt Ende des 19. Jh. steht. Der dreigeschossige massive Putzbau mit sechs Achsen, zentriert durch einen zweiachsigen flachen Mittelrisalit, weist noch ein weitgehend ursprüngliches Verhältnis von Öffnung und Wand auf, nur zwei überdimensionierte Gaupen beidseitig des den Mittelrisalit überhöhenden Dachhauses künden von einem späteren Eingriff, die Geschosse sind jeweils durch einfache Putzgesimse optisch getrennt, als einziger zusätzlicher Schmuck sind im 1. Obergeschoss gerade Fensterverdachungen und eine zentrale Dreiecksbekrönung zu erwähnen. | 09228939             |
| Direkt Bild zu diesem Denkmal hochladen | Mietshaus in geschlossener Bebauung | Kleine Kartengasse 17 (Karte)                              | um 1890                                                          | baugeschichtliche Bedeutung. Das gegen Ende des 19. Jahrhunderts entstandene Mietshaus in geschlossener Bebauung ist baugeschichtlich Zeuge seiner Zeit, die durch historistisches Fassadenvokabular geprägt war, und bildet mit seinen Nachbargebäuden eine bildprägende Häuserzeile von städtebaulicher Relevanz. Das Erdgeschoss der fünf Achsen zählenden Fassade hat genuteten, grau gefärbten Putz, zu dem zentralen, eingezogenen Eingang ist rechts eine weitere Haustür eingefügt worden. Ein starkes Putzband trennt das Erdgeschoss von den beiden Obergeschoss, die braungelb geklinkert und zum Teil ornamental mit roten Klinkern abgesetzt sind. Die Fenster des 1. Obergeschoss sind oben und unten mit floralen Stuckfeldern versehen, das Traufgesims zieren Stuckknaggen. Das Satteldach wird bestimmt von einem zentralen, mit einem Dreiecksgiebel bekrönten Dachhäuschen, neben das sich 2 stehende Gaupen gestellt haben. | 09228940             |
| Direkt Bild zu diesem Denkmal hochladen | Mietshaus in geschlossener Bebauung | Kleine Kartengasse 21 (Karte)                              | Um 1885                                                          | | 09228941             |
| Direkt Bild zu diesem Denkmal hochladen | Wohnhaus in Ecklage und geschlossener Bebauung | Kleine Kartengasse 25 (Karte)                              | Um 1860                                                          | | 09229025             |
| Direkt Bild zu diesem Denkmal hochladen | Ehemaliges Gefängnis | Kleine Kirchgasse 1 (Karte)                                | Ende 18. Jahrhundert                                             | mit Laden, wohl ehemaliges Gefängnis unmittelbar neben dem Rathaus, baugeschichtliche, ortsentwicklungsgeschichtliche sowie städtebauliche Bedeutung. Zweigeschossiger massiver Bau auf unregelmäßigem Grundstück nahe Markt und Rathaus. Durch das hangige Gelände ist die Fassade Wolkensteiner Straße dreigeschossig ausgebildet. In den unteren Geschossen befinden sich heute verschiedene Läden mit unterschiedlicher Schaufenstergestaltung: Ecke Wolkensteiner Straße ein Restaurant mit segmentbogenförmigen Öffnungen, Ecke Kirchgasse ein Geschäft mit Zugang auf der Ecke und großen Schaufenstern sowie zwei weitere Läden (1895) an der Kirchgasse, die ihre für das Ende des 19. Jh. typische Gestaltung von Schaufenstern und Ladenzugang erhalten haben. In diesem Bereich weist die Erdgeschoss-Fassade eine horizontale Putznutung auf. Ansonsten ist die Fassade schmucklos: die Fenster mit unterschiedlichen Formaten haben eine farbig abgesetzte Rahmung und kleinteilige Fenstersprossung. Über dem profilierten Traufgesims ist das Walmdach schiefergedeckt mit stehenden Gaupen. Bei einer Untersuchung der Keller in der Annaberger Innenstadt wurde 1996/97 festgestellt, dass sich in diesem Gebäude das einzige geschlossene Gewölbe (über ovaler Grundfläche) im Untersuchungsgebiet befindet. Auf seine historische Nutzung als Gefängnis weist zwar heute optisch nichts mehr hin, aber seine besondere Lage unmittelbar neben dem Rathaus lässt auf eine öffentliche Verwendung dieses Objektes schließen. Es besitzt damit sowohl bau- und ortsentwicklungsgeschichtliche sowie auch eine besondere städtebauliche Bedeutung. | 09228713             |
| Direkt Bild zu diesem Denkmal hochladen | Wohnhaus mit Ladeneinbau, in geschlossener Bebauung                                                                                               | Kleine Kirchgasse 2 (Karte)                                | 2. Hälfte 19. Jahrhundert (Wohnhaus), um 1885 (Laden)            | | 09228725             |
| Direkt Bild zu diesem Denkmal hochladen | Wohnhaus in halboffener Bebauung, im Erdgeschoss Fleischerladen                                                                                   | Kleine Kirchgasse 3 (Karte)                                | Bezeichnet mit 1732 (oder 1752), 1814 (Fleischer) bez. 1732      | mit Ladeneinbau, baugeschichtliche und besondere städtebauliche Bedeutung. Zweigeschossiges massives Gebäude in halboffener Bebauung, dessen Traufseite kleiner als die Giebelseite ist. Angebaut an das frühere Annaberger Gefängnis (Kleine Kirchgasse 1) steht es mit seiner Giebelseite frei zur Aufweitung der Kleinen Kirchgasse. Zur Straße besitzt das Haus vier Fensterachsen. Im Erdgeschoss befinden sich hier neben dem Fenster ganz links der Hauszugang, ein Ladenzugang und ein Schaufenster (1862), diese drei großen Öffnungen jeweils mit Segmentbögen. Die Giebelseite mit fünf Fensterachsen, auch hier im Erdgeschoss Schaufenster (zwei davon vermauert) sowie ein Zugang ganz rechts. Das gesamte Erdgeschoss auf der Straßenseite und zur Hälfte auf der Giebelseite wurde mit einer Keramikverkleidung versehen. Einige der Fenster im Erdgeschoss mit Porphyrgewänden, alle anderen am Haus mit farbig abgesetzter Rahmung, die Fenster selbst nicht denkmalgerecht. Das Satteldach auf der Giebelseite abgewalmt, hier befindet sich eine große Ladeluke zur Nutzung des Daches als Lagerfläche. Zur Traufseite hin sind drei stehende Gaupen angeordnet. Das in der ersten Hälfte des 18. Jh. entstandene Gebäude besitzt eine prägnante Lage, weitet sich doch hier die ansonsten enge Kirchgasse platzartig auf. Auf eine intensive gewerbliche Nutzung verweisen nicht nur die Schaufenster, sondern auch die Ladeluke im Dachgeschoss. Das Bauwerk besitzt somit nicht nur besondere städtebauliche, sondern auch bau- und wirtschaftsgeschichtliche Bedeutung. | 09228712             |
| Direkt Bild zu diesem Denkmal hochladen | Mietshaus in geschlossener Bebauung | Kleine Kirchgasse 4 (Karte)                                | 18. Jahrhundert                                                  | | 09228711             |
| Direkt Bild zu diesem Denkmal hochladen | Wohnhaus in geschlossener Bebauung | Kleine Kirchgasse 5 (Karte)                                | Bezeichnet mit 1735                                              | barockes Portal, im Innern Kreuzgewölbe, baugeschichtliche und städtebauliche Bedeutung. Dreigeschossiges massives Wohnhaus mit fünf Achsen in geschlossener Bebauung. Mittig im Erdgeschoss befindet sich der Hauseingang mit barockem Türstock, der Schlussstein bezeichnet „1735“. Rechts davon ein nachträgliches Garagentor, links zwei Fenster. Diese Fenster sowie die des 1. Obergeschoss mit schlichter Rahmung, die Fenstergewände des 2., nachträglich (1904) aufgestockten, Obergeschoss im oberen Bereich etwas schmuckvoller ausgebildet, hier auch die Sohlbänke profiliert. Alle Fenster des Hauses mit T-Stock. Die Fassade des Gebäudes ist glatt verputzt und weist keinerlei Baudekor auf. Das Satteldach mit Schieferdeckung und stehenden Gaupen. Im Inneren wohl Kreuzgewölbe. Das Gebäude besitzt in den unteren beiden Geschossen Substanz aus seiner Entstehungszeit im 18. Jh., allerdings wurde es überformt und erhöht, was für das 19. Jh. typisch ist. Als innerstädtisches Beispiel eines barocken Bauwerkes mit späteren umfassenden baulichen Veränderungen besitzt es sowohl baugeschichtliche als auch städtebauliche Bedeutung. | 09228709             |
| Direkt Bild zu diesem Denkmal hochladen | Mietshaus in geschlossener Bebauung | Kleine Kirchgasse 6 (Karte)                                | 1877                                                             | mit Laden, baugeschichtliche und städtebauliche Bedeutung. Dreigeschossiges massives Mietshaus mit fünf Achsen in geschlossener Bebauung. Das Erdgeschoss ist komplett der Ladennutzung vorbehalten: ganz links der Hauseingang mit originaler Tür, anschließend Tür und Schaufenster im Wechsel. Die Öffnungen alle mit einem einfach profilierten Gewände versehen. Oberhalb eines Gesimses schließen die beiden Wohngeschosse an. Deren Fenster mit aufwändigerer Gestaltung: im 1. Obergeschoss kantige Sohlbänke und gerade Verdachung, dekorative schlichte Putzspiegel, im 2. Obergeschoss an den Sohlbänken zusätzlich außen konsolartige Verzierungen. Das schiefergedeckte Satteldach besitzt stehende Gaupen in zwei Reihen. Bei diesem Gebäude handelt es sich um ein typisches Mietshaus des 19. Jh., das, obwohl einiges Baudekor bereits entfernt wurde, in relativ authentischem Zustand erhalten ist. Es besitzt baugeschichtlichen und städtebaulichen Wert. | 09228710             |
| Direkt Bild zu diesem Denkmal hochladen | Mietshaus in geschlossener Bebauung | Kleine Kirchgasse 7 (Karte)                                | 18. Jahrhundert (nach 1731)                                      | | 09228708             |
| Direkt Bild zu diesem Denkmal hochladen | Wohnhaus in geschlossener Bebauung | Kleine Kirchgasse 8 (Karte)                                | 18. Jahrhundert (nach 1731), später überformt                    | im Innern Kreuzgewölbe, baugeschichtliche und städtebauliche Bedeutung. Massives Gebäude auf breiter Parzelle, das sich auch entlang der Mittelgasse tief ins Grundstück erstreckt. Durch die geneigte Straße ist es im oberen Teil zwei-, im unteren Teil dreigeschossig. Die unterschiedliche Anordnung der Fenster im 1. Obergeschoss sowie die im Dach sichtbare Brandwand etwa in der Mitte des Gebäudes zeigen, dass hier zwei getrennte Bauten zusammengefasst worden sind. 1899 war eine umfangreiche Baumaßnahme erfolgt, bei der der rechte Bauteil um ein Geschoss erhöht wurde und beide Häuser unter einem gemeinsamen Mansarddach mit Doppelgaupen zusammengefasst worden sind. Die Fenster mit glatten aufgeputzten Faschen, in unterschiedlichen Formaten und Ausführung (tlw. mit Winterfenster), einige Öffnungen des Erdgeschosses sind vermauert, dazu zählen auch die beiden zu einem früheren Ladeneinbau gehörenden Öffnungen links an der Ecke. Die unsanierte Fassade ist glatt verputzt. Im Inneren wohl noch Kreuzgewölbe vorhanden. Trotz seines unscheinbaren Äußeren besitzt dieses Gebäude baugeschichtlichen und städtebaulichen Wert. | 09228705             |
| Direkt Bild zu diesem Denkmal hochladen | Wohnhaus in geschlossener Bebauung | Kleine Kirchgasse 9 (Karte)                                | nach 1731, später überformt                                      | im Innern Kreuzgewölbe, baugeschichtliche und städtebauliche Bedeutung. Zweigeschossiges Wohngebäude mit fünf Achsen in geschlossener Bebauung. Die Fassade schmucklos bis auf den Türstock des Hauseingangs, dieser mittig angeordnet, aus Naturstein in barocker Form mit Segmentbogen und Schlussstein, eine Stufe vorgelagert. Unschön das Überstehen des Putzes über den Stein nach der letzten Sanierung. Alle Fenster mit kleinteiliger Sprossung, die Fensterumrahmungen sind nur malermäßig abgesetzt. Ausbau des schiefergedeckten Mansarddaches zur intensiven Ausnutzung in zwei Etagen, diese jeweils mit 3 Gaupen und Doppelfenstern. Im Inneren sind wohl Kreuzgewölbe erhalten. Dieses Gebäude stammt aus dem 18. Jh. und wurde im Laufe der Zeit an veränderte Nutzungsanforderungen angepasst. Es besitzt baugeschichtlichen und städtebaulichen Wert. | 09228707             |
| Direkt Bild zu diesem Denkmal hochladen | Wohnhaus in geschlossener Bebauung | Kleine Kirchgasse 10 (Karte)                               | Im Kern 18. Jahrhundert                                          | im Innern Kreuzgewölbe, baugeschichtliche und städtebauliche Bedeutung. Zweigeschossiges massives Wohnhaus in Ecklage (vier zu vier Achsen) und geschlossener Bebauung. Der Zugang zum Gebäude in der 2. Achse auf der Traufseite mit einem Türstock des 18. Jh. (Segmentbogen und Scheitelstein) verweist auf die Entstehungszeit des Hauses, die Tür selbst ist ein gelungenes Beispiel des Historismus. Links daneben befindet sich ein etwas vergrößertes Fenster, ebenfalls mit Segmentbogen, was auf eine gewerbliche Nutzung dieser Hausseite schließen lässt. Alle anderen Fenster zeigen in ihrer Gestaltung eine bauliche Veränderung von 1892: kräftige Sohlbänke, im Erdgeschoss mit Knaggen, im Obergeschoss mit Putzspiegeln unterhalb und Dekor über dem Sturz. Das Erdgeschoss mit horizontaler Putznutung, das sich über einem Gesims anschließende Obergeschoss weist dagegen große Putzspiegel mit jeweils einer mittigen Stuckdekoration zwischen den Fensteröffnungen auf. In vereinfachter Form wurde die Fassadengestaltung auch am Anbau zur Mittelgasse fortgesetzt. Im Inneren wohl Kreuzgewölbe. Das steile, schiefergedeckte Walmdach besitzt insgesamt drei dachhäuschenartige Aufbauten mit je einem Doppelfenster. Am Gebäude lassen sich sowohl seine Entstehungszeit als auch seine qualitätsvollen baulichen Veränderungen ablesen, es besitzt somit baugeschichtliche und städtebauliche Bedeutung. | 09228704             |
| Direkt Bild zu diesem Denkmal hochladen | Wohnhaus in geschlossener Bebauung | Kleine Kirchgasse 11 (Karte)                               | 18. Jahrhundert (nach 1731)                                      | mit Laden, im Innern Kreuzgewölbe, baugeschichtliche und städtebauliche Bedeutung. Zweigeschossiges massives Wohngebäude mit fünf Achsen in geschlossener Bebauung. Im Erdgeschoss mittig der etwas eingezogene Hauseingang, Tür nicht original, links davon ein Ladeneinbau mit Schaufenster und Tür, auf der rechten Seite die beiden Fenster in ursprünglicher Größe. Alle Öffnungen in Erdgeschoss und Obergeschoss sind mit glatten Putzfaschen farbig abgesetzt. Die Fassade ansonsten schmucklos. Über dem profilierten Traufgesims setzt das steile schiefergedeckte Satteldach an, dessen untere Ebene ausgebaut ist und durch vier dachhäuschenartige Aufbauten belichtet wird. Im Inneren wohl Kreuzgewölbe. Dieses Gebäude stammt aus dem 18. Jh. und wurde bis auf den Ladeneinbau wenig baulich verändert. Es ist ein Baudenkmal mit baugeschichtlicher und als Teil der straßenbegleitenden Bebauung der Annaberger Innenstadt städtebaulicher Bedeutung. | 09228706             |
| Direkt Bild zu diesem Denkmal hochladen | Wohnhaus in geschlossener Bebauung | Kleine Kirchgasse 13 (Karte)                               | Bezeichnet mit 1734                                              | im Innern Kreuzgewölbe, baugeschichtliche und städtebauliche Bedeutung. Zweigeschossiges massives Wohnhaus mit vier Achsen in geschlossener Bebauung. Der Hauseingang mit historistischer Tür besitzt ein barockes Natursteingewände mit Korbbogen und Scheitelstein, dieser bezeichnet „1734“. Daneben eine große rechteckige Öffnung, die vermutlich zeitweise als Schaufenster diente. Alle anderen Fenster sind in ihrer ursprünglichen Proportion erhalten. Sie sind mit einer Rahmung farbig zur Wandfläche abgesetzt und besitzen eine Kreuzstockteilung. Oberhalb des profilierten Kranzgesimses schließt sich das zur besseren Wohnnutzung geeignete, nachträglich veränderte Mansarddach mit Schieferdeckung an. Hier insgesamt sechs Fenster mit gleicher Teilung. Innen wohl Kreuzgewölbe. Das schlichte Haus aus dem 18. Jh. besitzt baugeschichtlichen und städtebaulichen Wert und zeigt mit der Dachveränderung deutlich seine Anpassung an die geänderten Nutzungsanforderungen des 19. Jh. | 09228703             |
| Direkt Bild zu diesem Denkmal hochladen | Wohnhaus in geschlossener Bebauung | Kleine Kirchgasse 14 (Karte)                               | Ende 18. Jahrhundert                                             | im Innern Kreuzgewölbe, baugeschichtliche und städtebauliche Bedeutung. Zweigeschossiges massives Wohnhaus mit sechs Achsen auf relativ breiter Parzelle in geschlossener Bebauung. Der Hauszugang außermittig mit einem barocken Türstock (Segmentbogen und Scheitelstein), leicht erhöht zum Niveau der Straße mit zwei vorgelagerten Stufen. Die Tür selbst zweiflügelig, nicht ursprünglich. Auf der linken Seite eine Garageneinfahrt mit segmentbogenförmigem Abschluss. Die drei Fenster rechts des Zugangs sind in ihrer ursprünglichen Proportion erhalten. Diese sowie die Fenster des Obergeschosses sind mit einer farbigen Rahmung von der Wandfläche abgesetzt, Fenster nicht denkmalgerecht. Die beiden linken Fenster des Obergeschosses oberhalb der Garageneinfahrt sind gekoppelt. Das schiefergedeckte Dach zur Straße nicht im originalen Zustand, sondern mansarddachförmig ausgebaut. Im Inneren wohl Kreuzgewölbe. Es handelt sich um ein typisches Wohnhaus des 18. Jh. und späterer Überformung mit baugeschichtlicher und städtebaulicher Bedeutung. | 09228701             |
| Direkt Bild zu diesem Denkmal hochladen | Mietshaus mit Laden, in geschlossener Bebauung | Kleine Kirchgasse 16 (Karte)                               | 18. Jahrhundert                                                  | mit Laden, baugeschichtliche und städtebauliche Bedeutung. Schmales dreigeschossiges Mietshaus mit drei Achsen in geschlossener Bebauung. Über dem Erdgeschoss mit Hauszugang und Ladennutzung (Schaufenster) schließen sich die beiden Obergeschosse mit Wohnnutzung an. Die helle Fassade hier mit horizontaler Putznutung, die Fenster gestalterisch betont: kräftige Sohlbänke mit schmalen Putzspiegeln darunter, einfach profilierte Fenstergewände und oberhalb der Fenster des 1. Obergeschoss gerade Verdachungen. Die Fenster selbst mit kleinteiliger Sprossung. Das Satteldach ist zu Wohnzwecken ausgebaut und besitzt einen zwerchhausartigen breiten Aufbau. Durch die Aufstockung des Gebäudes um 1888 und den schon 1883 erfolgten Ladeneinbau im Erdgeschoss wirkt das Gebäude in seiner heutigen Erscheinung wie ein typisches Mietshaus des 19. Jh., vermutlich ist im Kern jedoch noch ältere Substanz erhalten. Es handelt sich um ein Denkmal mit baugeschichtlichem und städtebaulichem Wert. | 09228700             |
| Direkt Bild zu diesem Denkmal hochladen | Wohnhaus in geschlossener Bebauung | Kleine Kirchgasse 17 (Karte)                               | 18. Jahrhundert (nach 1731)                                      | im Innern Kreuzgewölbe, baugeschichtliche und städtebauliche Bedeutung. Zweigeschossiges massives Wohnhaus mit fünf Achsen in geschlossener Bebauung. Der Hauszugang in der 2. Achse von links leicht eingezogen mit vorgelagerter Treppe innerhalb der Gebäudeflucht. Schlichter Türstock mit gerader Verdachung. Alle Fenster besitzen ein glattes Gewände, das hell vom umgebenden Putz abgesetzt ist, Fensterteilung als Kreuzstock. Die Fassade ist schmucklos. Oberhalb des profilierten Traufgesimses befindet sich das zur Straße als Mansarddach mit 3 Gaupen (Doppelfenstern) ausgebildete Dach. Im Inneren sind wohl Kreuzgewölbe erhalten. Bis auf das vermutlich veränderte Dach hat sich hier ein bürgerliches Wohnhaus des 18. Jh. ohne umfassende bauliche Eingriffe erhalten. Es besitzt somit sowohl baugeschichtliche als auch städtebauliche Bedeutung, da es zur dichten Bebauung der Annaberger Innenstadt zwischen Markt und Annenkirche gehört. | 09228702             |
| Direkt Bild zu diesem Denkmal hochladen | Mietshaus in geschlossener Bebauung | Kleine Kirchgasse 19 (Karte)                               | 18. Jahrhundert                                                  | | 09228699             |
|                                         | Wohnhaus in geschlossener Bebauung | Kleine Kirchgasse 22 (Karte)                               | Ende 18. Jahrhundert                                             | mit Ladeneinbauten, baugeschichtliche und städtebauliche Bedeutung. Zweigeschossiger mächtiger Massivbau mit elf zu vier Achsen und einem Anbau mit drei Achsen in geschlossener Bebauung. Der Standort zeichnet sich durch seine Lage in unmittelbarer Nachbarschaft zur St. Annenkirche am Unteren Kirchplatz aus. Zwei historische Eingänge mit zurückhaltend gestaltenden Türstöcken (gerade Verdachung) sind vorhanden, einer zum Platz, der andere zur Kirchgasse. Dieser ist weit eingezogen mit einer vorgelagerten Treppe, um den großen Niveauunterschied zur Straße auszugleichen. Auf der Ecke des Gebäudes wurde nachträglich ein Laden eingefügt und die Fenster als Schaufenster etwas vergrößert. Die Fenster im Obergeschoss sind relativ hoch, was auf eine öffentliche oder gutbürgerliche Nutzung schließen lässt. Alle Öffnungen mit schlichter, farbig abgesetzter Rahmung, die Fenster mit Kreuzstocksprossung. Bis auf Aufschriften zur heutigen Nutzung ist die glatt verputzte Fassade schmucklos. Über einem profilierten Traufgesims schließt sich das mächtige schiefergedeckte Walmdach mit stehenden Gaupen an, über dem Anbau ein Satteldach. Von diesem Gebäude existiert eine undatierte kolorierte Zeichnung, die einen früheren Zustand wiedergibt: symmetrische Anlage elf Achsen und eine durch ein breites Segmentbogenportal mit Scheitelstein betonte Mittelachse, an das Portal schloss sich eine über drei Achsen reichende Halle mit üppiger Treppenanlage an, Kreuzgewölbe, schmaler Seitenflügel mit einer weiteren Treppe. Aufgrund seiner Lage, Baumasse und Entstehungszeit im 18. Jh. ist dies ein Denkmal mit besonderem bau-, ortsentwicklungsgeschichtlichen und städtebaulichem Wert. | 09228698             |
| Weitere Bilder                          | Superintendentur | Kleine Kirchgasse 23 (Karte)                               | 1731, im Kern 1538                                               | Bürgerhaus mit bemerkenswertem Portal, baugeschichtliche, ortsgeschichtliche und städtebauliche Bedeutung. Zweigeschossiges ehemaliges Bürgerhaus mit 11 Fensterachsen in halboffener Bebauung in unmittelbarer Nähe zur St. Annenkirche. Blickfang des Erdgeschosses ist das asymmetrisch angeordnete aufwändige Portal mit Wappenkartusche im Scheitelstein, Dreieckgiebelverdachung mit Pinienzapfen und dem Auge Gottes im Giebelfeld, stark farbige Fassung. Die Fenster mit hell abgesetzter Rahmung und dekorativem oberen Abschluss, helle horizontale Bänder oberhalb der Fensterstürze im Erdgeschoss und Obergeschoss sowie zwischen den beiden Geschossen. Eckrustika ebenfalls als hell abgesetztes Dekor eingesetzt. Eine deutliche Mittenbetonung erhält das Gebäude durch das große mittige Zwerchhaus mit Dreieckgiebel und Okulus sowie drei Fenstern, auch hier Eckrustika. Alle Fenster mit Kreuzstock und kleinteiliger Sprossung. Das Dach ist als schiefergedecktes Mansarddach ausgeführt und besitzt beidseits des Zwerchhauses je zwei stehende Gaupen. Die Außenwand zur Gasse Kirchberg ist öffnungslos ausgebildet. Das sogenannte Kaspar-Kürschner-Haus wurde 1538 durch den Bürgermeister und Fundgrübner Kürschner erbaut und erstreckte sich damals über vier Grundstücke. 1576 wurde es von der Stadt erworben und seitdem als Superintendentur genutzt. Das Gebäude wurde von den Stadtbränden 1604, 1630 und 1731 beeinträchtigt, so dass wohl u. a. Dach, Portal und Fensterverzierungen erneuert werden mussten. Im Inneren haben sich im Erdgeschoss der gratgewölbte Archivraum, („dessen vortreffliche Ausstattung an Stuckornamenten, Schränken und kunstvollen Schlössern dem Jahre 1678 angehört“) sowie im 1. Obergeschoss einfache Stuckdecken erhalten. Dieses Gebäude ist eines der herausragendsten Denkmale der Stadt Annaberg mit orts- und baugeschichtlicher Bedeutung. Schmaler rückwärtiger Anbau entlang der Gasse Kirchberg, mit unregelmäßigem Grundriss, zweigeschossiger Bruchsteinbau (Gneis) mit starken Wänden, womöglich ursprünglich als Wirtschaftsraum entstanden, in der 2. H. 18. Jh. aber in beiden Geschossen zu Wohnraum gestaltet (beide Geschosse Stuckdecke, Erdgeschoss mit barock geschwungenem Kamin) – könnte Kirchschule beherbergt haben, wofür die sechs Achsen Öffnungen auf der Hofseite sprechen, zum Kirchberg hin keine Öffnungen. | 09228697             |
|                                         | Wohnhaus in geschlossener Bebauung | Kleine Kirchgasse 28 (Karte)                               | 1. Hälfte 19. Jahrhundert                                        | die Fenster mit farbig abgesetzten Rahmungen und T-Sprossung. Das gekoppelte Fenster rechts im Erdgeschoss entstand 1903, als das sich bis zu diesem Zeitpunkt dort befindliche segmentbogenförmige Tor entfernt wurde. Das schiefergedeckte Satteldach weist seit der Umbaumaßnahme von 1903 stehende Gaupen auf. Das für seine Entstehungszeit typische Wohnhaus besitzt einschließlich seiner späteren Änderungen aufgrund von Nutzungsanpassungen baugeschichtliche und städtebauliche Bedeutung. | 09229148             |
|                                         | Mietshaus in geschlossener Bebauung | Kleine Kirchgasse 30 (Karte)                               | Um 1905                                                          | Reformstil-Architektur, baugeschichtliche und städtebauliche Bedeutung. Dreigeschossiges massives Mietshaus mit sieben Fensterachsen in geschlossener Bebauung. Oberhalb eines Sockels aus Naturstein schließt sich die verputzte symmetrische Fassade an, die durch verschiedene Simse und Flächen geometrisch gegliedert wird. Blickfang ist der mittige Hauseingang, der von einem mächtigen Portikus betont wird. Dieser besitzt stämmige Wandvorlagen und einen geschweiften Giebel. Der Übergang zur Tür ist gestuft ausgebildet, der Giebelaufsatz ist schmucklos. Die Fenster sind direkt in die Putzfläche eingeschnitten, nur bei einigen wird die Sohlbank betont, alle Fenster mit historischer Teilung einschließlich der kleinteiligen Sprossung der Oberlichter. Über den jeweils drei äußeren Achsen Zwerchhäuser mit Dreieckgiebel, die dem Gebäude optisch mehr Höhe verleihen, das Mansarddach ist schiefergedeckt. Gegenüber der vorwiegend niedrigeren Bebauung der Kirchgasse Richtung Stadtzentrum handelt es sich hierbei geografisch um das erste große Mietshaus stadtauswärts. Seine Fassade ist schlicht aber ausgewogen gegliedert. Den Bauunterlagen ist zu entnehmen, dass in den Neubau im Keller und Erdgeschoss Teile des Vorgängerbaus integriert wurden. Außerdem war die ursprüngliche Gestaltung v. a. in den Putzspiegeln und dem Portalgiebel detailreicher. Es handelt sich bei diesem Objekt um ein Einzeldenkmal mit bau- und ortsentwicklungsgeschichtlichem Wert. | 09228752             |
|                                         | Mietshaus in geschlossener Bebauung | Kleine Kirchgasse 32 (Karte)                               | 1904, im Kern älter                                              | baugeschichtliche und städtebauliche Bedeutung. Dreigeschossiges massives Mietshaus mit sieben Fensterachsen in geschlossener Bebauung. Oberhalb eines Sockels schließt sich die helle, verputzte symmetrische Fassade an. Der Hauseingang mittig, in der für Annaberg typischen Art eingezogen und mit kleiner vorgelagerter Treppe. Der Türstock leicht profiliert mit gerader, leicht abgesetzter Bekrönung. Alle Fenster rechteckig und mit stark vereinfachter, nicht denkmalgerechter T-Sprossung, tlw. mit dekorativ hervorgehobenem Entlastungsbogen, tlw. mit gerader Bekrönung. In den Fensterachsen zwischen den Geschossen farbig abgesetzte Putzspiegel. Das Traufgesims wird durch einen Zahnschnittfries betont. Das schiefergedeckte Mansarddach besitzt im Bereich des Schrägdaches eine Reihe stehender Dachgaupen. Dieses Mietshaus entstand in seiner heutigen Form 1904, als das frühere Wohnhaus erweitert und aufgestockt wurde, laut den Bauunterlagen sind demnach Erdgeschoss und Obergeschoss in ihrer Substanz Reste der früheren Wohnbebauung, die anderen Etagen sowie das Treppenhaus wurden neu errichtet. Dieses Gebäude ist ein Beispiel der Adaption älterer Substanz an neue Wohnerfordernisse und hat sich in seiner grundsätzlichen Gestaltung erhalten. Es besitzt baugeschichtliche und städtebauliche Bedeutung. | 09228751             |
|                                         | Mietshaus in Ecklage und geschlossener Bebauung                                                                                                   | Kleine Kirchgasse 34 (Karte)                               | Bezeichnet mit 1904 (1904–1905 erbaut)                           | baugeschichtliche und städtebauliche Bedeutung. Dreigeschossiges massives Mietshaus (drei zu fünf Achsen) mit Klinkerfassade in Ecklage und geschlossener Bebauung. Die Ecke des Gebäudes ist abgeschrägt ausgebildet, mit einer Fensterachse und wird durch einen kleinen Dachaufsatz mit Dreieckgiebel hervorgehoben. Der Eingang befindet sich auf der Quergasse ganz an der Seite des Gebäudes, er ist eingezogen mit einer vorgelagerten Treppe und einem segmentbogenförmigen Schluss. Die gleiche Form haben auch die Fenster im Erdgeschoss, dieses besitzt eine Putzgestaltung mit horizontaler Nutung und Betonung der Segmentbögen über den Öffnungen. Oberhalb des Gurtgesimses besteht die Verkleidung des 1. und 2. Obergeschoss aus gelben Klinkern. Die Fenster hier rechteckig mit schlichtem Gewände und Sohlbank, die Entlastungsbögen oberhalb der Fenster sind dekorativ mit farbigen Klinkern betont. Das Traufgesims kräftig und dekorlos, das Mansarddach schiefergedeckt. Es handelt sich bei diesem Gebäude um einen für die Entstehungszeit um 1900 typischen Mietshausbau, der augenscheinlich kaum baulich verändert wurde und somit baugeschichtliche und städtebauliche Bedeutung aufweist. | 09228750             |
|                                         | Wohnhaus in geschlossener Bebauung | Kleine Kirchgasse 37 (Karte)                               | um 1800, im Kern wohl älter                                      | baugeschichtliche und städtebauliche Bedeutung. Zweigeschossiges massives Wohnhaus mit sieben Achsen in geschlossener Bebauung. Das Erdgeschoss des verputzten Hauses mit vier segmentbogenförmigen Öffnungen: links eine ehemalige Tordurchfahrt mit Scheitelstein, daneben eine Tür mit vorgelagerter Stufe, anschließend ein breites Schaufenster und schließlich ein weiterer, breiter Eingang mit Scheitelstein. Alle Öffnungen mit nicht denkmalgerechten Tür- und Fensterelementen versehen. Die Fenster des Obergeschosses in unregelmäßiger Anordnung, rechteckig mit T-Sprossung. Das Satteldach mit profiliertem Traufgesims und kleinen Dachluken. Es handelt sich bei diesem Gebäude um ein typisches Wohnhaus um 1800, das im Kern ggf. noch ältere Substanz aufweist. Bei einer Untersuchung der Keller wurde 1996/97 das Vorhandens einer historischen Anzucht zur Wasserableitung festgestellt, was auf eine frühe Bebauung des Standortes schließen lässt. Als markantes Gebäude in diesem Teil der bedeutsamen Altstadt von Annaberg und als weitgehend original erhaltener Bau (die völlig unpassenden Tür- und Torelemente des Erdgeschosses können ohne größeren Aufwand wieder entfernt werden) aus der Zeit um 1800 ist die Kleine Kirchgasse 37 von ortsgeschichtlichem und wissenschaftlich-dokumentarischem Wert. Darüber hinaus ist sie mit ihrer schlichten, aber charakteristischen Fassadengestaltung und ihrer Lage am Oberen Kirchplatz auch von Bedeutung für das Ortsbild. | 09229332             |
|                                         | Wohnhaus in geschlossener Bebauung | Kleine Kirchgasse 43 (Karte)                               |                                                                  | | 09229149             |
|                                         | Wohnhaus in geschlossener Bebauung | Kleine Kirchgasse 45 (Karte)                               | Ende 18. Jahrhundert                                             | baugeschichtliche und städtebauliche Bedeutung. Zweigeschossiges massives Wohnhaus mit fünf Achsen in geschlossener Bebauung. Der Zugang zum Haus erfolgt heute über eine relativ kleine rechteckige Türöffnung auf der rechten Seite des Gebäudes. Daneben hat sich jedoch das Natursteingewände des ursprünglichen segmentbogenförmigen Eingangs erhalten, dieses ist heute zur Hälfte zugesetzt und dient als Fenster. Die Fenster in Erdgeschoss und Obergeschoss in ihrer ursprünglichen Proportion vorhanden, nur betont durch kantige Sohlbänke. Die unsanierte Fassade ansonsten schmucklos. Die Gliederung der Fassade ist Ergebnis eines 1903 erfolgten Umbaus, als das ursprünglich aus Fachwerk bestehende Obergeschoss in massivem Mauerwerk ersetzt wurde. Der zugesetzte Eingang hat zu diesem Zeitpunkt allerdings schon bestanden. Das Satteldach ist schiefergedeckt und besitzt drei Schleppgaupen, die in Annaberg recht selten sind. Dieses Gebäude aus dem 18. Jh. hat sich bis auf genannte Änderungen weitgehend authentisch erhalten und besitzt baugeschichtliche und städtebauliche Bedeutung. | 09229153             |
| Direkt Bild zu diesem Denkmal hochladen | Wohnhaus in Ecklage und in halboffener Bebauung                                                                                                   | Kleine Kirchgasse 45b (Karte)                              | Im Kern 16. Jahrhundert                                          | Baugeschichtliche und städtebauliche Bedeutung, seit 2019 zugehörig zur Kernzone des UNESCO-Welterbes Montanregion Erzgebirge/Krušnohoří. Zweigeschossiges massives Wohnhaus in Ecklage und halboffener Bebauung. Sowohl zur Kirchgasse als auch zum Schulberg besitzt dieses Gebäude einen Eingang; beide sind leicht eingezogen und haben, wie die Fensteröffnungen auch, nur schmale farbig abgesetzte Rahmungen. Die Fenster zur Kirchgasse sind regelmäßig in vier Achsen angeordnet, während sie zum Kirchberg in Erdgeschoss und Obergeschoss zueinander versetzt sind. Die verputzte Fassade ist schmucklos. Das mächtige Walmdach ist schiefergedeckt mit insgesamt drei großen stehenden Gaupen. Sowohl die Lage in der Nähe der St. Annenkirche als auch die große Mauerstärke sowie die Baugestalt lassen die Annahme zu, dass hier zumindest im Kern noch eine Bebauung des 16. Jahrhunderts erhalten ist. Dieses Gebäude besitzt somit bau- und ortsgeschichtlichen, aber auch städtebaulichen Wert. | 09305071             |
| Direkt Bild zu diesem Denkmal hochladen | Wohnhaus in geschlossener Bebauung | Kleine Kirchgasse 67 (Karte)                               |                                                                  | | 09229147             |
|                                         | Wohnhaus in geschlossener Bebauung | Kleine Kirchgasse 73, 75 (Karte)                           | um 1880                                                          | baugeschichtliche und städtebauliche Bedeutung. Dreigeschossiges massives Mietshaus mit acht Achsen in geschlossener Bebauung. Das Auffälligste an der Ansicht dieses Gebäudes ist, dass alle Öffnungen rundbogig gestaltet sind, einzig der an der rechten Fassadenseite liegende Zugang wird durch eine eckige Nische gebildet, in deren Tiefe sich die rundbogige Eingangstür befindet. Alle Fenster im Erdgeschoss mit einem Stuckdekor im Scheitel, das linke Fenster etwas größer als die anderen. Die Fenster des 1. Obergeschoss reicher geschmückt mit Scheitelstein, Stuckreliefs sowie geraden und dreieckigen Verdachungen. Die obersten Fenster wieder schlichter mit Schlussstein und geraden Abschlüssen. Unterhalb des Traufgesimses ist ein dekorativer Fries ausgebildet. Das schiefergedeckte Satteldach ist ausgebaut und besitzt zur Belichtung drei dachhäuschenartige Aufbauten mit Doppelfenstern. Alle Fenster mit T-Sprossung. Dieses Mietshaus aus dem letzten Viertel des 19. Jh. als typischer Vertreter dieser Bauaufgabe hat baugeschichtliche und städtebauliche Bedeutung. | 09229027             |
| Direkt Bild zu diesem Denkmal hochladen | Repräsentatives Mietshaus in geschlossener Bebauung                                                                                               | Kleine Sommerleite 2 (Karte)                               | Um 1900                                                          | baugeschichtliche und städtebauliche Bedeutung. Repräsentatives dreigeschossiges Mietshaus mit acht zu drei Achsen in Ecklage und halboffener Bebauung. Da sich das Gebäude am hangigen Teil der Sommerleite befindet, wird als Natursteinsockel beginnend auf der Talseite ein weiteres Geschoss ausgebildet. Die Ecke des Gebäudes ist abgeschrägt und in ihrer Gestaltung besonders hervorgehoben: direkt auf der Schrägfläche im Untergeschoss ein Eingang sowie in allen Geschossen ein Fenster, die zwei sich auf beiden Straßenseiten anschließenden Fenster sind als Doppelfenster gekoppelt, im 1. Obergeschoss diese als einzige mit Dreiecksverdachung. Das Erdgeschoss mit horizontaler Putznutung, der Hauseingang eingezogen mit vorgelagerter Treppe und originaler Tür mit hohem Oberlicht. Interessant ist die Gestaltung der Öffnungen, bei denen die oberen Ecken ausgerundet sind. Oberhalb des Gurtgesimses beginnt der mit gelbem Klinker verkleidete Teil der Fassade. Die Fenster hier mit gestaltetem Gewände, Stuckdekor sowie kräftiger Sohlbank und gerader Verdachung jeweils mit Konsolen. Eine ähnliche Gestaltung auch im 2. Obergeschoss, wobei hier die Entlastungsbögen der Fenster dekorativ mit grünen Klinkern und Scheitelstein hervorgehoben sind. Das schiefergedeckte Mansarddach ist zur Wohnnutzung ausgebaut. Im Inneren soll sich ein originelles Treppengeländer befinden. In seiner grundsätzlichen Gestaltung stellt dieses Gebäude ein typisches Beispiel des Mietshausbaus dar, überzeugt jedoch durch seine ungewöhnliche Fenstergestaltung. Es besitzt baugeschichtlichen und städtebaulichen Wert. | 09228924             |
| Direkt Bild zu diesem Denkmal hochladen | Jugendstiltür | Kleine Sommerleite 5 (Karte)                               | um 1900                                                          | Jugendstiltür, handwerkliche und kunsthistorische Bedeutung. Die hölzerne Tür befindet sich im nach innen in die Fassade eingezogenen Eingang eines Mietshauses. Sie ist einflügelig mit links und rechts einem feststehenden Teil. Die reichliche obere Hälfte verglast mit einem Queroval als Abschluss, der untere Bereich in dekorativer Holzgestaltung, Türdrücker original. Bei dieser Tür handelt es sich um ein schützenswertes Beispiel aus der Zeit des Jugendstils mit handwerklicher und kunsthistorischer Bedeutung. | 09228927             |
| Direkt Bild zu diesem Denkmal hochladen | Wohnhaus in geschlossener Bebauung | Kleine Sommerleite 6 (Karte)                               | Bezeichnet mit 1850                                              | Handwerker- oder Bergarbeiterhaus, ortsgeschichtliche und baugeschichtliche Bedeutung. Eingeschossiges massives Wohnhaus mit verputzter Fassade in Ecklage und halboffener Bebauung. Die Ansicht mit sechs regelmäßigen Fenstern und mittigem Eingang, dieser eingezogen, mit vorgelagerter Treppe und einem schlichten Türstock, bezeichnet „1850“. Auf der Giebelseite ein Fenster im Erdgeschoss und zwei im Dachgeschoss. Das Satteldach abgewalmt mit drei kleinen stehenden Gaupen. Es handelt sich bei diesem Gebäude um ein typisches Handwerker- oder Bergarbeiterhaus des 19. Jh., das augenscheinlich baulich wenig verändert wurde. In seiner städtischen Umgebung ist es (zusammen mit seinem Nachbarhaus) ein Relikt aus früherer Zeit mit orts- und baugeschichtlicher Bedeutung. | 09228928             |
| Direkt Bild zu diesem Denkmal hochladen | Wohnhaus in geschlossener Bebauung | Kleine Sommerleite 8 (Karte)                               | Bezeichnet mit 1850                                              | Handwerker- oder Bergarbeiterhaus, ortsgeschichtliche und baugeschichtliche Bedeutung. Eingeschossiges massives Wohnhaus mit verputzter Fassade in Ecklage und halboffener Bebauung. Die Ansicht mit sechs regelmäßigen Fenstern und mittigem Eingang, dieser eingezogen, mit vorgelagerter Treppe und einem schlichten Türstock. Durch die Lage am Hang besitzt das Untergeschoss ebenfalls Öffnungen auf der Talseite: hier ein weiteres Fenster sowie eine niedrige Tür. Alle Öffnungen weisen glatte Porphyrgewände auf, die Fenster mit historischer kleinteiliger Fenstersprossung. Das Gebäude besitzt auf der Giebelseite nur im Dachgeschoss Fenster. Das Satteldach schiefergedeckt mit 5 kleinen stehenden Gaupen in zwei Reihen. Es handelt sich bei diesem Gebäude um ein typisches Handwerker- oder Bergarbeiterhaus des 19. Jh., das augenscheinlich baulich wenig verändert wurde. In seiner städtischen Umgebung ist es (zusammen mit seinem Nachbarhaus) ein Relikt aus früherer Zeit mit orts- und baugeschichtlicher Bedeutung. | 09228925             |
| Direkt Bild zu diesem Denkmal hochladen | Mietshaus in geschlossener Bebauung | Kleine Sommerleite 10 (Karte)                              | um 1905                                                          | baugeschichtliche und städtebauliche Bedeutung. Dreigeschossiges massives Mietshaus mit sechs Achsen in geschlossener Bebauung. Die Fassade besteht aus gelbem Klinkermauerwerk, das in Höhe der Sohlbänke der Erdgeschoss-Fenster direkt oberhalb einer Sockelzone ansetzt. Der Eingang wird von einem oben breiteren und mit Dreieckgiebel versehenen Türstock betont, die Tür sehr schlicht mit hohem Oberlicht. Die Fenster mit hellen Gewänden und histor. Teilung mit kleinteiliger Sprossengliederung der Oberlichter. Dekorativer Schmuck in der Mittelachse der Fassade durch zwei Reliefs zwischen 2. und 3. Obergeschoss, die mittleren beiden Achsen damit betont und bis ins Dachgeschoss zwerchhausartig verlängert, die Seiten des Dachaufbaus geschweift. Im Inneren soll die Jugendstilausmalung in Flur und Treppenhaus erhalten sein. Dieses Mietshaus des frühen 20. Jh. zeigt eine ungewöhnliche Fassadengestaltung und wurde augenscheinlich kaum verändert. Es besitzt baugeschichtlichen und städtebaulichen Wert. | 09229820             |
| Direkt Bild zu diesem Denkmal hochladen | Eingeschossiges Wohnhaus (Handwerker- oder Bergarbeiterhaus)                                                                                      | Kleine Sommerleite 13 (Karte)                              | Bezeichnet mit 1847                                              | eingeschossiges Handwerker- oder Bergarbeiterhaus, baugeschichtliche Bedeutung. | 09229018             |
| Direkt Bild zu diesem Denkmal hochladen | Tür | Kleine Sommerleite 19 (Karte)                              | Um 1870                                                          | | 09229019             |
| Direkt Bild zu diesem Denkmal hochladen | Stadtbefestigung, Henkerturm | Kleine Sommerleite 31 (Karte)                              | Nach 1500 (1507)                                                 | baugeschichtliche und ortsgeschichtliche Bedeutung. Der halbrunde Turm sowie ein Teil der ehemaligen Stadtmauer aus massivem Bruchsteinmauerwerk sind in ein zweigeschossiges Wohnhaus mit Mansarddach integriert. Der Turm wurde 1507 als einer von vier Halbtürmen an der Stadtmauer Annabergs errichtet. Schon ab 1716 ist belegt, dass sich hier der Wohnort des Scharfrichters Fischer befand. Die Umnutzung der Wehrtürme erfolgte vorwiegend aus Wohnungsmangel, 1880 wurde das abgebrannte Wohnhaus wiedererrichtet und erhielt 1908 mit einem Dachumbau seine heutige Gestalt. Auch der schieferverkleidete Turmaufsatz mit den drei Fenstern entstammt dieser Zeit. Der Turm ist dabei Bestandteil des Hauses und wird vorwiegend als Wohnraum genutzt. Das Gebäude, vorrangig der Turm, sind aufgrund seiner Geschichte und seines Bestandes von hohem bau- und ortsgeschichtlichem Interesse. | 09229010             |
| Direkt Bild zu diesem Denkmal hochladen | Tür und Türstock | Kleine Sommerleite 33 (Karte)                              | Bezeichnet mit 1867 (Türstock) und um 1890 (Tür)                 | historisierende Tür, baugeschichtliche und stilgeschichtliche Bedeutung. Einflügelige Holztür im eingezogenen Eingang eines Wohnhauses. Die Dekoration der Tür ist kleinteilig und aufwändig gearbeitet. Sie besitzt im oberen Teil ein hochrechteckiges Fenster mit rundbogigem Schluss. Im unteren Bereich findet sich ein abgestuftes Kassettenfeld, den seitlichen Rahmen bilden schmale geschnitzte Säulen mit ionischen Kapitellen. Es handelt sich um ein sehr gut erhaltenes Beispiel einer reich dekorierten Hauseingangstür des Historismus mit bau- und stilgeschichtlichem Wert. | 09229015             |
| Direkt Bild zu diesem Denkmal hochladen | Stadtbefestigung, Fleischerturm | Kleine Sommerleite 57 (Karte)                              | Nach 1500                                                        | baugeschichtliche und ortsgeschichtliche Bedeutung. Der runde Turm sowie ein Teil der ehemaligen Stadtmauer aus massivem Bruchsteinmauerwerk sind seitlicher Bestandteil eines zweigeschossigen Wohnhauses mit Satteldach. Der Turm ist einer von vier Halbtürmen, die nach 1500 an der Stadtmauer Annabergs errichtet worden sind. 1759 als Ruine dargestellt, ist jedoch ein Ausbau des Turmes für 1850 belegt, 1886 erfolgte der An- und Ausbau von Turm und Haus in der heutigen Form. Der Turm erhielt dabei ein schiefergedecktes Kegeldach und wird seitdem in allen Etagen bewohnt. Dieser Teil der früheren Befestigung Annabergs mit seiner neuen Nutzung ist von hohem bau- und ortsgeschichtlichem Interesse. | 09229021             |
|                                         | Mietshaus in Ecklage und geschlossener Bebauung                                                                                                   | Kleinrückerswalder Straße 1 (Karte)                        | Um 1890                                                          | baugeschichtliche und städtebauliche Bedeutung. Viergeschossiges Mietshaus mit sechs zu sechs Achsen in Ecklage und geschlossener Bebauung. Die Ecke des Gebäudes ist im Erdgeschoss abgeschrägt, in den weiteren Geschossen erkerartig als Blickfang ausgebildet. Der Zugang auf der Kleinrückerswalder Straße deutlich hervorgehoben, indem er von zwei Säulen gerahmt wird, die einen Rundbogen mit Scheitelstein und Giebel tragen. Über einer Sockelzone mit den Kellerfenstern erhebt sich die Fassade aus gelbem Klinkermauerwerk. Hier sind die Fenster aller Geschosse in historistischer Manier üppig mit Stuck, Giebelverdachungen, Scheitelsteinen und profilierten Gewänden verziert. Zusätzlich weist die Fassade, v. a. im Erdgeschoss horizontale Bänder zur kontrastreichen Gliederung auf. Alle Fenster rechteckig mit T-Stock, die oberen Ecken der Fenster des Erdgeschoss ausgerundet. Zum Köselitzplatz im 1. – 3. Obergeschoss je ein auf massiven Kragkonsolen ruhender Balkon. Das Traufgesims wird durch einen Fries sowie kleine dekorative Konsolen geprägt. Die Eckbetonung mit drei Fenstern ist bis ins Dachgeschoss geführt. Dieses typische historistische Mietshaus befindet sich an dominanter Stelle im Stadtbild (unmittelbar außerhalb der Stadtmauer, Teil der Stadterweiterung Annabergs) und wurde baulich kaum verändert. Es besitzt baugeschichtliche und städtebauliche Bedeutung. | 09228895             |
| Direkt Bild zu diesem Denkmal hochladen | Huthaus der St. Michaelis Fundgrube | Kleinrückerswalder Straße 2 (Karte)                        | 18. Jahrhundert                                                  | baugeschichtliche und bergbaugeschichtliche Bedeutung. Kleines, eingeschossiges Gebäude mit verputzter Fassade in offener Bebauung. Nach Südosten ein Mittelrisalit, in dem sich der Hauszugang befindet. Die Mittenbetonung setzt sich als zweiachsiger Zwerchgiebel fort. Die Fenster rechteckig mit historisch kleinteiliger Sprossung. Das schiefergedeckte Satteldach mit profiliertem Traufgesims und zwei Reihen Dachgaupen. Zur Straße Am Michaelisstollen weist das Grundstück eine lange Stützmauer auf. Entsprechend einer Informationstafel vor dem Haus soll es sich bei diesem Gebäude um die St. Michaelis-Bergschmiede handeln. Diese wurde 1858 erbaut, nachdem ab 1857 eine Neunutzung der Grube erfolgte. Die Lage des Gebäudes orientiert sich nicht am Straßenverlauf, sondern reagiert vermutlich auf die Situation des Stollens. Ggf. wurde das Haus auch als Huthaus genutzt. Das heute als Wohnhaus dienende Gebäude besitzt somit vor allem bergbaugeschichtliche, aber auch baugeschichtlich Bedeutung. | 09228885             |
| Direkt Bild zu diesem Denkmal hochladen | Mietshaus in geschlossener Bebauung | Kleinrückerswalder Straße 3 (Karte)                        | um 1890                                                          | mit Laden, baugeschichtliche und städtebauliche Bedeutung. Viergeschossiges Mietshaus mit sieben Achsen in geschlossener Bebauung. Bis auf einen kleinen Laden auf der linken Seite mit Zugang und Schaufenster dient dieses Gebäude ausschließlich der Wohnnutzung. Der Hauseingang als schlichte eckige Öffnung ist mittig angeordnet, eingezogen und weist eine vorgelagerte Treppe auf. Er besitzt das gleiche einfach profilierte Gewände wie die Fenster des Erdgeschoss Die Fassade aus rotem Klinkermauerwerk schließt sich an den Natursteinsockel mit den Kellerfenstern an. Oberhalb eines Gurtgesimses ist die Gestaltung der Fenster im 1. Obergeschoss besonders reich: hier unterhalb der Fenster Balusterstellung bzw. Stuckreliefs, sowie wechselnd gerade und dreieckige Verdachungen. Die Fenster der oberen beiden Geschosse schlicht analog zu denen im Erdgeschoss Alle Fenster mit T-Stock. Es handelt sich um ein Mietshaus, typisch für das letzte Viertel des 19. Jh., das kaum baulich verändert wurde und somit baugeschichtlichen und städtebaulichen Wert besitzt. Es gehört zur Stadterweiterung Annabergs unmittelbar vor der früheren Stadtmauer. | 09228894             |
| Direkt Bild zu diesem Denkmal hochladen | Mietshaus in geschlossener Bebauung | Kleinrückerswalder Straße 5 (Karte)                        | Um 1900                                                          | baugeschichtliche und städtebauliche Bedeutung. Dreigeschossiges massives Mietshaus mit acht Achsen in geschlossener Bebauung. Die Fassade dieses Gebäudes wird durch die Verwendung von verschiedenen Materialien in vier Zonen geteilt: das Kellergeschoss mit seinen Öffnungen, deren Entlastungsbögen durch rote Klinker betont sind, besteht aus Bruchsteinmauerwerk, es schließt sich das verputzte Erdgeschoss an, das eine dekorative Putznutung aufweist, die Fenster hier mit Segmentbögen, anschließend die gelbe Klinkerverkleidung des 1. und 2. Obergeschoss. Hier sind die Fenster rechteckig, im 1. Obergeschoss mit dekorativer Verdachung, im 2. Obergeschoss mit Zierscheitelstein und Schmuckkonsolen an den Sohlbänken, über dem Traufgesims schließt sich die vierte Zone an, da das Dach hier mansardartig ausgebaut und mit Schiefer versehen ist. Alle Fenster des Gebäudes mit sechsteiliger Sprossung. Der Hauszugang befindet sich etwas außermittig, ist eingezogen und mit einer vorgelagerten Treppe versehen, die histor. zweiflügelige Tür mit hohem Oberlicht ist erhalten. Dieses Objekt ist Teil der Stadterweiterung des letzten Viertels des 19. Jh. Es wurde kaum baulich verändert und ist somit baugeschichtlich und städtebaulich von Interesse. | 09228893             |
| Direkt Bild zu diesem Denkmal hochladen | Mietshaus in geschlossener Bebauung | Kleinrückerswalder Straße 5a (Karte)                       | Um 1900                                                          | zeittypische Klinkerfassade, baugeschichtliche und städtebauliche Bedeutung. Viergeschossiges Mietshaus mit sechs Achsen in geschlossener Bebauung. Der Hauseingang als schlichte eckige Öffnung ist leicht außermittig angeordnet, eingezogen und weist eine vorgelagerte Treppe auf. Er besitzt das gleiche einfach profilierte Gewände mit einem kleinen Zierscheitelstein wie die Fenster des Erdgeschoss. Die Fassade aus rotem Klinkermauerwerk schließt sich an den Natursteinsockel mit den Kellerfenstern an. Die Gestaltung der Fenster dieses Gebäudes ist relativ schlicht mit dekorativen Entlastungsbögen aus gelben Klinkersteinen und angedeutetem Scheitelstein. Einzig unterhalb der Sohlbänke der Fenster des 1. Obergeschoss sind Stuckreliefs angebracht. Ein Gesims trennt das 3. Obergeschoss ab, das vermutlich durch Aufstockung des Daches entstanden ist. Unterhalb des Traufgesimses ist hier ein Fries aus gelben Klinkern. Alle Fenster mit T-Stock. Es handelt sich um ein Mietshaus, typisch für das letzte Viertel des 19. Jh., das als Bestandteil der Stadterweiterung Annabergs unmittelbar vor der früheren Stadtmauer errichtet wurde. Es besitzt baugeschichtlichen und städtebaulichen Wert. | 09228892             |
|                                         | Mietshaus in Ecklage und geschlossener Bebauung                                                                                                   | Kleinrückerswalder Straße 7 (Karte)                        | Um 1900                                                          | | 09228891             |
| Direkt Bild zu diesem Denkmal hochladen | Doppelwohnhaus in halboffener Bebauung | Kleinrückerswalder Straße 19, 21 (Karte)                   | Mitte 19. Jahrhundert                                            | | 09228884             |
| Direkt Bild zu diesem Denkmal hochladen | Mietshaus in geschlossener Bebauung | Kleinrückerswalder Straße 20 (Karte)                       | Um 1880                                                          | | 09228882             |
| Direkt Bild zu diesem Denkmal hochladen | Mietshaus in geschlossener Bebauung | Kleinrückerswalder Straße 22 (Karte)                       | Um 1880                                                          | | 09228881             |
| Direkt Bild zu diesem Denkmal hochladen | Mietshaus in geschlossener Bebauung | Kleinrückerswalder Straße 24 (Karte)                       | Um 1880                                                          | | 09228880             |
| Direkt Bild zu diesem Denkmal hochladen | Mietshaus in geschlossener Bebauung | Kleinrückerswalder Straße 26 (Karte)                       | Um 1880                                                          | | 09228879             |
|                                         | Wohn- und Geschäftshaus (heute Bayerische Vereinsbank)                                                                                            | Klosterstraße 1 (Karte)                                    | Um 1910                                                          | platzbildbeherrschende Lage am Markt, baugeschichtliche und städtebauliche Bedeutung. Viergeschossiges massives Wohn- und Geschäftshaus in geschlossener Bebauung an der Nordecke des Annaberger Marktplatzes. Sowohl Erdgeschoss als auch 1. Obergeschoss dienten und dienen der gewerblichen Nutzung, was sich deutlich an der großflächig geöffneten Fassade mit je drei etwa quadratischen Öffnungen pro Seite und Geschoss ablesen lässt, zur Klosterstraße noch eine zusätzliche schmale Fensterachse, in der sich auch der Hauseingang befindet. Die beiden oberen Geschosse sowie das Dachgeschoss waren der Wohnnutzung vorbehalten, die schmalen hochrechteckigen Fenster hier jeweils in Dreiergruppen geordnet, die in vertieften Putzfeldern liegen. Zum Marktplatz ist hier die mittlere Zone als leicht vorkragender Erker ausgebildet. Ein kräftiges Traufgesims mit wuchtigem, an einen Zahnfries erinnernden Dekor leitet zum ausgebauten schiefergedecktem Mansarddach über. Die Mittelachsen beider Seiten besitzen hier je einen zwerchhausartigen Aufbau mit hohem Dreieckgiebel, das Motiv des Zahnschnittes wird wiederholt. Dieses um 1910 errichtete Gebäude (Reformstil) ist das höchste Objekt direkt am Marktplatz und leitet mit seiner Ecklage in die Klosterstraße als Geschäftsstraße über. Es besitzt baugeschichtliche und städtebauliche Bedeutung. | 09228609             |
|                                         | Mietshaus mit Laden, in Ecklage und geschlossener Bebauung                                                                                        | Klosterstraße 2 (Karte)                                    | Um 1880, im Kern viell. älter                                    | mit Ladeneinbau, baugeschichtliche und städtebauliche Bedeutung. Dreigeschossiges massives Mietshaus in Ecklage und geschlossener Bebauung in unmittelbarer Nähe zum Annaberger Marktplatz. Zu diesem richtet sich auch die in allen Etagen als Blickfang ausgebildete Gestaltung der abgeschrägten Ecke: im Erdgeschoss hier ein Laden mit der für das Ende des19. Jh. typischen Ausbildung der Stege zwischen Zugang und Schaufenstern, in den Obergeschoss hier je drei gekoppelte Fenster, die das Motiv der Stege wiederholen, im 2. Obergeschoss mit einem Segmentbogengiebel bekrönt. Der Zugang zum Haus erfolgt von der Klosterstraße durch ein profiliertes Natursteinportal mit Segmentbogen, darüber ein weiteres Schmuckprofil auf kleinen Konsolen. Ein zweiter Laden auf der linken Erdgeschoss-Seite. Die Fenster im Obergeschoss mit geraden Verdachungen, kräftigen Sohlbänken und historischer Sprossung, die Fassade glatt verputzt. Das schiefergedeckte Satteldach mit stehenden Gaupen und Dachhäuschen. Dieses Gebäude mit seiner Gestaltung des späten 19. Jh. spiegelt die bauliche Entwicklung Annabergs wider und ist ein Objekt mit baugeschichtlicher und städtebaulicher Bedeutung. | 09228593             |
|                                         | Wohnhaus in geschlossener Bebauung | Klosterstraße 3 (Karte)                                    | Im Kern 15./16. Jahrhundert (1497), später verändert             | mit Laden, innen Kreuzgewölbe, baugeschichtliche und städtebauliche Bedeutung. Dreigeschossiges massives Wohnhaus in geschlossener Bebauung in unmittelbarer Nähe zum Annaberger Marktplatz. Das gesamte Erdgeschoss wird von der 1886 gestalteten Ladenzone beherrscht: zwei Läden mit tief eingezogenen Zugängen sowie der Hauseingang ganz links werden von einer dekorativen Pfeiler-Gebälk-Gestaltung gerahmt. Vom ursprünglichen üppigen Baudekor sind noch Teile erhalten. Die beiden Obergeschosse mit sechs Achsen sind glatt verputzt, die Fenster mit schmalen glatten Gewänden und historischer Fenstersprossung. Das Dachgeschoss mit einer großen zurückgesetzten Mansarde zur Wohnnutzung ausgebaut. Bis 1949 war dieses Gebäude zweigeschossig, erst die Folgen eines Dachstuhlbrandes führten 1955 zur Aufstockung eines weiteren Geschosses sowie dem Umbau des Daches. Das Wohnhaus mit altem Kern (Kreuzgewölbe) in der unmittelbaren Innenstadt von Annaberg weist sowohl baugeschichtlichen als auch städtebaulichen Wert auf. | 09228608             |
|                                         | Wohnhaus in geschlossener Bebauung | Klosterstraße 4 (Karte)                                    | Kern 18. Jahrhundert                                             | baugeschichtliche und städtebauliche Bedeutung. Zweigeschossiges massives Wohnhaus mit sieben Achsen in geschlossener Bebauung in der Nähe des Annaberger Marktplatzes. Die reiche Fassadengestaltung entstand etwa um 1910 und wirkt durch Sockel, ein breites profiliertes Gesims zwischen den Geschossen, horizontale Mäanderbänder und Nutungen sowie das kräftig profilierte Traufgesims breit lagernd. Die Fenster des Erdgeschoss rechteckig mit halbrundem Stuckdekor als Bekrönung. In der gleichen Gestaltung auch der schmale mittige Hauszugang mit profiliertem Gewände, hier im Halbrund ein Medaillon mit dem Aesculapstab. Die Fenster im Obergeschoss ebenfalls rechteckig mit wechselnder halbrunder und dreieckiger Bekrönung. Alle Fenster mit T-Sprossung. Das schiefergedeckte Mansarddach mit einem Dachaufbau mit flachem Dreieckgiebel über den mittleren drei Achsen. Hier kannelierte Lisenen, die die Öffnungen rahmen, sowie ein Okulus im Giebelfeld. Im Inneren Holzvertäfelung im Flur, gewerbliche Nutzung des Erdgeschoss. Dieses innerstädtische Gebäude, das auf das 18. Jh. zurückgeht, besitzt als typisches Wohnhaus seiner Zeit, dessen Fassade gewandelten Geschmacksansprüchen angepasst wurde, baugeschichtliche und städtebauliche Bedeutung. | 09228592             |
| Weitere Bilder                          | Goldene Gans | Klosterstraße 5 (Karte)                                    | Im Kern 15./16. Jahrhundert (1497, 1508), später überformt       | Spitzbogenportal, mehrere Netz- und Zellensterngewölbe, baugeschichtliche, ortsgeschichtliche und personengeschichtliche Bedeutung, Seltenheitswert. Dreigeschossiger massiver Bau über unregelmäßigem Grundriss in Ecklage und geschlossener Bebauung. Der Eingang erfolgt über ein breites, leicht spitzbogiges spätgotisches Eingangsportal, die massige Fassade mit sechs zu sieben Achsen ist schmucklos: die Fenster mit farbig abgesetzter Rahmung und Holzfenstern mit historischer Sprossung. Dekoratives Element ist die friesartige Gestaltung mittels Knaggen und Stuckfeldern unterhalb des profilierten Traufgesimses. Das schiefergedeckte Walmdach mit stehenden Gaupen in zwei Reihen. Eine Besonderheit dieses Gebäudes ist die Erhaltung der inneren Aufteilung mit der früher als Durchfahrt genutzten Eingangshalle, dem seitlich anschließenden Treppenhaus, den von verschränktem Stabwerk eingefassten Türen und vor allem von Zellen- und Sterngewölben sowie einer Holzbalkendecke mit Schiffskehlbalken im Erdgeschoss. Historisch belegt ist ein großes Steingebäude mit reichen Zellengewölben an diesem Standort um 1500 des Hans Struntz, ab 1508 des Fundgrübners Lorenz Pflock. Das dritte Geschoss war nach 1847 aufgesetzt worden. Der später über Jahrhunderte bekannte Gasthof „Goldene Gans“ wurde 1935 zur Bibliothek umgenutzt, seit der letzten Sanierung 2003/04 dafür auch das ausgebaute Dachgeschoss. Bei einer Untersuchung der Keller wurde 1996/97 festgestellt, dass hier Tonnengewölbe aneinanderstoßen (Ausbildung von Stichkappen), was für Annaberg ungewöhnlich ist und dass es eine Anzucht zur Wasserableitung gibt, was die frühe Bebauung des Grundstückes unterstreicht. Dieses Gebäude ist eines der wenigen Objekte in Annaberg, das trotz der vielen Stadtbrände Bausubstanz aus der Entstehungszeit der Stadt bewahren konnte. Die Erhaltung der Innenausbauten vor allem der Gewölbe macht es zu einem Denkmal mit Seltenheitswert. Es gehört zu den historisch wichtigsten Gebäuden des Ortes und besitzt bau-, orts- und personengeschichtliche Bedeutung sowie städtebauliche Relevanz. | 09228607             |
|                                         | Postamt | Klosterstraße 6, 8, 10 (Karte)                             | Bezeichnet mit 1880, Einweihung 27. März 1881, erweitert 1907    | baugeschichtliche, wirtschaftsgeschichtliche und städtebauliche Bedeutung Architekt: Postbaurat Carl Zopff (bei der Oberpostdirektion Dresden) (für den Bauteil 1880) Stattlicher zweigeschossiger Gebäudekomplex, der einschließlich seiner rückwärtigen Anbauten fast einen gesamten innerstädtischen Block einnimmt. Zur Klosterstraße ist die vorwiegend aus gelbem Backstein bestehende Fassade reich geschmückt und folgt dem abgeknickten Straßenverlauf. Als Sandsteinelemente finden sich u. a. Giebel, Reliefs, horizontale Bänder und profilierte Gewände. Der Zugang erfolgt über ein großes rundbogiges Portal, die zweiflügelige historische Tür mit großem halbrunden Oberlicht erhalten. Ähnlich gestaltet ein großes rundbogiges Fenster auf der anderen Seite der Fassade. Portal und Rundbogenfenster geben zwei Achsen vor, die gestalterisch bis ins Dachgeschoss (dort als Zwerchhäuser) hervorgehoben und in historistischer Manier dekoriert sind (Pfeiler, Kapitelle, Zahnschnitt, Medaillons etc.). Im Wechsel dazu zwei weitere Achsen, die durch Erker gebildet werden, die ebenfalls bis ins Dachgeschoss reichen. Das Mansarddach ist schiefergedeckt. Dieses Hauptgebäude wurde von Postbaurat Zopff entworfen und 1880 erbaut. Aufgrund der intensiven Nutzung von Postsendungen v. a. durch die Posamentenindustrie erfolgte 1907 eine Erweiterung. In diesem Zusammenhang wurden die rückwärtigen Bauten Richtung Magazingasse errichtet. Diese besitzen die gleiche Klinkerverkleidung, sind aber nur eingeschossig. An der Stirnseite befindet sich die ehem. Paketannahme und -ausgabe: zwei Freitreppen führen zu den rundbogigen Zugängen mit Sandsteingewände. Die Fassaden der Anbauten mit rundbogigen Fenstern sind mittels flacher Wandvorlagen rhythmisiert. Dieses Bauwerk mit seiner typischen historistischen Gestaltungsvielfalt besitzt nicht nur baugeschichtliche und städtebauliche Bedeutung, sondern verdeutlicht ebenso den hohen Stellenwert der Post Ende des 19. Jh., die aufgrund der hohen Nachfrage in Innenstadtlage dieses monumentale Gebäude errichten ließ. | 09228590             |
| Weitere Bilder                          | Ehemaliges Königliches Hauptzollamt | Klosterstraße 7 (Karte)                                    | 1907–1908                                                        | baugeschichtliche und wirtschaftsgeschichtliche Bedeutung. Dreigeschossiges monumentales Verwaltungsgebäude, das 1907 als königliches Hauptzollamt errichtet wurde. Das verputzte Gebäude mit sieben Achsen zur Klosterstraße ist ein Werk des Neobarock mit einigen Jugendstilformen. Die drei rechten Achsen bilden einen sehr flachen Risalit, der im Dachgeschoss von einem geschweiften Giebel bekrönt wird, im Giebelfeld zwei Okuli. Flache Wandvorlagen mit horizontaler Nutung rhythmisieren diesen Bauteil. Außermittig befindet sich hier der Hauptzugang des Gebäudes: eine zweiflügelige Tür mit getrenntem Oberlicht wird von einem segmentbogenförmigen Portalaufbau mit Scheitelstein bekrönt. Der andere Fassadenteil schlichter, mit Putzrustika und großen korbbogenförmigen Fenstern im Erdgeschoss, einem kräftigen Gurtgesims und glatten Wandvorlagen zwischen den Fenstern der Obergeschosse. Das schiefergedeckte Dach mansardartig konstruiert. Bei diesem stattlichen Gebäude handelte es sich ehemals um einen wichtigen öffentlichen Bau im Stadtzentrum, der den zeitweiligen Reichtum durch die Industrieentwicklung der Stadt widerspiegelt. Nach außen kaum verändert, besitzt es v. a. bau- und wirtschaftsgeschichtliche Bedeutung. Inschrift: Providentiae Memor | 09228605             |
|                                         | Wohnhaus mit Laden, in geschlossener Bebauung | Klosterstraße 11 (Karte)                                   | Bezeichnet mit 1791                                              | mit Laden, baugeschichtliche und städtebauliche Bedeutung. Zweigeschossiges massives Wohngebäude mit sieben Achsen in Ecklage und geschlossener Bebauung. Der Hauseingang mit profiliertem Gewände, Segmentbogenschluss und gerader Verdachung befindet sich auf der Giebelseite in der Franziskanergasse, der Schlussstein bezeichnet „CCM 1791“. Auf der linken Seite des Erdgeschoss befindet sich ein kleiner Laden mit Zugang und Schaufenster. Alle Öffnungen besitzen eine farbig abgesetzte Rahmung, nur im Obergeschoss sind die mittleren drei Fenster optisch hervorgehoben. Diese sind segmentbogenförmig, das mittlere mit schlichter Verdachung. Das schiefergedeckte mächtige Mansarddach ist für Wohnzwecke ausgebaut und wird durch stehende Gaupen belichtet. Auch hier eine leichte Mittenbetonung durch eine breitere Gaupe mit Doppelfenster. In einer Umgebung, die in Richtung Markt von hohen Gebäuden, die um 1900 entstanden sind, geprägt ist, stellt dieses wenig veränderte Wohnhaus des späten 18. Jh. eine Besonderheit mit bau- und ortsgeschichtlichem Interesse dar. | 09228604             |
| Weitere Bilder                          | Franziskanerkloster (Sachgesamtheit) | Klosterstraße 12 (Karte)                                   | 1502–1515 (Nord- und Ostmauer)                                   | Anlage von besonderer bau- und ortsgeschichtlicher Bedeutung. Das Bettelordenkloster wurde 1502 begonnen, 1512 geweiht und 1515 ganz beendet. 1512 entstand hier auch die „Schöne Tür“, die sich heute in der Annenkirche befindet. Typisch für das Kloster ist die Lage am Stadtrand, an der Stadtmauer. Nach der Reformation verlassen die Brüder 1540 das Kloster, das zur Münze, Berggericht, Silberkammer und Bergamt umfunktioniert wird. 1604 fiel die Anlage dem großen Stadtbrand, endgültig dem Stadtbrand von 1731 zum Opfer. Auf dem Areal entsteht 1836 die Seidenfabrik von Thilo und Röhling (heutiges Amtsgericht) und nördlich 1887 die Kgl. Bezirkssteuereinnahme (heutige Polizei). Das o. g. Kellergewölbe wurde, ebenso wie die nordöstliche Ecke des ehem. Kreuzganges, 1999 frei gelegt. | 09300644             |
| Weitere Bilder                          | Franziskanerkloster (Sachgesamtheit) | Klosterstraße 12 (Karte)                                   | 1502–1515 (Kloster)                                              | Anlage von besonderer baugeschichtlicher, ortsgeschichtlicher und bergbaugeschichtlicher Bedeutung. Sachgesamtheit Annaberger Franziskanerklosters und Bergmagazin, bestehend aus den Einzeldenkmalen: Chorruine der Klosterkirche (Magazingasse 16, Flurstück 147) sowie ehemaliges Bergmagazin (Magazingasse 16, Flurstück 147) und Gartenpavillon (bei Magazingasse 16, Flurstück 146/1) – (siehe Einzeldenkmal 09227087, Magazingasse 16), Nord- und Ostmauer sowie Kellergewölbe (Klosterstraße 12, Flurstück 148/3) – (siehe Einzeldenkmal 09228614, Klosterstraße 12) sowie als Sachgesamtheitsteil: Reste von Stützmauern des ehemaligen Klostergartens; Anlage von besonderer baugeschichtlicher, ortsgeschichtlicher und bergbaugeschichtlicher Bedeutung | 09228614             |
|                                         | Gerichts-Schänke | Klosterstraße 13 (Karte)                                   | 18. Jahrhundert 18. Jh.                                          | baugeschichtliche und städtebauliche Bedeutung. Zweigeschossiges massives Wohngebäude mit sieben Achsen in geschlossener Bebauung. Der Hauseingang mit einem benachbarten breiteren Fenster in einer flachen eckigen Nische in der Mitte des Gebäudes. Der Eingang selbst eingezogen mit einer vorgelagerten Treppe. Fenster und Tür nicht denkmalgerecht, Öffnungen nur mit farbig abgesetzter Rahmung. Die verputzte Fassade ist schmucklos, zwischen Erdgeschoss und Obergeschoss in großen Druckbuchstaben „Gerichts-Schänke“. Das Satteldach mit 5 kleinen stehenden Gaupen in zwei Reihen. Bei einer Untersuchung der Keller wurde das Vorhandensein einer verfüllten Anzucht festgestellt, die früher der Wasserableitung diente. In einer Umgebung, die bis auf das Nachbarhaus in Richtung Markt von hohen Gebäuden, die um 1900 entstanden sind, geprägt ist, besitzt dieses Wohnhaus des 18. Jh. trotz seiner nachträglichen Veränderungen bau- und städtebauliche Bedeutung. | 09228603             |
|                                         | Mietshaus in geschlossener Bebauung | Klosterstraße 15 (Karte)                                   | 1910–1911                                                        | Jugendstil- und Reformstil-Architektur, baugeschichtliche und künstlerische Bedeutung. Repräsentatives viergeschossiges Wohn- und Geschäftshaus in ausgeprägten Jugendstilformen mit acht Achsen in geschlossener Bebauung. Optisch wird die Fassade durch eine blechverkleidete schmale Verdachung (zwischen Erdgeschoss und Obergeschoss) in zwei Bereiche gegliedert. Im unteren Teil zunächst der Sockel mit Kellerfenstern und ganz rechts einer größeren Öffnung, darüber das Erdgeschoss mit sieben großen hochrechteckigen vergitterten Fenstern. Ganz links befindet sich der Zugang zum Gebäude. Dieser ist leicht eingezogen, mit einer vorgelagerten Treppe und wird von zwei u.a mit medaillonhaften Formen gemusterten Halbsäulen gerahmt. Im Bereich des Gebälk die Aufschrift „Albrecht Bonitz“. Die originale einflügelige Holztür in Jugendstilgestaltung ist erhalten. Außermittig besitzt das Gebäude im 1. und 2. Obergeschoss einen Erker auf halbovalem Grundriss. Am dominantesten ist jedoch der hohe Dreieckgiebel, der sich auf der rechten Hausseite über sechs Fensterachsen erstreckt. Im Giebelfeld drei Fenster im Palladiomotiv. Die Fenster aller Geschosse sind zu unterschiedlichen Gruppen zusammengefasst, die teilweise in flachen Putznischen liegen. Insgesamt wirkt die Fassade stark geöffnet, da die Fenster so groß sind, dass zwischen ihnen nur schmale Putzstege bestehen bleiben. Üppig in Giebelspitze und am Erker, ansonsten sparsam verteilt Stuckreliefs verschiedener Größen in Jugendstilgestaltung. Neben den originalen Fenstern mit kleinteiliger Sprossung in den Oberlichtern ist auch im Inneren ein großer Teil an originaler Ausstattung erhalten: dazu zählen u. a. Türen, Stuck, Lampen, Heizungsverkleidung und Treppengeländer. Dieses 1911 vom Dresdner Architekten Georg Heinsius von Mayenburg errichtete Jugendstilgebäude besitzt eine besondere bauhistorische und künstlerische Bedeutung nicht nur wegen seiner qualitätvollen Gestaltung, sondern auch wegen seines authentischen Erhaltungszustandes. Es stellt ein gelungenes Beispiel der v. a. um 1900 wichtigen Bauaufgabe Wohn- und Geschäftshaus dar. | 09228602             |
| Weitere Bilder                          | Ehemalige Königliche Bezirkssteuereinnahme | Klosterstraße 16 (Karte)                                   | 1881–1886, bezeichnet mit 1881                                   | heute als Polizeigebäude genutzt, baugeschichtliche und wirtschaftsgeschichtliche Bedeutung. Dreigeschossiges massives Verwaltungsgebäude in offener Bebauung, das Ende des 19. Jh. als königliche Bezirkssteuereinnahme errichtet wurde. Es wird aus einem quergerichteten Hauptgebäude mit einem Anbau gebildet, der später noch weiter in die Tiefe des Grundstückes erweitert wurde. Die Hauptfassade weist einen nur leicht vorgezogenen Mittelrisalit mit einem Fensterpaar auf. Das Sockelgeschoss mit Natursteinverkleidung, das restliche Gebäude verputzt, die Ecken einschl. derer am Risalit werden durch ihre Ausbildung in Sandsteinquadermauerwerk hervorgehoben. Ebenfalls aus Sandstein bestehen die zurückhaltend dekorierten Fenstergewände in allen Geschossen. Es finden sich an der Hauptfassade 6, auf der Schmalseite des Hauptgebäudes 2 Fenster. Im Bereich des Risalits sind die Öffnungen am aufwändigsten gestaltet: die Stütze zwischen den Fenstern unten mit ionischem Kapitell, oben schlichter, weist Ähnlichkeit zur Gestaltung der Hauptachsen beim Annaberger Postgebäude auf, die kräftigen Sohlbänke mit Konsolen, das Fenster im Obergeschoss mit gerader Verdachung. Die Betonung der Mittelachse setzt sich als Zwerchhaus bis ins Dachgeschoss fort, hier die Bezeichnung „1887“. Der Zugang zum Gebäude erfolgt über die Seite. Wie die Gebäudeecken besteht auch das Traufgesims aus Sandstein und ist mit einem umlaufenden Zahnschnittfries geziert. Das flache schiefergedeckte Walmdach besitzt 4 Dachhäuschen neueren Datums. Als typisches Verwaltungsgebäude Ende des 19. Jh. errichtet, beherbergte das Gebäude ursprünglich neben der Bezirkssteuereinnahme auch das Königl. Forstrentamt sowie Bauverwaltung und Landmesserbüro, heute wird es als Polizeigebäude genutzt. Dadurch besitzt es nicht nur baugeschichtliche, sondern auch wirtschaftsgeschichtliche Bedeutung. | 09228589             |
| Direkt Bild zu diesem Denkmal hochladen | Franziskanerkloster (Sachgesamtheit) | Klosterstraße 16 (Hauptanschrift Klosterstraße 12) (Karte) | 1502–1515                                                        | |                      |
|                                         | Wohn- und Geschäftshaus | Klosterstraße 17 (Karte)                                   | Bezeichnet mit 1904                                              | baugeschichtliche Bedeutung. Viergeschossiges massives Wohn- und Geschäftshaus mit sechs Achsen in geschlossener Bebauung. Die beiden in diesem Objekt vereinten Funktionen lassen sich deutlich durch die Fassadengestaltung ablesen: Erdgeschoss und 1. Obergeschoss waren der gewerblichen Nutzung, die Obergeschosse dem Wohnen vorbehalten. Die Verkleidung des unteren Teils besteht aus Naturstein, die die im Erdgeschoss eckigen, im Obergeschoss rundbogigen großen Fensteröffnungen lisenenartig umschließt und die Rundbögen betont. Der Eingang befindet sich in der rechten Achse, ist eingezogen und mit einer Treppe versehen. Die zweiflügelige Jugendstiltür mit Oberlicht ist erhalten. In der Fassade ist die Öffnung ohne Gewände ausgeschnitten, besitzt jedoch als Scheitelstein ein Frauengesicht, umgeben von einem floralem Muster im nach oben geschwungenen Gebälk. Ab den beiden oberen Geschossen wird die Mitte des Gebäudes mittels eines Erkers betont. Der knospenartige Anlauf mit blattartigem Dekor entspringt einem bärtigen Männergesicht. Am Erker ist zudem ein merkurartiger Kopf zwischen den Obergeschossen, seitlich u. a. ein Aesculapdekor, was den Bezug zu Pharmazie bzw. Medizin herstellt. Das Fassadenmaterial der Obergeschosse ist weißer Klinker mit Sandstein am Erker, den jugendstilhaft dekorierten Fenstern und am Traufgesims, dieses mit einem kräftigen Zahnschnitt. Die Mittenbetonung setzt sich bis ins Dachgeschoss als Zwerchhaus mit geschwungenem Giebel fort, hier die Bezeichnung „1904“ sowie im obersten Teil ein weiterer bärtiger Kopf. Das schiefergedeckte Dach wurde nachträglich beidseits des Zwerchhauses mansardähnlich an dieses angebaut. Insgesamt zeugt die Detailvielfalt und qualitätvolle Gestaltung dieses Wohn- und Geschäftshauses von der hohen Wirtschaftskraft in Annaberg zu Beginn des 20. Jh. Es ist ein Beispiel eines Wohn- und Geschäftshauses mit Jugendstileinflüssen von baugeschichtlichem Wert. | 09228601             |
|                                         | Mietshaus in geschlossener Bebauung | Klosterstraße 19 (Karte)                                   | Um 1850                                                          | baugeschichtliche und städtebauliche Bedeutung. Dreigeschossiges massives Mietshaus mit sechs Achsen in geschlossener Bebauung. Dieses verputzte Gebäude zeichnet sich durch eine schlichte Fassadengestaltung aus, die 1928 bei der Aufstockung eines Geschosses entstand. Ein schlichtes Gesims trennt das Erdgeschoss von den Obergeschossen. In allen Etagen werden jeweils zwei der insgesamt sechs Achsen von flachen Wandvorlagen gerahmt, nur die Fenster von Erdgeschoss und 1. Obergeschoss besitzen kantige Sohlbänke, tlw. über beide Öffnungen reichend. Der Eingang in der rechten Achse ist eingezogen mit vorgelagerter Treppe. Die zweiflügelige historistische Haustür mit schönem Gitterwerk vor der Verglasung ist erhalten. Das schiefergedeckte Mansarddach ist zu Wohnzwecken ausgebaut. Das Gebäude mit seinen zwei entscheidenden Bauphasen (die des frühen 19. und die des frühen 20. Jh.) besitzt sowohl baugeschichtliche als auch städtebauliche Bedeutung. | 09228600             |
|                                         | Mietshaus in geschlossener Bebauung | Klosterstraße 21 (Karte)                                   | Um 1790 (barocker Kern)                                          | baugeschichtliche und städtebauliche Bedeutung. Zweigeschossiges Wohnhaus mit acht Fensterachsen in geschlossener Bebauung. Im Kern vermutlich noch barock, zeigt das üppige Fassadendekor dieses Hauses eine spätere bauliche Überarbeitung. Die dritte und sechste Achse sind betont, hier rustikaähnliche Putzgestaltung, wappenartiges Dekor und Fensterverdachung. In den anderen Achsen Halbrosetten und Stuckspiegel über den Fenstern, kleine Rosetten auf Putzspiegeln zwischen den Etagen. Die Fenster allerdings ohne denkmalgerechte Sprossung. Der Eingang mit qualitätvoller zweiflügeliger Tür befindet sich in der zweiten Achse links. Das Mansarddach ist schiefergedeckt mit zwei Reihen stehender Gaupen. In seiner Kubatur entspricht das Gebäude der Bebauung der Straße im 18. Jh. Anders als bei seinen Nachbargebäuden wurde es im 19. und 20. Jh. weder abgebrochen noch aufgestockt, nur seine Fassade wurde im Geschmack der Zeit historistisch überformt. Es handelt sich somit um ein baugeschichtlich und städtebaulich bedeutendes Gebäude. | 09228599             |
|                                         | Mietshaus in geschlossener Bebauung | Klosterstraße 23 (Karte)                                   | 1791 (barocker Kern), später überformt                           | baugeschichtliche und städtebauliche Bedeutung. Zweigeschossiges massives Mietshaus in Ecklage und halboffener Bebauung. Dieses Gebäude befindet sich, stadteinwärts blickend, am Beginn der geschlossenen Bebauung der Klosterstraße, die direkt zum Marktplatz führt und Adresse wichtiger öffentlicher Bauten ist. Es handelt sich um ein 5achisges Mietshaus, dessen Fassade Ende des 19. Jh. in schlichter Neorenaissancegestaltung umgeformt worden ist. Die Mittelachse ist durch Rustikaandeutung hervorgehoben und findet im Dach durch ein kleines geschweiftes Zwerchhaus ihren Abschluss. Das Fenster des Erdgeschoss hier mit Dreieckverdachung. Alle anderen Fenster mit der gleichen Gestaltung bei Gewände, Sohlbank sowie gerader Verdachung mit Konsolen. Im Obergeschoss stellt diese Verdachung gleichzeitig einen Teil des Traufgesimses dar. Das hohe Mansarddach besitzt kleine stehende Gaupen. Der Zugang zum Gebäude erfolgt auf der Rückseite durch einen Hofeingang auf dem Steinweg. Zudem gehört zum Ensemble ein Hintergebäude zur Münzgasse, dieses ist schlicht mit Putzspiegeln in den Achsen zwischen den Geschossen und ausgebautem Dach. Die Kubatur des Gebäudes deutet wie bei seinem Nachbarhaus auf eine Entstehungszeit Ende des 18. Jh. hin, während die Fassade Ende des 19. Jh. verändert wurde. Aufgrund seiner Geschichte und Lage ist dies ein Gebäude von baugeschichtlichem und städtebaulichem Interesse. | 09228598             |
| Direkt Bild zu diesem Denkmal hochladen | Schwibbogen | Korngasse (Karte)                                          | um 1800                                                          | städtebauliche und ortsbildprägende Bedeutung. Zwischen den Gebäuden Klosterstraße 2 und Markt 13 wurde über der schmalen Korngasse ein Schwibbogen zur Kraftableitung errichtet. Dieser Bogen ist korbbogenförmig, oben gerade abgeschlossen und aus Gründen des Witterungsschutzes heute mit einer steilen verschieferten Bedachung versehen. Schwibbögen sind auch in Annaberg ein Relikt aus alter Zeit von städtebaulichem und ortsbildprägendem Wert, den es zu bewahren gilt. | 09228591             |
| Weitere Bilder                          | Kursächsische Postmeilensäulen (Sachgesamtheit)                                                                                                   | Köselitzplatz (Karte)                                      | Bezeichnet mit 1727                                              | Kopie einer Distanzsäule, verkehrsgeschichtlich von Bedeutung. Kopie einer kursächsischen Distanzsäule, Torsäule, bezeichnet 1727, nahe dem Originalstandort, am Böhmischen Tor, die nur an zwei Seiten Entfernungsinschriften trägt, an den anderen Seiten Annaberg „1727“ und Posthornzeichen, heller Granit aus dem Greifensteingebiet, Wappenstück Sandstein. Es handelt sich um eine aus Postament, Obelisk mit Wappenstück und Spitze bestehende Postmeilensäule, sie ist aus Granit gefertigt. Diese Säule ist eine von über 1000 zwischen 1726 und 1765 errichteten Wegweisern, die nach den Messungen des Land- und Grenzkommissars Adam Friedrich Zürner entlang der wichtigsten Straße und Handelsrouten Sachsens aufgestellt worden sind. In Auftrag gegeben wurden sie von Kurfürst Friedrich August II. von Sachsen, während die Gestaltung vermutlich auf M.D. Pöppelmann zurückgeht. Ein über Eck gestelltes Wappenpaar bildet die Hauptdekoration. Die hier aufgestellte Säule stammt vom ehem. Böhmischen Tor, durch das die Poststraße über Oberwiesenthal nach Karlsbad führte. Eine Besonderheit ist die Form des Schafts, der sich nicht allseitig und gleichmäßig in Richtung auf die Spitze verjüngt, sondern nur an den beiden Seiten ohne Entfernungsangaben. Die anderen beiden Seiten stehen senkrecht. Die Säule trägt zudem außergewöhnlicherweise nur ein Doppelwappen, anstatt zwei. Es befindet sich an den anlaufenden Schaftseiten und zeigte zur straßenabgewandten Seite. Im Zusammenhang mit dem Abriss der Stadtbefestigungsanlage Annabergs wurde auch die Säule beseitigt und man verbaute sie. 1938 lagerten die Schriftteile im Erzgebirgsmuseum Annaberg. Die Forschungsgruppe Postmeilensäulen initiierte 1968 die Suche nach den verbleibenden Teilen. Sockel und Profilplatten konnten gefunden werden, Wappenstück und Spitze blieben verschollen. Der Bildhauermeister Kurt Wagler (Mildenau) restaurierte unter Verwendung der originalen Teile die Säule. Die fehlenden Wappenstücke wurden aus Elbsandstein, die anderen Fehlstücke aus Zschorlauer Granit neu angefertigt. 1980 wurde die Säule innerhalb der heutigen Grünanlage des Köselitzplatzes aufgestellt. | 09228909             |
|                                         | Zweigeschossiges Bürgerhaus | Köselitzplatz 1 (Karte)                                    | bez. 1814                                                        | bemerkenswertes klassizistisches Gebäude, auch Wohnhaus der Annaberger Kaufmannsfamilie Köselitz, aus denen der Schriftsteller Heinrich Köselitz (1854–1918) und der Maler Rudolf Köselitz (1861–1948) stammen, baugeschichtliche und ortsgeschichtliche Bedeutung. Zweigeschossiges repräsentatives Bürgerhaus mit auffälligem Mittelrisalit in halboffener Bebauung. Das langgestreckte Gebäude besitzt neun Achsen, wobei die jeweils äußere im Erdgeschoss ursprünglich eine rundbogige Durchfahrt enthielt. Der Eingang zum Gebäude ist mittig und besitzt im schlichten Gewände einen Scheitelstein mit goldenem Posthorn und der Bezeichnung „1814“. Die Fensteröffnungen in beiden Geschossen mit der gleichen schlichten, farbig abgesetzten Rahmung, sind leicht spitzbogig und mit kleinteilig gesprossten Fenstern versehen. Ungewöhnlich ist die Betonung der Gebäudeecke mit kolossalen Dreiviertelsäulen. Das mächtige Krüppelwalmdach ist schiefergedeckt mit kleinen stehenden Gaupen in zwei Reihen. Das sogenannte Köselitzhaus ist einer der frühesten klassizistischen Bauten Annabergs. Es wird dem erzgebirgischen Baumeister Johann Traugott Lohse zugeschrieben, obwohl es im Kern sicher älter als 1814 ist. Bedeutsam ist der Standort des Gebäudes, war doch hier am ehem. Böhmischen Tor der Durchlass der Poststraße ins Böhmische nach Karlsbad. Mit Sicherheit deutet das Posthorn auf eine Verbindung zu diesen Reiserouten hin. Am Gebäude zudem eine Hinweistafel „Hermann Köselitz (1822–1910), Vater von Rudolf und Heinrich Köselitz“. (Beide Söhne sind bekannte Persönlichkeiten: Heinrich Köselitz als Schriftsteller und Komponist sowie Rudolf Köselitz als Maler und Illustrator.) Bei diesem Haus handelt es sich nicht nur um ein baugeschichtlich und städtebaulich wertvolles Objekt, sondern es besitzt auch personen- und ortsentwicklungsgeschichtliche Bedeutung. | 09228945             |
| Direkt Bild zu diesem Denkmal hochladen | Gehöft | Köselitzplatz 2, 3 (Karte)                                 | 18. Jh.                                                          | baugeschichtliche und ortsgeschichtliche Bedeutung. Stattliches Gehöft, zu dem das zweigeschossige Hauptgebäude, der seitliche Torbogen, Nebengebäude und Scheune gehören. Das Hauptgebäude mit seiner schlichten Fassade weist in Richtung Köselitzplatz. Der Zugang mit einfachem Gewände und leicht auskragender Verdachung auf Konsolen außermittig in der neunachsigen Straßenansicht, alle Fenster mit einem glatten farbig abgesetzten Gewände. Über dem Traufgesims des schiefergedeckte Krüppelwalmdach mit einer langgestreckten Hechtgaupe. Seitlich Richtung Köselitzhaus schließen sich die große korbbogenförmige Tordurchfahrt, auf der anderen Seite die Nebengebäude an. Dieses aus dem 18. Jh. stammende Gehöft stellt im heute städtischen Kontext eine Ausnahme dar. Ursprünglich unmittelbar vor der Stadtmauer am Böhmischen Tor gelegen, hat es einen städtebaulich besonderen Standort inne. Auch bau- und ortsgeschichtlich ist es von großem Interesse. | 09228946             |
| Direkt Bild zu diesem Denkmal hochladen | Mietshaus in geschlossener Bebauung | Kupferstraße 2 (Karte)                                     | Um 1895                                                          | | 09228789             |
| Direkt Bild zu diesem Denkmal hochladen | Wohnhaus in geschlossener Bebauung | Kupferstraße 4 (Karte)                                     | Anfang 19. Jh.                                                   | im Innern Kreuzgewölbe, baugeschichtliche und städtebauliche Bedeutung. Zweigeschossiges massives Wohnhaus mit sechs Achsen in geschlossener Bebauung. Die verputzte Fassade des Gebäudes ist schmucklos, nur die Öffnungen besitzen farbig abgesetzte glatte Fenstergewände. Die Türöffnung außermittig ohne historisch interessante Tür, die Fenster sind nicht denkmalgerecht. Das schiefergedeckte Satteldach mit stehenden Gaupen in zwei Reihen. Im Inneren wohl Kreuzgewölbe. Dieses Gebäude ist ein Beispiel der städtischen Wohnbebauung zu Beginn des 19. Jh. Es besitzt baugeschichtlichen und städtebaulichen Wert. | 09228791             |
| Direkt Bild zu diesem Denkmal hochladen | Wohnhaus in geschlossener Bebauung | Kupferstraße 5 (Karte)                                     | 18. Jahrhundert, später überformt                                | Baugeschichtliche und städtebauliche Bedeutung, seit 2019 zugehörig zur Kernzone des UNESCO-Welterbes Montanregion Erzgebirge/Krušnohoří. Stattliches zweigeschossiges Gebäude mit sieben Achsen in geschlossener Bebauung. Das Gebäude besitzt eine deutliche Mittenbetonung durch die zwerchhausartig ins Dachgeschoss fortgesetzte Fassade mit einem dreieckigen Giebelabschluss; hier drei Fenster sowie ein Okulus. In der Mittelachse befindet sich zudem der Eingang, der durch eine schlichte portikusähnliche Gestaltung mit gerader Verdachung hervorgehoben wird. Die heutige Türöffnung wirkt durch die seitlichen glatten Mauerflächen wie nachträglich verkleinert. Rechts neben dem Eingang zwei kleine wie zu einem Stall gehörende Fenster, anschließend eine weitere kleine Tür. Die Fenster schmucklos mit kleinteiliger Sprossung. Das Mansarddach mit stehenden Gaupen. Der Zwerchgiebel ist eine Zutat um 1910, ebenso wie ein Großteil des Inneren wie Türen und Treppenanlage. Eine Tür aus barocker Zeit mit kunstvoll geschmiedeten Bändern sowie ein Kreuzstockfenster nach hinten haben sich erhalten. Das Gebäude fällt durch seine repräsentative Kubatur ins Auge und besitzt baugeschichtliche und städtebauliche Bedeutung. | 09305078             |
| Direkt Bild zu diesem Denkmal hochladen | Wohnhaus in geschlossener Bebauung | Kupferstraße 6 (Karte)                                     |                                                                  | | 09228792             |
|                                         | Wohnhaus in halboffener Bebauung | Kupferstraße 8 (Karte)                                     | 16./17. Jh.                                                      | im Innern Sterngewölbe, Kreuzgratgewölbe und Renaissancedecke, baugeschichtliche und kunsthistorische sowie städtebauliche Bedeutung. Zweigeschossiges Wohnhaus mit sieben zu vier Achsen in Ecklage und halboffener Bebauung. Das verputzte Gebäude wirkt nach außen sehr schlicht: die Fenster nur mit schmaler farbig abgesetzter Rahmung, der Eingang mit einem schlichten Gewände und rundbogenförmigem Aufsatz. Einzige Besonderheiten sind die vier linken Fenster des Obergeschosses, die zu zwei Paaren gekoppelt sind und eine Farbverglasung aufweisen, außerdem existiert ein kleines rundbogiges Portal aus Porphyr auf der Rückseite des Gebäudes. Satteldach mit stehenden Gaupen. Dass es sich hier um ein frühes Bauwerk aus der Zeit der Renaissance handelt, zeigt sich erst im Inneren, wo sich Sterngewölbe, Kreuzgratgewölbe und eine Renaissancedecke erhalten haben sollen. Da Annaberg aufgrund der vielen Stadtbrände den überwiegenden Teil der Gebäude von vor 1731 bzw. 1604 verloren hat, ist dies ein Objekt von besonderer bau- und kunsthistorischer Bedeutung. | 09229151             |
| Direkt Bild zu diesem Denkmal hochladen | Wohnhaus in geschlossener Bebauung | Kupferstraße 12a (Karte)                                   | Bezeichnet mit 1798                                              | Im Innern Kreuzgewölbe, baugeschichtliche und städtebauliche Bedeutung, seit 2019 zugehörig zur Kernzone des UNESCO-Welterbes Montanregion Erzgebirge/Krušnohoří. Zweigeschossiges, langgestrecktes Wohnhaus mit acht Achsen in geschlossener Bebauung. Im Erdgeschoss befindet sich der Hauseingang außermittig in einem verputzten Gewände mit einem abgetrennten Oberlicht. Die Tür selbst ist schlicht und zweiflügelig. Der Scheitelstein des korbbogenförmigen oberen Abschlusses ist mit „1798“ bezeichnet. Neben diesem Eingang finden sich zwei weitere Zugänge, denen je zwei Fenster zugeordnet sind. Alle Öffnungen der verputzten Fassade weisen glatte Gewände auf. Ansonsten ist das Haus schmucklos. Die Fenster sind nicht denkmalgerecht. Über einem profilierten Traufgesims erhebt sich das schiefergedeckte Satteldach mit zwei Reihen stehender Gaupen, die unteren drei jeweils mit Doppelfenster. Dieses Bauwerk stammt laut Bezeichnung von 1798 und besitzt als typisches Wohnhaus dieser Zeit (mit außergewöhnlicher Breite) baugeschichtliche und städtebauliche Bedeutung. | 09305079             |
| Direkt Bild zu diesem Denkmal hochladen | Doppelwohnhaus in geschlossener Bebauung | Kupferstraße 12a, 12 (Karte)                               | Bezeichnet mit 1798                                              | im Innern Kreuzgewölbe, baugeschichtliche und städtebauliche Bedeutung. Zweigeschossiges massives Wohnhaus mit fünf Achsen in geschlossener Bebauung. Der Zugang zum Gebäude befindet sich in der Mittelachse. Er ist eingezogen, mit vorgelagerter Treppe und weist eine schöne historische einflügelige Tür mit Oberlicht auf. Durch das starke Gefälle der Straße besitzt das Untergeschoss neben einem Kellerfenster einen kleinen Zugang an der rechten Seite des Gebäudes. Alle Öffnungen der Fassade weisen glatte Gewände auf, ansonsten ist das zum Teil aus Bruchsteinmauerwerk bestehende Haus schmucklos, die Fenster nicht denkmalgerecht. Das Satteldach mit 3 stehenden Gaupen, die jeweils ein Doppelfenster aufweisen. Bei einer Untersuchung der Keller wurde 1996/97 das Vorhandensein einer historischen, offenen Anzucht festgestellt, die auf eine frühe Bebauung des Grundstückes schließen lässt. Das heutige Bauwerk stammt wie sein Nachbar aus der Zeit um 1800 und besitzt als typisches Wohnhaus dieser Zeit baugeschichtliche und städtebauliche Bedeutung. | 09228913             |
| Direkt Bild zu diesem Denkmal hochladen | Barockes Wohnhaus in halboffener Bebauung | Kupferstraße 14 (Karte)                                    | Nach 1731                                                        | im Innern Kreuzgewölbe, schönes barockes Portal, baugeschichtliche und städtebauliche Bedeutung. Zweigeschossiges, aus Bruchsteinmauerwerk errichtetes Wohnhaus mit sieben Achsen in geschlossener Bebauung. Die Fassade ist zurzeit nicht verputzt. Das Portal befindet sich in der Mittelachse und besitzt ein Natursteingewände, dieses mit Korbbogen, Scheitelstein und seitlicher floraler Dekoration (Hängezapfen). Die Tür zweiflügelig aus Holz mit einem schmalen geschwungenen Oberlicht. Das Mittelfenster über der Tür gestalterisch ebenfalls herausgehoben durch ein geschweiftes profiliertes Gewände. Alle anderen Fenster mit glatten Natursteingewänden. Im Obergeschoss die histor. gesprossten Fenster einschl. der Winterfenster erhalten, im Erdgeschoss zweiflügelige hölzerne Fensterläden. Das Satteldach mit zwei Reihen stehender Gaupen. Im Inneren wohl Kreuzgewölbe. Durch den fehlenden Putz dieses typischen barocken Wohnhauses lässt sich die Bauweise der Gebäude dieser Zeit sehr gut ablesen. Kaum verändert, besitzt dieses Objekt baugeschichtliche und städtebauliche Bedeutung, aber auch wichtigen Informationsgehalt zur Ortsentwicklung. | 09228912             |
| Direkt Bild zu diesem Denkmal hochladen | Ehemaliger Marienstift | Kupferstraße 20 (Karte)                                    | nach 1731                                                        | stattlicher Putzbau mit Segmentbogenportal und Mansarddach, im Innern Kreuzgewölbe, baugeschichtliche und sozialgeschichtliche Bedeutung. Zweigeschossiges, verputztes Wohnhaus mit sieben Achsen in geschlossener Bebauung. Das Portal befindet sich in der Mittelachse und besitzt ein profiliertes Gewände, dieses mit Korbbogen und Scheitelstein, die Tür einflügelig mit Oberlicht. Die Betonung der Mitte wird erreicht durch ein über die mittleren drei Achsen reichendes Gesims zwischen Erdgeschoss und Obergeschoss, vor allem aber durch die gestalterische Heraushebung der drei Mittelfenster: diese mit Gewänden analog der Portalgestaltung, kräftiger Sohlbank und gerader Verdachung. Anstelle des Scheitelsteins hier am Mittleren eine Wappenkartusche, an den seitlichen je ein medaillonartiges Dekor. Alle anderen Fenster mit glatten Gewänden und histor. gesprossten Fenstern. Über dem profilierten Traufgesims das große schiefergedeckte Mansarddach mit stehenden Gaupen in zwei Reihen. Im Inneren Kreuzgewölbe. Es handelt sich um ein typisches Wohn- bzw. Bürgerhaus des 18. Jh., in dem 1850 ein Heim für geschädigte Kinder eingerichtet wurde. Somit besitzt das augenscheinlich kaum veränderte Gebäude nicht nur baugeschichtliche Bedeutung, sondern ist zudem auch von sozialgeschichtlichem Interesse. | 09228911             |